# Quimper
Cet article possède des paronymes, voir Quimperlé, Quemper-Guézennec et Quemperven.
Quimper (/kɛ̃pɛʁ/ ), en breton Kemper, est une commune française de la région Bretagne située dans le nord-ouest de la France. Préfecture du département du Finistère et siège du Conseil départemental, elle est composée de deux cantons. Elle est également la capitale traditionnelle de la Cornouaille, du Pays Glazik et du Pays de Cornouaille (331 300 habitants en 2009), le siège de l'intercommunalité de Quimper Bretagne occidentale (101 591 habitants en 2021), le siège de l'arrondissement de Quimper et enfin le siège du diocèse de Quimper et Léon. Ses habitants sont appelés les Quimpérois.
Autrefois très réduit, le territoire communal de Quimper a été considérablement étendu à compter du 1er janvier 1960 à travers l'annexion des trois communes limitrophes de Kerfeunteun (3 216 hectares), Ergué-Armel (3 356 ha) et Penhars (1 502 ha). Avant 1960, la commune couvrait 192 hectares, ce qui en faisait le moins vaste chef-lieu de département français. Avec 63 513 habitants en 2014, Quimper est la 80e commune de France, la 3e de la région Bretagne (après Rennes et Brest) et la 2e du Finistère au regard de la population. En 2014, son unité urbaine compte 79 804 habitants et son aire urbaine 126 730 habitants, soit la 2e aire urbaine du département après celle de Brest. La ville est traversée par quatre cours d'eau : l'Odet (stêr Oded) et ses trois principaux affluents, le Steïr, le Frout et le Jet.
Selon des études, Quimper se classait en 2e position des villes françaises où il faisait bon vivre en 2017. Elle était la 13e commune la moins pauvre de France en 2012 et la 1re agglomération comprise entre 70 000 et 100 000 habitants où il fait bon d'entreprendre en 2016. La ville est classée Ville d'art et d'histoire, gratifiée de quatre fleurs au concours des villes et villages fleuris et de la note @@@@ par le label des Villes Internet.

## Géographie

### Localisation

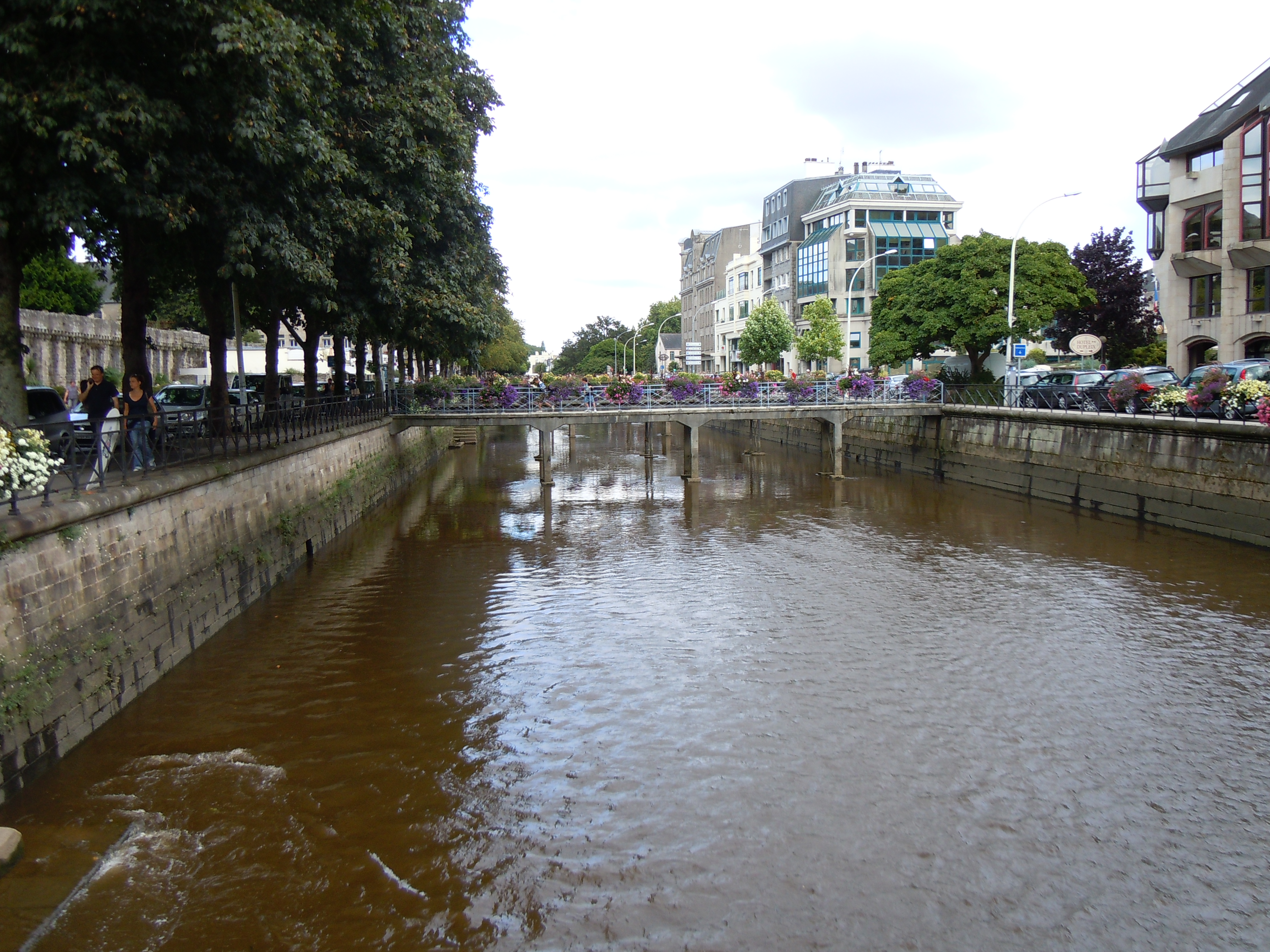
L'Odet dans la ville de Quimper.

L'axe historique de la ville est situé aux confluences de l'Odet et de ses affluents : le Steïr, le Frout et le Jet.
Quimper est à 15 km des côtes atlantiques. La mer remonte la vallée encaissée de l'Odet et lui donne une position de port de fond d'estuaire qui explique son implantation et une partie de son rôle économique.
C'est aussi un carrefour routier très ancien entre la route nationale 165 et les routes départementales D765, D785 et D783. La ville est à 565 km de Paris, 550 km de Bordeaux, 740 km de Bayonne, 790 km de Toulouse, 1 022 km de Strasbourg, 1 030 km de Montpellier, 1 210 km de Marseille, 1 370 km de Nice, 215 km de Rennes, 232 km de Nantes, 71 km de Lorient, 122 km de Vannes ou encore à 65 km de Brest.

### Communes limitrophes
Les communes limitrophes sont Pleuven, Briec, Ergué-Gabéric, Guengat, Landrévarzec, Plogonnec, Plomelin, Plonéis, Pluguffan et Saint-Évarzec.
| Plogonnec Guengat | Landrévarzec      | Briec         |
| Plonéis Pluguffan | Quimper           | Ergué-Gabéric |
| Plomelin          | Gouesnach Pleuven | Saint-Évarzec |

### Les quartiers de Quimper

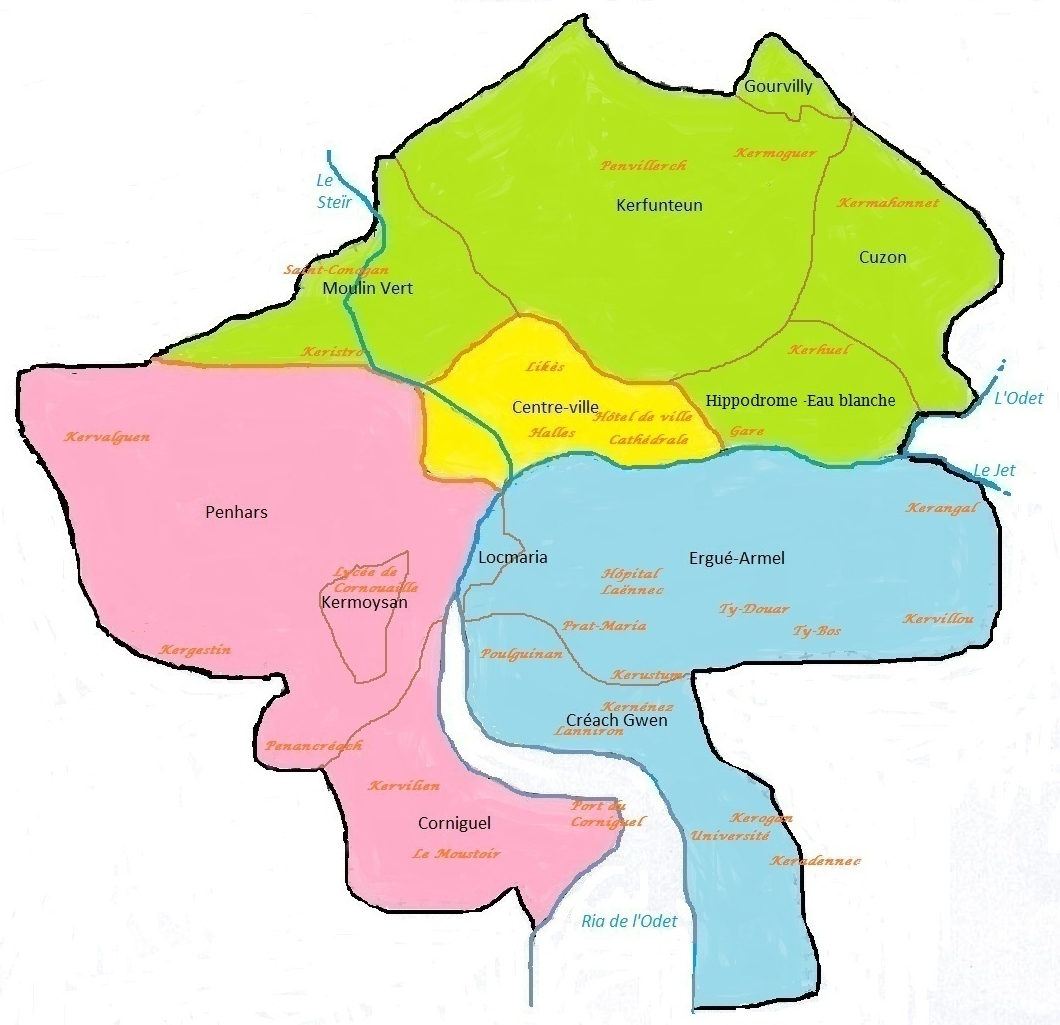
Carte des quartiers de Quimper

### Géologie, relief et sismicité

#### Géologie

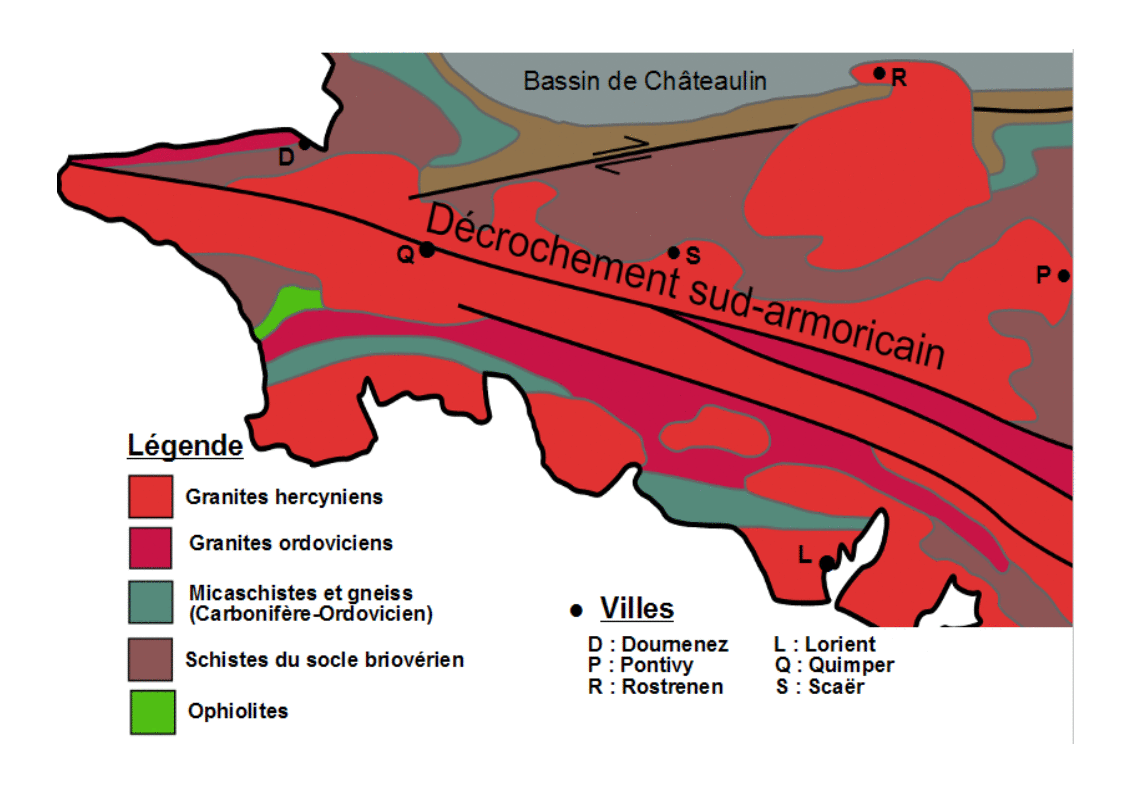
Carte géologique de la région de Quimper.

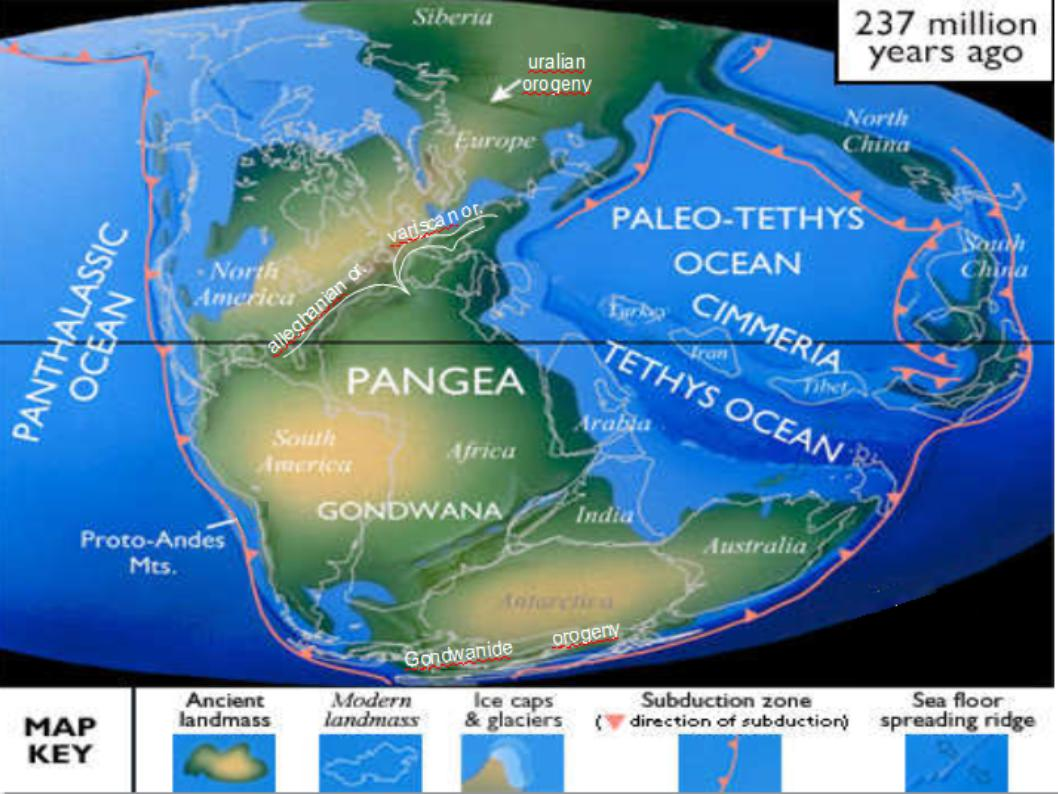
Reconstruction moderne de la Pangée (il y a 237 millions d'années). La collision entre la Laurussia et le Gondwana à l'origine de ce supercontinent est le moteur de l'orogène varisque (en sur la carte) dont l'empreinte subsiste notamment à travers l'Europe (dessinant un V dont la pointe serait le Massif central).

Le territoire de Quimper appartient à l'une des grandes unités géologiques de la péninsule bretonne, le domaine sud armoricain. Sur un socle briovérien s'est formée une couverture sédimentaire paléozoïque. L'ensemble, socle et couverture, est plissé lors de l'orogenèse varisque (dite aussi hercynienne) (entre 350 et 290 Ma). La collision continentale au cours de cette orogenèse se traduit par un métamorphisme général de basse-moyenne pression, formant les micaschistes au nord de Quimper. Au Stéphanien, partie sommitale du Carbonifère, se forment de petits bassins lacustres d'effondrement à remplissage détritique et niveaux de charbon (bassin houiller de Quimper, baie des Trépassés, Saint-Pierre-la-Cour). La formation de la chaîne hercynienne se traduit aussi par le Cisaillement Sud Armoricain, grand accident crustal (décrochement dont le rejet horizontal atteindrait 500 km et qui affecterait toute l'épaisseur de la croûte continentale, soit 30 à 35 km) formant un couloir de failles hercyniennes (série de failles courant de la pointe du Raz à la Loire), en partie relique de la suture de l'océan sud-armoricain. Elle se traduit enfin, par la mise en place de nombreux leucogranites crustaux en lobe selon cet axe partant de la Pointe du Raz et allant jusqu'à Lizio près des Landes de Lanvaux. Ces intrusions granitiques, concomitamment à ce décrochement, suggèrent que ce dernier a favorisé la génération de magmas en profondeur et la granitisation. La mise en place du leucogranite de Pluguffan qui enveloppe aussi la leucogranodiorite de Plomelin et la granodiorite anatectique de Quimper (le passage à ces deux entités étant très progressif et continu) est ainsi liée à cette tectonique hercynienne. La granodiorite de Quimper forme un massif de 1 à 3 km de large et une quinzaine de km, d'Ouest en Est. Elle emballe de rares petites enclaves de micaschistes et d'orthogneiss œillés migmatitisés, dont les plus importantes (kilométriques) sont individualisées de part et d'autre de la rocade sud-est de Quimper. Sa paragenèse comprend un quartz peu abondant (25 à 35 %) en plages moyennes parfois étirées dans le plan de foliation ; une richesse en albite-oligoclase (40 à 50 %) en plages moyennes souvent subautomorphes, avec microline subordonnée (10 à 20 %). La biotite (8 à 12 %) est abondante et disposée en petites paillettes orientées, associées à celles de la muscovite (2 à 3 %).
Le site est difficile, car établi dans des vallées étroites encaissées dans du Stéphanien carbonifère et surmontées d'assez fortes pentes de granulite et de schistes micacés. Les espaces plats et larges ne se trouvent qu'au confluent de petites rivières portées à de rapides débordements lors de pluies prolongées. Le centre-ville et le quartier de la gare de chemin de fer sont particulièrement exposés. Une grande partie de la ville de Quimper est construite sur les terrains houillers du Carbonifère (bassin houiller de Quimper de 4 × 1 km, commandé par des failles NW-SE qui ont pincé quelques lambeaux de Stéphanien) issus de sédiments détritiques (poudingues, grès, schistes charbonneux riches en restes végétaux). Des travaux de recherches par percement de galeries sont réalisées dès 1744 à Quimper et 1752 à Ergué-Gabéric, ainsi qu'entre 1833 et 1844 pour la mine de Kergogne (bassin de Kergogne logé dans la partie septentrionale du graben de Quimper). Malgré ces plusieurs tentatives d'extraction de houille, aucun tonnage n'a jamais été extrait de ce bassin.
Ces schistes charbonneux constituent un véritable musée géologique à ciel ouvert, témoin de la biodiversité exceptionnelle au Carbonifère. En effet à cette époque, le Gondwana entre en collision avec la Laurussia (approximativement l'Amérique du Nord, l'Europe limitée à peu près au niveau actuel de l'Oural) puis avec la Sibérie, à l'origine de la chaîne hercynienne et de la Pangée. Ce supercontinent forme alors un vaste domaine continental réparti de part et d'autre de l'équateur. Il bénéficie d'un climat tropical chaud et humide et voit le développement de la plus vaste forêt équatoriale qu'ait connue notre planète. Dans les lacs et marécages côtiers, couverts par une végétation luxuriante (fougères arborescentes, prêles, sphaignes, mousses, gymnospermes — ancêtres de nos sapins — et un groupe botanique aujourd'hui disparu, celui des lycophytes), se sont décomposés ces végétaux. Ils ont ainsi contribué à la formation des couches de roches riches en débris végétaux et en matière carbonée, notamment celles du bassin de Châteaulin, mais aussi les roches carbonées de type charbon des bassins houillers (bassins de la baie des Trépassés, de Quimper et de Kergogne). Vers cette époque, dans des lagunes, se forment également les hydrocarbures que l'on recherche en mer d'Iroise et en Manche.
La mine d'antimoine de Ty Gardien, au lieu-dit Le Moulin, a été exploitée entre 1970 et 1975, puis de 1981 à 1983, assurant une production totale de 565 tonnes d'antimoine. On y trouve de la stibine.
D'anciennes aurières, reconnaissables à l'existence de fosses très allongées, longues de plusieurs centaines de mètres, existent au Menez-Guen et à Toulgoat, ainsi qu'à Kerniou en Plonéis.

#### Un site encaissé et dissymétrique
On peut déceler une migration étonnante des lieux principaux d'habitation, sans doute due à des contraintes géographiques (variations du niveau de la mer) ou économiques (voies sur les crêtes). Une autre particularité est la dissymétrie inhabituelle de la vallée principale : une rive nord convexe en pente et une rive sud concave montrant une hauteur de 60 mètres aux flancs abrupts.
Ce fait et le tracé de courbes et contre-courbes du petit fleuve Odet est dû à des effondrements et soulèvements créant plusieurs failles à l'ère tertiaire auquel s'est ajouté un basculement nord-sud.

#### La sismicité

Zonage sismique en vigueur en France depuis le 1er mai 2011, à la suite du décret du 22 octobre 2010.

Quimper est dans une zone de sismicité faible d'après le programme national de prévention du risque sismique « le Plan Séisme » datant du 22 octobre 2010. Le plus fort séisme, ressenti le 2 janvier 1959, atteignit une magnitude de 5.2 sur l'échelle de Richter et le plus récent date du 11 octobre 2013 avec une magnitude de 3.9.

### Hydrographie

#### Réseau hydrographique
Pour un article plus général, voir Réseau hydrographique du Finistère.
La commune est située dans le bassin Loire-Bretagne. Elle est drainée par l'Odet, le Jet, le Steir, l'anse de Saint-Cadou, le Mur, le Keriner, le Lendu et divers autres petits cours d'eau,.
L'Odet, d'une longueur de 63 km, prend sa source dans la commune de Saint-Goazec et se jette  dans l'anse de Bénodet entre les communes de Combrit et de Bénodet, après avoir traversé onze communes.  Les caractéristiques hydrologiques de l'Odet sont données par la station hydrologique située sur la commune d'Ergué-Gabéric. Le débit moyen mensuel est de 4,78 m3/s. Le débit moyen journalier maximum est de 59,2 m3/s, atteint lors de la crue du 13 décembre 2000. Le débit instantané maximal est quant à lui de 93,5 m3/s, atteint le 1er février 1974.
Le Jet, d'une longueur de 29 km, prend sa source dans la commune de Coray et se jette  dans l'Odet sur la commune, après avoir traversé sept communes.  Les caractéristiques hydrologiques du Jet sont données par la station hydrologique située sur la commune d'Ergué-Gabéric. Le débit moyen mensuel est de 2,32 m3/s. Le débit moyen journalier maximum est de 28,5 m3/s, atteint lors de la crue du 12 décembre 2000. Le débit instantané maximal est quant à lui de 48,2 m3/s, atteint le même jour.
Le Steir, d'une longueur de 28 km, prend sa source dans la commune de Cast et se jette  dans l'Odet sur la commune, après avoir traversé six communes.  Les caractéristiques hydrologiques du Steïr sont données par la station hydrologique située sur la commune de Guengat. Le débit moyen mensuel est de 3,87 m3/s. Le débit moyen journalier maximum est de 64,1 m3/s, atteint lors de la crue du 12 décembre 2000. Le débit instantané maximal est quant à lui de 89,5 m3/s, atteint le même jour.
L'anse de Saint-Cadou, d'une longueur de 12 km, prend sa source dans la commune de Saint-Évarzec et se jette  dans l'Odet en limite de Gouesnach et de Quimper. 
Le Mur, d'une longueur de 11 km, prend sa source dans la commune de Saint-Yvi et se jette  dans l'anse de Saint-Cadou à Pleuven, après avoir traversé quatre communes. 

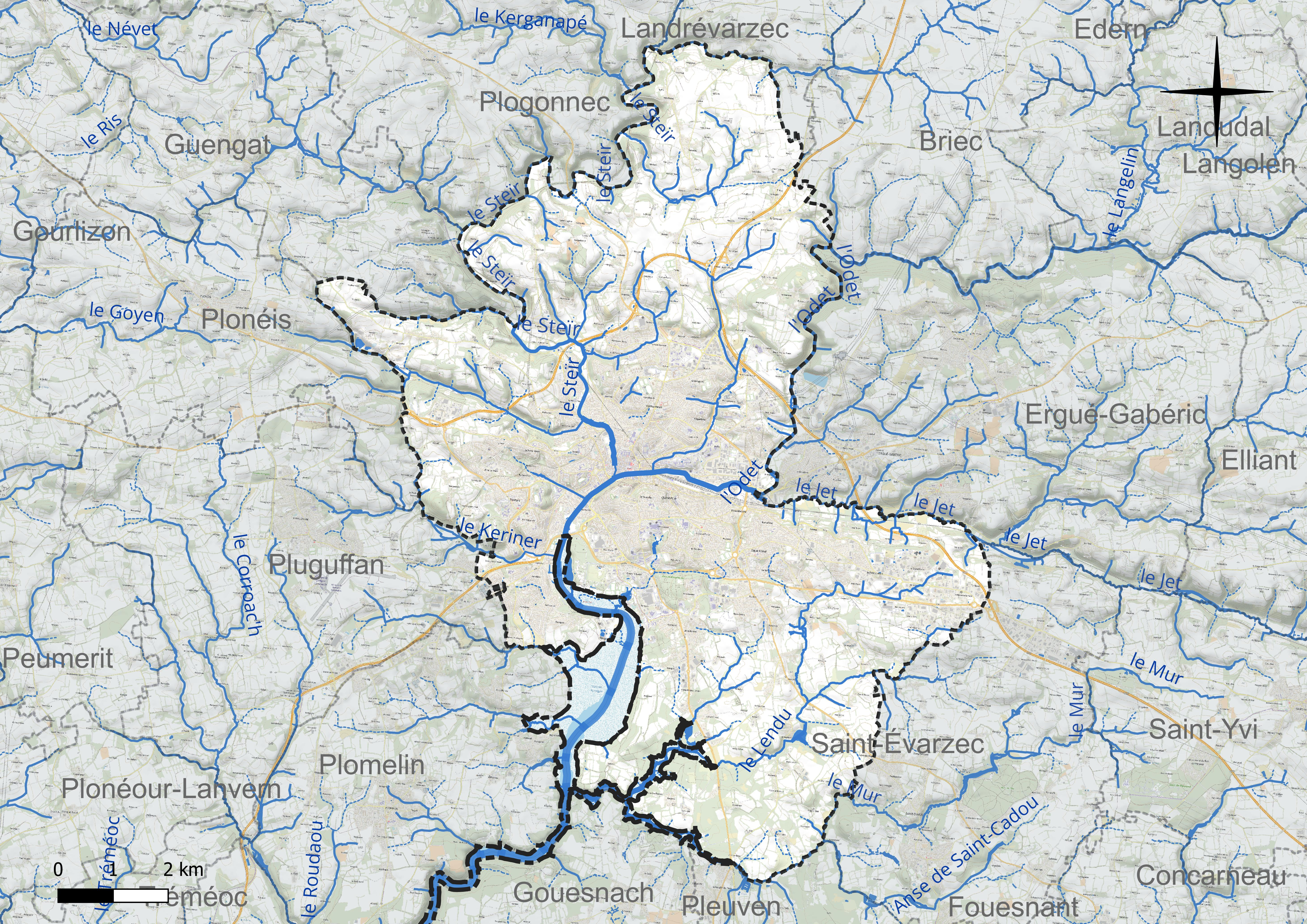
Réseau hydrographique de Quimper.

Un plan d'eau complète le réseau hydrographique : l'étang du Lendu (5 ha),.

#### Crues et inondations
Les inondations provoquées par les crues de l'Odet, du Frout et du Steïr, ainsi que celles provoquées par la montée du niveau de la mer lors de forts coefficients de marée associés à des coups de vents de sud ou de sud-ouest (ces inondations sont aggravées lorsque les deux phénomènes sont concomitants) sont chroniques à Quimper.
Par exemple, pour celles provoquées par les crues des deux cours d'eau précités, l'histoire a retenu les inondations de 1651, 1765, 1769, 1788, 1838, 1846, 1856, 1865, etc.., et, pour les plus récentes, celles du 15 février 1957, des 11 et 15 février 1974, 1990, 1995 et 2000, mais des inondations moins importantes se produisent plus fréquemment.
Un grand bassin de rétention des eaux du Frout, long de 400 mètres et recouvert d'herbes hors des périodes de crues, a été aménagé à Tréqueffelec en 2007. Des digues et des bâtardeaux ont été construits dans la zone de l'hippodrome pour faciliter l'écoulement des eaux de l'Odet. Un système d'alerte existe pour prévenir les riverains en cas de risque de submersion marine. Des projets de ralentisseurs de crues en amont de Quimper dans la vallée de l'Odet sur le territoire des communes de Landudal et Langolen n'ont pas pu être réalisés jusqu'à présent en raison d'oppositions locales.

### Climat
Selon la classification de Köppen, le climat y est de type océanique ou Cfb.
- La lettre C indique qu'il s'agit d'un climat tempéré : les températures moyennes y sont supérieures à -3° durant la saison froide.
- La lettre f indique qu'il s'agit d'un climat humide : les pluies sont réparties sur toute l'année. En effet, malgré un mois de juillet relativement sec, l'écart entre les précipitations du mois le plus sec et du mois le plus pluvieux, n'est pas suffisant pour qu'on puisse réellement parler de saison sèche.
- La lettre b indique qu'il y a un été qui ne dépasse pas les 22 °C mais que la température moyenne de ses quatre mois les plus chauds dépasse les 10 °C.

En hiver il fait généralement doux tandis qu'en été la chaleur est rarement excessive. Les précipitations sont abondantes toute l'année mais l'automne et l'hiver sont les saisons les plus arrosées. La température record la plus chaude à y avoir été enregistrée est de 36,5 °C (12 juillet 1983) et la plus froide de −10,1 °C (13 janvier 1987). Le record de hauteur de neige fut établi le 9 décembre 1990 avec 28 centimètres de neige tombés au sol.
| Mois                                             | jan.          | fév.         | mars         | avril        | mai          | juin         | jui.         | août         | sep.         | oct.         | nov.         | déc.         | année      |
| ------------------------------------------------ | ------------- | ------------ | ------------ | ------------ | ------------ | ------------ | ------------ | ------------ | ------------ | ------------ | ------------ | ------------ | ---------- |
| Température minimale moyenne (°C)                | 4,5           | 4,1          | 5,4          | 6,6          | 9,3          | 11,9         | 13,6         | 13,6         | 11,7         | 9,8          | 6,9          | 5,1          | 8,5        |
| Température moyenne (°C)                         | 7,1           | 7,2          | 8,8          | 10,6         | 13,4         | 16           | 17,7         | 17,7         | 15,9         | 13           | 9,8          | 7,7          | 12,1       |
| Température maximale moyenne (°C)                | 9,7           | 10,2         | 12,3         | 14,6         | 17,5         | 20,1         | 21,8         | 21,9         | 20           | 16,3         | 12,7         | 10,4         | 15,6       |
| Record de froid (°C) date du record              | −10,1 13.1987 | −8,4 07.1991 | −7 07.1971   | −2,2 11.1978 | 0,3 05.1979  | 3,9 04.1975  | 6,6 12.1970  | 6,9 31.1986  | 4,2 28.1987  | −1,2 29.1997 | −4,6 29.2010 | −7,2 10.1987 | −10,1 1987 |
| Record de chaleur (°C) date du record            | 16,9 26.1983  | 18,6 24.2019 | 23,3 19.2005 | 27,1 23.1984 | 30,3 25.2012 | 35,9 30.1976 | 35,7 18.2022 | 35,8 09.2003 | 31,1 07.2021 | 26,8 02.2011 | 19,7 13.1989 | 17,7 19.2015 | 35,9 1976  |
| Ensoleillement (h)                               | 66            | 89,6         | 133,1        | 177,4        | 201,1        | 208,8        | 204,7        | 194,5        | 175,2        | 112,1        | 78,8         | 66,9         | 1 708,2    |
| Précipitations (mm)                              | 144           | 114,9        | 83,8         | 87,8         | 77,1         | 63,9         | 69,9         | 70,5         | 78,2         | 123,2        | 148          | 153,1        | 1 214,4    |
| dont nombre de jours avec précipitations ≥ 1 mm  | 16,3          | 13,5         | 12,6         | 11,6         | 10,4         | 9,5          | 9,8          | 9,4          | 9,5          | 14,2         | 16,5         | 16,5         | 149,8      |
| dont nombre de jours avec précipitations ≥ 5 mm  | 9,4           | 7,7          | 6,2          | 6            | 4,6          | 4,3          | 4,1          | 4,3          | 4,8          | 8,1          | 9,8          | 9,6          | 78,8       |
| dont nombre de jours avec précipitations ≥ 10 mm | 4,9           | 4,5          | 2,6          | 2,7          | 2,3          | 2            | 2,1          | 2,2          | 2,6          | 4,1          | 5,6          | 5,7          | 41,3       |

Située à 15 kilomètres de l'océan Atlantique, la ville est très régulièrement balayée par des dépressions météorologiques. Les pluies sont donc conséquentes toute l'année mais c'est en hiver qu'il pleut le plus. Avec 1 251 millimètres de précipitations par an, la ville est une des plus pluvieuses du pays avec Brest (1 109 mm/an) et Biarritz (1 483 mm/an) ce qui correspond à un peu moins du double des précipitations de la moyenne nationale. Malgré tout, l'ensoleillement est assez proche de la moyenne du pays même s'il reste en dessous de celle-ci.
- > 1 500 mm
- 1 400 à 1 500 mm
- 1 300 à 1 400 mm
- 1 200 à 1 300 mm
- 1 100 à 1 200 mm
- 1 000 à 1 100 mm
- 900 à 1 000 mm

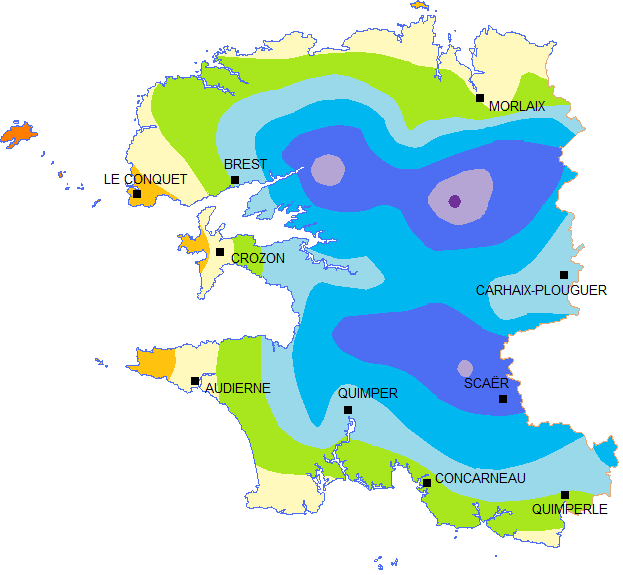
Carte des précipitations annuelles dans le Finistère (moyenne sur la période 1997-2006).
> 1500 mm
1400 à 1500 mm
1300 à 1400 mm
1200 à 1300 mm
1100 à 1200 mm
1000 à 1100 mm
900 à 1000 mm
800 à 900 mm
< 800 mm

Diagramme ombrothermique
| Ville             | Ensoleillement · (h/an) | Pluie · (mm/an) | Neige · (j/an) | Orage · (j/an) | Brouillard · (j/an) |
| ----------------- | ----------------------- | --------------- | -------------- | -------------- | ------------------- |
| Médiane nationale | 1 852                   | 835             | 16             | 25             | 50                  |
| Quimper           | 1 767                   | 1251            | 5              | 11             | 60                  |
| Paris             | 1 717                   | 634             | 13             | 20             | 26                  |
| Nice              | 2 760                   | 791             | 1              | 28             | 2                   |
| Strasbourg        | 1 747                   | 636             | 26             | 28             | 69                  |
| Brest             | 1 555                   | 1 230           | 6              | 12             | 78                  |
| Bordeaux          | 2 070                   | 987             | 3              | 32             | 78                  |

### Transports

#### Accès routier et voies de communication

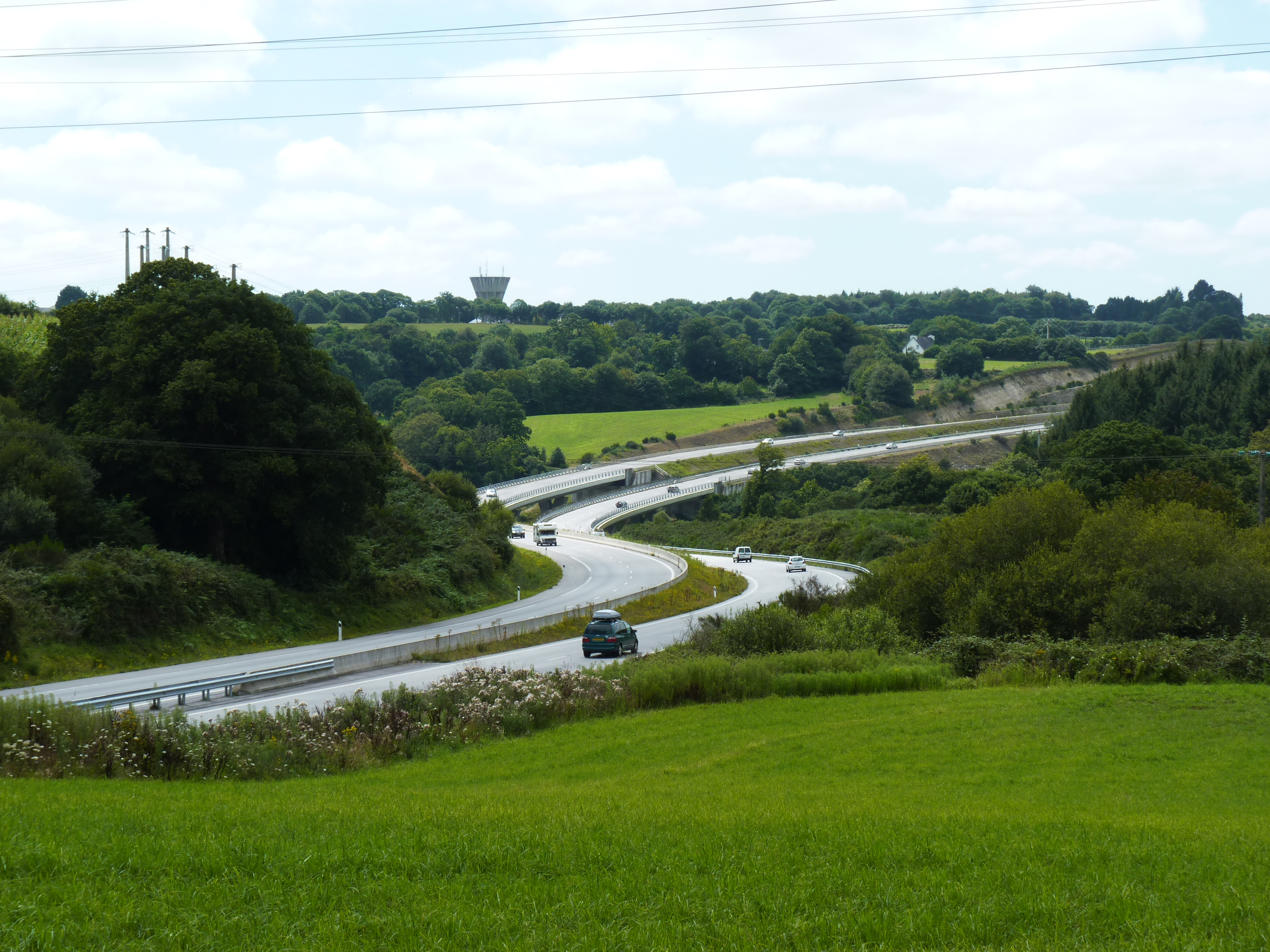
Contournement Nord Ouest (CNO) de Quimper, en service depuis 2008.

Située à l'extrême ouest de la Bretagne, Quimper est traversée par la voie express qui relie Nantes à Brest (RN165 - E60). Quimper dispose de 4 rocades pour contourner la ville. Quimper est formée de 683 rues, 264 allées, 228 chemins, 74 impasses, 46 ronds-points, 33 avenues, 38 routes et 16 boulevards. En outre, Quimper a été la ville test pour la construction et l'essai des ronds-points en France en 1976 grâce à l'intervention de Marc Bécam alors député du Finistère et maire de Quimper. La circulation connut une amélioration sans précédent de sa fluidité grâce à la suppression des feux tricolores dans les carrefours, d'où l'expansion rapide du système à l'ensemble de l'hexagone. Sur l'ensemble de la ville, 6 300 places de stationnement sont disponibles.

#### Bus
Le réseau Qub est le réseau de transport en commun par autobus, autocar, taxi et véhicules spécialisés de la Communauté d'agglomération Quimper Bretagne occidentale. Il est exploité par RATP Dev. Il est constitué de 20 lignes régulières de bus, dont 12 lignes urbaines et 8 lignes suburbaines qui desservent les 14 communes de l'agglomération Quimper Bretagne Occidentale : Briec-de-l'Odet, Edern, Ergué-Gabéric, Guengat, Landrévarzec, Landudal, Langolen, Locronan, Plogonnec, Plomelin, Plonéis, Pluguffan, Quéménéven et Quimper.
Les lignes A et B, labellisées illiQo, sont définies comme majeures et bénéficiant d'une fréquence de passage de 12 minutes. Les 12 lignes urbaines sont accessibles aux personnes handicapées. Toutes les lignes urbaines et suburbaines (sauf la 17) circulent du lundi au samedi, et deux lignes le dimanche. Certains passages des lignes suburbaines et le transport des personnes handicapées sont faits sur demande préalable la veille du trajet.
Le réseau comprend aussi 34 lignes Presto, doublant une partie des lignes ordinaires et adaptées aux horaires scolaires pour la desserte des collèges et des lycées, mais ouvertes à tous.
Il partage un certain nombre de points d'arrêt avec le réseau BreizhGo qui est l'émanation de l'autorité organisatrice des mobilités, la Région Bretagne.
| Ligne | Ligne                     | Parcours                                                                           |
| ----- | ------------------------- | ---------------------------------------------------------------------------------- |
| A     | Accessible aux handicapés | Kermoysan ↔ Ergué-Armel Bourg ↔ Petit Guélen (1/2 en HC)                           |
| B     | Accessible aux handicapés | Université ↔ Gourvily                                                              |
| C1/C2 | Accessible aux handicapés | Kerjestin ↔ Kerjestin (boucle à deux sens)                                         |
| 1     | Accessible aux handicapés | Gourvily (à partir de 2022) ↔ Ty Pont ↔ Prat Ar Rouz                               |
| 2     | Accessible aux handicapés | Ty Bos ↔ Kerlagatu                                                                 |
| 3     | Accessible aux handicapés | Quimper Centre-Ville ↔ Rouillen ↔ Ergué-Gabéric Bourg                              |
| 4     | Accessible aux handicapés | Mercoeur ↔ Moulin Vert                                                             |
| 5     | Accessible aux handicapés | Saint Jean-Baptiste ↔ Petit Guélen ↔ ZA Petit Guélen                               |
| 6     | Accessible aux handicapés | Pluguffan Andrieux ↔ Gare SNCF ↔ Sainte-Thérèse                                    |
| 7     | Accessible aux handicapés | Plomelin Saint Roch (4 à 5 passages/jour) ↔ Plomelin Kerveo ↔ Quimper Centre-Ville |
| 8     | Accessible aux handicapés | Quimper Centre-Ville ↔ Rouillen ↔ Ergué-Gabéric Lestonan                           |
| 9     | Accessible aux handicapés | Place de Tour d'Auvergne (en HP) ↔ Centre Ville de Quimper ↔ Kerlic                |

| Ligne | Parcours                                                                |
| ----- | ----------------------------------------------------------------------- |
| 10    | Locronan-Kerjacob ↔ Plogonnec Centre ↔ Quimper Centre Ville             |
| 11    | Guengat-Kermarc ↔ Plonéis Centre ↔ Quimper Centre Ville                 |
| 12    | Briec Lumonoch ↔ Quimper Centre Ville                                   |
| 13    | Plogonnec-Keryouen ↔ Quimper Centre Ville ↔ Place de la Tour d'Auvergne |
| 14    | Stangala ↔ CFA ↔ Cuzon ↔ Quimper Centre Ville                           |
| 15    | Quéménéven Gare ↔ Quimper Centre Ville ↔ Place de la Tour d'Auvergne    |
| 16    | Landudal Bourg ↔ Quimper Centre-Ville ↔ Piscine Kerlan Vian             |
| 17    | Briec Mairie ↔ Langolen Bourg ↔ Quimper Centre Ville                    |

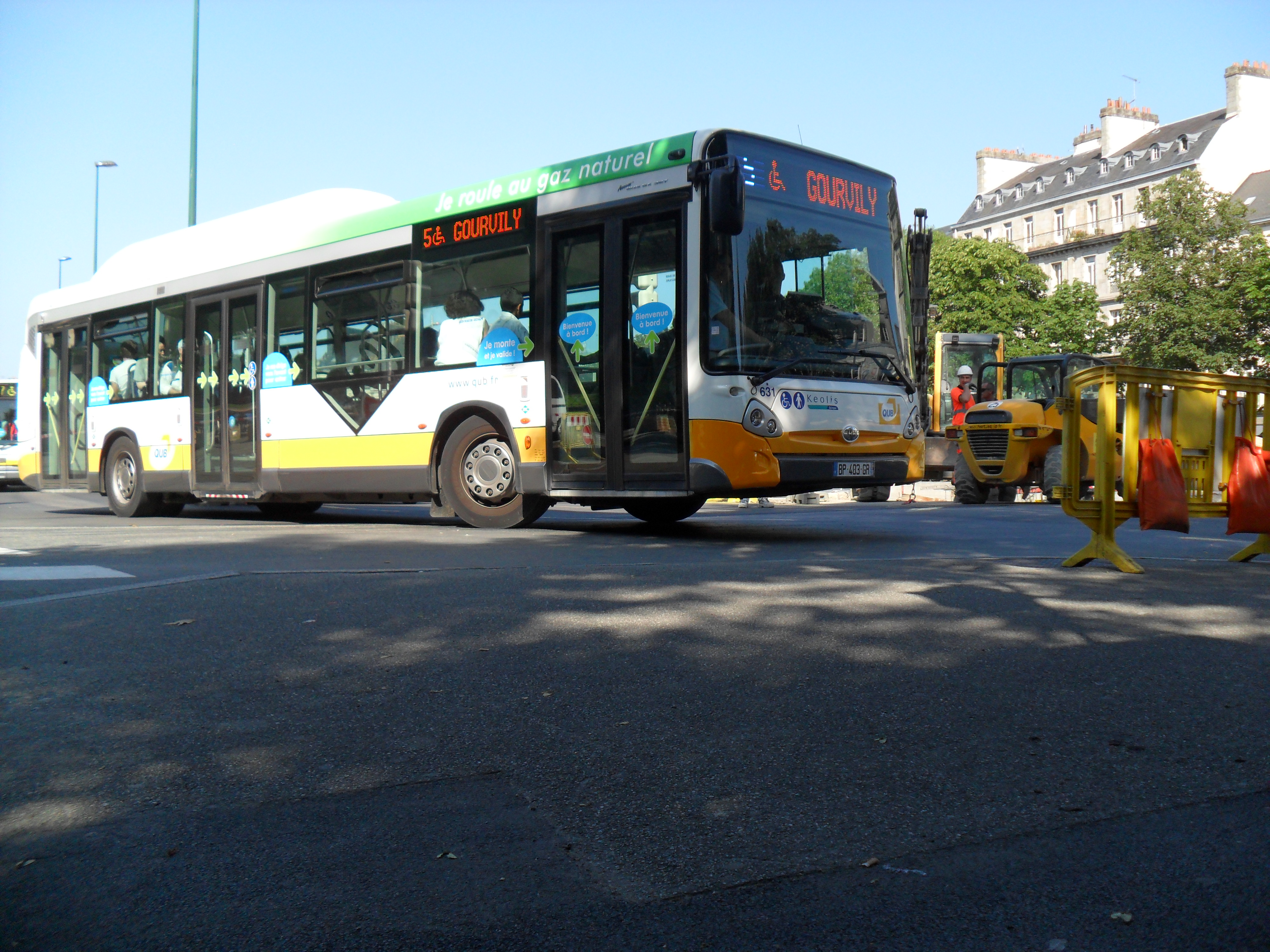
Ancienne ligne 5 direction Gourvily.(ligne B aujourd'hui).

Le parc est composé de 53 bus de fabrication française dont 46 roulant au gaz naturel. En 2015, le réseau QUB a comptabilisé 5 300 000 voyages (+ 2 % par rapport à 2012), soit près de 20 000 quotidiennement, dont plus de 19 000 sur les seules lignes urbaines. Plus de 90 000 habitants sont desservis sur les 8 communes de l'agglomération, représentant un territoire de près de 282 km2. En 2012 ce sont près de 12 000 abonnés qui ont été recensés.
Depuis décembre 2012, la carte KorriGo est déployée sur le réseau Qub. Cette carte bretonne des déplacements permet de voyager à la fois avec le TER Bretagne et les réseaux urbains de Brest, Lorient, Rennes, Saint-Brieuc, Saint-Malo et le réseau de car BreizhGo (ex-Illenoo) en Ille-et-Vilaine.

#### Transports ferroviaires

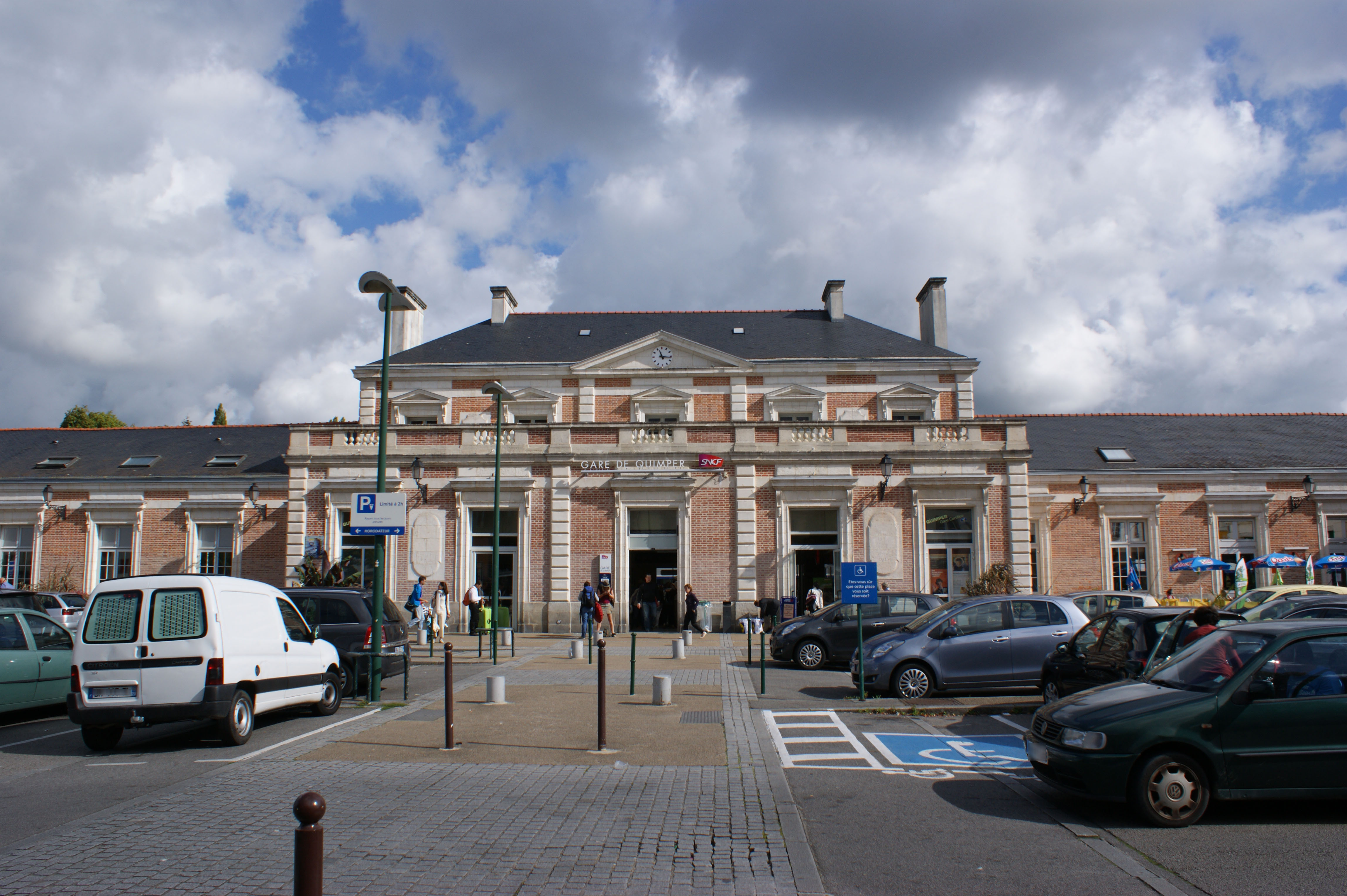
Gare de Quimper.

La commune de Quimper est traversée d'est en ouest et longée au nord-ouest par la ligne de Savenay à Landerneau. Elle y dispose d'une gare SNCF, la gare de Quimper, mise en service à l'arrivée de la ligne depuis Lorient en 1863. Classée 3e gare de Bretagne[Quand ?] quant à la fréquentation, la gare permet aujourd'hui des liaisons par TER vers Brest, Châteaulin, Rennes, Lorient, Auray, Vannes, Redon et Nantes.
Dans le cadre de la ligne à grande vitesse Bretagne-Pays de la Loire, les gares du Mans et de Rennes sont reliées depuis juillet 2017 par une ligne à grande vitesse. Combiné aux travaux de modernisation des voies effectués entre les gares de Rennes et celles de Quimper et de Brest, la ville est désormais à 3 h 30 de la gare de Paris-Montparnasse, soit une heure de moins qu'auparavant.
En revanche, en juin 2013, la « Commission Mobilité 21 » a jugé qu'une ligne grande vitesse entre Rennes et Quimper était non-prioritaire, ce qui remet la réalisation de celle-ci entre 2030 et 2050,. Les trajets entre Brest, Rennes et toutes les autres villes de l'Ouest reliées par cette gare seront donc aussi plus rapides, et il est ainsi estimé à 2 millions le nombre de voyageurs supplémentaires venant par train. La fréquentation de la gare est estimée à 1,6 million de passagers par an en 2020.
| Année | Passagers | Variation annuelle |
| ----- | --------- | ------------------ |
| 2010  | 946 000   | 0 %                |
| 2011  | 979 000   | +3,5 %             |
| 2012  | 987 000   | +4,3 %             |
| 2013  | 928 000   | -6 %               |
| 2014  | 914 000   | -1,5 %             |
| 2015  | 908 486   | -0,7 %             |
| 2016  | 880 602   | -3,1 %             |
| 2017  | 949 964   | +7,8 %             |
| 2018  | 951 271   | 0 %                |
| 2019  | 1 058 048 | +11,2 %            |
| 2020  | 745 934   | -29,5 %            |

#### Transports aériens

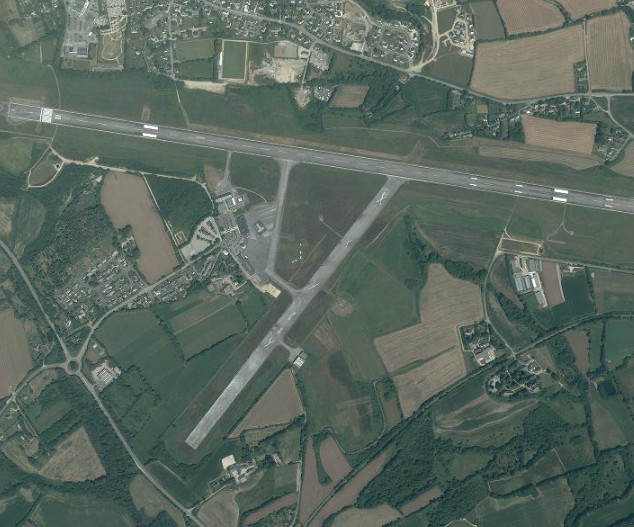
Vue aérienne de l'aéroport de Quimper-Bretagne.

L'aéroport de Quimper Cornouaille est un aéroport situé sur la commune de Pluguffan, à 5,5 km au sud-ouest de Quimper. À partir de novembre 2023 il ne propose plus de liaisons commerciales laissant envisager une fin de l'aéroport.

#### Transports maritimes
À cinq minutes de Quimper se trouve le petit port de Quimper-Corniguel qui dispose de 300 mètres de quai et d'un ponton de 54 mètres de long sur les bords de l'Odet. En moins de 1 h 30 il permet de rejoindre les communes de Bénodet et de Sainte-Marine. Le port est implanté à seulement dix minutes de la gare de Quimper et à quinze minutes de l'aéroport de Quimper-Bretagne.

#### Vélo
Quimper Bretagne occidentale possède 81 km de d'aménagements cyclables et 600 places de stationnement vélo. D'ici 2014, ce seront 250 km de pistes cyclables et 2 000 places de stationnement vélo qui seront disponibles.
L'agglomération et le groupe Qub lancèrent, le 17 septembre 2011, le VéloQub, une formule souple de location longue durée de vélo, au mois ou à l'année. Deux offres sont proposées : le vélo classique et le vélo à assistance électrique. Le service s'adresse à tous ceux qui souhaitent découvrir ou redécouvrir le vélo comme mode de déplacement urbain.

## Urbanisme

### Typologie
Au 1er janvier 2024, Quimper est catégorisée grand centre urbain, selon la nouvelle grille communale de densité à 7 niveaux définie par l'Insee en 2022.
Elle appartient à l'unité urbaine de Quimper, une agglomération intra-départementale dont elle est ville-centre,. Par ailleurs la commune fait partie de l'aire d'attraction de Quimper, dont elle est la commune-centre,. Cette aire, qui regroupe 58 communes, est catégorisée dans les aires de 200 000 à moins de 700 000 habitants,.

### Occupation des sols

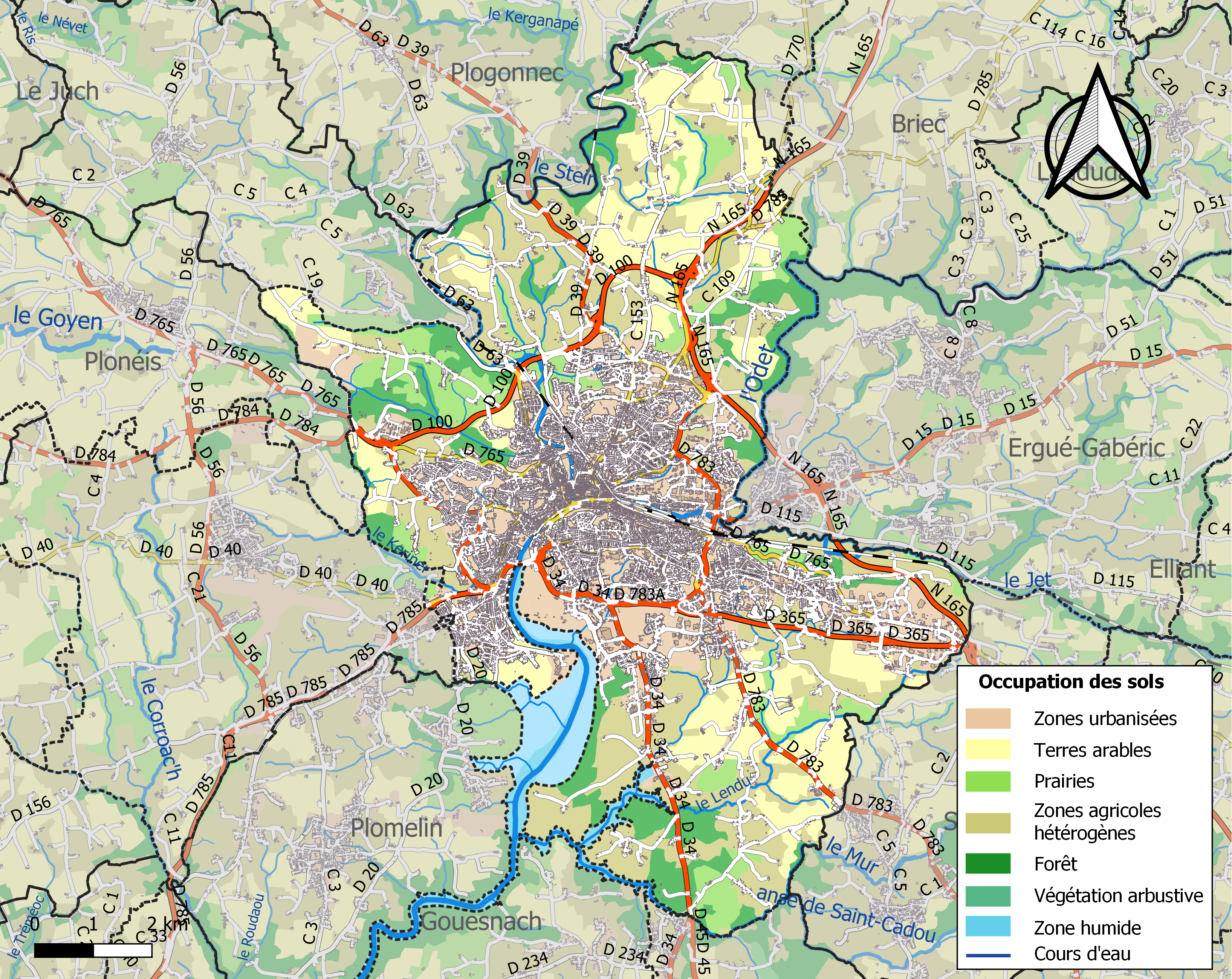
Carte des infrastructures et de l'occupation des sols de la commune en 2018 (CLC).

Le tableau ci-dessous présente l'occupation des sols de la commune en 2018, telle qu'elle ressort de la base de données européenne d'occupation biophysique des sols Corine Land Cover (CLC).
| Type d'occupation                                                                   | Pourcentage | Superficie (en hectares) |
| ----------------------------------------------------------------------------------- | ----------- | ------------------------ |
| Tissu urbain continu                                                                | 0,8 %       | 64                       |
| Tissu urbain discontinu                                                             | 23,0 %      | 1941                     |
| Zones industrielles ou commerciales et installations publiques                      | 8,3 %       | 701                      |
| Réseau routier et ferroviaire et espaces associés                                   | 0,5 %       | 40                       |
| Extraction de matériaux                                                             | 0,7 %       | 55                       |
| Espaces verts urbains                                                               | 1,2 %       | 102                      |
| Équipements sportifs et de loisirs                                                  | 0,7 %       | 56                       |
| Terres arables hors périmètres d'irrigation                                         | 16,1 %      | 1356                     |
| Prairies et autres surfaces toujours en herbe                                       | 8,7 %       | 734                      |
| Systèmes culturaux et parcellaires complexes                                        | 23,5 %      | 1983                     |
| Surfaces essentiellement agricoles interrompues par des espaces naturels importants | 6,2 %       | 520                      |
| Forêts de feuillus                                                                  | 6,6 %       | 562                      |
| Forêts de conifères                                                                 | 1,1 %       | 89                       |
| Forêts mélangées                                                                    | 2,4 %       | 206                      |
| Zones intertidales                                                                  | 0,05 %      | 4                        |
| Estuaires                                                                           | 0,3 %       | 25                       |
| Source : Corine Land Cover                                                          |             |                          |

## Toponymie
Le nom en breton est Kemper [ˈkẽmpəʁ], Kimpér en vannetais.
Le nom de la localité est attesté sous les formes Apud Kemper Conrentini, Kemper en 1084 - 1112, Kemper en 1116, Kimper en 1160, Confluentia en 1166 (traduction latine), Quemper en 1218, Quimper en 1236, kemper au XIVe siècle, Quimper en 1423 - 1425, Kemper en 1516, Kimper en 1541, Quimper en 1719, Quimpercorentin en 1723.
La forme Quimper est une francisation de son nom breton apparue assez tôt (1236). Avant la réforme de Jean-François Le Gonidec au début du XIXe siècle, le son /k/ en breton était noté aussi bien par c ou qu, c'est pourquoi on note une alternance des graphies avec k- initial et qu- dans les formes anciennes à partir de 1218. De nos jours, le nom en breton s'écrit Kemper.
Ce nom de lieu est issu d'un terme celtique dont la forme originelle reste à définir. Sa forme initiale devait être kenber / kember, mot qui a été expliqué au XXIe siècle comme un composé basé sur les éléments ken- + -ber, dont le premier élément ken- représente le breton ken « ensemble » et le second -ber, un déverbal ber qui désigne encore dans le breton contemporain un écoulement (du verbe bera « couler »), d'où le sens global de « confluent ». Il constitue aussi le radical du mot aber (ad + ber).
Cette dénomination correspond bien au site de la ville, celle-ci ayant été bâtie à la confluence de l'Odet avec le Steïr. Deux autres cours d'eau rejoignent l'Odet également à Quimper : le Frout et le Jet.
Le breton kember est un proche parent du gallois cymer, et du moyen irlandais commar. Ces termes du celtique insulaire remontent à un celtique *comberos, sans doute semblable au gaulois *comberos « barrage de rivière » à l'origine de l'ancien français combre « barrage sur une rivière » et de ses dérivés modernes décombre, encombrer.
Des textes tardifs des XIe et XIIe siècles situent une Civitas Aquilonia ou Aquilo à l'emplacement de l'ancien faubourg de Locmaria.
Avant la Révolution française, la ville est communément appelée Quimper-Corentin, en référence à saint Corentin, son premier évêque. Ce qualificatif permet de la différencier des autres localités bretonnes portant le nom de Kemper, notamment les communes qui s'appellent aujourd'hui, en français, Quimperlé, Quemperven et Quemper-Guézennec. C'est à Quimper-Corentin que Jean de La Fontaine place sa fable du Charretier embourbé.
Pendant la Révolution française, la commune a été rebaptisée Montagne-sur-Odet.
Le nom en gallo est Qhimpè, prononcé [cɛ̃pɛ]. Ce nom est notamment employé dans les publications en gallo de la Région Bretagne. Le gallo n'est cependant pas une langue vernaculaire à Quimper.

## Histoire

### Devise
La devise de la ville de Quimper est, en breton, « Unanet e vimp kreñv », ce qui signifie « Unis nous serons forts ».

### Héraldique
| moderne | Le blason actuel de la ville de Quimper se blasonne ainsi : D'azur au bélier passant d'argent accorné et onglé d'or, au chef d'hermine. Il s'agit du blason attribué par l'édit royal de 1696 (armorial d'Hozier). Quimper a également été dotée d'un blason plus ancien (à droite) figurant dans l'armorial de Guy Le Borgne (1667). Il se blasonne de gueules au cerf passant d'or ; au chef d'azur semé de fleurs de lys d'or. | ancien |

Le champ d'hermines symbolise la Bretagne (emblème des ducs de Bretagne) et le bélier symbolise le pays de Cornouaille dont Quimper est la capitale. La ville obtient un brevet d'armoiries en 1697,,.

### Préhistoire et Antiquité
Le Quimper préhistorique et antique a fait l'objet de recherches archéologiques importantes depuis le début du XIXe siècle (notamment sous l'égide, à partir de 1873, de la Société archéologique du Finistère), celles-ci ont connu un développement décisif, selon les méthodes modernes de fouille, avec la création en 1970 d'un Centre municipal d'étude et de recherche archéologique.
Des silex retrouvés à Pluguffan, commune limitrophe, sont datés de 6 000 ans. Le quartier de Kerjestin a fourni des vestiges (tertre funéraire, céramique) s'échelonnant du Néolithique au Bronze ancien (3000-1800 av. J.-C.), celui de Penancreac'h les traces d'un habitat important datant de la fin du IIIe millénaire avant notre ère, celui du Braden des fragments de poterie remontant à 1800 av. J-C. environ. D'autres trouvailles disséminées sur tout le territoire de la commune (haches, tessons…) et remontant aux mêmes époques montrent que la zone a été occupée depuis plusieurs millénaires.

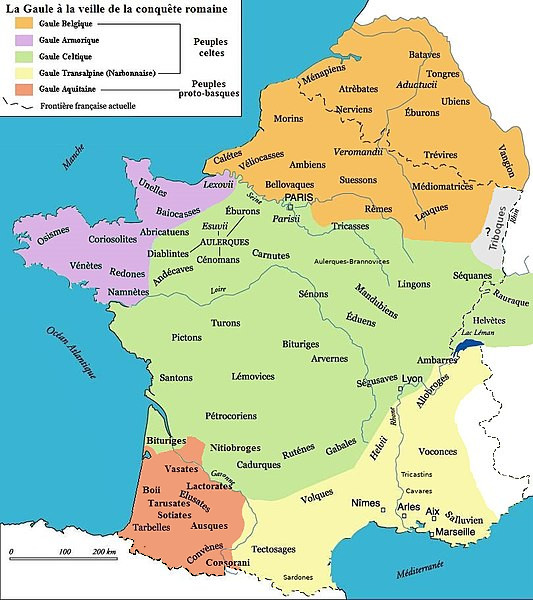
Carte des peuples gaulois : le département du Finistère correspond au territoire des Osismes.

Les vestiges d'un oppidum ont été mis au jour au sommet de la colline de Kercaradec (quartier Ouest), et des traces d'habitats datant de l'âge du fer (VIe – Ier siècle av. J.-C.), de forges et de sépultures ont été trouvées dans les quartiers d'Ergué-Armel et de Penhars avec une concentration sur le site du Braden. Une activité agricole florissante semble s'être développée à cette époque.

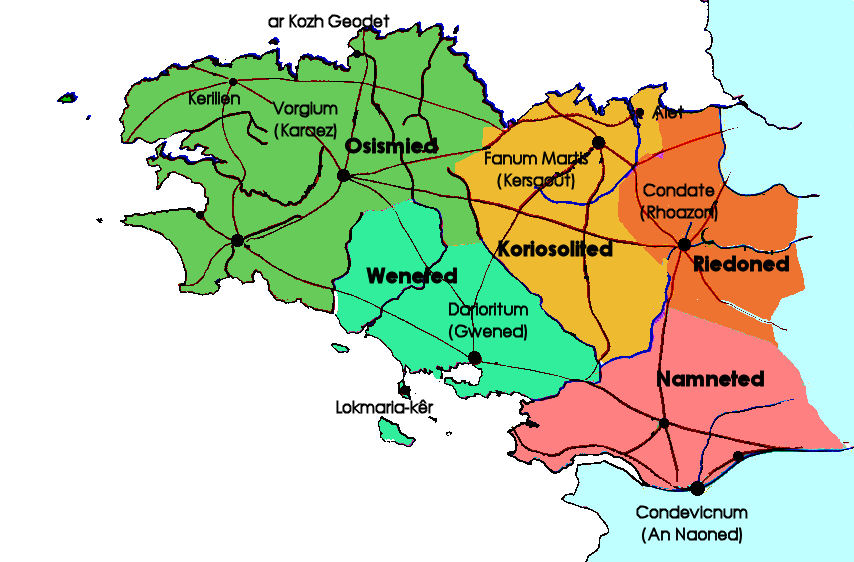
Voies romaines des peuples gaulois de l'actuelle Bretagne.

La découverte en 2003 d'une agglomération gauloise d'une surface estimée de plus de dix hectares à cheval sur le Steïr au Nord, près du village de Kergolvez, a apporté la confirmation d'un peuplement important de la zone dès avant la conquête romaine, puisque les datations vont du IIe siècle av. J.-C. ou du Ier siècle av. J.-C. à un abandon daté de -30. Des traces d'artisanat ont été trouvées et des scories métalliques indiquent une activité métallurgique notable. L'habitat, à l'époque, semble donc s'être présenté sous la forme d'un ensemble de villages ou hameaux.
Des écrits de Jules César et des historiens grecs, on déduit que le site de Quimper était inclus dans la cité des Osismes dont la capitale, au moins après la conquête romaine, était Vorgium (Carhaix). Elle était à cette époque un carrefour entre plusieurs voies romaines.
Une agglomération gallo-romaine (Civitas Aquilonia) d'une quinzaine d'hectares a été repérée dans le quartier de Locmaria. Elle fut fondée sous le règne de l'empereur Auguste et fut surtout florissante aux deux premiers siècles de notre ère. Elle comportait un forum et des thermes situés au centre d'un plan orthogonal, dont un élément significatif a été retrouvé en 2006 à proximité d'un probable port sur l'Odet et d'une acropole située sur le sommet occidental du mont Frugy. Une voie romaine la reliait à Vannes et d'autres à Brest, Carhaix et la pointe du Van.
Le quartier de Roz-Avel, à deux kilomètres au nord-ouest du centre-ville actuel, comportait au début du Ier siècle une grande et belle villa avec des thermes privés qui restent utilisés jusqu'à la fin du IIIe siècle. Une villa similaire existait à Kervéguen, à la limite est, près de l'Odet. En 2019, une nécropole gallo-romaine ainsi qu'une luxueuse villa furent exhumés sur la commune.

### Moyen Âge

#### Apparition de Quimper dans les textes

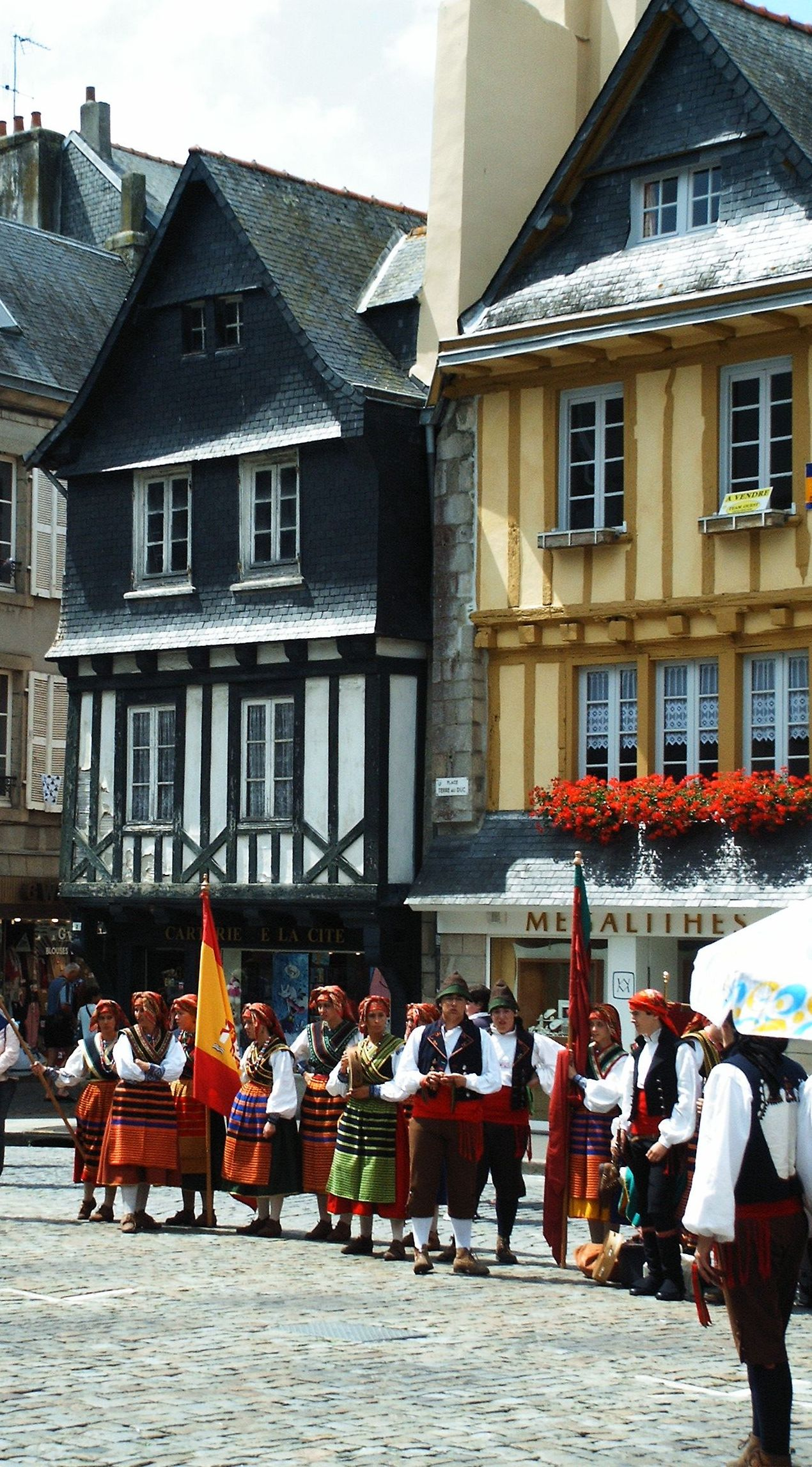
Le vieux Quimper.

La cité gallo-romaine florissante semble s'amoindrir assez considérablement à partir du IVe siècle (en tout cas d'un point de vue archéologique), l'on ignore tout de l'histoire du site au cours du très Haut Moyen Âge. Dans le quartier portuaire a été retrouvée une nécropole datant de l'époque carolingienne. Une civitas aquilonia, au nom latin obscur signifiant la « cité du Nord » (sans précision de quel Nord il s'agit), est mentionnée dans un acte daté d'environ 1020 dans le nom d'un lieu de culte Sancta Maria in aquilonia civitate : elle existait autour de l'église abbatiale de Locmaria comme semble le confirmer un autre acte de 1124 par lequel l'abbaye devient un prieuré de Saint-Sulpice de Rennes. L'abbaye de femmes semble avoir été fondée par des donations du comte et évêque de Cornouaille, Binidic (Benoît), peu avant sa mort en 1055, et bénéficier de la protection de son fils, Alain Canhiart, son successeur au comté, dont la fille, Hodierne, est la première abbesse connue.
Cette ancienneté a amené à supposer que Locmaria a été le premier siège de l'évêché de Quimper et donc de sa cathédrale.
Déjà vers l'an 900, un certain Huarwethen porte le titre d'évêque de Saint-Corentin ; le personnage de saint Corentin, premier évêque de Quimper selon la tradition, est mentionné vers 880 dans la Vie de saint Guénolé, due à Wrdisten (Gourdisten), abbé de Landévennec. Dès les années 850, un autre document parle d'un dénommé Anaweten, qualifié d'évêque de Cornouaille (episcopus Cornugallensis), et il n'est pas douteux qu'il devait résider à Quimper.
Le nom de Kemper ou de Quempercorentin apparaît à la fin du XIe siècle. On trouve aussi les termes latins Confluentia et aussi C(h)orisopitum (dans le titre Corisopitensis presul attribué à l'évêque au milieu du XIe siècle), ce que l'on croit être une cacographie de Curiosolitum (le nom, employé au génitif, de l'ancienne cité gauloise des Curiosolites, chef-lieu « Fanum Martis »/Corseul, près de Dinan), résultat, donc, d'une simple erreur d'un clerc de l'époque. La référence toponymique au « confluent » (de l'Odet et du Steïr) paraît témoigner d'un déplacement du noyau urbain de Locmaria au centre-ville actuel, déplacement dont on ne connaît ni l'époque, ni la cause.

#### Les brumes des légendes, des cartulaires et des Vies de saints bretons
Sa Vie latine, (composée surtout par des mouvements réactionnaires identitaires de la fin du XIXe siècle), fait de saint Corentin un protégé de Gradlon, roi de Cornouaille ayant échappé à la submersion de la ville d'Ys et auquel le prince aurait fait don de son château pour établir son palais épiscopal, ce qui expliquerait le nom de « Tour-du-Châtel » (en latin Circuitus Castri, c'est-à-dire le « pourtour du château ») donné autrefois à la place entourant la cathédrale. Cependant ces événements, sûrement en grande partie fictifs, sont généralement situés vers le Ve siècle, alors que rien ne permet d'affirmer l'existence d'un évêché chrétien à cette époque, d'autant que les Bretons n'eurent longtemps pas de diocèses territoriaux. Selon certains historiens modernes, le diocèse de Quimper aurait été fondé seulement au IXe siècle, après la conquête carolingienne de l'Armorique.
Trois Gradlon sont connus par le Cartulaire de Landévennec, mais le seul pouvant avoir laissé une trace est le troisième, Gradlon de Plonéour-(Lanvern), dont le petit-fils supposé, Dilès, fit justement une donation de terres de Plonéour à l'abbaye de Landévennec.
Saint Corentin est associé dans la légende à un ermite de Kerfeunteun pour lequel il aurait créé par miracle la fontaine sacrée toujours visible près de l'église et saint Gwenaël aurait été remarqué par saint Guénolé dans les rues de Quimper, n'ayant encore que onze ans. L'ayant fait éduquer à l'abbaye de Landévennec, le disciple serait devenu son successeur.
Selon le Cartulaire de Landévennec, Corentin aurait eu pour successeur Guenuc et Allorus, ce dernier pouvant être le fondateur de la paroisse d'Ergué-Armel, à trois kilomètres de la cathédrale. La Vie latine de saint Méloir, donné comme petit-fils du comte de Cornouaille, Budic Meur, montre le meurtrier du saint emmené par l'oncle Rivod, commanditaire du meurtre, au sommet du mont Coci dans lequel il semble approprié de voir le Mont Frugy.
On trouve à Locmaria quelques traces d'un culte de saint Tudy, dit aussi saint Pabu (voir à ce propos l'équivalence avec Saint Tugdual) : la donation de l'évêque Binidic (un peu avant 1055) mentionne une pierre Maen Tudi et une fontaine de Pabu sur le minihi (territoire propre) de l'abbaye Sainte-Marie de Locmaria, près du mont Frugy, mentionné comme le Cnech Cuki. Il a donc peut-être existé en ce lieu, avant l'abbaye Sainte-Marie, un monastère dédié à saint Tudy, ce dernier formant une triade avec saint Corentin et saint Guénolé, tant dans la Vie de saint Guénolé de Wrdisten que dans la Vie de saint Corentin (XIIe siècle). Autres preuves d'un lieu de prière ancien, la référence tardive à une chapelle Saint-Colomban (Irlandais du Ve siècle, auteur d'une règle monastique qui porte son nom) et le fait qu'un abbé, Gourki, est présent lors de la donation principale, donc avant la création de l'abbaye de femmes. Mais rien encore de probant n'a été découvert sur la Préhistoire du siège épiscopal, qui n'est pas donné comme d'origine insulaire comme d'autres en Bretagne.

#### Les relations complexes entre les pouvoirs civils et religieux

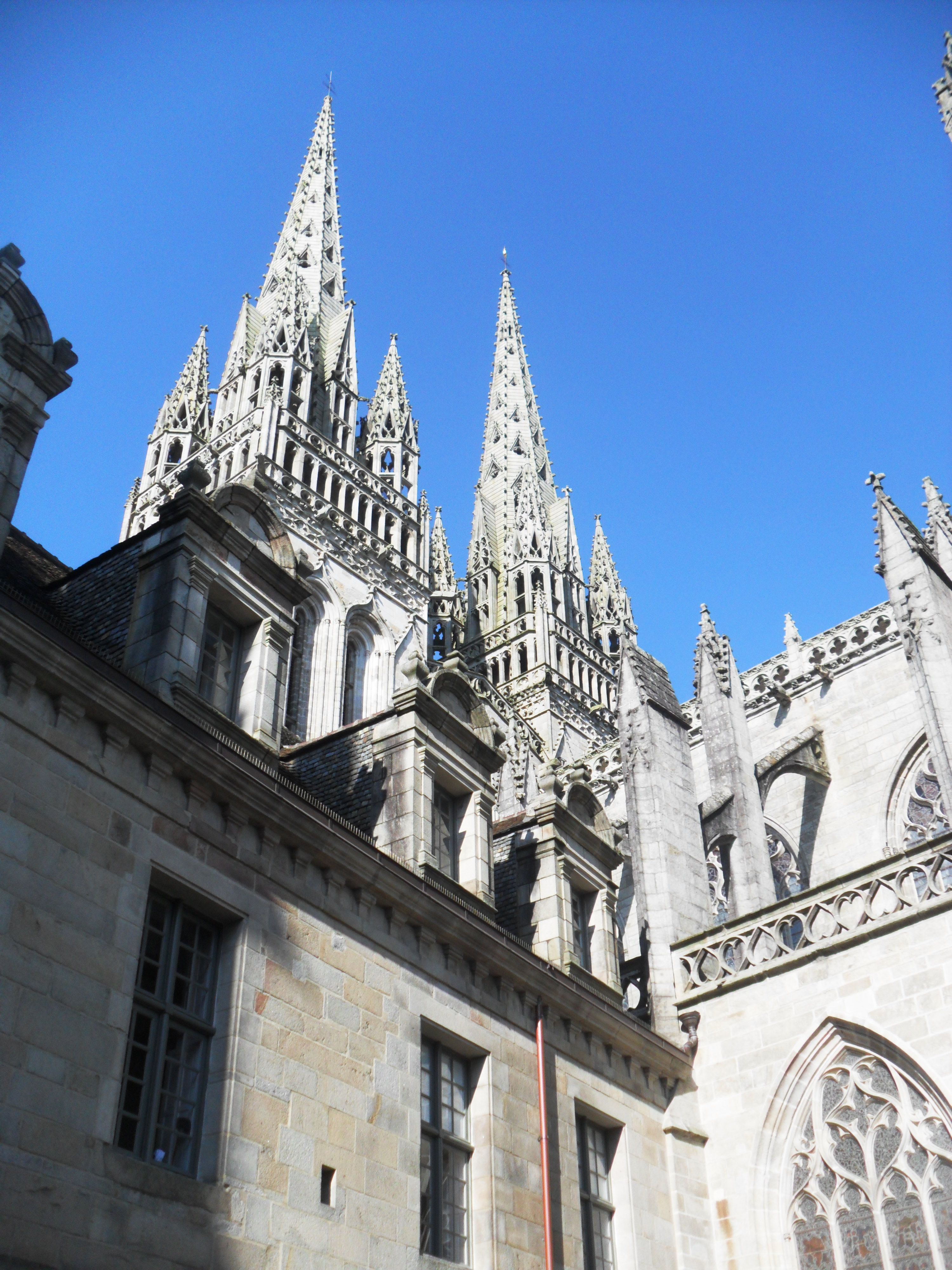
Cathédrale Saint-Corentin de Quimper.

Le haut Moyen Âge montre, de façon plus certaine, autour de l'an 1000, une confusion du pouvoir comtal et épiscopal sous un certain Binidic, fils de Budic de Châteaulin. Cette situation contestable est dénouée par l'attribution du comté de Cornouaille à Alain Canhiart (ou Cainhart), fils de Binidic, et celle de l'évêché successivement à son frère Orscand puis au fisl de celui-ci, Binidic. Il en restera le fait que l'évêque gardera jusqu'en 1791 la possession de la ville fortifiée entre l'Odet, le Steïr et le Frout, le duc de Bretagne, successeur des comtes de Cornouaille, gardant le faubourg ouest connu sous le nom de la Terre-au-Duc.
Deux seigneuries se partagent l'essentiel du pouvoir économique (marchés, moulins, fours banaux, octrois, péages), celle de l'évêque en sa ville close de murailles entre l'Odet, le Steïr et le Frout et le prieuré bénédictin féminin de Locmaria qui contrôle les entrées et sorties maritimes, mais, dans ce qui reste, les possessions sont enchevêtrées et matières à d'innombrables querelles et procès.
En 1210, le duc est contraint de détruire la maison forte qu'il avait édifiée sur le fief de l'évêque et seul l'arbitrage du pape permettra la construction, au confluent, d'un petit château en 1453, dont fort peu de traces subsistent. Dans le même état d'esprit, les évêques s'opposent à la levée des impôts par l'État ducal qui s'affirme. Choisis dans l'entourage ducal, ils doivent accepter l'impôt, mais refusent pourtant garnison et atelier monétaire.

#### L'essor du bas Moyen Âge
En 1239, l'évêque Raynaud décide de reconstruire sur place la cathédrale romane mais, contrairement à ce qu'ont longtemps pensé les historiens, les travaux de la cathédrale gothique n'ont pas commencé avant les années 1280. Le chantier subit un arrêt prolongé aux XIVe et XVe siècles, années noires pour la Cornouaille (guerre de Succession de Bretagne, épidémies).
Pendant la guerre de Succession de Bretagne, l'évêque Geoffroy de Kermoysan prend le parti de Charles de Blois : Quimper est assiégé par Jean de Montfort. Geoffroy rassemble les habitants pour délibérer et la résolution unanime est prise d'ouvrir les portes au vainqueur. À la suite de la prise de position de l'évêque de Quimper en faveur de Jean de Montfort, Quimper est mis à sac par Charles de Blois. C'est vraisemblablement à cette période que l'ancien château de Kermoisan est démantelé.
Geoffroy de Kermoysan (Pommerit-Le-Vicomte 1310 - 1380) était entré dans l'ordre savant de Saint Benoît et devint abbé de la Couture (abbaye fondée fin VIe siècle au Mans par Saint Bernard), puis fut nommé évêque de Cornouaille (Quimper) en 1358 et de Dol (12 août 1369).
Il est présent sur un acte d'Avignon, de 1372, traitant de la fondation de la chapellenie du château de Pont-l'Abbé, en tant qu'évêque de Quimper, et il assiste en 1375 au parlement tenu à Paris pour fixer la majorité des rois à 14 ans.

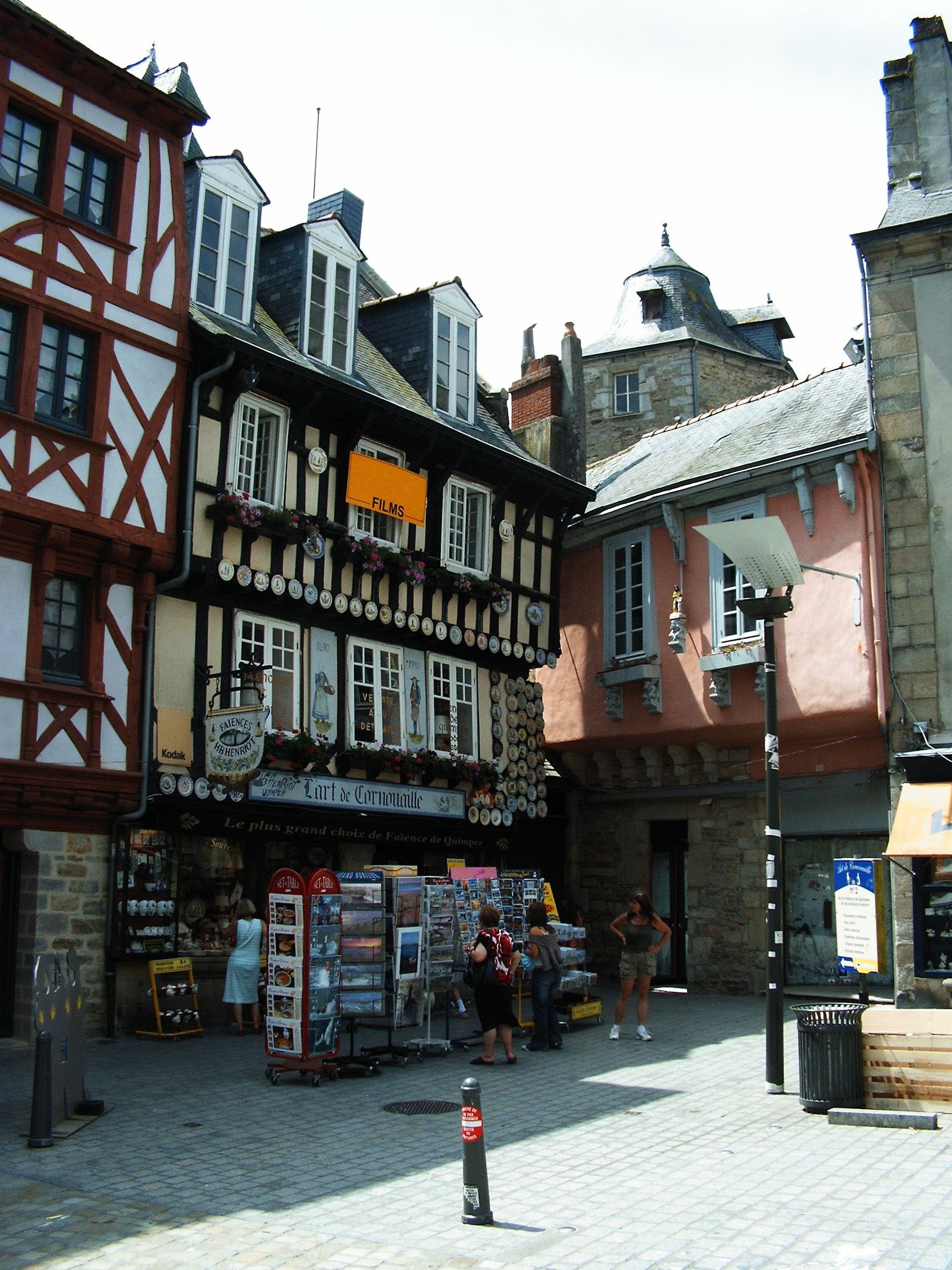
Le vieux Quimper.

La ville se développant, le duc de Bretagne, qui voit son pouvoir politique se renforcer et ne manque pas de l'exprimer par l'apposition de son blason sur les remparts et sur les églises, est amené à tenir compte des notables et à leur octroyer des privilèges pour favoriser l'économie locale et donc ses propres rentrées fiscales.

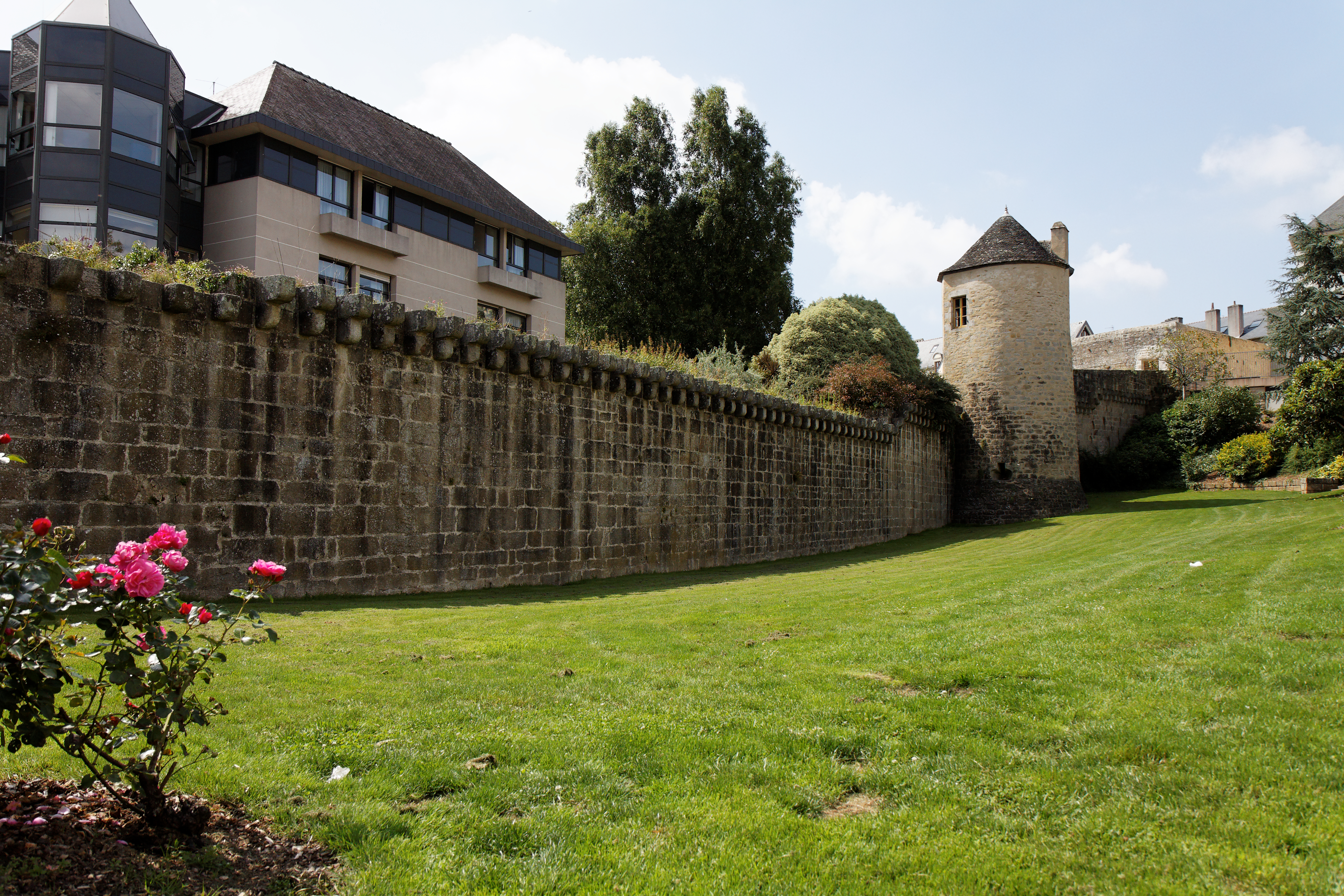
Les remparts, La tour Nevet, Rue des douves, Quimper

Le mouvement s'amorce par un acte de Jean IV en 1387, mais, si des réunions du « corps de ville » sont attestées dans l'une des chapelles de la ville close, le Guéodet (d'un mot breton proche de « cité »), il n'a pas de traces de luttes pour ériger une « commune » en opposition avec l'autorité ducale ou épiscopale.
Un procureur des bourgeois est nommé en vers 1430, mais ce n'est qu'en 1704 que la création d'un office de maire est décidée.
Quimper est une ville dont les notables, nobles, chanoines ou commerçants se font construire des « hostels » à pan de bois et aux façades savamment sculptées en bois et en pierre et les terres rurales proches sont parsemées des manoirs nobles dont certains sont des résidences d'été comme celui de Lanniron à Locmaria pour l'évêque.
La ville attire des ordres religieux qui s'installent dans et hors de la ville close, les Franciscains cordeliers étant mal acceptés et objets de saccages, malgré le renom de charité de Jean Discalceat, plus connu sous le nom de Santig du « le petit saint noir », mort en soignant les habitants de la peste en 1349.
En 1490 éclate une insurrection paysanne appelée « La commune de Cornouaille » et décrite par le chanoine Jean Moreau : des milliers de paysans mal armés assiègent la ville, mais sont repoussés et massacrés.
En 1494 et en 1495, la ville subit une épidémie de nature inconnue qui, selon le chanoine Moreau, emporte un tiers de la population et affecte nombre de soldats, lors du siège des troupes d'Henri IV.

### Temps modernes

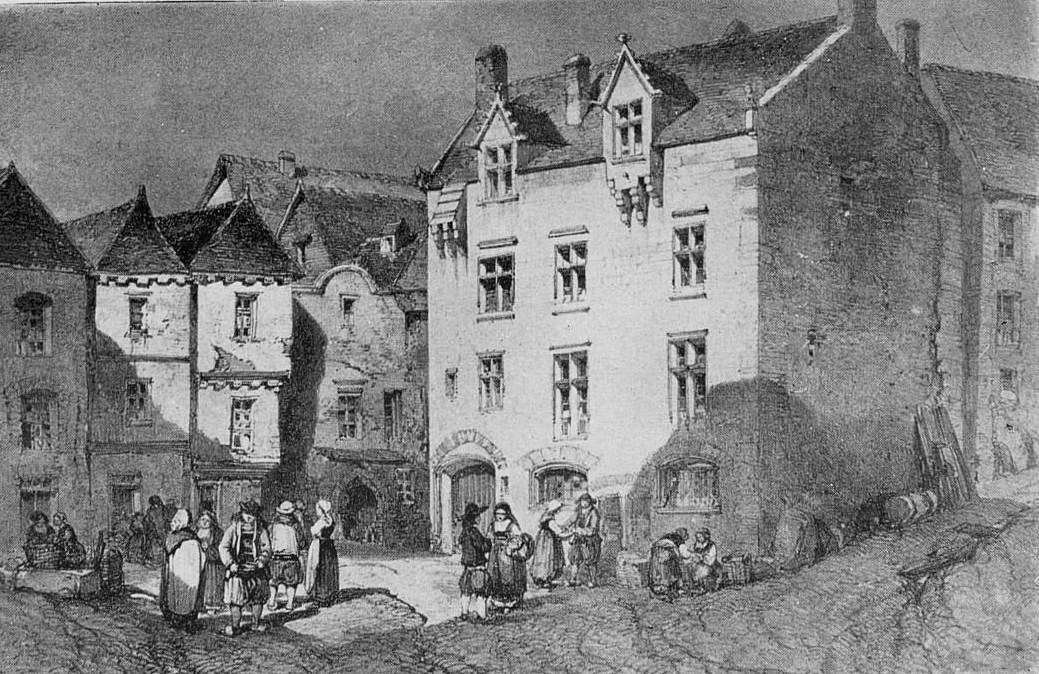
La Tour du Chatel, partie de la place Saint-Corentin, où avaient lieu les exécutions capitales (dont celle de Marion du Faouët).

L'imprimerie n'est venue que vers 1525, mais son essor sera, comme partout, limité par la politique de contrôle absolu de Louis XIV qui ne fait autoriser qu'un imprimeur par ville placé sous la censure de l'évêque qui est son premier client. La maison la plus ancienne de Quimper, datée du début du XVe siècle, fut justement le siège de l'imprimerie diocésaine.
Quimper bénéficie de la réforme judiciaire de 1552 qui renforce son rôle en en faisant le siège d'un présidial dont le ressort coïncide grossièrement avec le territoire du futur département du Finistère, sauf Quimperlé subordonné à Vannes.
La période des guerres de Religion est plutôt agitée, car la ville, alliée de la Sainte-Ligue, se rend après avoir été assiégée en 1595 par l'armée royale commandée par le maréchal d'Aumont au nom d'Henri IV dont la conversion au catholicisme reste suspecte aux yeux de beaucoup.
En 1597, le soldat ligueur et brigand Guy Éder de La Fontenelle prend momentanément la ville :

« Il était environ 8 heures du matin le 5 mai 1597, quand les habitants de Quimper, dont plusieurs reposaient encore, furent soudain éveillés, ou attirés à leurs fenêtres, par un bruit insolite d'allées et venues, des pas précipités, le tocsin et les cris d'alarme poussés par les soldats de la garnison : l'ennemi, disait-on, était aux portes de la ville ! Et quel ennemi ? Le fameux La Fontenelle, ce bandit que, depuis si longtemps déjà, on avait appris à redouter et à fuir ! Chacun saute aux armes et tous de courir, qui aux portes, qui aux murailles, pour conjurer le terrible danger. (…) L'ennemi était arrivé près de la chapelle Saint-Sébastien, avait forcé l'entrée du faubourg et envahi la rue conduisant à Saint-Jean, gagnant bientôt la place Saint-Mathieu. (…) »

La ville dut son salut au sieur de Kerollain, Jean Jegado, alors gouverneur de Concarneau et qui se trouvait venir à Quimper avec une petite troupe, et à une compagnie de 200 hommes commandés par le capitaine Magence et qui venaient de Scaër ou du Faouët. La Fontenelle et ses soldats quittèrent la ville « avec leur courte honte, ayant laissés, de leurs gens, plus de 40 morts et plus de deux fois autant de blessés » écrit le chanoine Moreau.

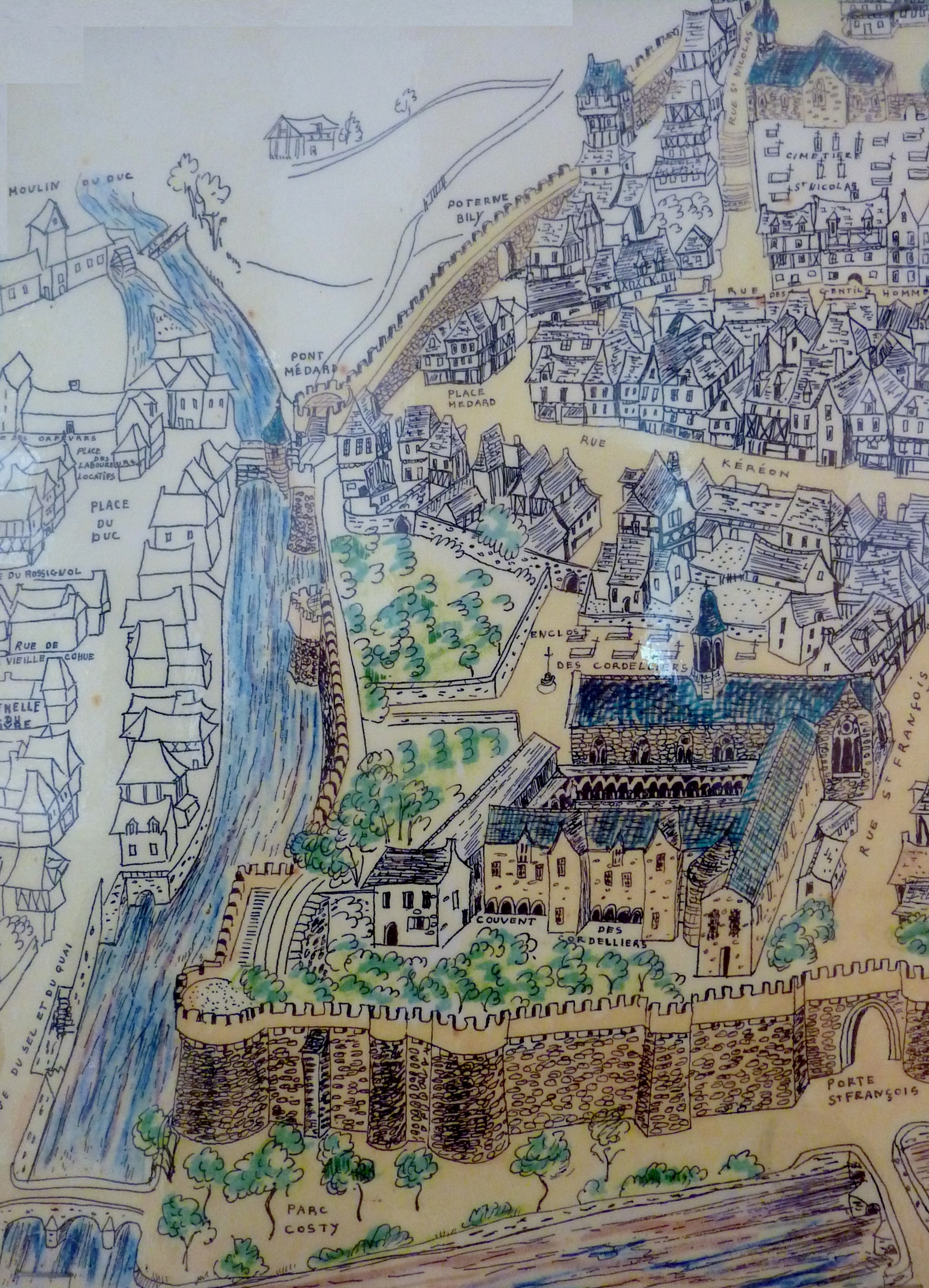
Christophe-Paul de Robien : plan de Quimper vers 1735.

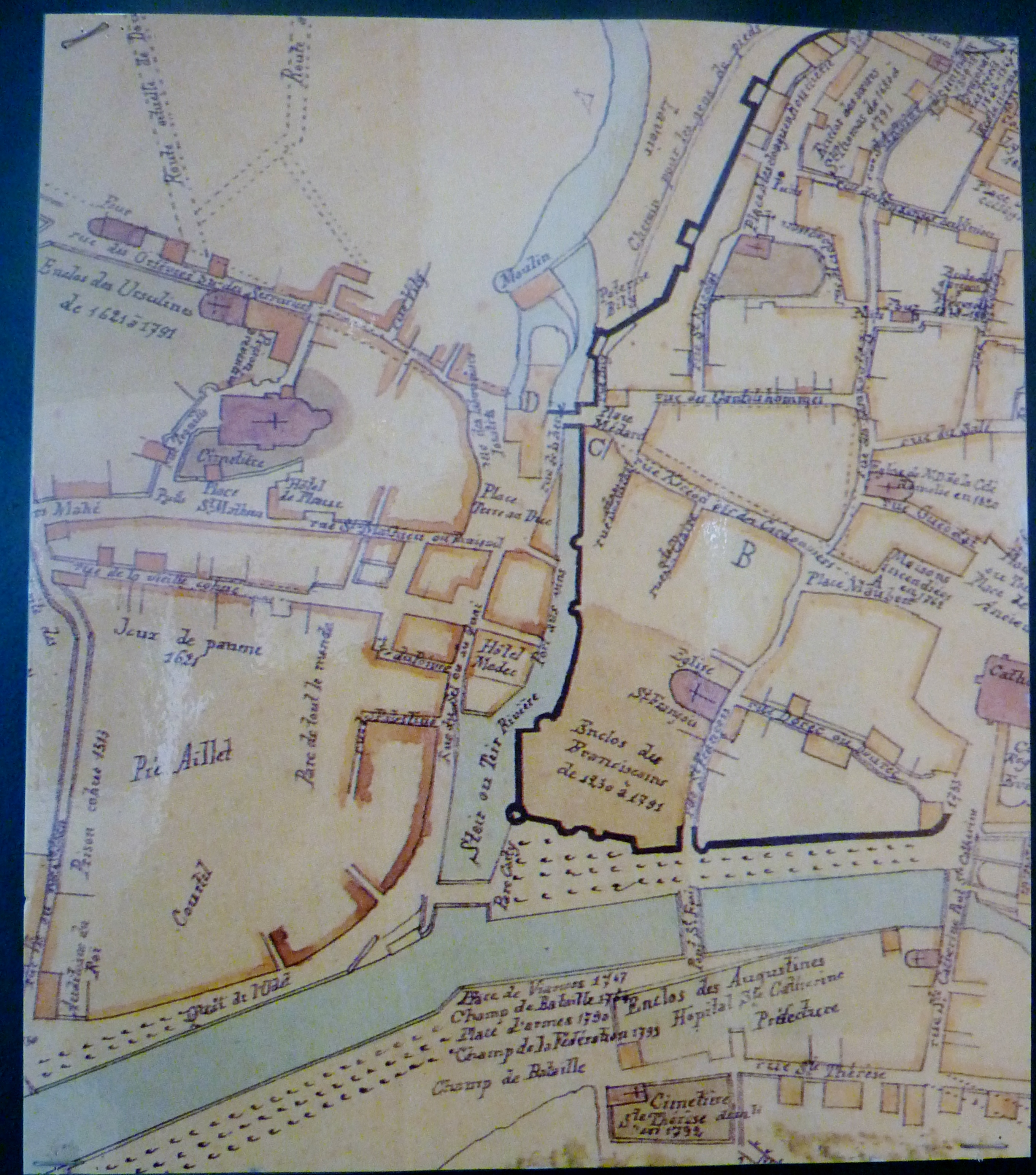
Gilles André : plan de Quimper en 1764.

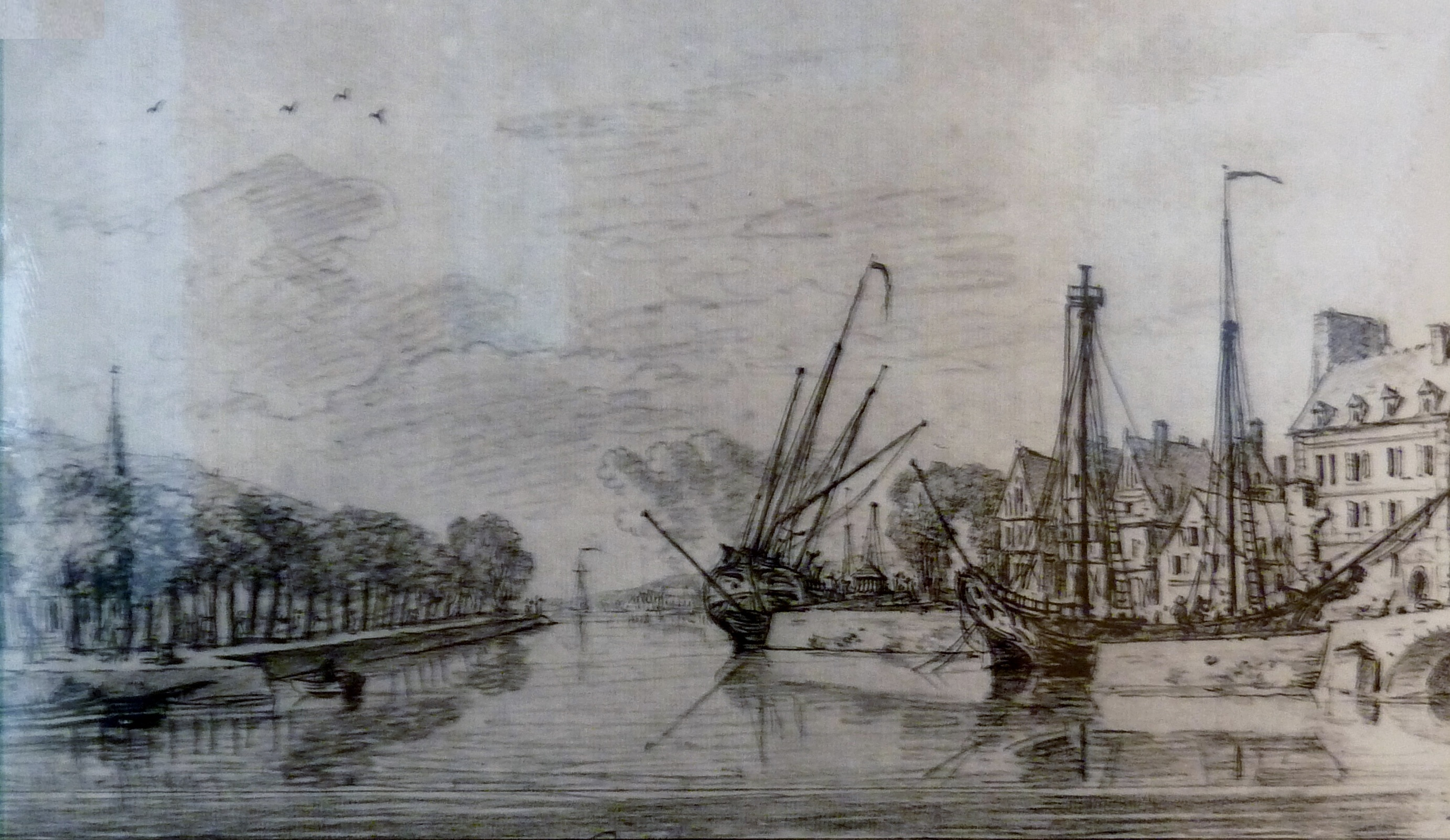
Louis-François Cassas : Quimper en 1777 (dessin).

Le 1er février 1620, vers 7 heures du matin, la flèche de la cathédrale fut touchée par la foudre, mais ce n'est que dans l'après-midi, qu'on vit apparaître de la fumée, puis des flammes. La foule, accourue en grand nombre, crut voir un horrible démon vert se trémoussant dans les flammes. Les chanoines du chapitre approchèrent les saintes reliques des flammes ; peine perdue, l'incendie poursuivit ses ravages, malgré l'emploi de 150 barriques d'eau et d'une cinquantaine de charretées de fumier et le diable continuait à évoluer en haut du clocher. Pour lutter contre ce fait de sorcellerie, les chanoines décidèrent alors de jeter dans le brasier un pain de seigle renfermant une hostie et d'asperger le feu d'eau bénite mélangée à du lait de femme. Tout aussitôt, le démon quitta les flammes et le feu s'éteignit, mais le clocher était totalement ruiné. La légende affirme que le pain de seigle contenant l'hostie fut retrouvé intact au milieu des cendres. Cette anecdote est connue sous le nom du « diable de Quimper-Corentin ».
Le grand séminaire est institué le 26 août 1669 par François de Coëtlogon à l'initiative du recteur de Plouguernével, Maurice Picot de Coëthal ; il est installé dans le manoir de Créacheuzen, agrandi à partir de 1678 par la construction de bâtiments supplémentaires et par la construction entre 1711 et 1737 de la chapelle du Saint-Esprit, de style classique. Il a été transféré à Kerfeunteun en 1932.
Le XVIIIe siècle apporte à Quimper l'exploitation, qui durera peu, du charbon de la Terre-Noire à Penhars et surtout le développement de la faïencerie initiée dès 1708 par un entrepreneur provençal, Pierre Bousquet suivi du Rouennais Pierre Clément Caussy. Ne disposant pas de terre à faïence, ils l'importent soit de Fronsac (Bordeaux), soit de Rouen. Plus tard, l'argile gréseuse extraite à quelques kilomètres au Sud de Locmaria permettra de fabriquer du grès (à partir de 1775-80).
La Révolution sera bien accueillie, mais les excès de la Gauche montagnarde et hébertiste en 1793 susciteront des oppositions telles que les Chouans seront près de contrôler toute la campagne environnante en 1799.
Le « brûlis des Saints », le 11 et 12 décembre 1792, journées de pillage et de destruction des églises, marquera les esprits : la municipalité a laissé faire les extrémistes antireligieux avant de s'apercevoir que la Convention avait demandé d'éviter de tels excès.
La ville est fermement tenue en main par les adeptes du changement, alors même que, sous le Directoire, la Chouannerie est maîtresse, la nuit venue, de la campagne proche. En octobre 1800, l'évêque de Quimper, Yves Marie Audrein, est intercepté dans sa diligence dans une paroisse voisine, Kerfeunteun, et est assassiné par des chouans qui seront pris et exécutés quelque temps plus tard.

### LeXIXesiècle

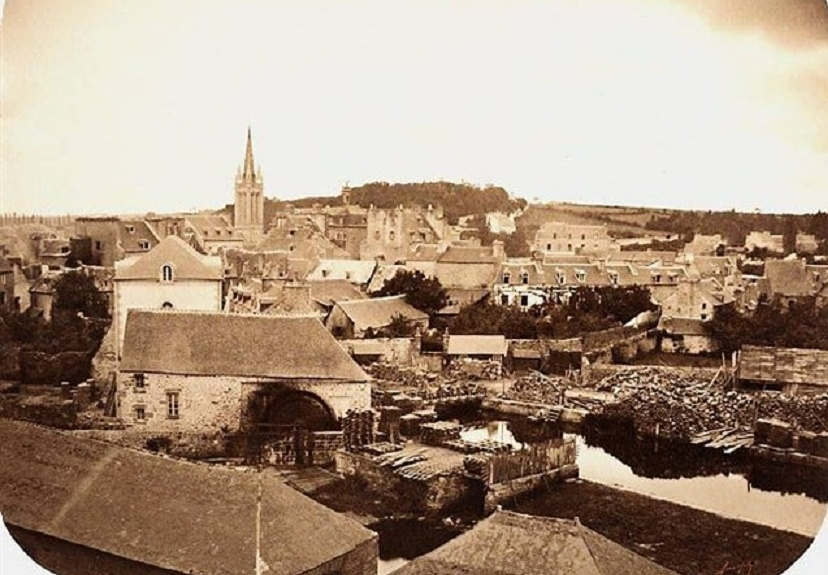
La plus ancienne photo de Quimper (datant de 1860).

Le blocus continental mis en place par la Royal Navy en 1805 profite un temps au port de Quimper bien abrité au fond de sa ria et libre d'accès, car c'est surtout Brest qui est surveillée. Quelques corsaires font même un temps de Quimper leur port d'attache.
Au XIXe siècle, les fonctions administratives fuient Quimper, qui ne les réunira aux religieuses qu'à la fin du siècle, renforçant enfin le rôle de Quimper. L'augmentation lente de la population déborde peu à peu sur les communes voisines, car son territoire est exigu et les autres agglomérations très proches.
C'est aussi une ville garnison qui héberge le 118e régiment d'infanterie de ligne (dont le colonel Philippe Pétain fut au commandement en 1907 sous la Troisième République).
Auguste Romieu décrit ainsi la ville de Quimper en 1830 :

« Dans l'opinion des gens, Canton n'est guère moins éloigné de Paris que Quimper-Corentin. Or il y a du vrai dans cette croyance que j'ai partagée longtemps, quoiqu'à demi Bas-Breton. Je la partagerais encore tout entière si je n'eusse été envoyé dans ce pays, comme pour me convaincre par mes propres yeux que Quimper-Corentin est une ville raisonnablement garnie de gardes nationaux pleins de zèle, qu'on y compte une majorité de patriotes très éclairés, et que le Huron de Voltaire aurait peine à s'y reconnaître aujourd'hui »

— Auguste Romieu, Les effets de la Révolution de Juillet 1830.

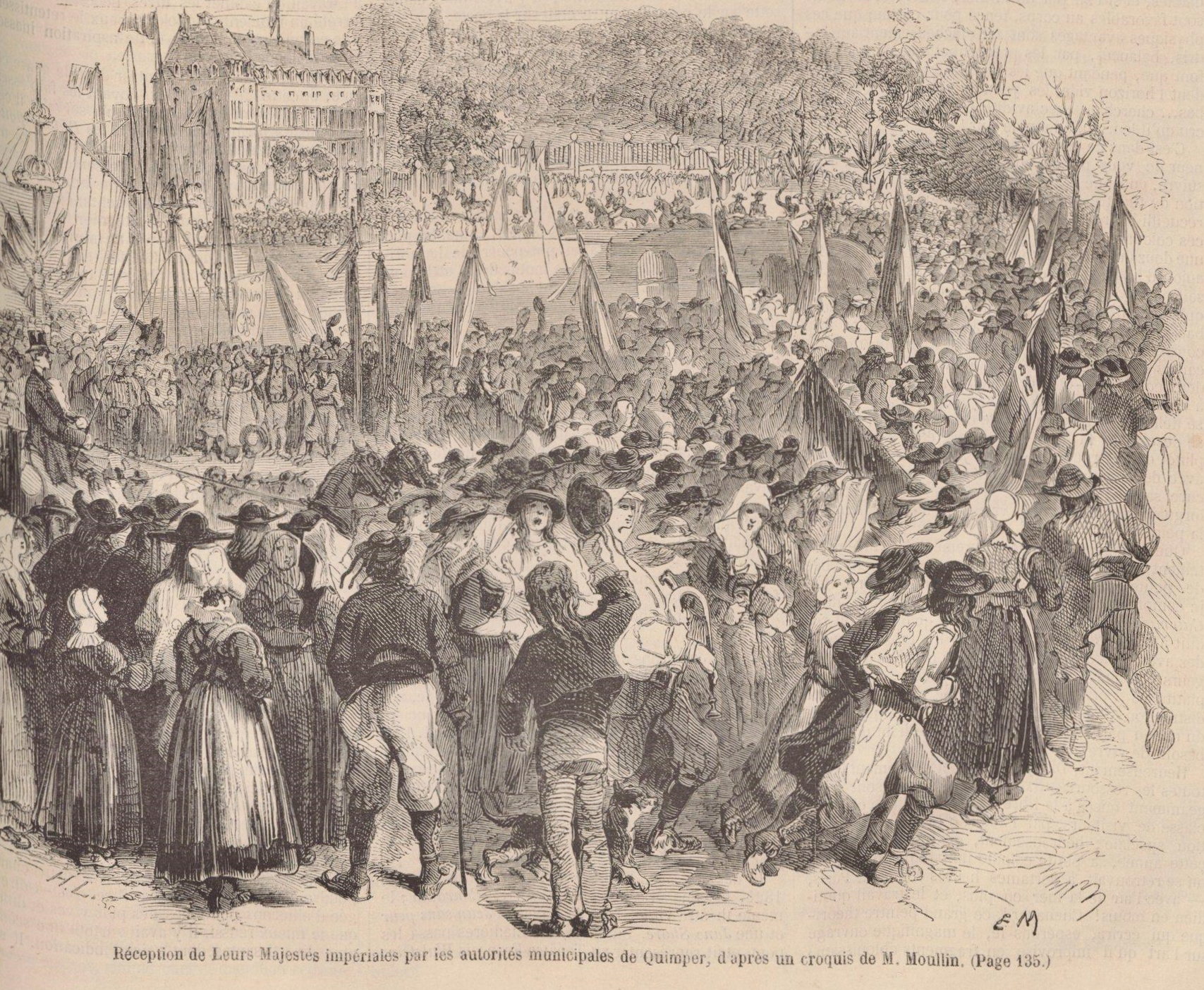
Croquis illustrant l'arrivée de Napoléon III le 2 août 1858.

Le 2 août 1858, l'empereur Napoléon III et sa femme l'impératrice Eugénie se rendirent à Quimper, la Bretagne étant massivement favorable au rétablissement de l'Empire. C'était la première fois que la ville accueillait un chef d'État français puisque la visite de Napoléon Ier en 1808 fut annulée. Pour l'occasion, un arc de triomphe fut dressé à l'entrée de la ville et son arrivée fut salué par 101 coups de canon. Au soir de sa visite, une grande fête fut organisée durant laquelle la Bretagne fut mise à l'honneur avec notamment des danses bretonnes. Le couple royal fut ravi de l'accueil et remercia la ville en finançant la construction d'un quai reliant la gare au centre-ville ainsi que le prolongement du chemin de halage[réf. non conforme],.
Le peintre pré-impressionniste Eugène Boudin revient plusieurs années de suite dans la région de Quimper au milieu des années 1850. Il est particulièrement attiré par la vie traditionnelle. Les costumes qu'il voit aux pardons de Notre-Dame-de-Kerdévot ou de Sainte-Anne-la-Palud, le faste des noces, l'animation des marchés et des foires sont pour lui une véritable révélation. Pour sa Vue du Port, il s'est placé au bord de l'Odet au "Cap Horn". Il y représente l'animation des quais, les bateaux et les flèches de la cathédrale qui viennent d'être érigées. Pour son premier envoi au Salon en 1859, il choisit de traiter le pardon de Sainte-Anne-la-Palud (Le Havre, musée d'art moderne André Malraux) :

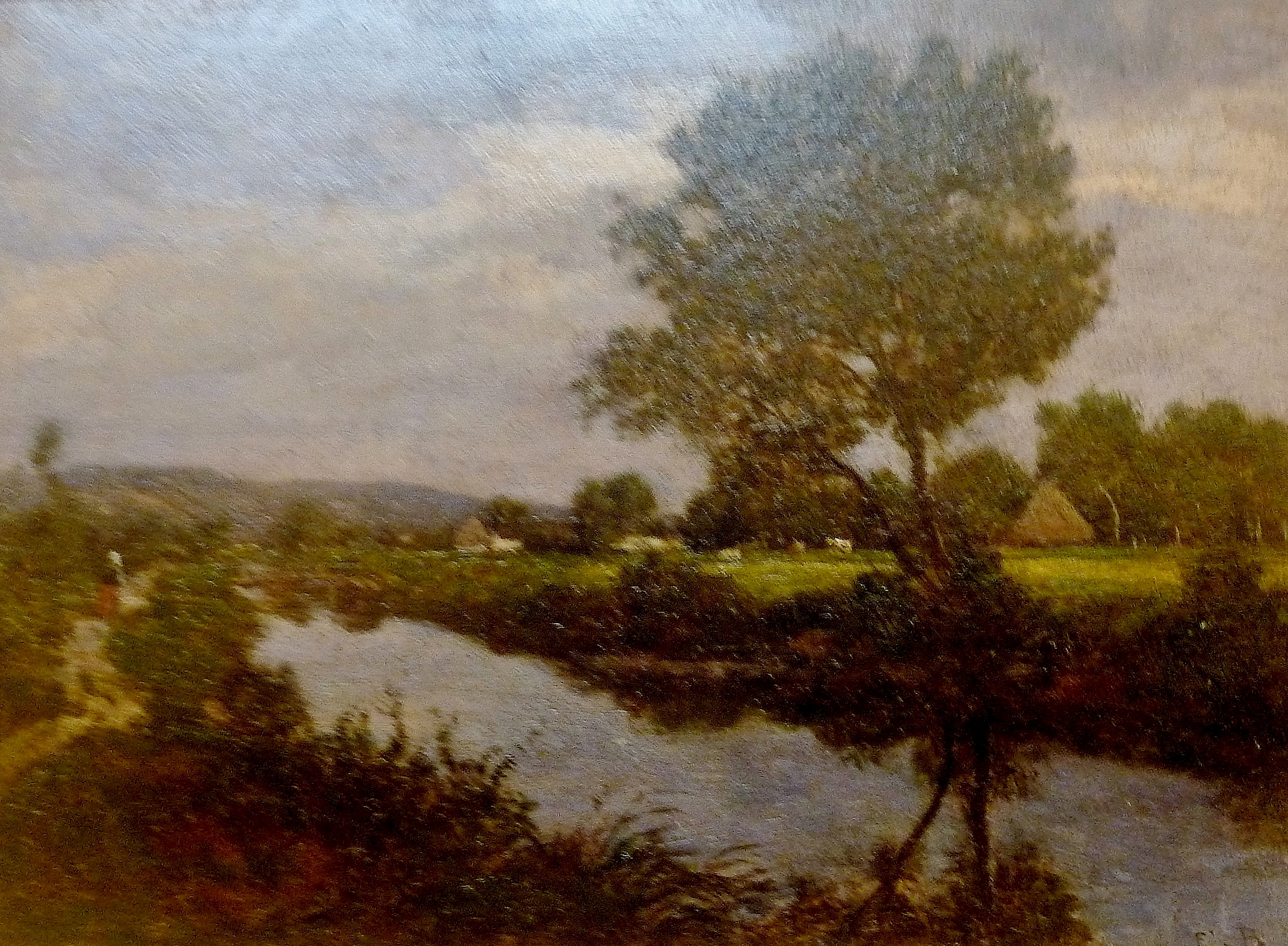
L'Odet aux environs de Quimper, 1855-1858 Musée des Beaux-Arts de Quimper[90].
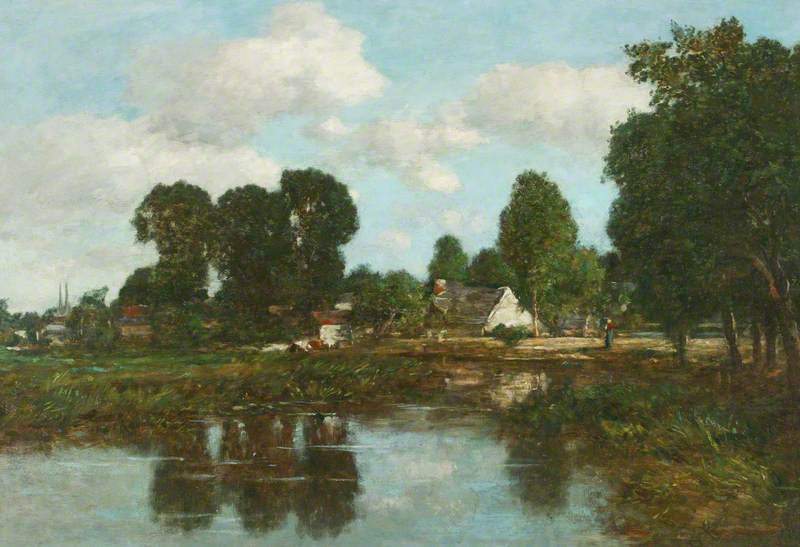
Près de Quimper Manchester Art Gallery[91].
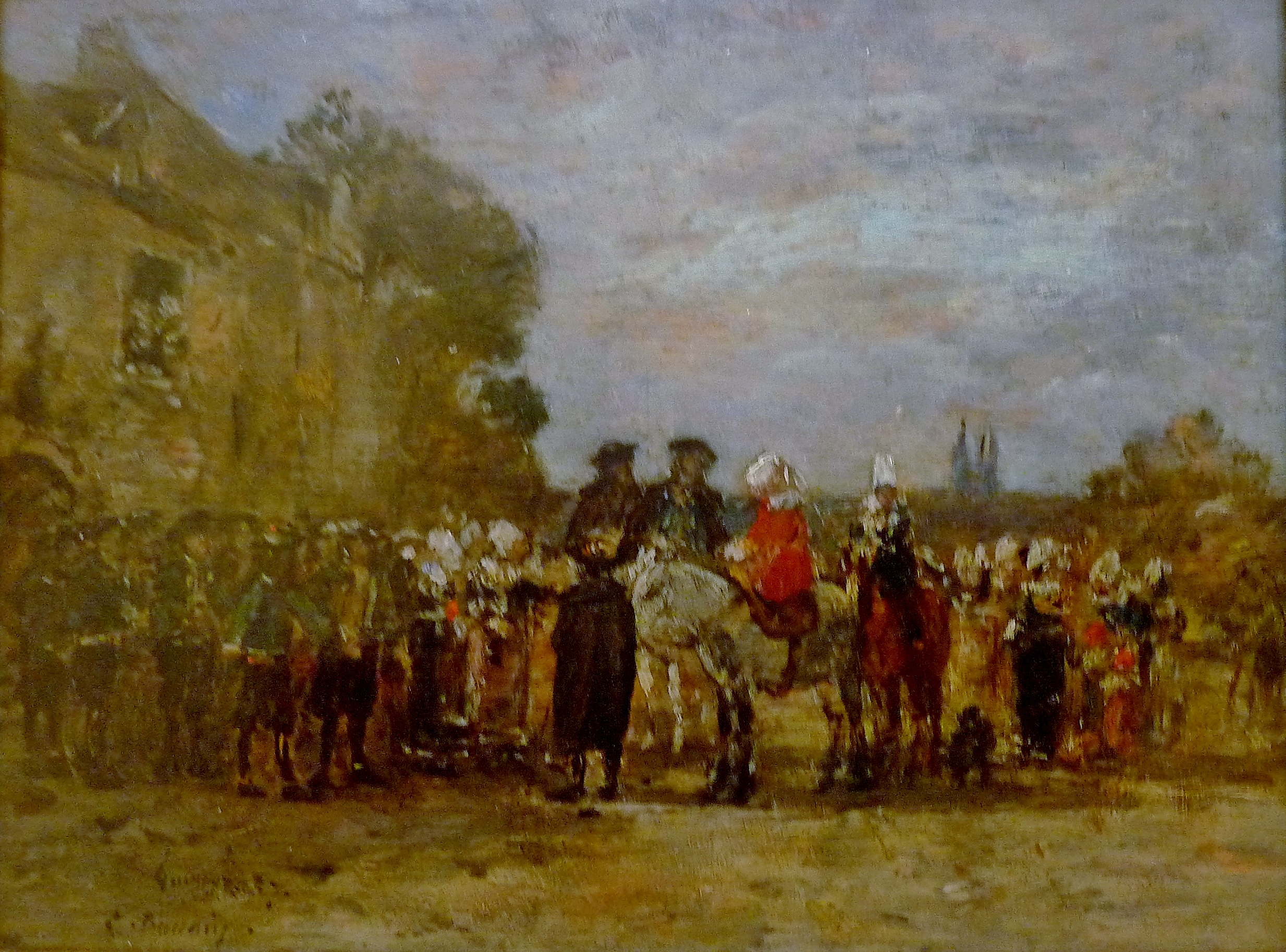
Noce à Quimper, 1857 musée des Beaux-Arts de Quimper[92].
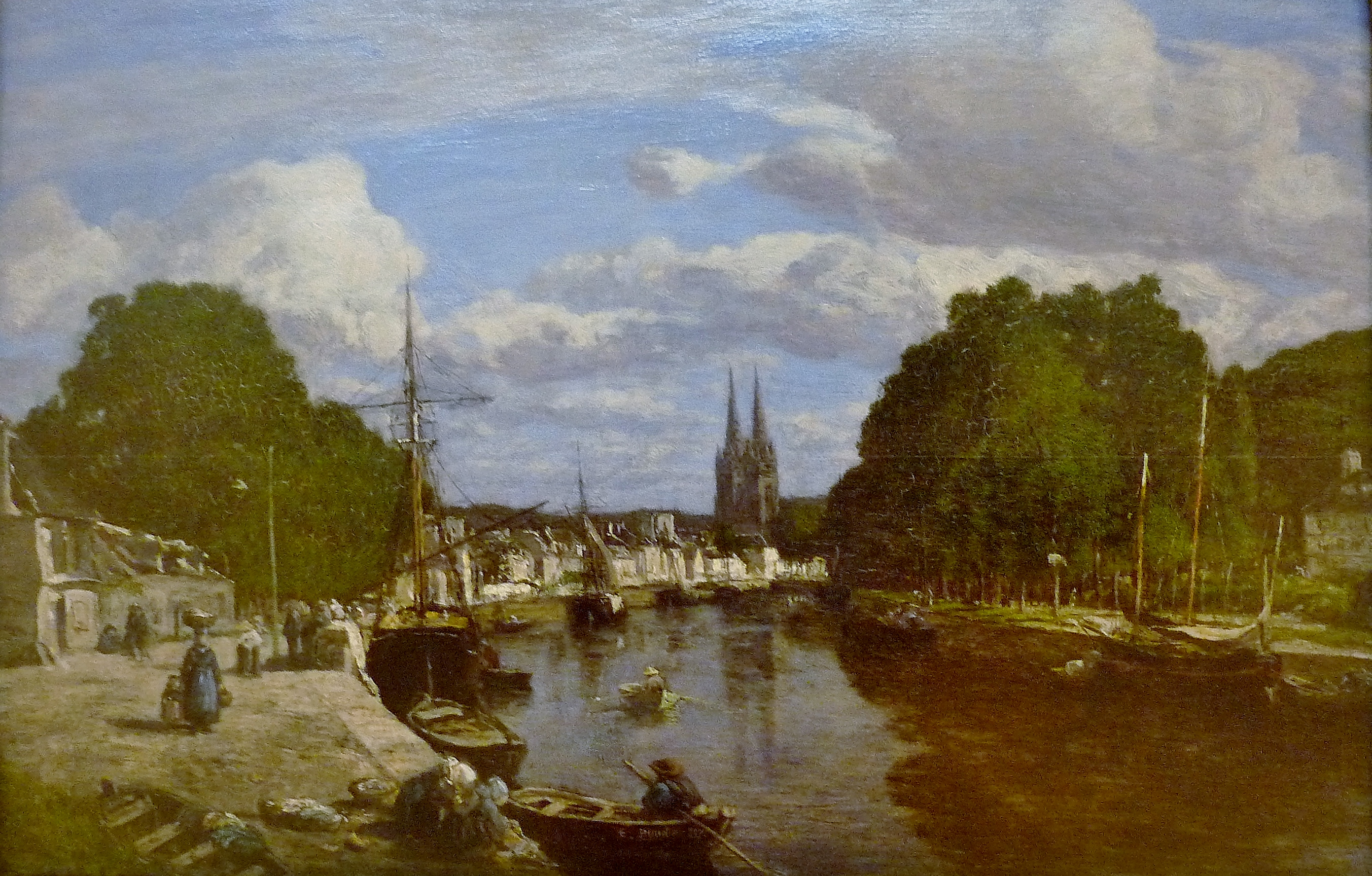
Vue du port de Quimper, prise de l'aval, vers 1857 musée des Beaux-Arts de Quimper[93].
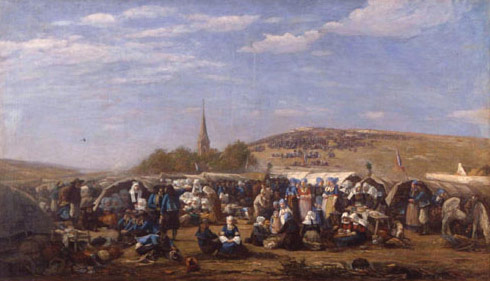
Le Pardon de Sainte-Anne-la-Palud,1858 Le Havre, musée d'Art moderne André-Malraux[94].
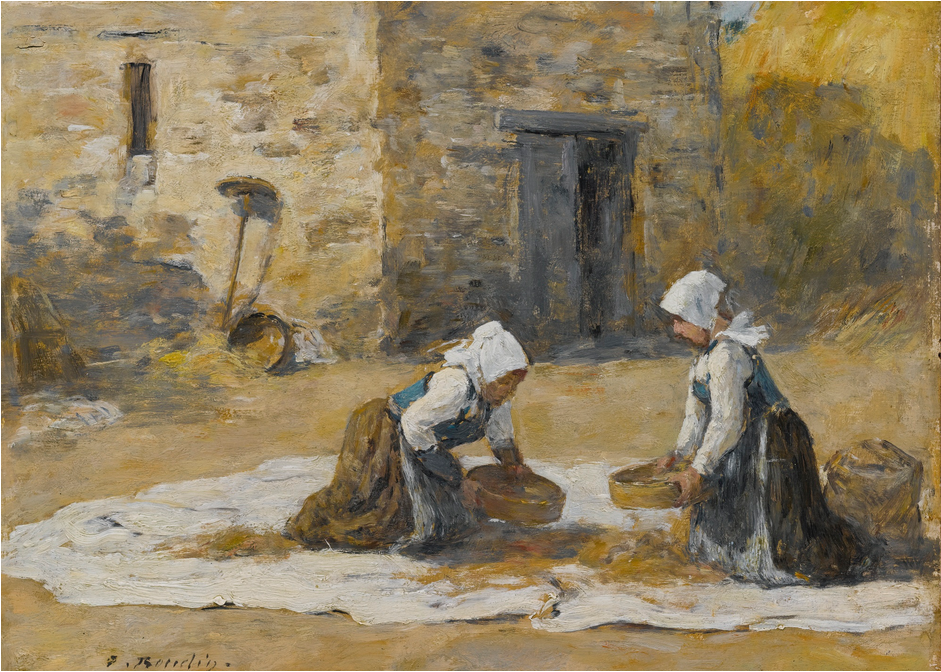
Vanneuses à Quimper, 1858-1862 Collection privée, Vente 2016[95].

L'arrivée du chemin de fer en 1863 prolongé ultérieurement jusqu'à Douarnenez et le développement du port pour l'exportation et l'importation de denrées agricoles augmente l'activité économique avec une accélération après 1880 du fait des progrès de la productivité agricole et d'une industrialisation réelle, quoique modérée, symbolisée par l'arrivée du gaz de houille produit et exploité par la compagnie Lebon qui installe des gazomètres sur le port.
Celui-ci reste actif malgré la limitation en profondeur et en largeur d'un chenal étroit et soumis aux marées. Le port exporte des poteaux de mine à destination du Pays de Galles tandis que le charbon, le sable et le vin sont parmi les importations emblématiques.

Les jours de grande marée, les lougres, puis les goélettes et les sloops, plus tard les vapeurs, s'alignent le long des quais, du quartier du Cap Horn à la cale Saint-Jean. L'amélioration des communications permet les débuts du tourisme qui entraîne le développement des hôtels et des entreprises de transport. Quimper attire, par le charme de son site fluvio-maritime et de ses vieux quartiers. C'est aussi une plaque tournante pour l'accès aux stations balnéaires dont le succès s'affirme (notamment Bénodet et les petits ports de pêche du Cap Sizun et du Pays Bigouden).

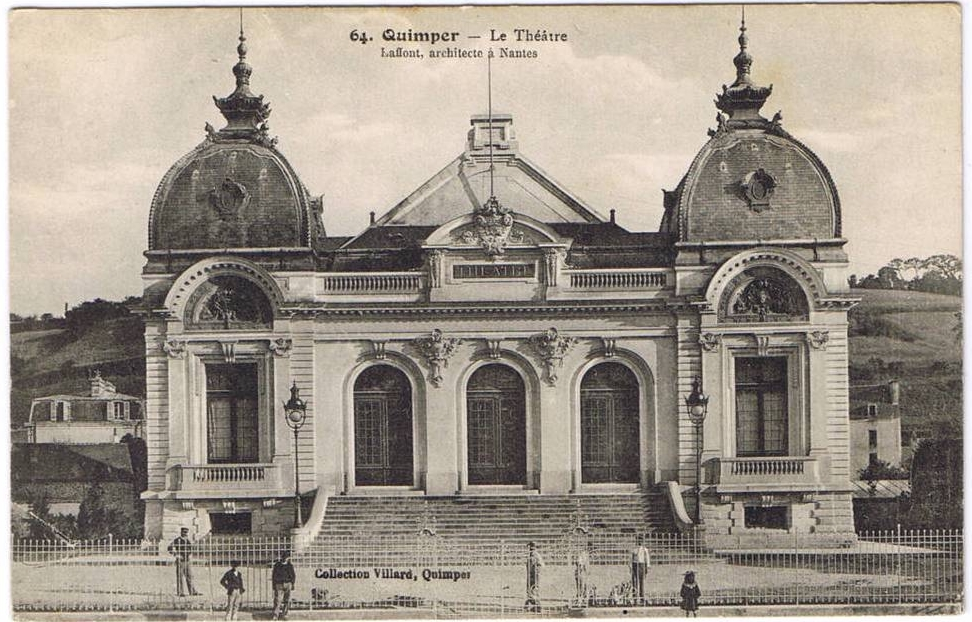
Le théâtre municipal, vers 1904.

Un événement de taille se produit d'ailleurs le 11 septembre 1885, alors que trois trains spéciaux arrivant en gare de Quimper débarquent Buffalo Bill et les 800 hommes (dont « 100 braves Peaux Rouges », comme le dit l'affiche de l'époque) et les 500 chevaux du Wild West Show en tournée en Europe. La représentation qui attire « Des milliers et des milliers de spectateurs, venus de Quimper et des environs » a lieu au Champs de manœuvre : un terrain situé sur le Frugy, aujourd'hui complètement urbanisé.

### LeXXesiècle

#### Le début duXXesiècle

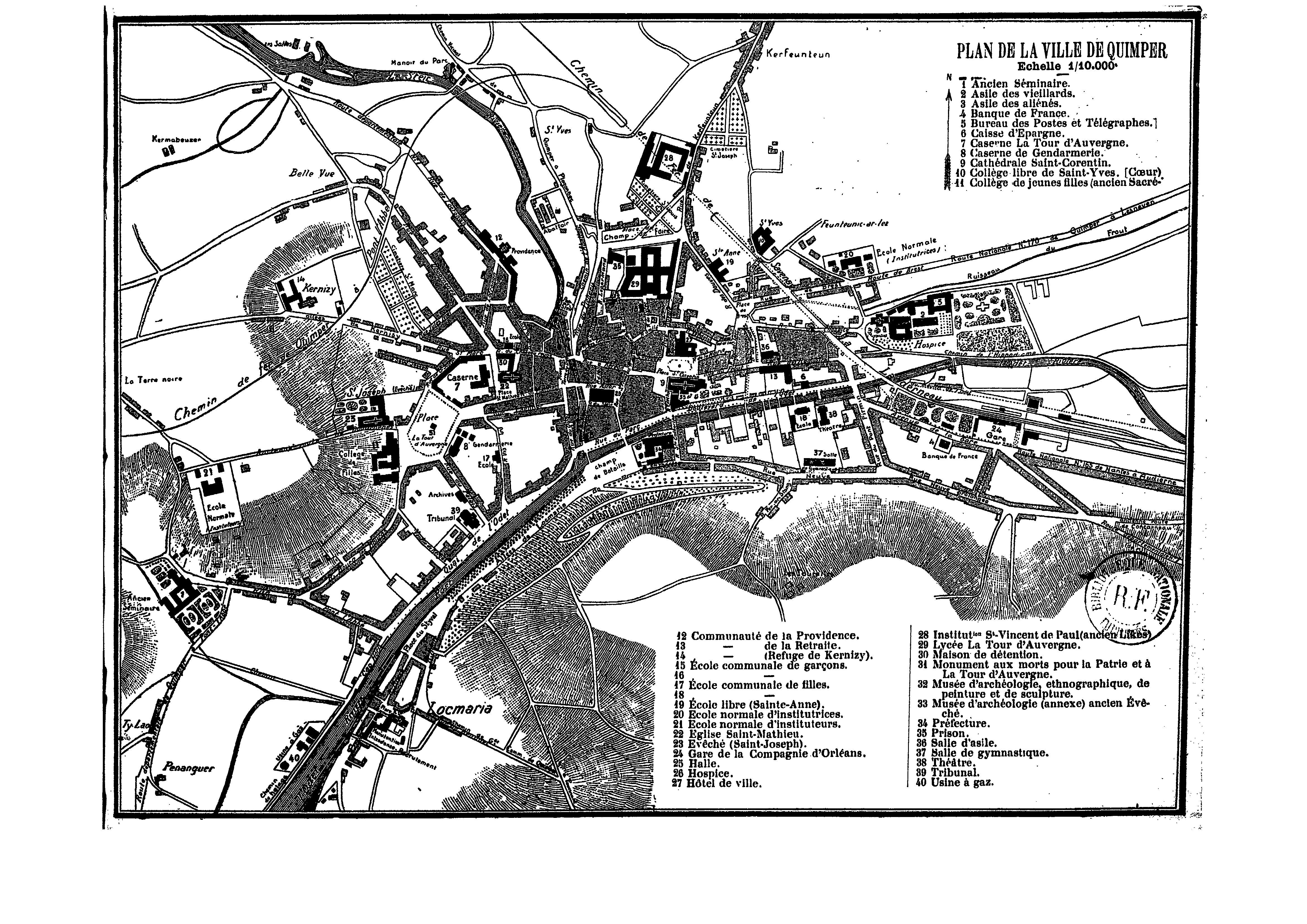
Plan de Quimper en 1910, publié par J.-M. Abgrall.

Les industries agro-alimentaires deviennent pour longtemps un des piliers économiques (conserves de poisson, de légumes et de fruits, confitures). Le textile et la mécanique légère, ainsi que la production de faïence contribuent aussi à une expansion importante dans la première moitié du XXe siècle.

#### LaPremière Guerre mondiale
Quimper était alors une ville de garnison (le 118e régiment d'infanterie y était basé).
Lors de la Première Guerre mondiale, 556 Quimpérois sont tombés au front. La ville a fait édifier un mémorial dans l'escalier d'honneur de la mairie où sont exposées les peintures de Charles Godeby qui représentent des scènes de bataille.

#### LaSeconde Guerre mondiale
La ville de Quimper fut prise par l'armée allemande le 19 juin 1940. Elle fut cinq jours plus tôt, le 14 juin 1940, la capitale de la France durant une journée comme ce fut le cas pour de nombreuses autres villes durant la Seconde Guerre mondiale.
Le 21 mai 1944, la gare de Quimper est mitraillée par des avions britanniques, l'usine à gaz est atteinte. Deux employés de la S.N.C.F. sont tués et deux autres blessés.
L'occupation allemande pèse sur une ville qui est le théâtre de hauts faits de la Résistance (première émission de radio clandestine vers la Grande-Bretagne, vol des dossiers du STO) et celle-ci sera assez forte pour harceler l'ennemi qui se retire à la nouvelle de l'arrivée des Alliés. Ainsi la ville fut libérée le 8 août 1944 après 1 509 jours d'occupation.

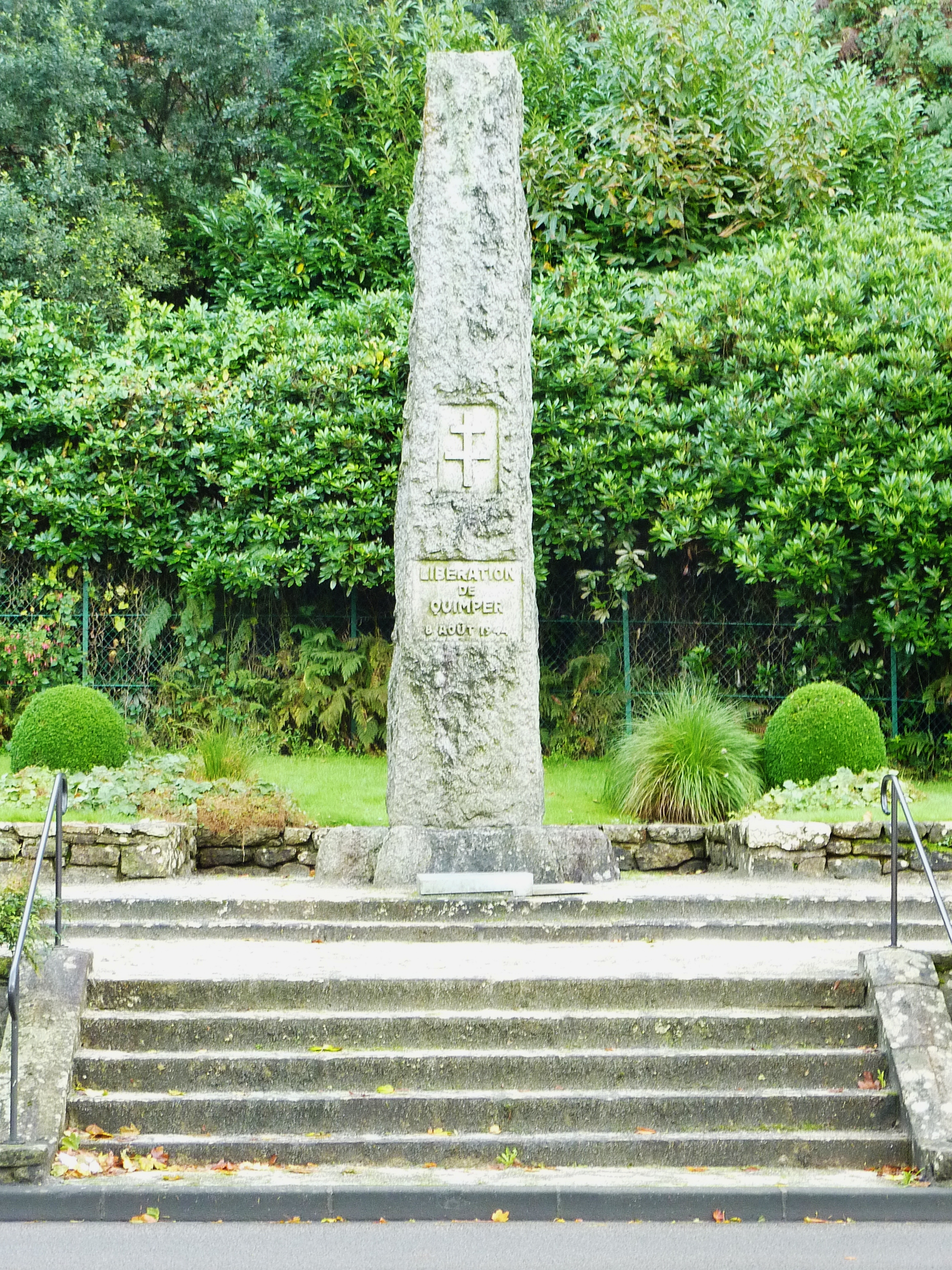
Le monument de la Libération.

Quimper connut aussi des collaborateurs notoires, par exemple Yann Bricler, directeur des Biscuiteries de Locmaria, membre du Parti national breton, partisan d'une collaboration totale avec les Allemands, dénonça de nombreux résistants. Il fut assassiné par deux résistants du maquis FTP de Saint-Goazec à Locmaria le 4 septembre 1943. Il était le cousin d'Olier Mordrel et un proche de Jean-Marie Perrot. Roger Elophe, un étudiant en droit de Quimper issu d'une famille germanophile, fut interprète du SD d'abord à Quimper, puis à Saint-Brieuc. Maurice Zeller, un collaborateur notoire qui sévit d'abord dans la région de Plouha et Saint-Quay-Portrieux, fut muté à l'Abwehrstelle de Quimper, exerçant aussi ses sinistres activités à Douarnenez, avant d'aller après le débarquement de Normandie pourchasser les résistants du maquis de Saint-Marcel.
Pendant la Seconde Guerre mondiale, les Allemands s'installèrent au lycée Le Likès, et occupèrent l'école Saint-Charles qu'ils utilisèrent comme prison où fut notamment enfermé Joseph Salaün, le directeur du Likès, avant d'être déporté. On estime entre 2 000 et 3 000 le nombre de prisonniers passés par la prison Saint-Charles entre octobre 1943 et août 1944, dont plusieurs dizaines furent fusillés, en particulier entre le 21 avril et le début du mois de mai 1944 dans les dunes du Poulguen à Penmarc'h et le 15 mai 1944 dix-sept hommes dont 11 résistants du groupe Vengeance et deux déserteurs russes dans les dunes domaniales de Mousterlin en Fouesnant.
Le 21 février 1944, Jacques Stosskopf, ingénieur résistant et membre du réseau Alliance, est arrêté à Lorient alors qu'il habitait Quimper pour mettre sa famille à l'abri des bombardements.

##### Le camp de Lanniron

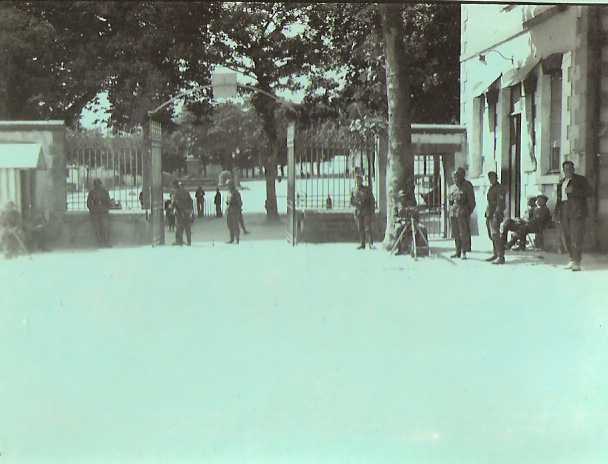
Entrée du camp « Frontstalag 135 » en 1940.

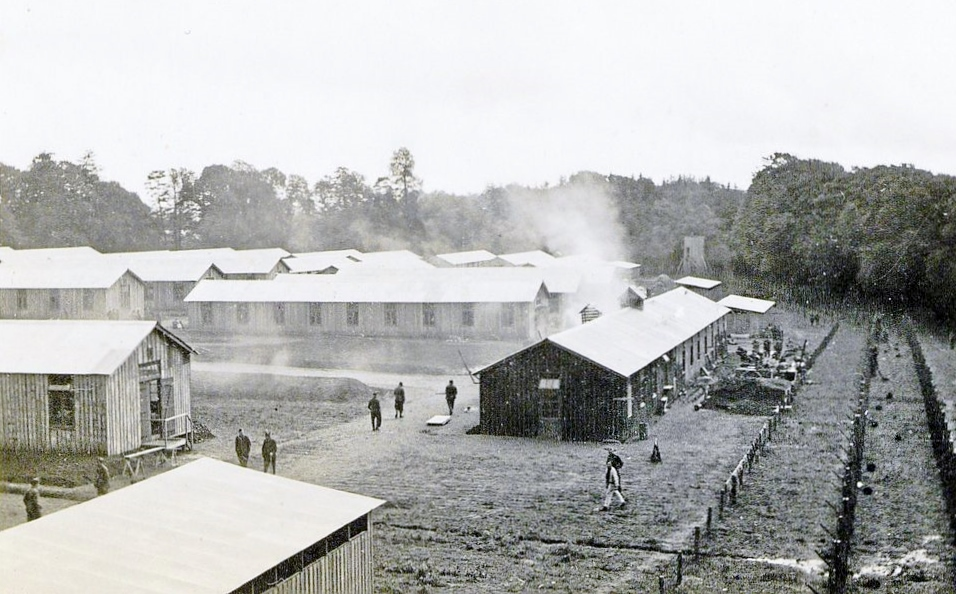
Le camp de prisonniers de guerre de soldats d'origine coloniale aménagé par les Allemands à Lanniron.

La ville abrita le camp de prisonniers de guerre de Lanniron « Frontstalag 135 » de 1940 à 1946. Ce camp fut installé sur la rive gauche de l'Odet où des terrains privés furent réquisitionnés par les autorités militaires allemandes d'occupation. Au début du mois de novembre 1940, le château de Lanniron fut également réquisitionné et mis à disposition des officiers commandant le camp de prisonniers. À partir de la fin de l'année 1940 jusqu'en août 1944, le site sera le lieu de l'emprisonnement de Français. Selon un rapport de la Croix-Rouge française il y avait « 803 blancs, 6 592 hommes de couleur, 31 noirs, 320 annamites, soit un total de 7 746 hommes » en mai 1941. Dix soldats coloniaux décèderont dans le camp. Puis, à partir d'août 1944 jusqu'en juin 1946, le camp deviendra un camp de prisonniers pour les Allemands. On dénombra 39 décès allemands. Le camp de prisonniers fut fermé le 29 juin 1946 car les autorités militaires françaises levèrent la réquisition des terrains qui furent alors restitués à leur propriétaire. Aujourd'hui, aucune trace du camp n'est visible puisqu'il fut entièrement démoli.

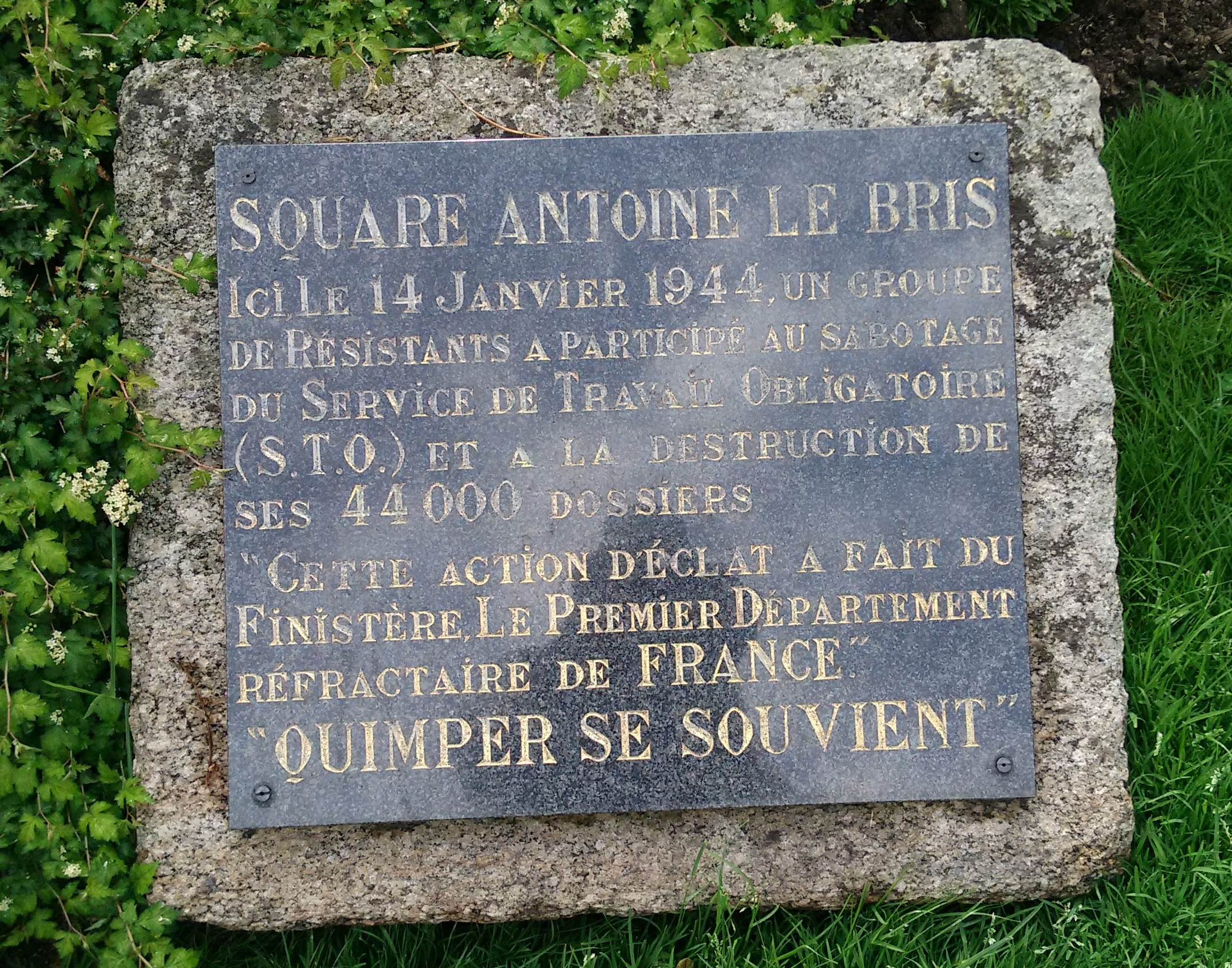
Stèle à la mémoire d'Antoine Le Bris et du sabotage du STO le 14 janvier 1944, square Antoine Le Bris à Quimper.

#### L'après Seconde Guerre mondiale
En 1960, Ergué-Armel, Kerfeunteun et Penhars fusionnent avec Quimper pour former le « Grand Quimper ». La ville devient ainsi une véritable agglomération et porte mieux le rôle de la préfecture du Finistère. Ce regroupement permet également le développement des moyens de transport comme des routes, des rocades ou des ponts, ainsi que les liaisons rapides comme l'avion grâce à l'ouverture d'une ligne directe Quimper-Paris-Orly, du train par le TGV et par la voie express Brest-Nantes.
Si Brest est choisie en 1962 comme siège de l'Université de Bretagne occidentale (UBO), Quimper accueille finalement un IUT, un collège universitaire étendu en un pôle universitaire dépendant de l'UBO en 1998 et différentes formations supérieures, le tout concernant plus de 4 000 étudiants.
En 1968, le Stade de Penvillers est inauguré ainsi que le complexe autour du stade, dans le quartier de Kerfeunteun, il remplace le vieux Stade de Kerhuel construit en 1848 et qui accueille le Stade Quimpérois depuis 1920.
Le 2 février 1969, le Général de Gaulle prononce son dernier discours en tant que Président de la République française sur l'actuelle Place de la Résistance. Il annonce la tenue d'un référendum portant sur la régionalisation ainsi que le Plan routier breton visant à désenclaver la Bretagne par la création de voies express reliant les principales villes de la région entre elles.
Les halles de Quimper, dites Halles Saint-François, érigées entre 1843 et 1845 par l'architecte Joseph Bigot sont détruites par un incendie le 27 août 1976. Les nouvelles halles sont inaugurées en 1979.
L'habitat collectif est implanté par planification nationale à Penhars et Ergué-Armel, tandis que les hauteurs se couvrent de milliers de pavillons aux murs blancs et aux toits d'ardoise sombres.
De moins de 44 000 habitants avant 1960, Quimper passe à 64 700 en 2006, loin des 120 000 projetés en 1970, mais continuant à accueillir quelques centaines de nouveaux habitants chaque année.
De grandes zones industrielles à l'Est et à l'Ouest s'ajoutent à la zone de l'Hippodrome.
Le 1er janvier 2000, Quimper Communauté s'est transformée en communauté d'agglomération, tout en conservant ses limites territoriales. À cette date elle regroupait 7 agglomérations, avant de s'élargir d'une 8e ville, Locronan, en 2011. Cette communauté d'agglomération fusionne au 1er janvier 2017 avec la Communauté de communes du Pays Glazik et la commune de Quéménéven. Elle compte désormais 14 communes qui réunissent plus de 100 000 habitants.
Lors de la crue du 12 décembre 2000, due à plusieurs jours de pluies diluviennes coïncidant avec un fort coefficient de marée, l'Odet atteint 3,97 mètres dans le centre-ville de Quimper, entre la zone de l'hippodrome et Locmaria, le débit de l'eau atteignant 1 870 m³/seconde ; la place Terre-au-Duc se retrouve sous 2 mètres d'eau ; 200 personnes doivent être évacuées en urgence dans la nuit ; il fallut une semaine pour un retrait total des eaux. Une nouvelle inondation, certes moins grave, survint fin décembre-début janvier.

### XXIesiècle
En 2001 a été achevé un programme de rénovation du pavage complet dans la zone semi-piétonne, confortant l'image de ville touristique, qui est toujours classée « Ville d'art et d'histoire ».
Le pôle agroalimentaire garde un socle d'activités solide à Kéradennec (centre Sud) et à Troyallac'h (sur la commune proche de Saint-Évarzec), malgré des baisses conjoncturelles et la construction immobilière reste florissante.
La zone d'activité de Créac'h-Gwenn accueille plus d'entreprises, certaines des activités de service de haute technologie, à Kerbabic, ainsi qu'une extension des installations universitaires. La création d'une base de loisirs nautiques sur l'Odet maritime et la municipalisation d'équipements sportifs privés en fait aussi un lieu de pratique sportive de loisir de masse.
L'équipe de basket-ball, l'UJAP Quimper, s'est hissée au niveau national, ainsi que celle de volley-ball.
La communauté d'agglomération de Quimper est desservie en haut et très haut débit par le réseau Hermineo. Plus de 90 km de fibre optique desservent les zones d'activités et services publics en très haut débit. Ce réseau assure également le dégroupage total des 11 centraux téléphoniques de l'agglomération. Enfin, le réseau Hermineo propose aux foyers situés en zones blanches une connexion haut débit WiMAX et satellite.
Le développement urbain s'effectue principalement au nord de l'agglomération (entre l'avenue de Ti Pont et le boulevard urbain NO), ainsi qu'à l'ouest. La politique d'urbanisation prévoit la création de plusieurs écoquartiers. Une politique de ralentissement des vitesses de circulation en ville est aussi mise en œuvre par la création de « zones 30 ». Le développement de bus en site propre, l'augmentation de fréquences de passages sur les lignes principales et la création de parkings de dissuasion visent à limiter la circulation dans le centre-ville.

### Chronologie
| Année     | Événement |
| --------- | --- |
| v.885     | Première mention certaine d'un évêque à Quimper. |
| 1022      | Séparation des titres de comte et d'évêque (Alain Canhiart et son frère Orscant). |
| 1085      | Première mention de « Quempercorentin » dans un acte du comte (duc) Alain Fergent. |
| 1239      | Début des travaux de la cathédrale actuelle. |
| 1240      | Construction du couvent des Cordeliers entre le bas de la rue Kéréon et l'Odet. |
| 1344      | Prise de Quimper par Charles de Blois et massacre d'une partie de la population (Pierre Le Baud). |
| 1349      | Épidémie de peste. |
| 1364      | Siège et prise de Quimper par Jean IV de Montfort. |
| 1384      | Jean IV de Bretagne accorde des privilèges aux habitants de la ville close (exemption de droits féodaux et de taxes). |
| 1490      | Insurrection paysanne en Cornouaille, les révoltés prennent la ville qui est reprise par le roi Charles VIII en 1491. |
| 1510      | Construction de la remarquable partie ancienne du Palais de l'évêque « fou », Claude de Rohan. |
| 1594      | Siège de Quimper par le maréchal d'Aumont. |
| 1594-1595 | Épidémie d'une maladie inconnue qui aurait touché un tiers de la population estimée à 5 000 habitants. |
| 1620      | Création du collège des Jésuites. Incendie du clocher de la cathédrale Saint-Corentin. |
| 1669      | Fondation du premier séminaire. |
| 1675      | Révolte du Papier timbré. |
| 1704      | Création de l'office de maire de Quimper. |
| 1708      | Création par Bousquet de la première fabrique de faïence à Locmaria. |
| 1746      | Incendie qui dure douze jours dans le vieux centre (rue du Guéodet et rue Kéréon). |
| 1747      | Achèvement de la chapelle du collège des Jésuites après 80 ans de travaux. |
| 1790      | Quimper emporte de haute lutte face à Landerneau d'être le chef-lieu du nouveau département du Finistère. |
| 1792      | Le couvent des Cordeliers est vendu comme bien national. |
| 1793      | Le jour de la Saint-Corentin, sous la pression des antireligieux, la municipalité ordonne la destruction des objets du culte et des armoiries des églises et de la cathédrale devant laquelle est opéré le « brûlis des saints ». |
| 1800      | Assassinat par les Chouans de l'évêque Yves Marie Audrein, premier évêque constitutionnel de France. Premier préfet nommé par Napoléon Bonaparte.                                                                                 |
| 1838      | Fondation du Likès. |
| 1842      | Percement de la rue de Brest. |
| 1842      | Inauguration de l'Hippodrome de Kerhuel |
| 1843      | Construction des grandes halles couvertes à l'emplacement du cimetière de l'ancien du couvent des Cordeliers. |
| 1855      | Premier des très nombreux voyages d'Eugène Boudin à Quimper et aux alentours. |
| 1856      | Construction des flèches de la cathédrale. |
| 1858      | Réception de l'empereur Napoléon III qui annonce le financement du quai de Kerguélen et du jardin public. |
| 1863      | Arrivée du chemin de fer. |
| 1876      | Louis-Marie Hémon, premier député républicain. |
| 1904      | Inauguration du théâtre municipal (qui a pris le nom de Max Jacob en 1998). |
| 1905      | Grève générale des ouvriers pendant quatre jours. |
| 1909      | Inauguration de la préfecture. |
| 1911      | Transfert du Musée départemental breton dans l'ancien palais de l'évêque. |
| 1923      | Première fête des Reines de Cornouaille, devenue maintenant le Festival de Cornouaille. |
| 1927      | Les autonomistes bretons, alsaciens et corses signent la charte du Comité Central des Minorités Nationales de France au café de l'épée, provoquant la colère du président Poincaré.                                               |
| 1933      | Construction de la maison Ty Kodak par Olier Mordrel dans le style « paquebot », courant de l'Art déco. |
| 1935      | Aérodrome ouvert à Pluguffan. |
| 1941      | Construction du camp de prisonniers 135. |
| 1944      | Libération de la ville, les résistants armés forçant l'ennemi à se retirer plus vite. |
| 1948      | Création de Eostiged ar Stangala, le cercle celtique de Kerfeunteun. |
| 1949      | Création de la Kevrenn C'hlazig qui prend le nom de Bagad Kemper en 1965. |
| 1955      | Construction du pont de Cornouaille, le premier construit entre Quimper et la mer. |
| 1960      | Première visite officielle du général de Gaulle à Quimper. |
| 1960      | Fusion des 4 communes pour former le Grand Quimper (avec Ergué-Armel, Kerfeunteun et Penhars). |
| 1964      | L'aéroport de Quimper-Bretagne est ouvert aux lignes régulières de passagers vers Paris. |
| 1966      | Quimper devient une ville d'Art et d'Histoire. |
| 1968      | Inauguration du complexe sportif de Penvillers. |
| 1969      | Dernière apparition publique du général de Gaulle lors d'un discours sur la place de la Résistance. |
| 1969      | Ouverture du « second boulevard » de long de l'Odet (boulevard Dupleix). |
| 1969      | Ouverture du premier hypermarché, route de Bénodet, dans le quartier de Créac'h-Gwenn. |
| 1969      | Ouverture de l'Institut universitaire de technologie de Quimper. |
| 1973      | Mise en service de la Cité administrative à Ty-Nay. |
| 1974      | Construction du pont de Poulguinan sur l'Odet (rocade sud). |
| 1976      | Incendie des halles couvertes. |
| 1980      | Création de l'hôpital Laennec. |
| 1982      | Cession à la ville de la caserne La Tour d'Auvergne. |
| 1986      | Inauguration du Centre des Arts, de la Culture et de congrès, rue du Chapeau-Rouge. |
| 1987      | L'ouragan détruit la hêtraie du Frugy. |
| 1988      | Création de la Technopôle Quimper-Cornouaille. |
| 1989      | Ouverture de la zone commerciale de Gourvily. Labellisation de la ville en tant que "Ville d'art et d'histoire" |
| 1992      | Création du groupe de rock Red Cardell. |
| 1993      | Création de Quimper Communauté (Ergué-Gabéric, Guengat, Plogonnec et Quimper). |
| 1994      | Inauguration de la Halle des Sports d'Ergué-Armel. |
| 1995      | Graves inondations à Quimper. |
| 1997      | Quimper Communauté s'élargit avec l'adhésion des communes de Plonéis, Pluguffan et Plomelin. |
| 1997      | Inauguration du pôle universitaire Pierre-Jakez-Hélias à Créac'h-Gwenn. |
| 1998      | Inauguration du Théâtre de Cornouaille. |
| 1999      | Création de l'Office de la langue bretonne- Ofis ar Brezhoneg sous la forme d'une association. |
| 1999      | La tempête Martin s'abat sur la ville. |
| 2005      | Quimper accueille la 42e Européade. |
| 2006      | Exposition au Quartier, en hommage à Jacques Villeglé, le célèbre artiste précurseur du pop art né à Quimper en 1926. |
| 2007      | Début des travaux d'installation de la fibre optique, projet Très Haut Débit Hermineo, dans les rues de Quimper. |
| 2008      | Après les entreprises, des offres commerciales d'opérateurs sont proposées aux particuliers en WiMAX. |
| 2008      | Inauguration du Contournement Nord Ouest (CNO), boulevard urbain à quatre voies, permettant une meilleure desserte du Nord et de l'Ouest de l'agglomération.                                                                      |
| 2008      | Inauguration de la Médiathèque des Ursulines. |
| 2008      | Achèvement de la restauration de la Cathédrale Saint-Corentin. |
| 2009      | Création du nouveau magazine mensuel de Quimper Communauté, « Le Mag ». |
| 2011      | Quimper Communauté s'élargit avec l'adhésion de la commune de Locronan. |
| 2011      | Ouverture de la galerie commerciale du Chapeau-Rouge (centre-ville). |
| 2011      | Aménagement et piétonisation de la place Terre-au-Duc et de ses alentours. |
| 2012      | Ouverture de la salle de cinéma multiplex de la Providence. |
| 2012      | Ouverture d'une Fnac de 2 000 m2 et de 21 nouvelles enseignes du centre commercial de Géant. |
| 2012      | Ouverture d'un nouvel ensemble commercial de 3 000 m2. |
| 2012      | Création de deux nouveaux magazines hebdomadaires « Côté Quimper » et « Sept jours à Quimper », ce dernier n'aura publié que durant une année.                                                                                    |
| 2013      | Début du raccordement de chaque foyer à la Fibre Optique Hermineo (Quimper Communauté) en accompagnement de la démarche d'Orange sur le territoire.                                                                               |
| 2013      | Ouverture d'un nouveau pôle commercial de 14 magasins d'une surface totale de 13 000 m2 route du Loc'h. |
| 2014      | En juin mise à disposition par l'opérateur historique de la Fibre Optique pour les habitants des quartiers d'Ergué-Armel et de Kerfeunteun.                                                                                       |
| 2015      | Ouverture du Novomax, le pôle artistique consacré aux musiques actuelles |
| 2015      | Inauguration du « pôle culturel Max Jacob » |
| 2015      | Fin des rénovations du parc des expositions Quimper Cornouaille. |
| 2016      | Création d'un pôle sportif à Créac'h-Gwen avec la création entre autres de plusieurs terrains synthétiques de rugby et de football.                                                                                               |
| 2016      | Inauguration du nouveau pôle judiciaire. |
| 2017      | Quimper devient le siège de la nouvelle communauté de communes Quimper Bretagne occidentale. |
| 2017      | Ouverture du centre des congrès au Chapeau-Rouge. |
| 2019      | Inauguration de la maison des associations d'Ergué-Armel. |
| 2021      | Inauguration de la Salle Dan-ar-Braz à Penvillers. |

Prévisions
| Année | Événement                                                                                                 |
| ----- | --- |
| 2022  | Ouverture du nouveau pôle santé qui regroupe la clinique Saint-Michel Sainte-Anne et la Polyclinique Sud. |
| 2023  | Rénovation du Théâtre Max Jacob.                                                                          |
| 2024  | Destructions des halles Saint-François et reconstruction à un autre endroit.                              |
| 2024  | Inauguration d'un pôle d'échanges multimodal à la gare SNCF.                                              |
| 2025  | Inauguration d'une nouvelle salle multifonction.                                                          |
| 2026  | Fin de la rénovation du Stade de Penvillers.                                                              |

## Politique et administration

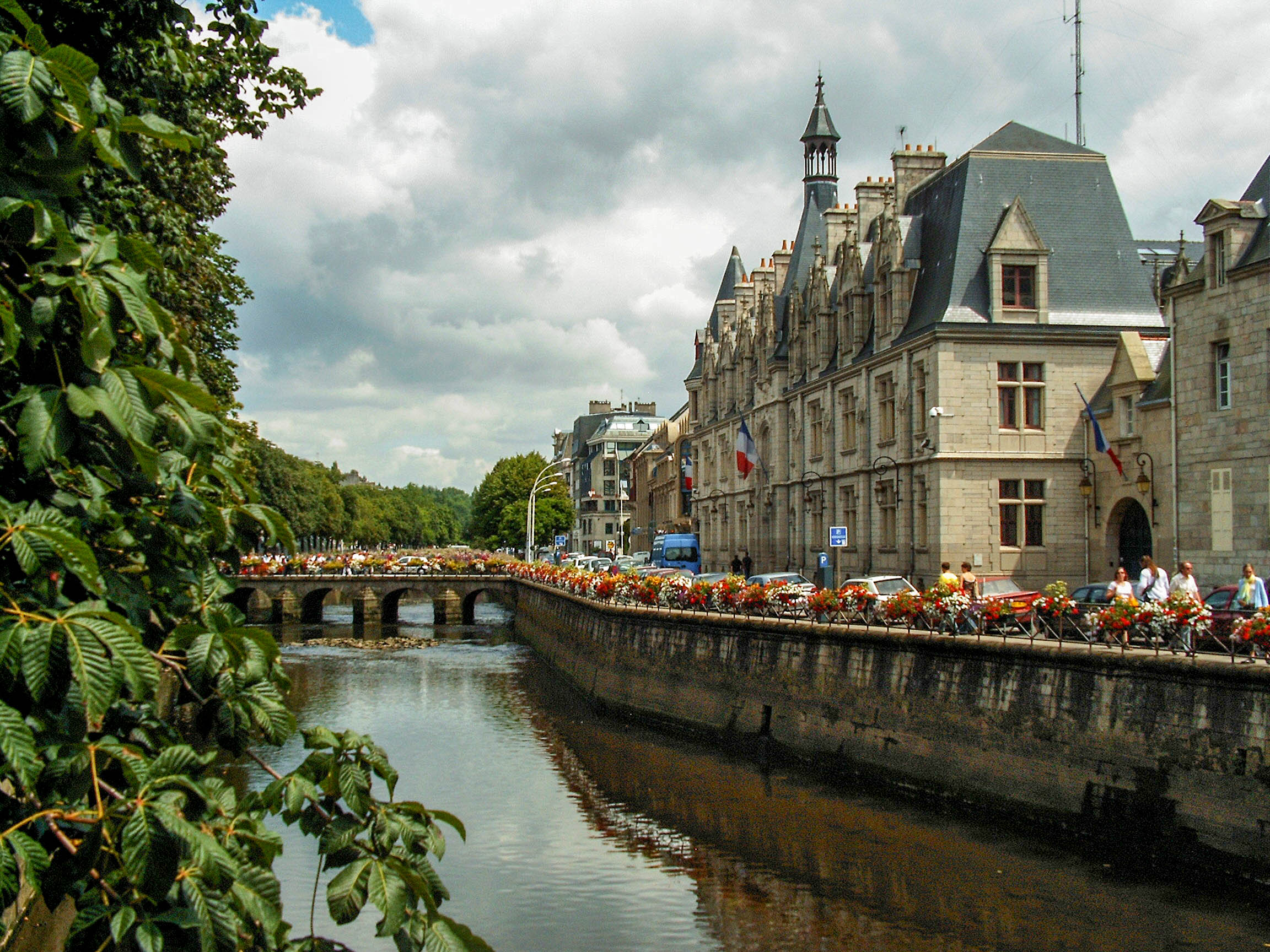
La préfecture.

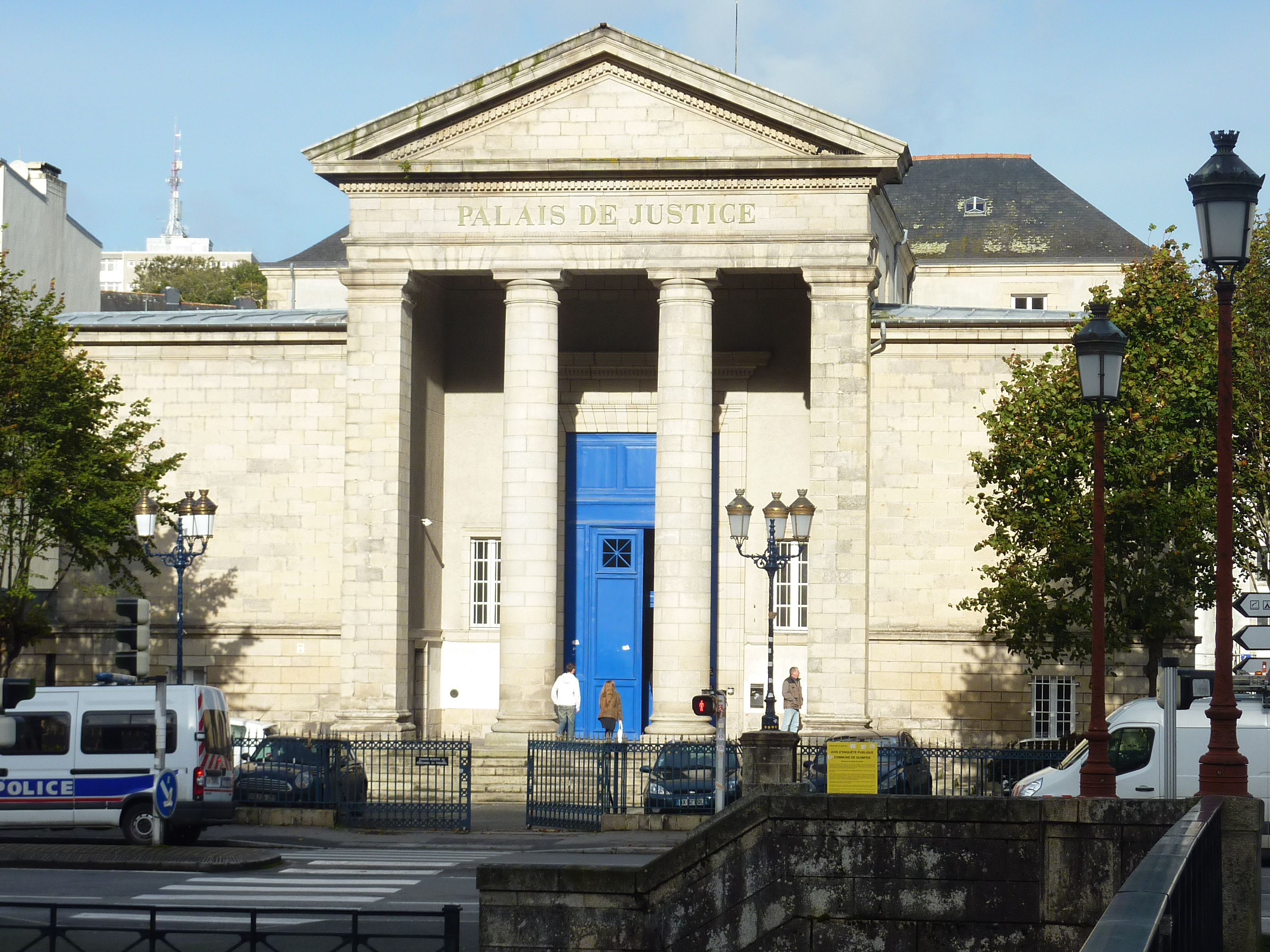
Le Palais de Justice.

Quimper a absorbé une grande partie de son agglomération en 1959, en fusionnant avec trois communes voisines (Ergué-Armel, Kerfeunteun et Penhars).

### Rattachements administratifs et électoraux
La commune est le chef-lieu du département du Finistère et de son arrondissement de Quimper. Pour l'élection des députés, Quimper fait partie de la première circonscription du Finistère.
Elle était de 1793 à 1973 le chef-lieu d'un unique canton de Quimper, année où celui-ci est scindé entre les cantons de Quimper-1 et de Canton de Quimper-2. En 1985 intervient un nouveau découpage, et la ville est le chef-lieu des cantons de Quimper-1, de Quimper-2 et de Quimper-3. Dans le cadre du redécoupage cantonal de 2014 en France, La ville est désormais le bureau centralisateur de deux cantons :
- Le canton de Quimper-1, formé d'une partie de Quimper ainsi que des communes de Quimper Communauté sauf Ergué-Gabéric
- Le canton de Quimper-2, formé d'une partie de Quimper et de la commune d'Ergué-Gabéric.

En 2016, la ville dispose de 4 commissariats de police, d'un hôtel de police ainsi qu'un tribunal d'instance, un tribunal de grande instance, un tribunal de commerce, un conseil des prud'hommes et un tribunal pour enfants.

### Intercommunalité
Quimper était la ville principale de Quimper Communauté, une communauté de communes créée fin 1993 et qui s'est progressivement étendue à 8 communes. Elle s'est transformé en communauté d'agglomération le 1er janvier 2000.
Dans le cadre des dispositions de la loi portant nouvelle organisation territoriale de la République du 7 août 2015, qui prévoit que les établissements publics de coopération intercommunale (EPCI) à fiscalité propre doivent avoir un minimum de 15 000 habitants, la petite communauté de communes du Pays Glazik, qui n'atteignait pas ce seuil démographique, fusionne avec Quimper communauté pour former, le 1er janvier 2017, la communauté d'agglomération Quimper Bretagne occidentale, dont la ville est le siège.

### Tendances et résultats politiques
Élections présidentielles
Élections législatives
Résultats des deuxièmes tours
- Élections législatives de 1997[125] : 51,00 % pour Bernard Poignant (PS), 49,00 % pour André Angot (RPR), 75,02 % de participation.
- Élections législatives de 2002[126] : 50,88 % pour Daniel Le Bigot (Europe Écologie Les Verts), 49,12 % pour Marcelle Ramonet (UMP), 69,94 % de participation.
- Élections législatives de 2007[127] : 56,69 % pour Jean-Jacques Urvoas (PS), 43,31 % pour Marcelle Ramonet (UMP), 67,01 % de participation.
- Élections législatives de 2012[128] : 67,02 % pour Jean-Jacques Urvoas (PS), 32,98 % pour Georges-Philippe Fontaine (UMP), 58,61 % de participation.
- Élections législatives de 2017[129] : 50,45 % pour Jean-Jacques Urvoas (PS), 49,55 % pour Annaïg Le Meur (LREM), 46,28 % de participation.

Élections européennes
Résultats des deux meilleurs scores

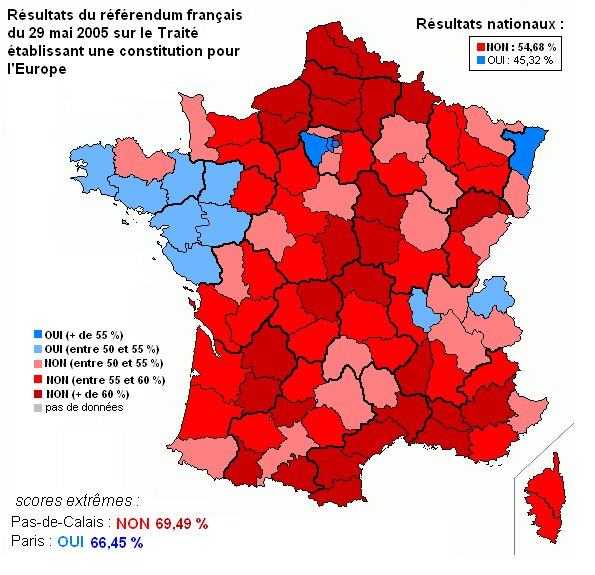
Les Quimpérois ont voté majoritairement pour la constitution européenne contrairement à la moyenne nationale (représentée en rouge).

- Élections européennes de 1999[130] : 29,94 % pour François Hollande (PS), 14,34 % pour Daniel Cohn-Bendit (Les Verts), 51,33 % de participation.
- Élections européennes de 2004[131] : 41,74 % pour Bernard Poignant (PS), 14,12 % pour Roselyne Bachelot (UMP), 49,64 % de participation.
- Élections européennes de 2009[132] : 23,10 % pour Christophe Béchu (UMP), 22,06 % pour Yannick Jadot (Europe Écologie), 44,49 % de participation.
- Élections européennes de 2014[133] : 19,89 % pour Isabelle Thomas (PS), 16,09 % pour Alain Cadec (UMP), 46,58 % de participaion.

Élections régionales
Résultats des deux meilleurs scores
- Élections régionales de 2004[134] : 64,10 % pour Jean-Yves Le Drian (PS), 35,90 % pour Josselin de Rohan (UMP), 68,29 % de participation.
- Élections régionales de 2010[135] : 53,22 % pour Jean-Yves Le Drian (PS), 28,86 % pour Bernadette Malgorn (Divers droite), 53,46 % de participation.
- Élections régionales de 2015[136] : 58,15 % pour Jean-Yves Le Drian (PS), 28,41 % pour Marc Le Fur (LR) et 13,44 % pour Gilles Pennelle (FN), 55,99 % de participation.

Élections départementales (ex-cantonales)
Depuis les élections législatives de 2008, tous les cantons de Quimper sont représentés par des élus socialistes.
Résultats des deuxièmes tours[Passage problématique]
- Élections cantonales de 2001 : 52,13 % pour Alain Gérard (UMP), 47,87 % pour Jean-Claude Joseph (PS), 62,7 % de participation.
- Élections cantonales de 2008[137] : 59,6 % pour Armelle Huruguen (PS), 40,5 % pour Marie-Christine Coustens (UMP), 63,56 % de participation.
- Élections départementales de 2015[138] : 55,36 % pour Armelle Huruguen et Stéphane Le Bourdon (PS), 44,64 % Catherine Biliec et Didier Lennon (UMP), 51,76 % de participation pour le canton Quimper 1; 51,55% pour Isabelle Assih et Jean-Marc Tanguy (PS), 48,45% pour Claire Levry-Gérard et Guillaume Menguy (UMP), 52,27% de participation pour le canton Quimper 2. Le total de la participation des deux cantons est de 52,02%.

Élections municipales
Résultats des deuxièmes tours
- Élections municipales de 2001[139] : 52,13 % pour Alain Gerard (RPR) élu au deuxième tour, 47,87 % pour Jean Leguelinel (PS), 69,18 % de participation.
- Élections municipales de 2008[140]: 55,70 % pour Bernard Poignant (PS) élu au deuxième tour, 32,10 % pour Marcelle Ramonet (DVG), 66,21 % de participation.
- Élections municipales de 2014[141]: 56,65 % pour Ludovic Jolivet (UMP) élu au deuxième tour, 43,34 % pour le maire sortant Bernard Poignant (PS), 64,18 % de participation.

Référendums
- Référendum sur le traité de Maastricht[142] : 66,60 % pour le Oui, 33,40 % pour le Non, 74,13 % de participation.
- Référendum de 2000 relatif au quinquennat présidentiel[143]: 82,56 % pour le Oui, 17,44 % pour le Non, 33,20 % de participation.
- Référendum de 2005 relatif au traité établissant une Constitution pour l'Europe[144] : 55,07 % pour le Oui, 44,93 % pour le Non, 74,08 % de participation.

#### Récapitulatif de résultats électoraux récents
| Municipales 2014    |  | UMP  | 29,31 |  | PS   | 27,90 |  | MoDem | 14,93 |  | FN    | 8,41  |             | UMP         | 56,65       |             | PS          | 43,34       | Pas de 3e   | Pas de 3e   | Pas de 3e   |
| Européennes 2014    |  | PS   | 19,89 |  | UMP  | 16,09 |  | UDI   | 14,22 |  | FN    | 11,99 | Tour unique | Tour unique | Tour unique | Tour unique | Tour unique | Tour unique | Tour unique | Tour unique | Tour unique |
| Régionales 2015     |  | PS   | 38,07 |  | LR   | 22,70 |  | FN    | 13,30 |  | MBP   | 9,02  |             | PS          | 58,15       |             | LR          | 28,41       |             | FN          | 13,44       |
| Présidentielle 2017 |  | EM   | 33,22 |  | LFI  | 20,23 |  | LR    | 16,52 |  | PS    | 12,62 |             | EM          | 83,29       |             | FN          | 16,71       | Pas de 3e   | Pas de 3e   | Pas de 3e   |
| Européennes 2019    |  | LREM | 27,31 |  | EELV | 19,19 |  | RN    | 12,36 |  | PP-PS | 9,92  | Tour unique | Tour unique | Tour unique | Tour unique | Tour unique | Tour unique | Tour unique | Tour unique | Tour unique |
| Municipales 2020    |  | PS   | 32,06 |  | Agir | 30,22 |  | LREM  | 13,75 |  | EELV  | 7,03  |             | PS          | 51,24       |             | Agir        | 39,53       |             | LREM        | 9,22        |

### Évolution de la participation aux élections depuis 1995
Comme dans le reste de la France, la participation aux élections est globalement en baisse depuis plus de vingt ans. Cependant, elle est en moyenne supérieure de trois points par rapport à la moyenne nationale.
| Légende : Présidentielles / Législatives / Européennes / Régionales / Départementales (ex-cantonales) / Municipales |

### Politique locale
Le nombre d'habitants étant supérieur à 60 000 et inférieur à 80 000, le nombre de conseillers municipaux est de 49.
En 2016, la ville dispose de 49 bureaux de vote.
Depuis les élections municipales de 2014 dans le Finistère, le maire est Ludovic Jolivet, du groupe Les Républicains.

### Liste des maires
| Période        | Période        | Identité         | Étiquette          | Qualité                                                                                   |
| -------------- | -------------- | ---------------- | ------------------ | ----------------------------------------------------------------------------------------- |
| 1960           | 1967           | Yves Thépot      | SFIO, DVG          | Premier maire du « Grand Quimper »                                                        |
| 1967           | 1975           | Léon Goraguer    | SFIO               | Enseignant                                                                                |
| 1975           | 1977           | Jean Lemeunier   | PS                 |                                                                                           |
| 1977           | 1989           | Marc Bécam       | RPR                | Député du Finistère                                                                       |
| 1989           | 2001           | Bernard Poignant | PS                 | Député du Finistère                                                                       |
| 2001           | 2008           | Alain Gérard     | RPR-UMP            | Sénateur du Finistère                                                                     |
| 2008           | avril 2014     | Bernard Poignant | PS                 | Député européen                                                                           |
| avril 2014     | 5 juillet 2020 | Ludovic Jolivet  | UMP → LR puis Agir | Consultant en communication Président de la CA Quimper Bretagne occidentale (2017 → 2020) |
| 5 juillet 2020 | En cours       | Isabelle Assih   | PS                 | Psychologue scolaire Présidente de la CA Quimper Bretagne occidentale (2020 → )           |

### Distinctions et labels
Quimper a reçu le Grand prix national du fleurissement en 2003 et 2006 et affiche 4 fleurs aux Concours des villes et villages fleuris.
En cumulant toutes les surfaces dont a la charge la direction des espaces verts, on se rend compte de l'ampleur de la tâche (310 ha, non compris les 120 ha de réserves foncières, soit un total de 3 millions de mètres carrés à entretenir). Plus de 350 points différents sont à entretenir. Pour gérer un si grand espace, la ville est divisée en cinq grands secteurs géographiques : le centre-ville, Kerfeunteun, Penhars, Ergué-Armel, Kerambellec, plus quatre secteurs d'activités : les sports, les cimetières, les serres et l'élagage. La ville met également à disposition 250 parcelles de 25 à 150 m2 reparties dans quatre jardins familiaux.
La qualité du ramassage des ordures de Quimper Communauté a été reconnue grâce au label Qualitri 2010, un label de l'ADEME et d'Eco-Emballages.
Quimper a également obtenu le label EVE décerné par Ecocert qui récompense la gestion des espaces verts, les pratiques écologiques et le respect de l'environnement. C'est la 1re ville de Bretagne et la 10e de France à obtenir cette récompense.

### Développement durable
L'éclairage public représente 37 % de la facture énergétique globale de la ville (450 000 € par an). Voulant réduire sa consommation électrique et ainsi faire des économies, Quimper a participé à divers projets environnementaux. Ainsi fin 2009, 97 % des ampoules présentaient le meilleur rapport efficacité lumineuse/consommation. Le résultat permit d'obtenir 30 % d'économie d'énergie.
550 « lampadaires-boules » au sodium ont été recensés en 2009. Depuis décembre 2011, ils ont tous disparu, avec au passage une diminution de 56 % sur la facture.

### Jumelages
Quimper est jumelée avec cinq villes européennes et une ville asiatique. Elle abrite également un consulat honoraire de Finlande.
| vAnnée          | Ville     | Pays      | Population            |
| --------------- | --------- | --------- | --------------------- |
| 15 juillet 1971 | Remscheid | Allemagne | 109 024 hab. (2014)   |
| juillet 1981    | Limerick  | Irlande   | 57 104 hab. (2011)    |
| 2005            | Yantai    | Chine     | 6 516 900 hab. (2008) |
| 15 juillet 2005 | Orense    | Espagne   | 106 905 hab. (2014)   |
| 21 juillet 2009 | Lavrio    | Grèce     | 10 370 hab. (2011)    |
| 26 juillet 2011 | Foggia    | Italie    | 152 549 hab. (2011)   |

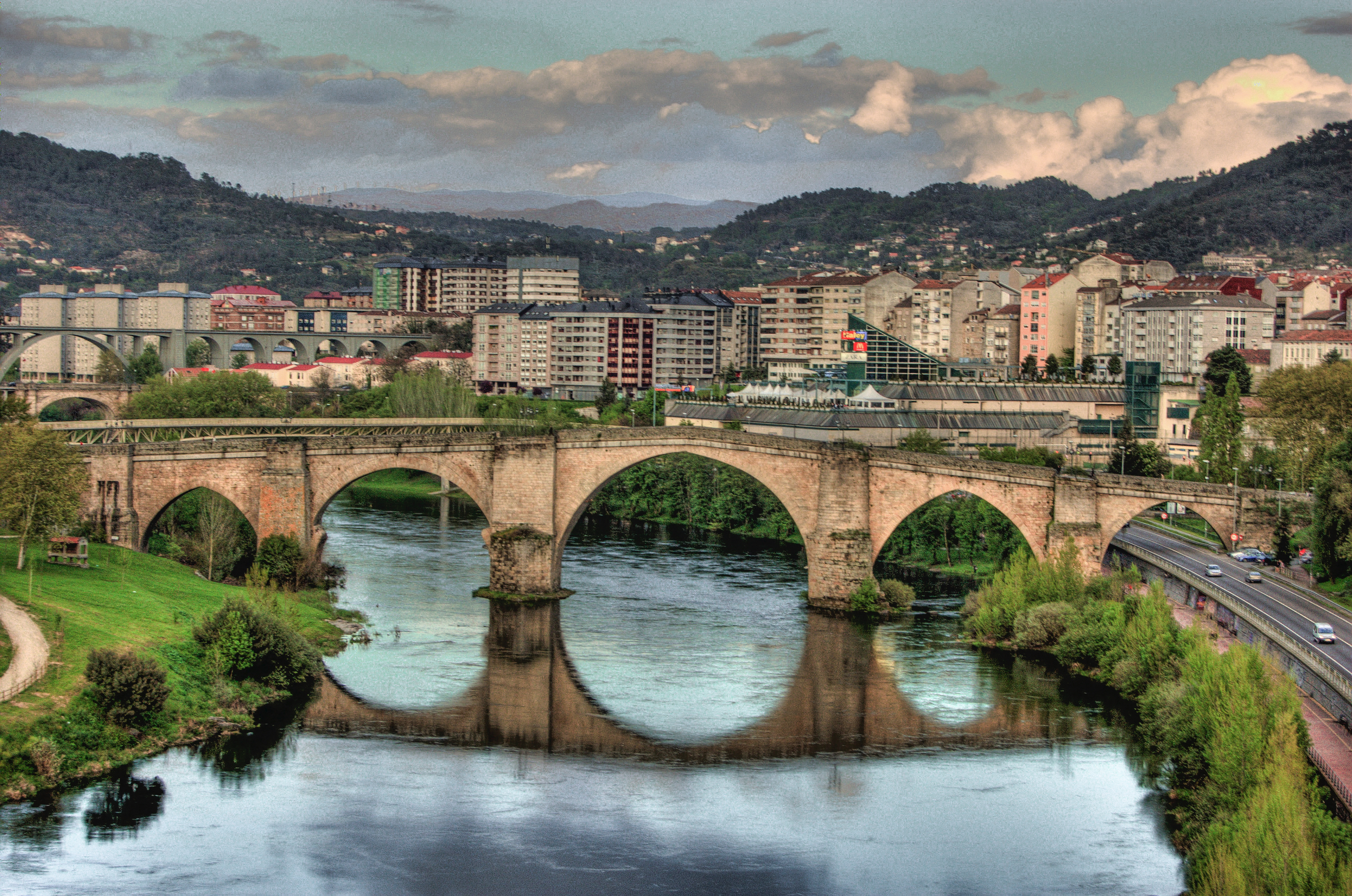
Ourense.
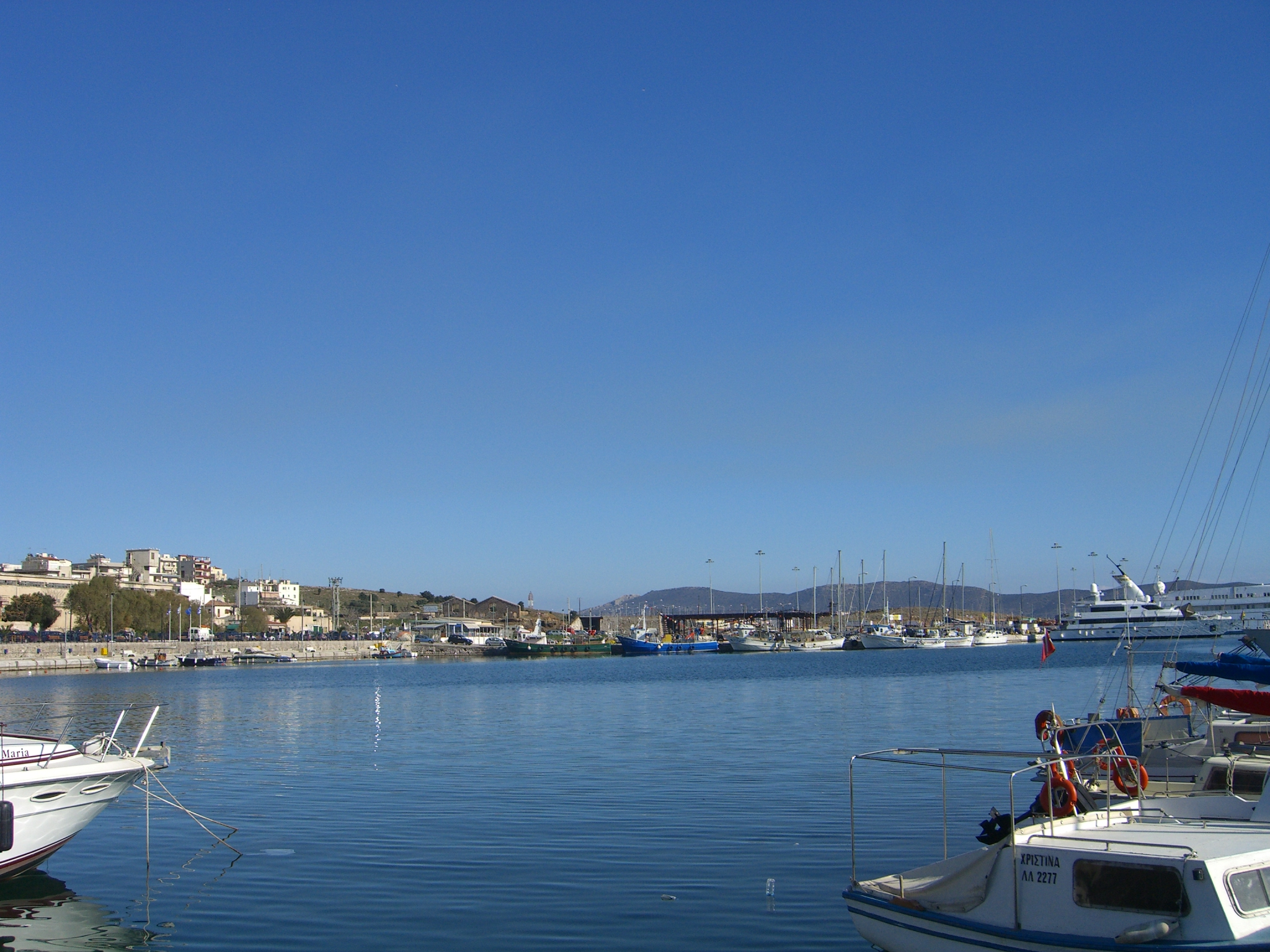
Lavrio.
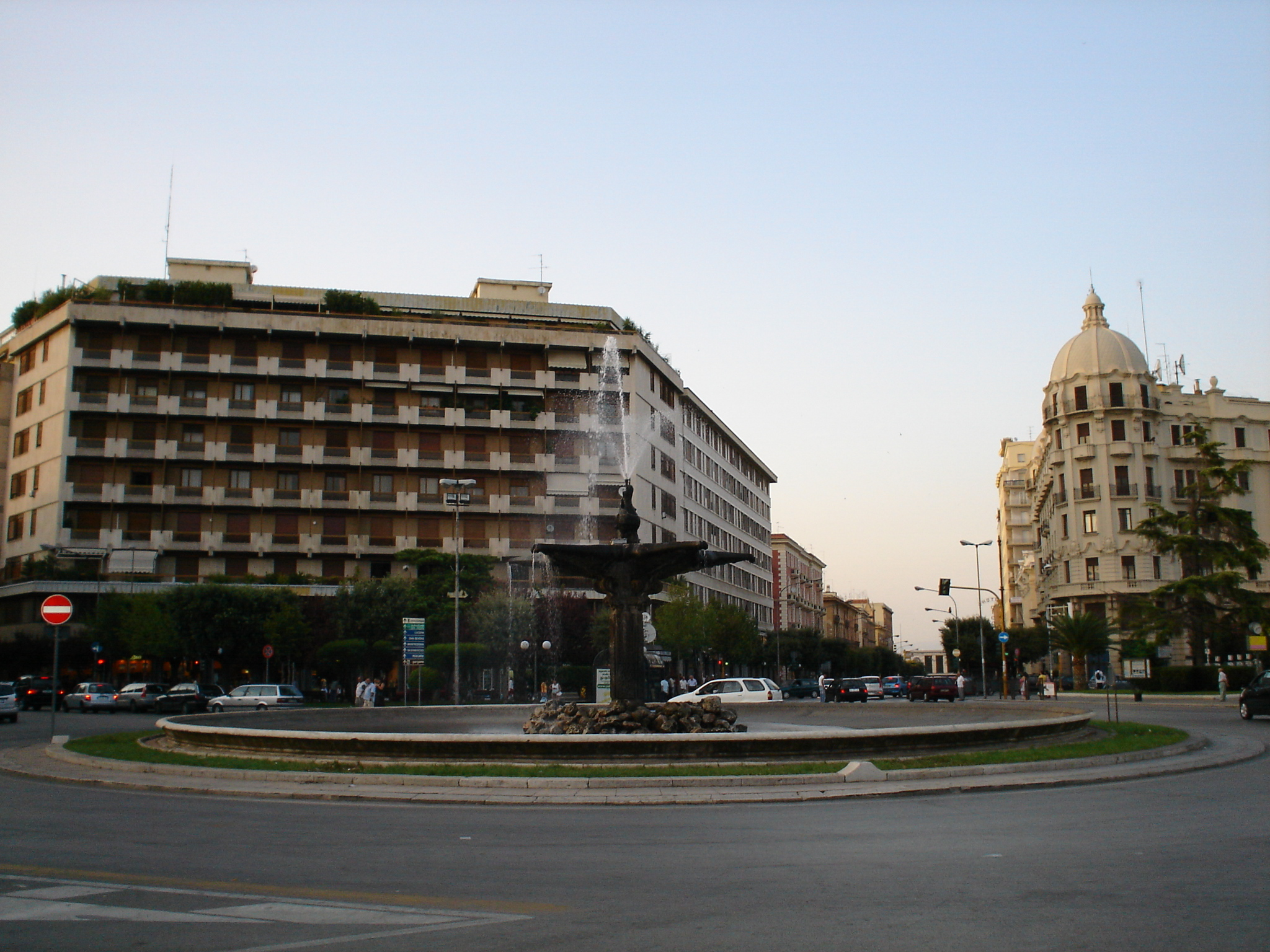
Foggia.
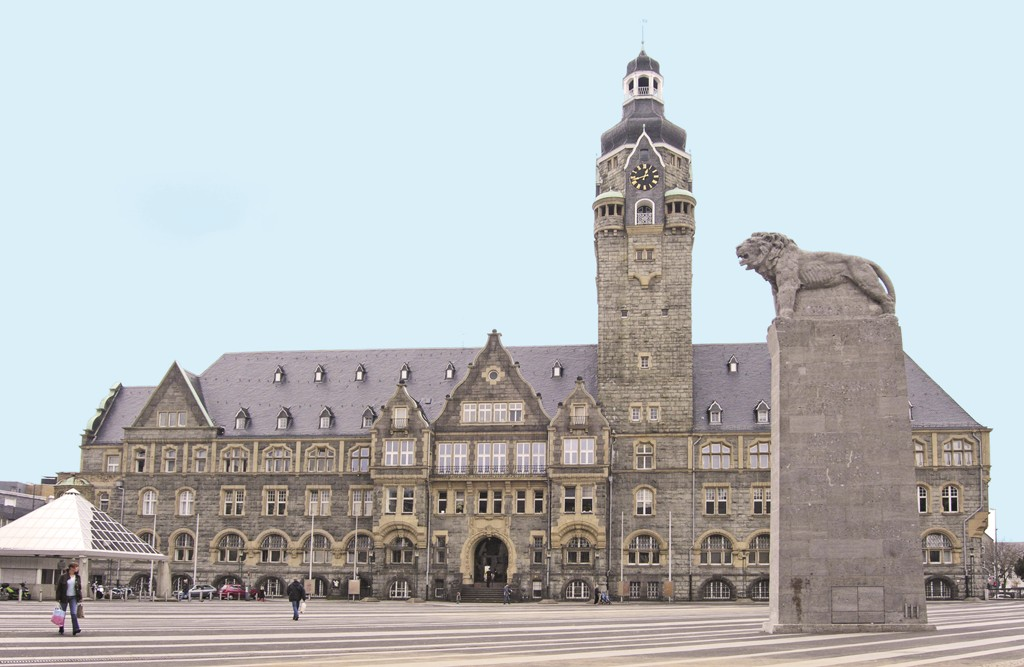
Remscheid.
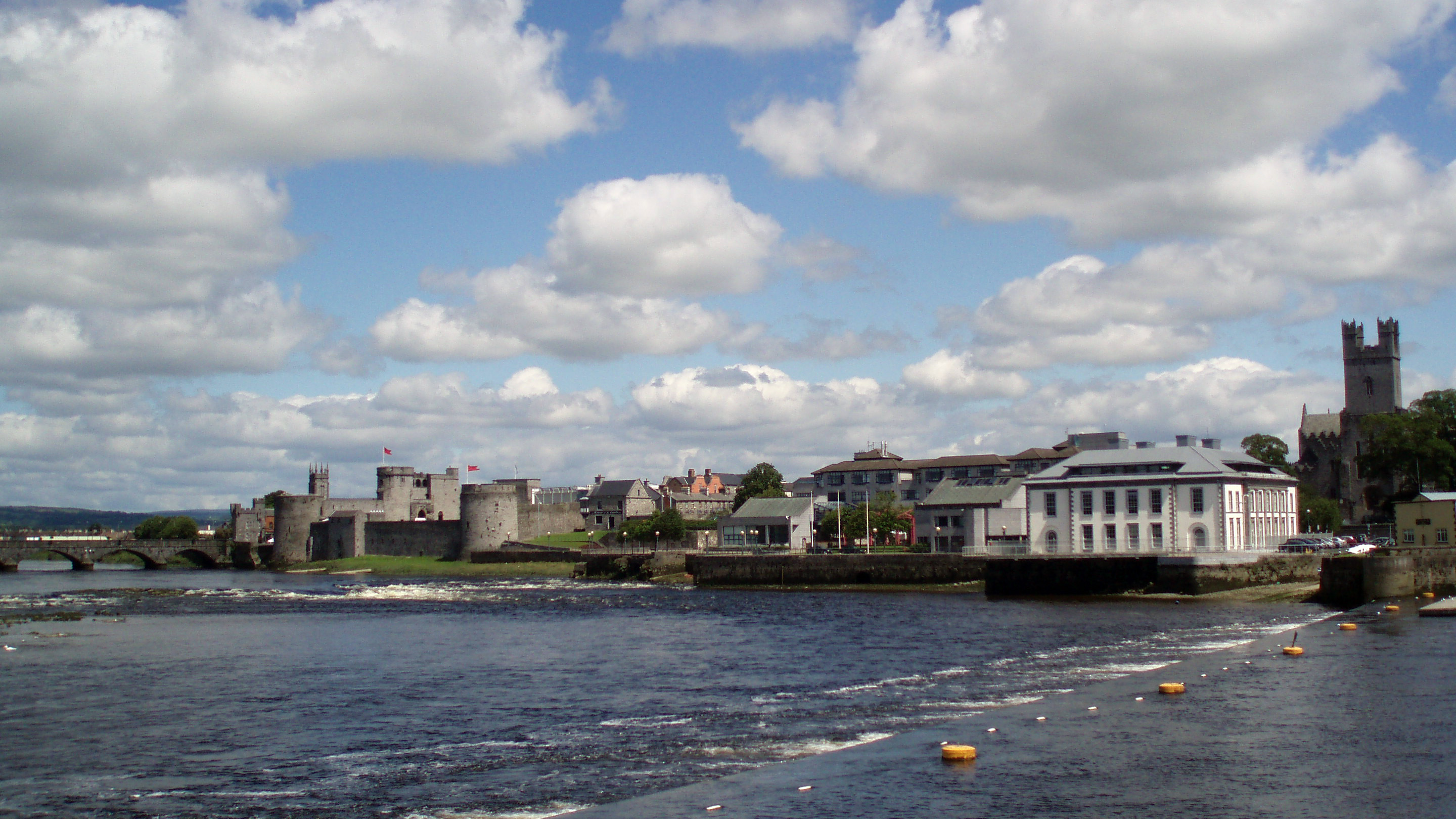
Limerick.
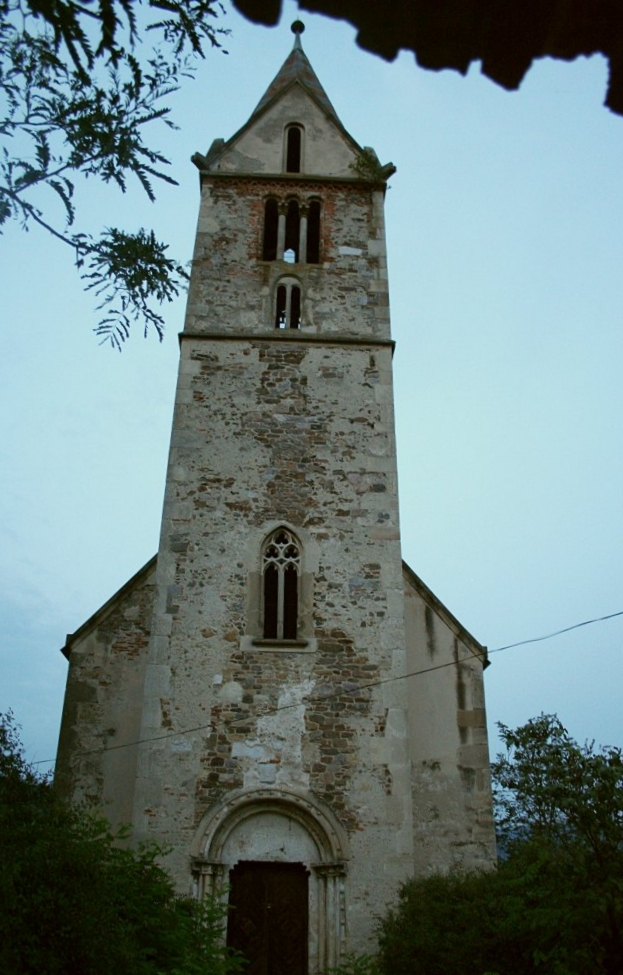
Santamaria-Orléa.
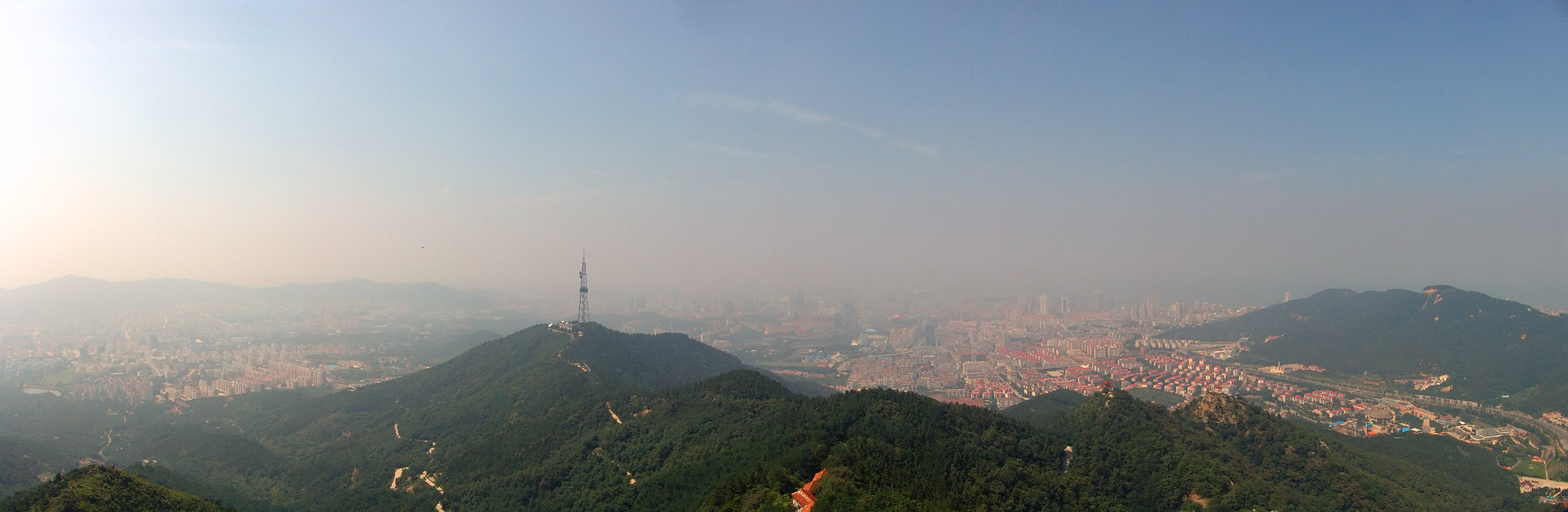
Yantai.

| Quimper Remscheid Limerick Santamaria-Orléa Ourense Lavrio Foggia |

Localisation de l'autre ville jumelée
| Quimper Yantai |

## Population et société

### Démographie
La Ville de Quimper possède une population de 63 642 habitants en 2021, une unité urbaine de 79 804 habitants, une agglomération de 101 591 habitants en 2021, ainsi qu'une population dans l'aire urbaine de 124 930 habitants pour l'année 2011. Il s'agit selon Le Parisien en 2013 de la 31e aire urbaine la plus attractive de France, en tenant compte du solde migratoire.

#### Évolution démographique
D'après le recensement de l'Insee de 2014, Quimper compte 63 513 habitants, soit une légère hausse par rapport à 1999 (+0,4 %) mais en recul de 0,7 % par rapport à 2008.
La commune occupe le 80e rang au niveau national (alors qu'elle était au 71e en 1999), le 2e au niveau départemental après Brest sur 283 communes et au 3e rang au niveau régional dernière Brest et Rennes sur 1 498 communes.
Le maximum de la population a été atteint en 2006 avec 64 902 habitants.
L'évolution du nombre d'habitants depuis 1793 est connue à travers les recensements de la population effectués à Quimper depuis cette date. Depuis le début du XXIe siècle, pour les communes dont la population est supérieure à 10 000 habitants, une enquête par sondage est effectuée chaque année, la totalité du territoire de ces communes est prise en compte au terme de la même période de cinq ans. La première population légale postérieure à celle de 1999 et s'inscrivant dans ce nouveau dispositif est entrée en vigueur au 1er janvier 2009 et correspond au recensement de l'année 2006,,[source insuffisante].

##### Ville de Quimper seule
Depuis 1960, les statistiques du Grand Quimper sont produites par l'Insee, d'où le décrochage après cette date.
| 1793  | 1800  | 1806  | 1821  | 1831  | 1836  | 1841   | 1846   | 1851   |
| ----- | ----- | ----- | ----- | ----- | ----- | ------ | ------ | ------ |
| 8 400 | 6 651 | 6 905 | 9 400 | 9 860 | 9 715 | 10 154 | 10 943 | 10 904 |

| 1856   | 1861   | 1866   | 1872   | 1876   | 1881   | 1886   | 1891   | 1896   |
| ------ | ------ | ------ | ------ | ------ | ------ | ------ | ------ | ------ |
| 11 450 | 11 438 | 12 532 | 13 159 | 13 879 | 15 228 | 17 171 | 17 406 | 18 557 |

| 1901   | 1906   | 1911   | 1921   | 1926   | 1931   | 1936   | 1946   | 1954   |
| ------ | ------ | ------ | ------ | ------ | ------ | ------ | ------ | ------ |
| 19 441 | 19 516 | 19 367 | 18 444 | 18 686 | 18 297 | 18 814 | 20 149 | 19 352 |

| 1962   | 1968   | 1975   | 1982   | 1990   | 1999   | 2006   | 2011   | 2016   |
| ------ | ------ | ------ | ------ | ------ | ------ | ------ | ------ | ------ |
| 45 989 | 52 496 | 55 977 | 56 907 | 59 437 | 63 238 | 64 902 | 63 235 | 63 405 |

| 2021   | 2022   | - | - | - | - | - | - | - |
| ------ | ------ | - | - | - | - | - | - | - |
| 63 642 | 64 530 | - | - | - | - | - | - | - |

##### Cumul du Grand Quimper
Données cumulés avec celles des communes de Kerfeunteun, Ergué-Armel et Penhars, qui ont fusionné avec la ville de Quimper en 1960.
| 1793  | 1800  | 1806   | 1821   | 1831   | 1836   | 1841   | 1846   | 1851   | 1856   |
| ----- | ----- | ------ | ------ | ------ | ------ | ------ | ------ | ------ | ------ |
| 8 400 | 9 915 | 10 605 | 13 058 | 14 071 | 14 268 | 14 812 | 15 741 | 15 699 | 16 275 |

| 1861   | 1866   | 1872   | 1876   | 1881   | 1886   | 1891   | 1896   | 1901   | 1906   |
| ------ | ------ | ------ | ------ | ------ | ------ | ------ | ------ | ------ | ------ |
| 16 637 | 18 518 | 19 299 | 20 264 | 22 328 | 24 626 | 25 373 | 26 580 | 27 666 | 28 172 |

| 1911   | 1921   | 1926   | 1931   | 1936   | 1946   | 1954   | 1962   | 1968   | 1975   |
| ------ | ------ | ------ | ------ | ------ | ------ | ------ | ------ | ------ | ------ |
| 28 610 | 28 127 | 30 931 | 32 173 | 35 873 | 40 345 | 41 243 | 45 989 | 52 496 | 55 977 |

| 1982   | 1990   | 1999   | 2006   | 2007   | 2008   | 2009   | 2010   | 2011   | 2012   |
| ------ | ------ | ------ | ------ | ------ | ------ | ------ | ------ | ------ | ------ |
| 56 907 | 59 437 | 63 274 | 64 902 | 63 961 | 63 929 | 63 387 | 63 550 | 63 235 | 63 360 |

| 2013   | 2014   | 2015   | 2016   | 2017   | 2018   | 2019   | - | - | - |
| ------ | ------ | ------ | ------ | ------ | ------ | ------ | - | - | - |
| 63 532 | 63 513 | 63 508 | 63 405 | 62 985 | 63 166 | 63 283 | - | - | - |

#### Pyramide des âges
La population de la commune est relativement jeune.
En 2018, le taux de personnes d'un âge inférieur à 30 ans s'élève à 34,2 %, soit au-dessus de la moyenne départementale (32,5 %). À l'inverse, le taux de personnes d'âge supérieur à 60 ans est de 27,8 % la même année, alors qu'il est de 29,8 % au niveau départemental.
En 2018, la commune comptait 29 646 hommes pour 33 520 femmes, soit un taux de 53,07 % de femmes, légèrement supérieur au taux départemental (51,41 %).
Les pyramides des âges de la commune et du département s'établissent comme suit.
| Hommes | Classe d’âge | Femmes |
| ------ | ------------ | ------ |
| 0,7    | 90 ou +      | 1,9    |
| 6,5    | 75-89 ans    | 11,0   |
| 16,8   | 60-74 ans    | 18,4   |
| 21,1   | 45-59 ans    | 20,7   |
| 18,4   | 30-44 ans    | 15,9   |
| 20,8   | 15-29 ans    | 18,8   |
| 15,8   | 0-14 ans     | 13,4   |

| Hommes | Classe d’âge | Femmes |
| ------ | ------------ | ------ |
| 0,7    | 90 ou +      | 2,2    |
| 7,8    | 75-89 ans    | 11,5   |
| 19,2   | 60-74 ans    | 20,1   |
| 20,8   | 45-59 ans    | 19,7   |
| 17,7   | 30-44 ans    | 16,6   |
| 17,1   | 15-29 ans    | 14,7   |
| 16,8   | 0-14 ans     | 15,2   |

#### Natalité et mortalité
Depuis l'an 2000, le taux de natalité baisse alors que celui de la mortalité augmente, c'est pour cela que la population de Quimper n'augmente plus. Rapporté à la population correspondante, le taux de déficit naturel en 2015 est de 0,14 % soit 92 personnes.
| Année                                      | 1999 | 2000   | 2001   | 2002 | 2003   | 2004   | 2005   | 2006 | 2007   | 2008   | 2009   | 2010   | 2012   | 2013   | 2014   | 2015    | 2016   | 2017   | 2018   |
| ------------------------------------------ | ---- | ------ | ------ | ---- | ------ | ------ | ------ | ---- | ------ | ------ | ------ | ------ | ------ | ------ | ------ | ------- | ------ | ------ | ------ |
| Nombre de naissances                       | 744  | 745    | 757    | 735  | 713    | 701    | 661    | 648  | 681    | 702    | 657    | 693    | 643    | 645    | 627    | 562     | 586    | 587    | 595    |
| Évolution par rapport à l'année précédente |      | +0,1 % | +1,6 % | -3 % | -3,1 % | -1,7 % | -6,1 % | -2 % | +5,1 % | +3,1 % | -6,8 % | +5,5 % | -7,2 % | +0,3 % | -2,8 % | -10,4 % | +4,2 % | +0,1 % | +1,2 % |
|                                            |      |        |        |      |        |        |        |      |        |        |        |        |        |        |        |         |        |        |        |

| Année                                      | 1999 | 2000   | 2001   | 2002    | 2003 | 2004   | 2005 | 2006   | 2007   | 2008   | 2009   | 2010   | 2012   | 2013   | 2014     | 2015    | 2016   | 2017   | 2018   |
| ------------------------------------------ | ---- | ------ | ------ | ------- | ---- | ------ | ---- | ------ | ------ | ------ | ------ | ------ | ------ | ------ | -------- | ------- | ------ | ------ | ------ |
| Nombre de décès                            | 595  | 578    | 558    | 628     | 587  | 567    | 567  | 619    | 605    | 616    | 670    | 676    | 633    | 657    | 570      | 658     | 663    | 710    | 713    |
| Évolution par rapport à l'année précédente |      | -2,9 % | -3,6 % | +12,5 % | -7 % | -3,5 % | +0 % | +9,2 % | -2,3 % | +1,8 % | +8,8 % | +0,7 % | -6,4 % | +3,8 % | -13,25 % | +15,4 % | +0,9 % | +8,4 % | +0,4 % |
|                                            |      |        |        |         |      |        |      |        |        |        |        |        |        |        |          |         |        |        |        |

#### Superficie et population

Densité de population par commune en 2007.
>400 hab./km2
200 à 400 hab./km2
100 à 200 hab./km2
50 à 100 hab./km2
25 à 50 hab./km2
<25 hab./km2

La ville de Quimper a une superficie de 84,55 km2 et une population de 63 360 habitants, ce qui la classe :
| Rang                      | Population | Superficie | Densité |
| ------------------------- | ---------- | ---------- | ------- |
| France                    | 80e        | 263e       | 1 143e  |
| Région Bretagne           | 3e         | 6e         | 31e     |
| Finistère                 | 2e         | 2e         | 6e      |
| Arrondissement de Quimper | 1re        | 2e         | 2e      |

Du fait de la fusion de Penhars, de Kerfeunteun et d'Ergué-Armel avec Quimper en 1960, la superficie de Quimper est importante. Elle est de 84,55 km2, soit plus que Nantes (65,19 km2) ou Brest (49,51 km2), et presque autant que Paris (105,40 km2). De ce fait, la densité de Quimper est relativement faible pour une ville moyenne avec 752 hab./km2 contre 3 299 hab./km2 pour Lorient et 1 642 hab./km2 pour Vannes qui sont deux villes proches en termes du nombre d'habitants.

#### Immigration
D'après le recensement de l'Insee de 2006, la population immigrée représentait 2 053 personnes (soit 3,2 % de la population totale). Le nombre d'étrangers, quant à lui, était de 1 563 personnes (soit 2,4 % de la population totale).
Sur ces 1 563 étrangers, 355 personnes viennent de Turquie (22 % des étrangers), 206 du Portugal (13 %) ou encore 140 du Maroc (9 %). 957 personnes sont des Français par acquisition, c'est-à-dire des naturalisés.

#### État matrimonial

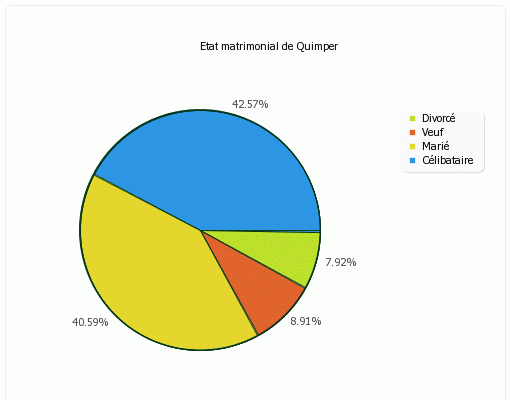
État matrimonial de Quimper en 2011.

La ville compte 46 % d'hommes et 54 % de femmes, et sur les 64 000 habitants de Quimper :
- 8 % sont des divorcés/divorcées (environ 5 100 habitants) ;
- 9 % sont des veufs/veuves (environ 5 800 habitants) ;
- 41 % sont des mariés/mariées (environ 26 200 habitants) ;
- 43 % sont des célibataires (environ 27 500 habitants).

#### Répartition des ménages
En 2008, le nombre total de ménages quimpérois est de 31 897. Voici ci-dessous, les données en pourcentage de la répartition de ces ménages par rapport au nombre total de ménages.
| Ménages de :                | 1 personne | 2 pers. | 3 pers. | 4 pers. | 5 pers. | 6 pers. ou + |
| --------------------------- | ---------- | ------- | ------- | ------- | ------- | ------------ |
| Quimper                     | 48,3 %     | 28,3 %  | 11,1 %  | 8,3 %   | 3,0 %   | 1,1 %        |
| Moyenne nationale           | 32,8 %     | 32,6 %  | 15,0 %  | 12,7 %  | 4,9 %   | 1,9 %        |
| Sources des données : Insee |            |         |         |         |         |              |

La répartition de la population de plus de 15 ans non scolarisée par niveau d'études montrait en 2009 à Quimper des taux comparables à ceux de la France pour les niveaux V et VI (sauf « pas de scolarité ou aucun diplôme »), et des taux supérieurs à la moyenne nationale pour les niveaux I, II, III et IV montrant ainsi de meilleurs résultats que le département, la région et le pays.
|                                   |                   | Quimper | Finistère | Région Bretagne | France |
| --------------------------------- | ----------------- | ------- | --------- | --------------- | ------ |
| Pas de scolarité ou aucun diplôme | (niveau VI)       | 9,94    | 10,63     | 13,44           | 18,93  |
| CEP                               | (niveau VI)       | 10,51   | 13,90     | 13,38           | 10,94  |
| BEPC                              | (niveau VI)       | 7,61    | 7,44      | 6,83            | 6,27   |
| CAP ou BEP                        | (niveau V)        | 22,94   | 26,58     | 26,26           | 23,80  |
| Bac ou BP                         | (niveau IV)       | 19,43   | 17,90     | 16,85           | 15,79  |
| Bac + 2                           | (niveau III)      | 15,24   | 13,24     | 12,80           | 11,65  |
| Supérieur                         | (niveaux I et II) | 14,32   | 10,32     | 10,47           | 12,62  |
| Sources des données : Insee       |                   |         |           |                 |        |

### Enseignement
Les écoles et lycées quimpérois dépendent de l'académie de Rennes qui se situe à la 3e place des meilleures académies sur le plan national pour son taux de réussite au Baccalauréat. Quimper se trouve en zone B dans le calendrier scolaire et abrite l'Inspection académique du Finistère.

#### Enseignement primaire
On dénombre à Quimper 57 écoles gérées par la ville qui accueillent 5 607 élèves dont 3 449 dans le public et 2 158 dans le privé sur l'année scolaire 2015-2016.

#### Enseignement secondaire
Le département gère 11 collèges et la région 8 lycées.

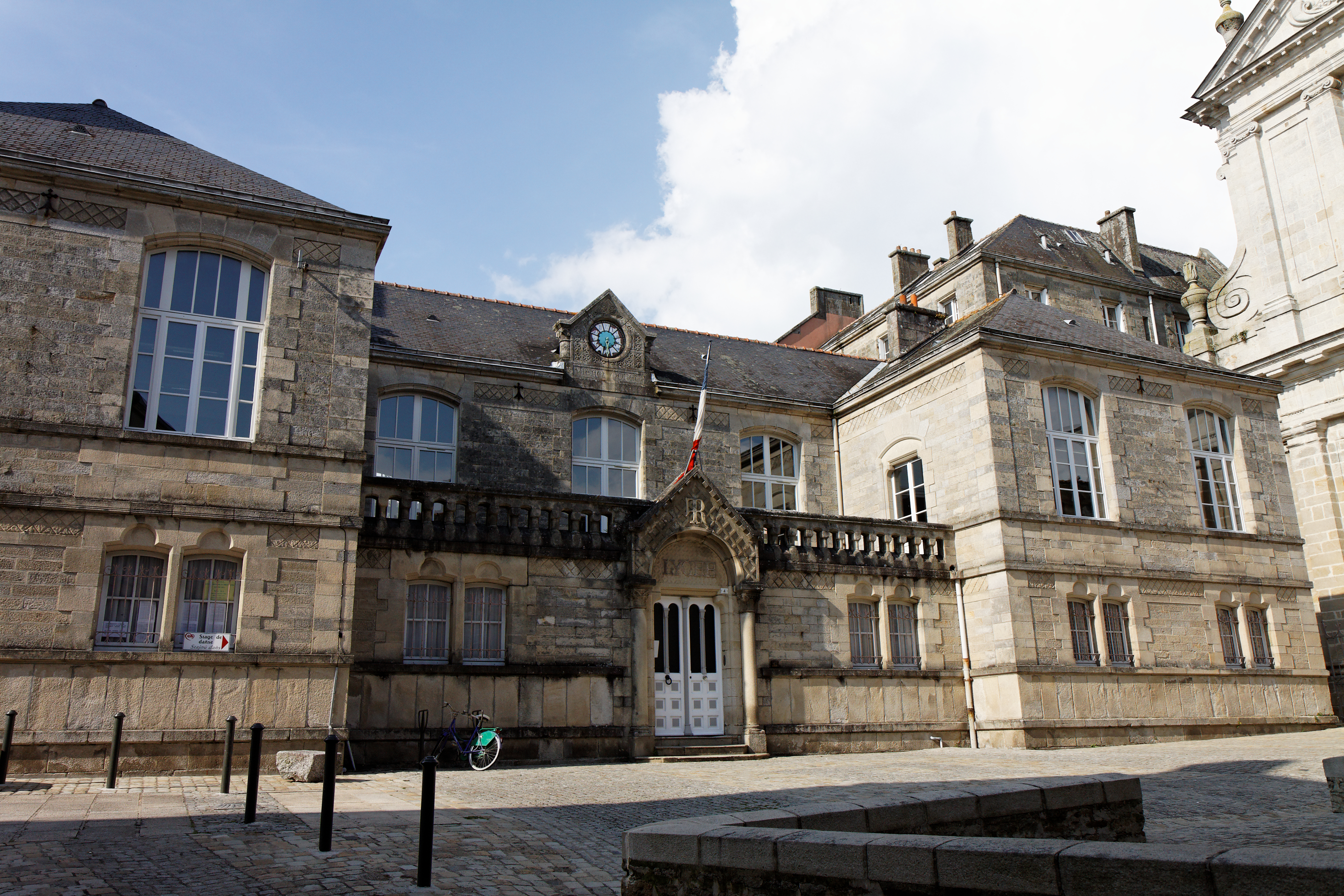
Lycée La Tour d'Auvergne.

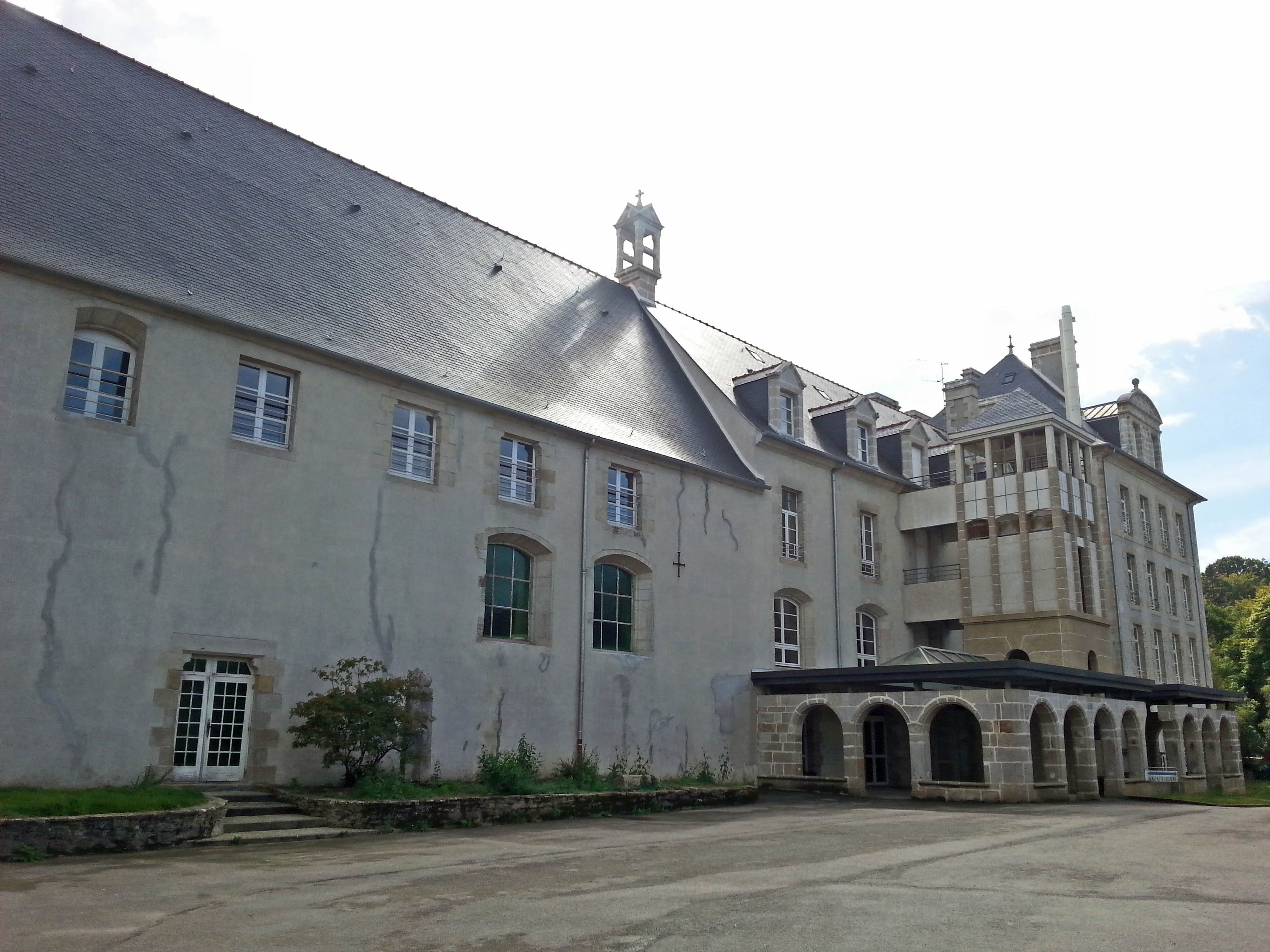
Lycée Chaptal.

En 2009 le taux de réussite au brevet des collèges était à Quimper de 88,5 % soit plus de 5 points au-dessus de la moyenne nationale qui était de 83,3 %.
En 2010 le taux de réussite au baccalauréat, toutes séries confondues, était de 94,3 % dans les lycées quimpérois, soit près de 9 points au-dessus de la moyenne nationale qui était de 85,4 %.

#### Enseignement supérieur

Pôle universitaire Pierre-Jakez-Hélias

Quimper compte un pôle scientifique de classes préparatoires aux grandes écoles dans le cadre du lycée Auguste Brizeux avec 4 classes PCSI A - PCSI B- PSI - PC. De plus le lycée de Cornouaille dispose de classes préparatoires littéraires (hypokhâgne).
Quimper est également le siège d'un IUT : IUT de Quimper (4 départements) qui accueille près de 1 400 élèves, dispose d'une antenne de l'université de Bretagne-Occidentale sur le site du pôle universitaire Pierre-Jakez-Hélias, à Creach-Gwen et d'une ESPE (ex-IUFM), École supérieure du professorat et de l'éducation sur le site historique de l'école normale fondée en 1874 rue de Rosmadec.
Est également présente l'EESAB (École Européenne Supérieure d'Art de Bretagne).
L'EMBA, École de Management Bretagne Atlantique créée en mars 2009, rassemble les formations supérieures de gestion de la Chambre de commerce et d'industrie de Quimper Cornouaille : commerce international Europe-Asie / ISUGA, commerce vente alternance et gestion des administrations des entreprises.
Quimper accueille le centre de formation Kelenn de Diwan qui prépare au Master MEEF-EBI (Métiers de l'Enseignement, de l'Éducation et de la Formation-Enseignement bilingue Immersif en langue bretonne) sous convention avec l'ESPE de Bretagne et en partenariat avec l'ISLRF.
En tout, Quimper accueille près de 5 000 étudiants toutes filières confondues.

### Santé

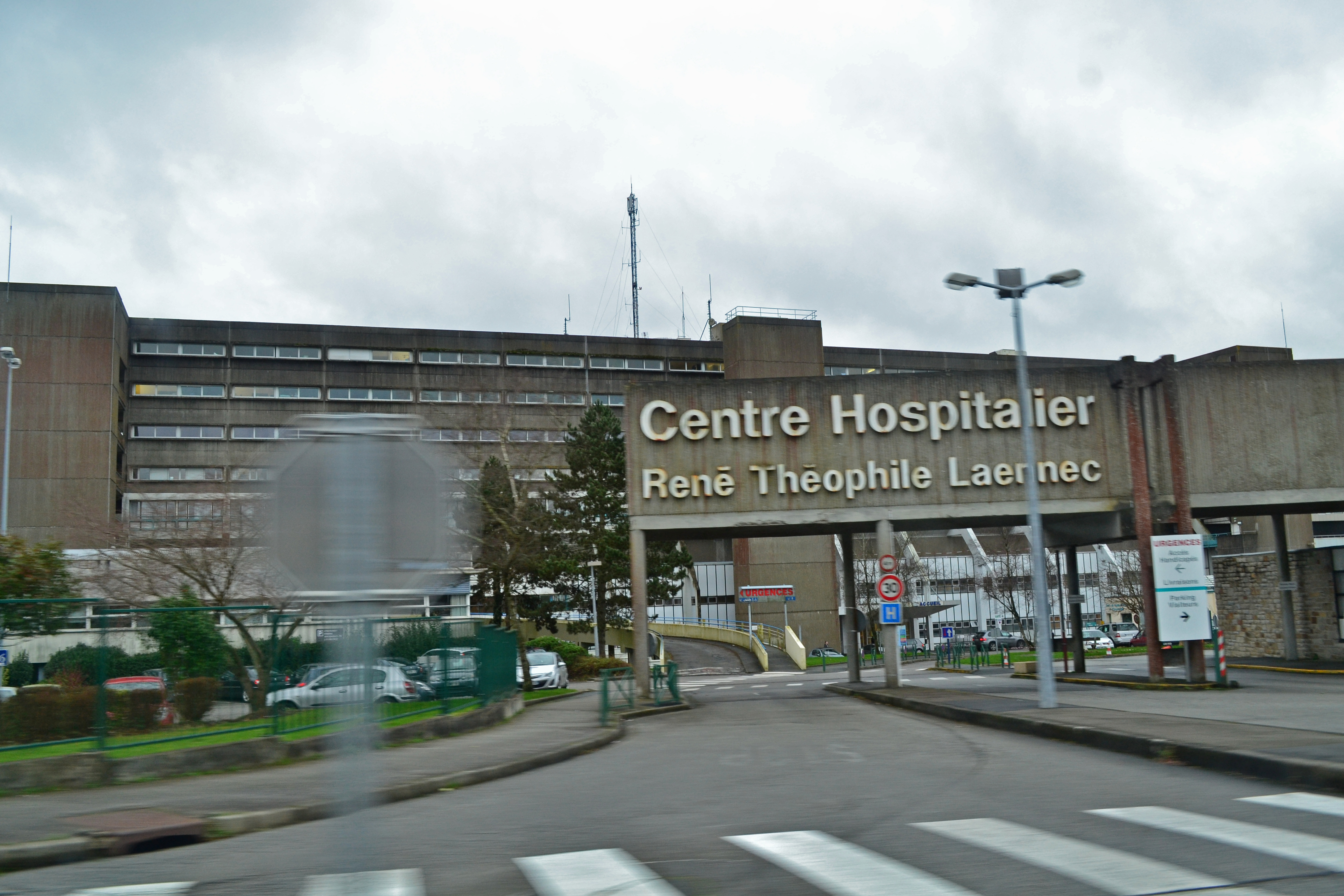
Centre hospitalier de Cornouaille.

Quimper dispose du Centre hospitalier de Cornouaille qui possède 1 044 places tous services confondus, de l'hôpital psychiatrique Gourmelen qui possède lui 656 places, de 4 cliniques, de 9 maisons de retraite, de 9 laboratoires d'analyses, de 40 dentistes, d'environ 90 médecins et de 37 pharmacies. En 2015, Quimper compte 40 médecins généralistes, ce qui correspond à un niveau de déficit sévère. En effet, il en faudrait près de 100 pour être dans la moyenne nationale qui est de 156 médecins généralistes pour 100 000 habitants.
Quimper abrite également un institut de formation en soins infirmiers qui a une capacité de plus de 450 élèves-étudiants.
De plus, la ville abrite une caserne de 135 sapeurs-pompiers dont 81 sont professionnels. En 2014, les sapeurs-pompiers de Quimper sont intervenus 6 000 fois sur leur territoire d'intervention.

### Sports
La ville de Quimper est très sportive puisqu'elle compte près de 22 000 licenciés dans 104 clubs sportifs pour 71 disciplines.

#### Équipements sportifs
Voici la liste du patrimoine sportif de la ville de Quimper:

#### Clubs sportifs
Athlétisme
- Le Quimper Athlétisme (QA) est régulièrement classé autour de la 50e place sur plus de 1 600 clubs français d'athlétisme[199].

 Aviron
- Le club d'aviron de l'Odet à Creac'h Gwen[200].

 Badminton
- En badminton, l'Union Jeanne d'Arc Phalange Quimper (UJAP Quimper)[201].

 Basket-ball
- L'Union Jeanne d'Arc Phalange Quimper (UJAP Quimper) créé en 1984 évolue en Pro B (2e division). Le club compte 350 licenciés[202].
- Il existe aussi deux autres clubs de basketball :
  - l'AS Ergué-Armel Basketball
  - Espoir Basket Quimper Cornouaille, club féminin.

 Canoë-kayak
- Le club de Canoë-Kayak de Quimper Cornouaille (CCKQC) qui fait ses descentes sur l'Odet[203].

 Escrime
- L'Escrime Quimper Cornouaille créée en 1970 compte 172 adhérents. Le club a reçu par la Fédération française d'escrime trois labels : le Label Ecole Française d'Escrime, le label Performance Argent et le label Prestige[204].

 Football
- Le Quimper Kerfeunteun Football Club (anciennement Quimper Cornouaille Football Club) fondé en 1905 évolue en Régional 1 (R1) de la Ligue de Bretagne de football (6e division). Le club atteint son niveau le plus haut entre 1970 et 1972, entre 1974 et 1975, entre 1976 et 1982, ainsi qu'entre 1983 et 1990 lorsqu'il jouait en Division 2 (l'actuelle Ligue 2)[205].
- Le QKFC féminin évolue en Régional 1. Il atteint son meilleur niveau entre 1974 et 1992 lorsqu'il était en Division 1.

- En football gaélique, le Kerne Football gaélique, créé en 2011, évolue en championnat de Bretagne parmi les 9 autres clubs de la Ligue bretonne de football gaélique[206]

 Football américain
- Le Kelted de Quimper créé en 1997 dont l'équipe des séniors joue en National 3[207].

 Golf
- La ville ne dispose pas d'un club de golf mais possède le Golf de l'Orangerie de Lanniron, un golf à 9 trous[208].

 Haltérophilie
- L'AL Quimper Haltérophilie, dont l'équipe 1 masculine évolue en Nationale 1 (1re division)[209].

 Handball
- Le Quimper Cornouaille HandBall créé en 2003 compte 170 licenciés[210]. En 2019, le club a fusionné avec un club de la ville d'Ergué-Gabéric pour former l'Ergué Quimper Handball, le club évolue aujourd'hui en Honneur Bretagne.

 Hockey sur gazon
- Le Hockey Club Quimpérois qui joue au lycée Brizeux[211].

 Natation
- L'Union Quimper Natation qui participe régulièrement aux champtionnats de National 2[212].

 Rugby à XV
- Le Rugby Club Quimpérois a été fondé en 1947 joue en Honneur au Stade de Creac'h Gwen et compte 350 licenciés. L'école de rugby est labellisé par la FFR.

 Tennis
- Le Tenis Club de Quimper compte 400 licenciés qui peuvent jouer sur 9 courts[213].

 Tennis de table
- Le Quimper Cornouaille Tennis de Table créé en 1997 dont l'équipe féminine évolue en Pro A (1re division). C'est le plus grand club de tennis de table de Bretagne avec plus de 300 adhérents hommes et 95 femmes[214].

 Tir à l'arc
- La Compagnie des archers de l'Odet qualifient régulièrement des archers pour les championnats de France[215].

 Volley-ball
- Le Quimper Volley 29 créé en 1989 dont l'équipe féminine est en Élite (2e division). Elle a joué en Ligue A Féminine (1re division) à 4 reprises. Le club joue en Elite Féminine lors de la saison 2021-2022[216].

#### Événements sportifs
- Tennis : Open EuroÉnergie de Quimper 2011
- Tennis : Open BNP Paribas-Banque de Bretagne de Quimper depuis 2011 (13 200 spectateurs en 2015)[217]
- Tennis de table : Gala de l'équipe de France masculine (récemment sacrée Championne d'Europe) en 1996
- Cyclisme : Quimper fut ville étape du Tour de France en 1958 (9e étape), 1962 (7e étape), 1965 (6e étape), 1991 (10e étape) et 2004 (8e étape)[218]. La ville est candidate pour l'accueillir de nouveau en 2018[219].
- Football : « Match de rêve » 2013 entre le Quimper Kerfeunteun Football Club et l'Auray Football Club

### Médias

#### Presse écrite
Hormis la presse nationale et internationale, les Quimpérois peuvent lire :
- Ouest-France
- Le Télégramme
- Le Progrès de Cornouaille
- Le journal des entreprises
- Les nouvelles de l'Odet
- Le courrier-Le progrès
- Côté Quimper

#### Télévisions
Depuis le 8 juin 2012, la région Bretagne et donc Quimper dispose des chaînes de la télévision numérique terrestre. Hormis les télévisions nationales, les Quimpérois peuvent regarder :
- France 3 Bretagne : chaîne régionale publique ;
- Tébéo : chaîne locale privée du Finistère.

Il y a 3 sites de diffusion de la TNT à Quimper afin de combler les zones blanches : Quimper 1 (Lycée A.Brizeux - Tour du Côteau), Quimper 2 (Penvillers) et Quimper 3 (Le Merdy).
Quimper a participé à l'émission Jeux sans frontières en 1967 (4e sur 6 avec 36 points). La ville a enfin accueilli l'émission Les Copains d'abord en juillet 2017 sur la place Saint-Corentin pendant deux jours.

#### Radios
Hormis les radios nationales, les Quimpérois peuvent écouter :
- Radio Kerne (90.2 FM) : radio associative proposant des programmes uniquement en breton. Ses studios se trouvent à Plonéis.
- RCF Finistère (92.6 FM) : radio locale chrétienne appartenant au Diocèse de Quimper et Léon. Elle est adhérente au réseau RCF.
- Radio Neptune (93.8 FM) : radio associative diffusant de la musique classique. Elle se trouve à Brest.
- Hit West (95.8 FM) : radio régionale commerciale couvrant la Bretagne et une partie des Pays de la Loire. Elle appartient au groupe Précom et occupe depuis 2008 cette fréquence laissée vacante par l'ex-radio associative Celtic FM.
- Océanne (ex: Radiocéan)[222] (97.2 FM) : radio locale commerciale provenant de Moëlan-sur-Mer. Elle émet aussi à Quimperlé sur 99.2 FM et à Concarneau sur 90.7 FM.
- France Bleu Breizh Izel (98.6 FM) : radio régionale publique de la partie ouest de la Bretagne. Ses studios se trouvent sur l'Esplanade François Mitterrand. Elle est aussi recevable sur le 93.0 FM dans tout le Finistère grâce à l'émetteur de Plounéour-Ménez, au Roc Trédudon.
- Europe 2 Quimper (101.0 FM) : Station locale de Europe 2. Elle propose des décrochages locaux et des infos locales. Sa régie publicitaire est gérée par le groupe Précom qui est aussi propriétaire d'Hit West.
- Chérie FM Quimper (102.6 FM) : Station locale de Chérie FM. Elle propose des décrochages locaux et des infos locales le matin.

Voici les fréquences des grandes radios régionales et nationales :
- 88.5 RMC
- 89.4 France Musique (fréquence du Roc Trédudon)
- 89.8 RFM
- 90.2 Radio Kerne
- 91.3 France Musique
- 92.6 RCF Finistère
- 93.0 France Bleu Breizh Izel (fréquence du Roc Trédudon)
- 93.4 Skyrock
- 93.8 Radio Neptune
- 94.7 MFM Radio
- 95.4 France Inter (fréquence du Roc Trédudon)
- 95.8 Hit West
- 96.3 France Culture
- 97.2 Radiocéan
- 97.8 France Culture (fréquence du Roc Trédudon)
- 98.6 France Bleu Breizh Izel
- 99.9 NRJ
- 101.0 Europe 2 Quimper
- 101.6 Radio Classique
- 102.0 RTL2
- 102.6 Chérie FM
- 103.6 France Inter
- 104.3 RTL
- 104.7 Europe 1
- 105.5 France Info
- 106.3 Nostalgie
- 107.1 Fun Radio

### Culte
Pour le culte catholique, en plus d'une cathédrale, Quimper dispose de huit églises et de neuf chapelles. Il y a un temple protestant et la paroisse orthodoxe Saint-Jacques-le-Frère-du-Seigneur, qui est sous l'obédience du Patriarcat œcuménique de Constantinople, étant rattachée au Vicariat Sainte-Marie-de-Paris-et-Saint-Alexis-d'Ugine réunissant les paroisses de tradition russe au sein de la Métropole de France ; elle célèbre ses offices dans la chapelle de Cuzon. Une mosquée est édifiée dans le quartier de Penhars. L'Église catholique rassemble deux mille fidèles se rendant aux messes et on estime que 80 % de la population de la ville est baptisée, tandis que l'Église protestante réunie 200 pratiquants. On dénombre également 150 musulmans, 80 mormons et 25 bouddhistes.
Quimper fait partie du diocèse de Quimper et Léon, lequel est intégré depuis 2002 à la province ecclésiastique de Rennes.

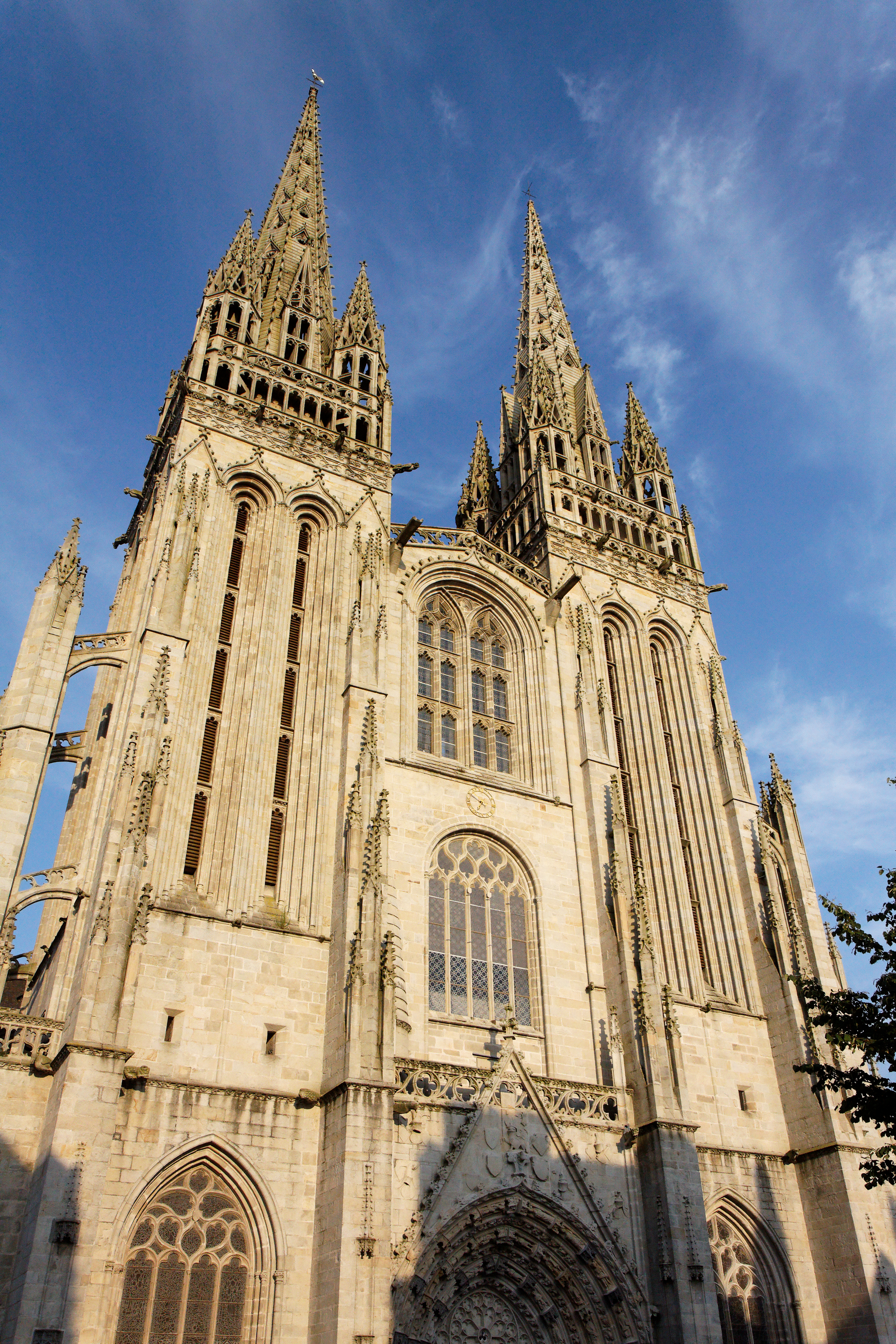
Cathédrale de Quimper.
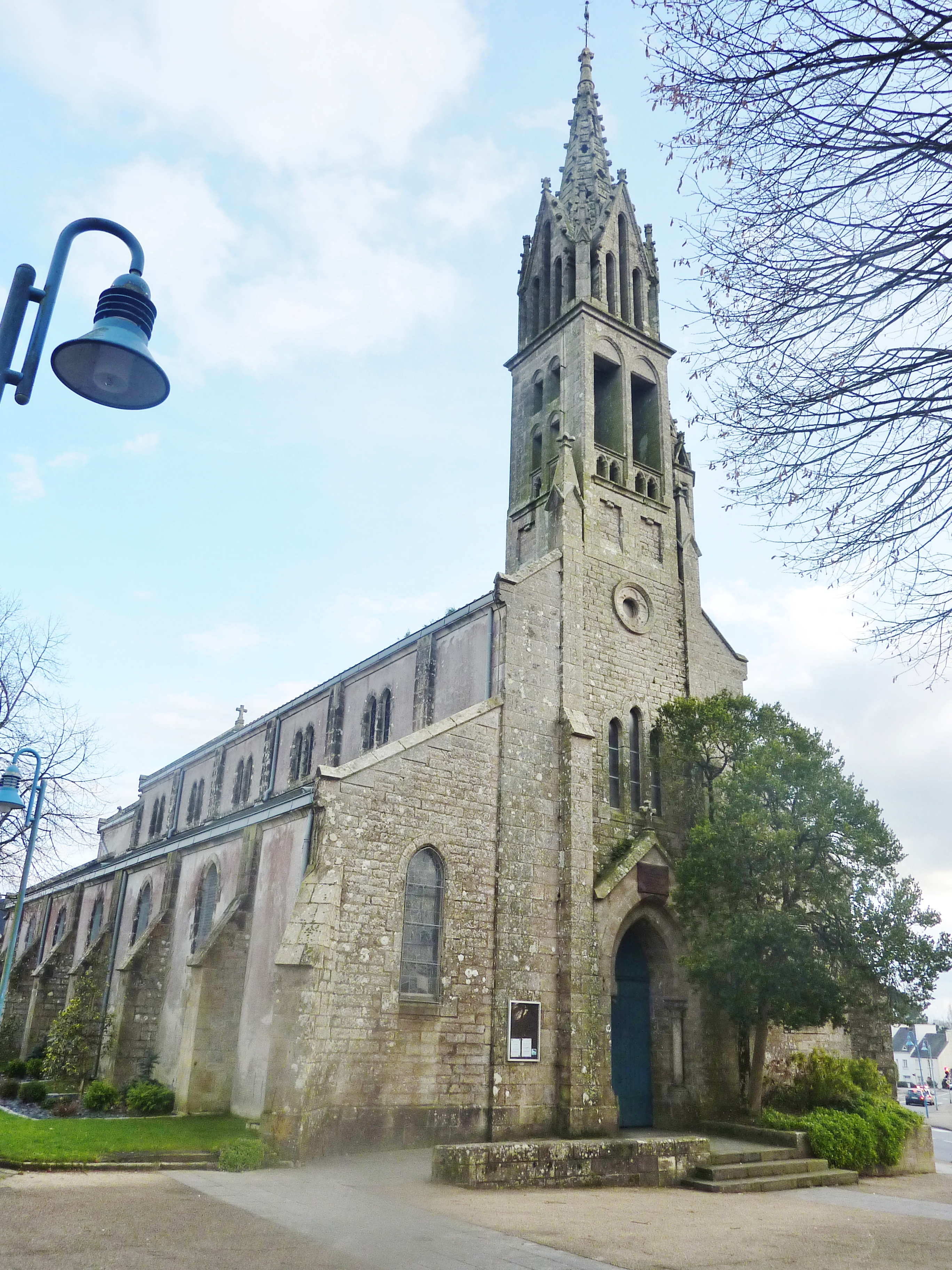
Église Sainte-Claire de Penhars.
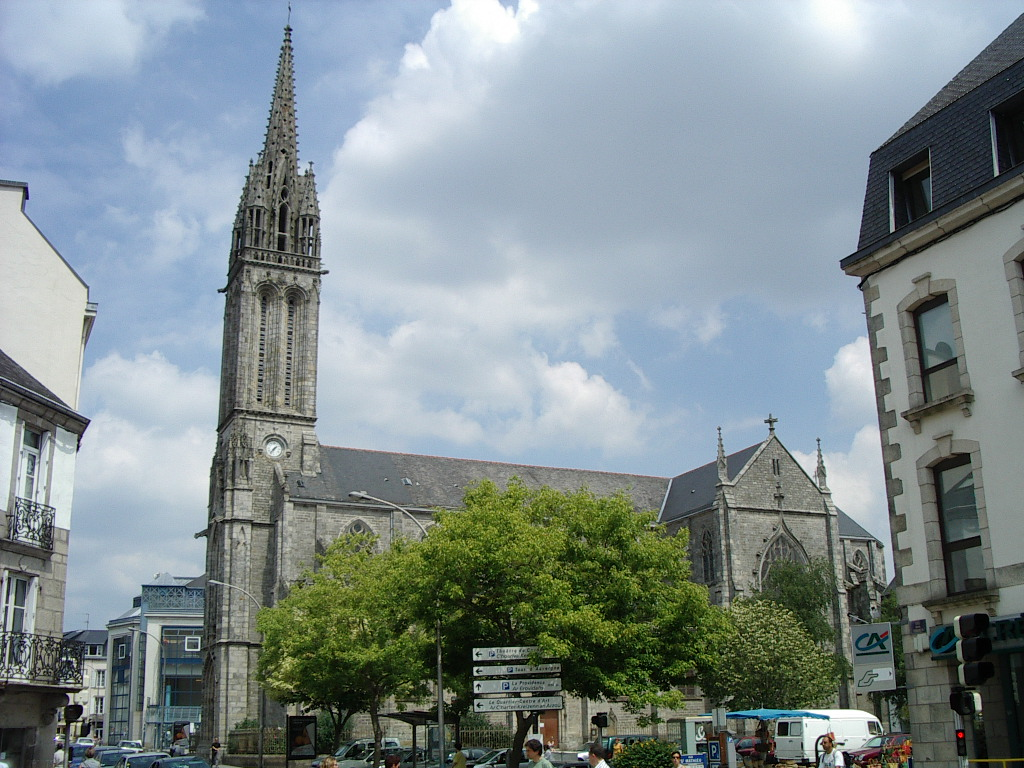
Église Saint-Mathieu.
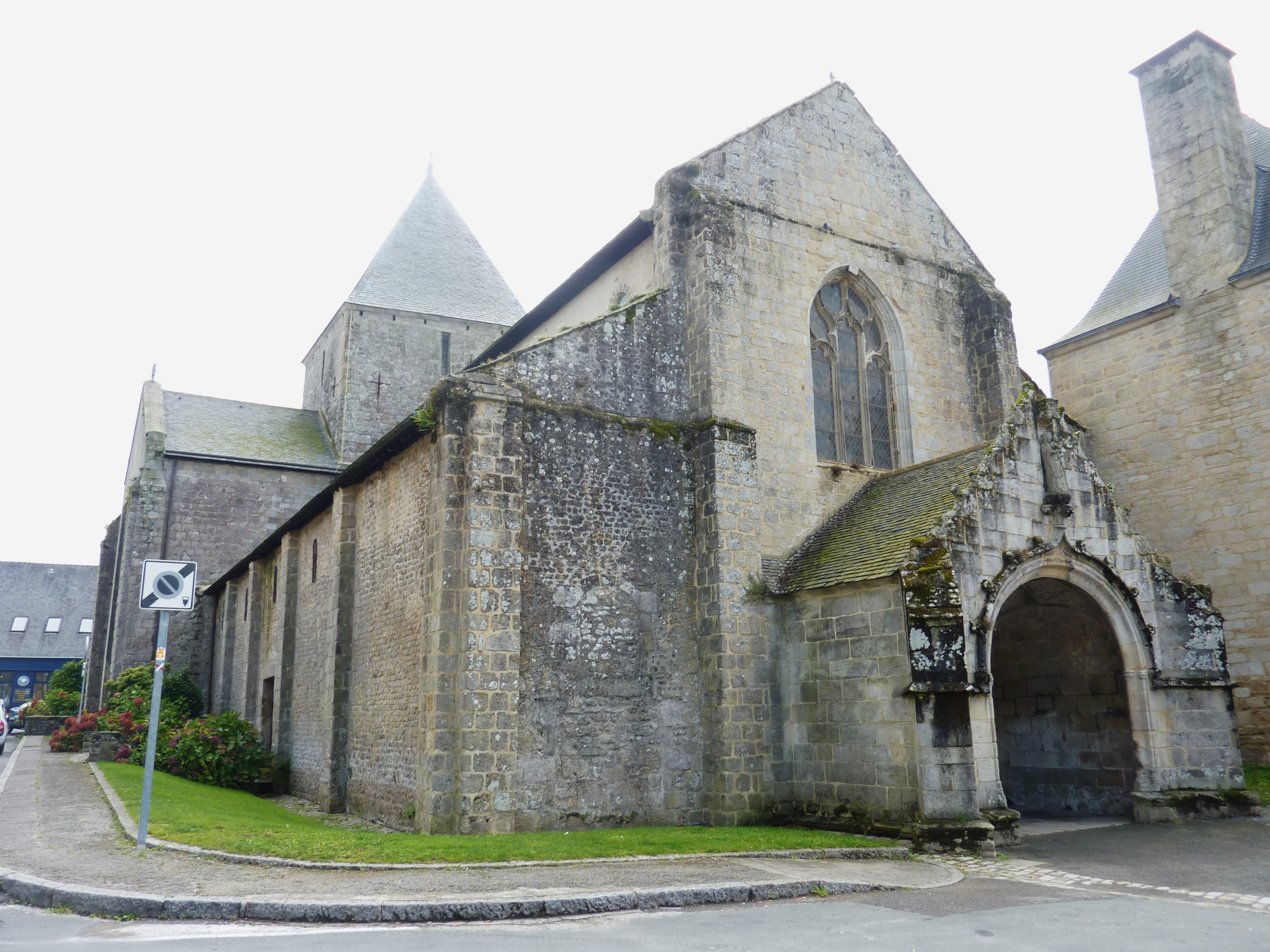
Église Notre-Dame de Locmaria.
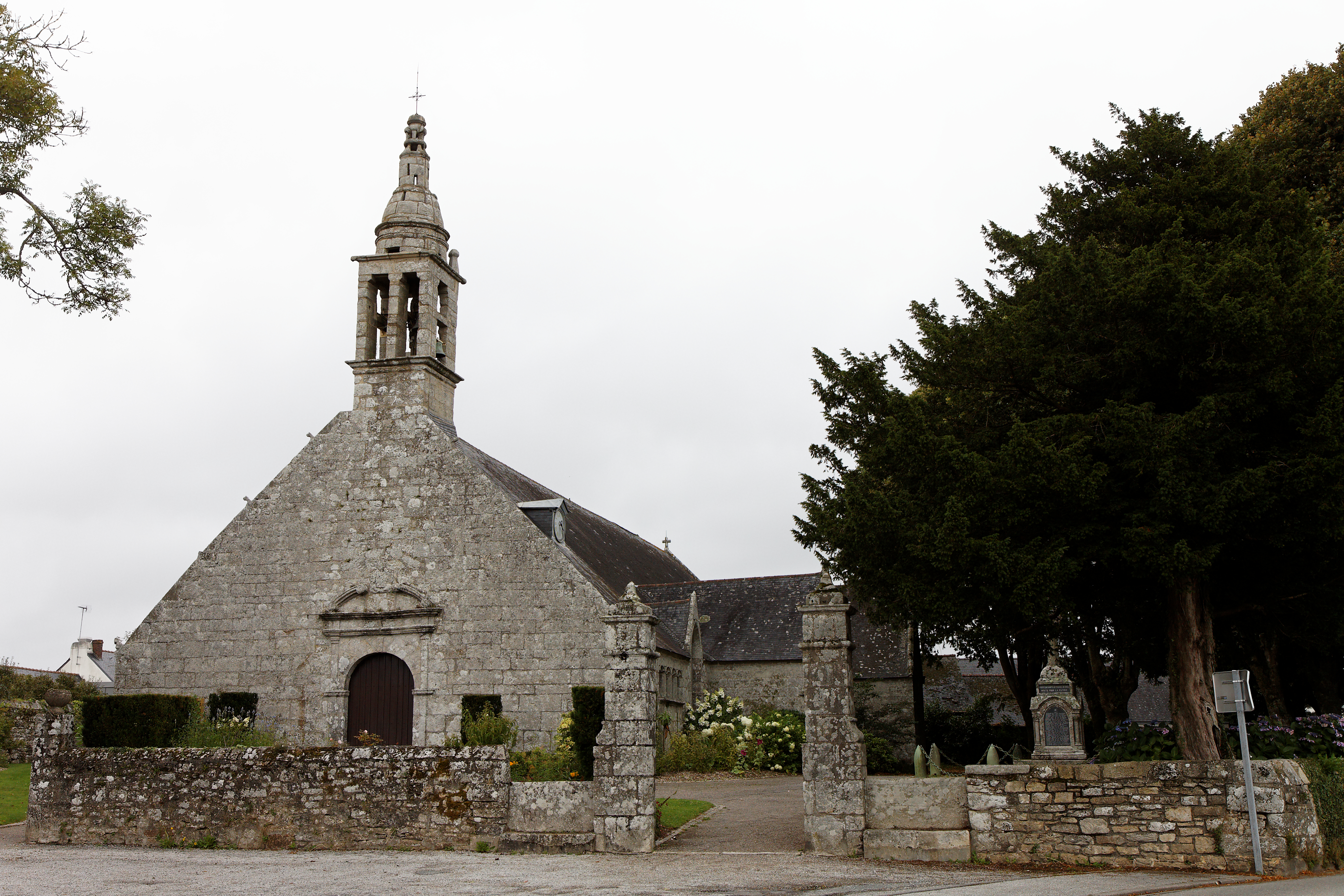
Église Saint-Alor d'Ergué-Armel.
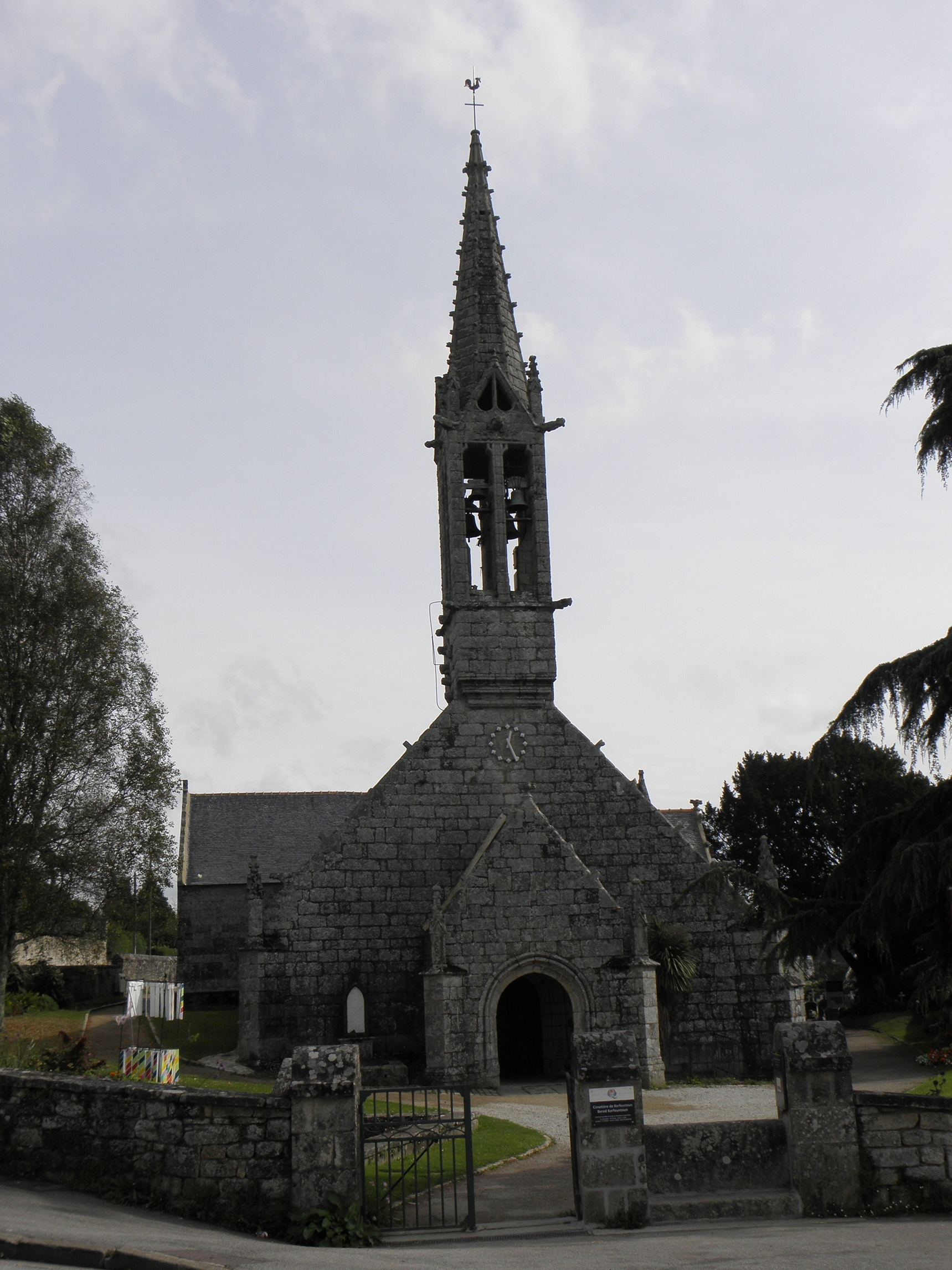
Église de la Trinité de Kerfeunteun.
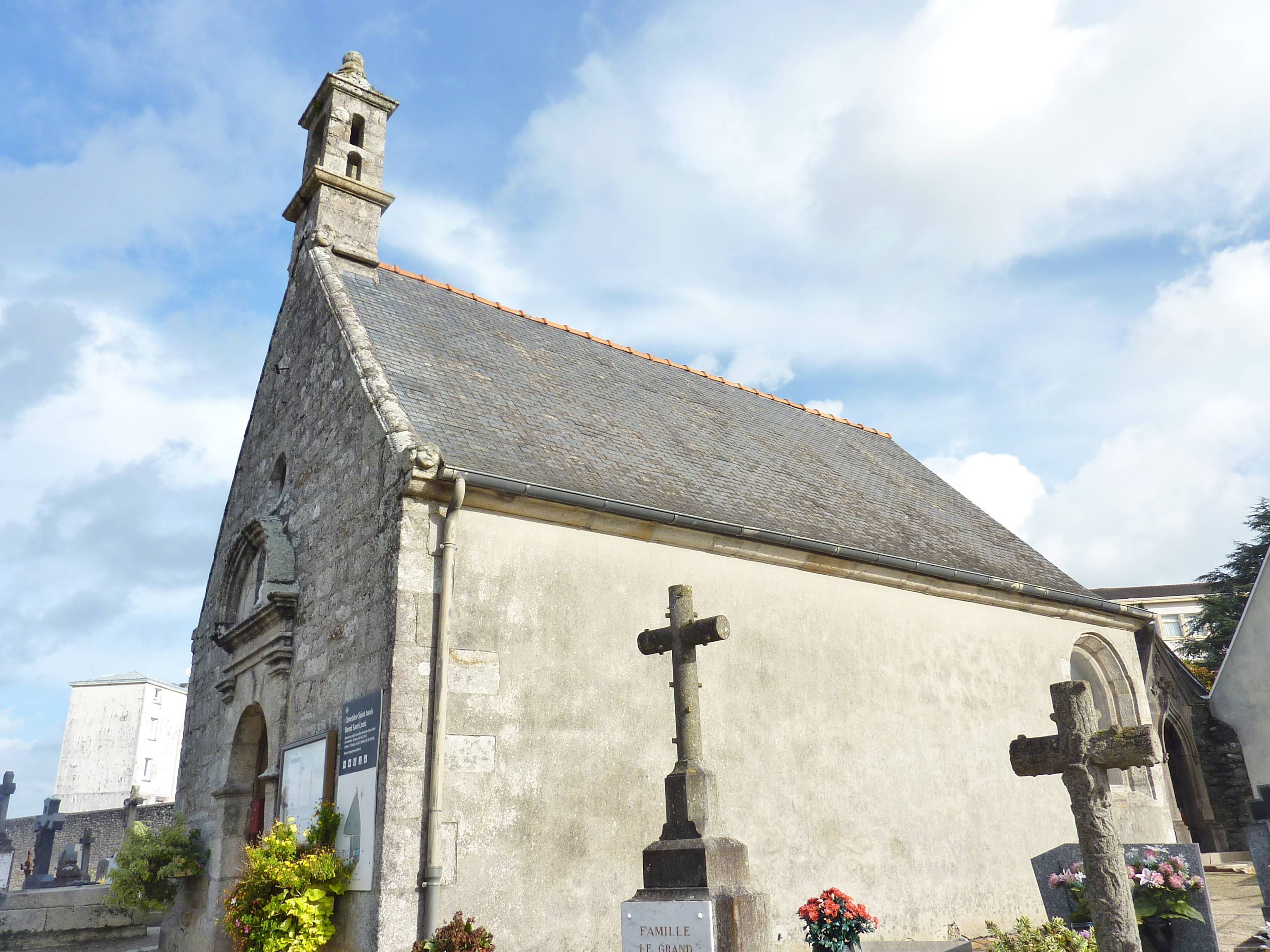
Chapelle du cimetière Saint-Louis.
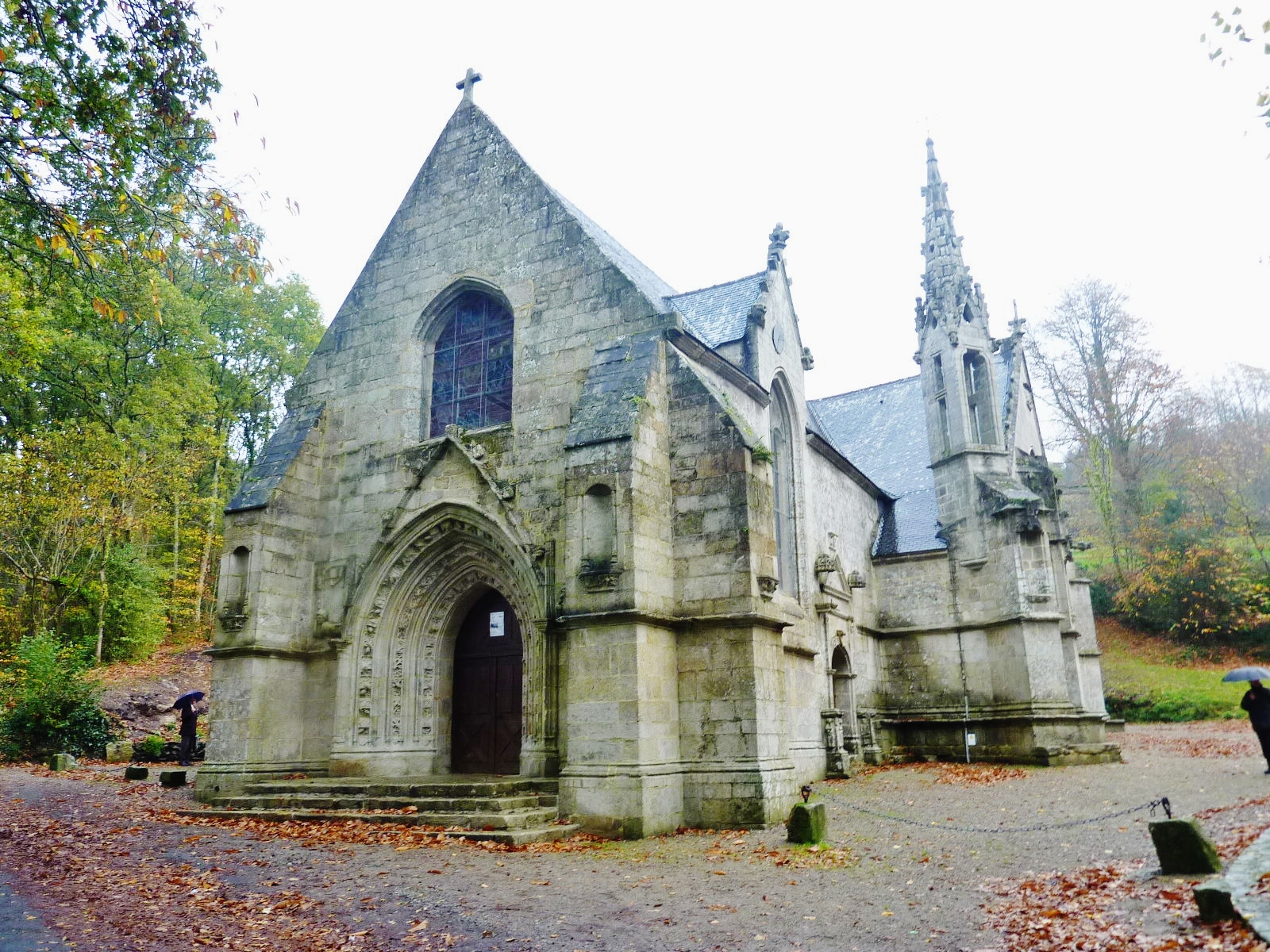
Chapelle de Ty-Mamm-Doué.
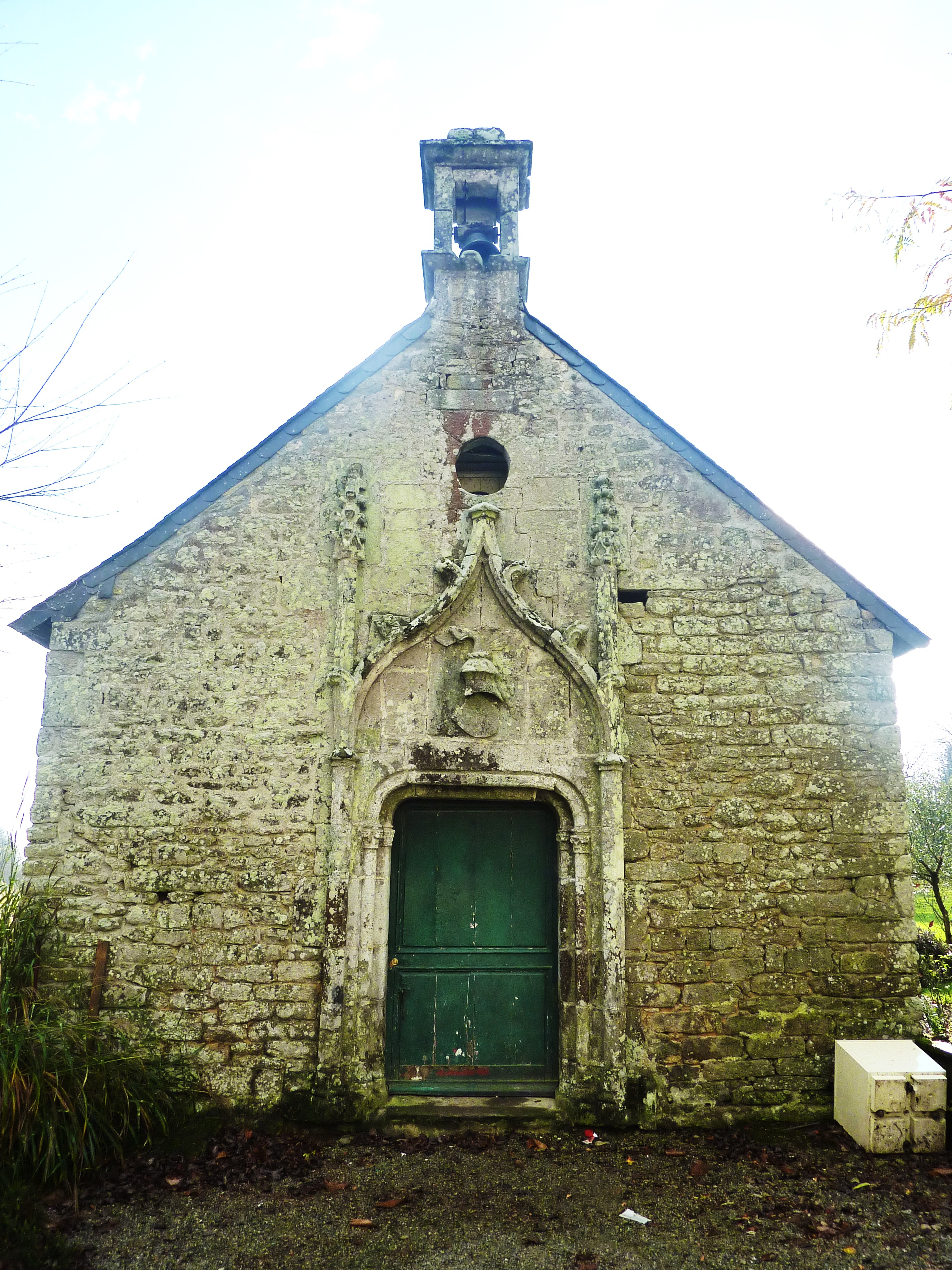
Chapelle du manoir des Indes.

### Vie militaire
En dehors des unités de gendarmerie, Quimper ne compte plus d'unités militaires depuis 1997.
Par le passé, deux régiments ont été stationnés à Quimper :
- 118e régiment d'infanterie de ligne (1794-1997)
- 137e régiment d'infanterie de ligne (1813-1946)
- 6e bataillon colonial de commandos parachutistes (1948-1952)

## Économie
Quimper est le siège de la Chambre de commerce et d'industrie de Quimper Cornouaille. Elle gère le port de Quimper situé au Corniguel et six ports de pêche environnants dont celui du Guilvinec, premier port de pêche de France en valeur débarquée de bateaux français. La ville est également le siège du conseil départemental du Finistère. Ceci se traduit par la présence de nombreux sièges d'administrations telles que l'inspection académique du Finistère, les archives départementales ou encore l'Agence régionale de santé de Bretagne (ex-DDASS) réunies au sein d'une cité administrative dans le quartier de Kerfeunteun, ainsi que les sièges d'entreprises comme Verlingue dans le quartier de Creac'h Gwen. Le siège du Crédit agricole du Finistère se trouve également à Quimper. Le quartier de l'hippodrome est un petit quartier industriel où se trouve une usine d'Entremont ainsi que des usines de construction de matériaux de construction en plastique ou en métal. Enfin, Quimper est connu pour fariquer le cidre d'Appellation d'origine contrôlée (A.O.C.) « Cidre de Cornouaille ».

### Faïencerie

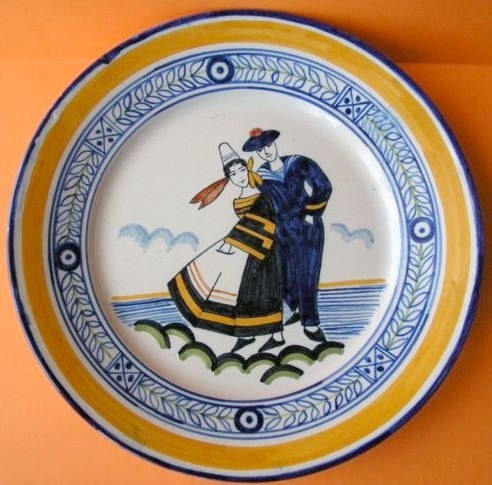
Assiette à décor régionaliste datant des années 1930.

La principale renommée de Quimper est sa faïence fabriquée depuis 1708 dans le quartier historique de Locmaria. Elle est reconnue dans le monde pour ses célèbres bols, assiettes ou encore statuettes. Plus récemment, des bijoux sont confectionnés pour diversifier l'offre de produits.

### Industrie textile
Depuis 1938, Quimper est connue pour la marque de bonneterie Armor-Lux qui fabrique entre autres la célèbre marinière, ainsi que des sous-vêtements et des bonnets. Aujourd'hui elle compte deux usines dans la ville et accueille son siège social. Les Fileuses d'Arvor est une autre marque de fabrique de vêtements présente dans la ville. Elle fut créée en 1927 à Brest et déménagea à Quimper en 1947 où l'expérience dans l'industrie textile est reconnue.
Autre marque qui s'associe à l'histoire de la ville : Les vêtements Le Glazik basée depuis 1928 à Quimper, est une marque fabricant toujours en France ses produits icononiques comme la vareuse, le caban… Le Glazik est tiré du nom Pays Glazik qui est la région autour de Quimper, sa capitale. Glazik signifie « petit bleu » qui était la couleur du costume local historique.

### Tourisme

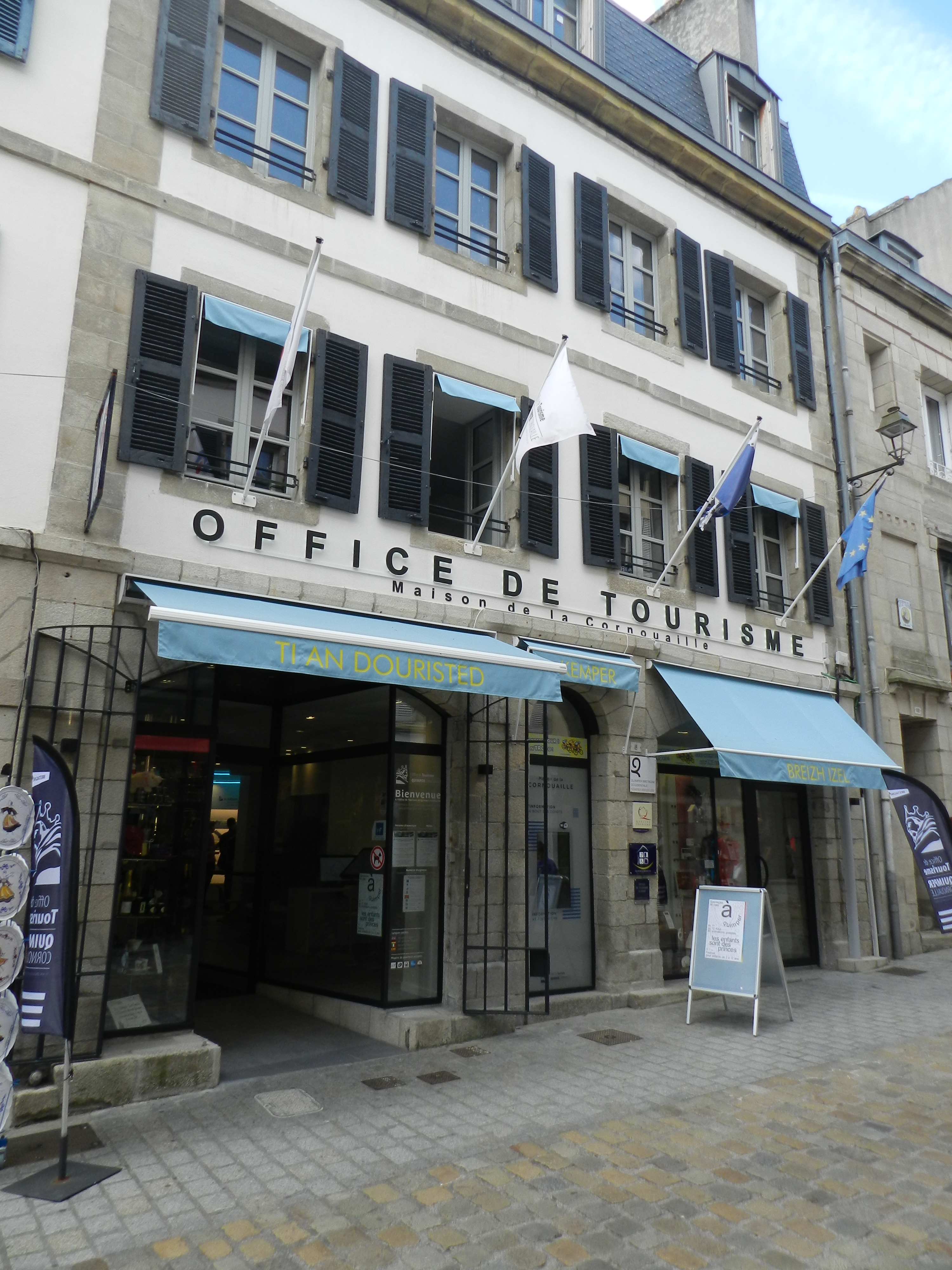
L'office de tourisme de Quimper-Cornouaille dans la vieille ville.

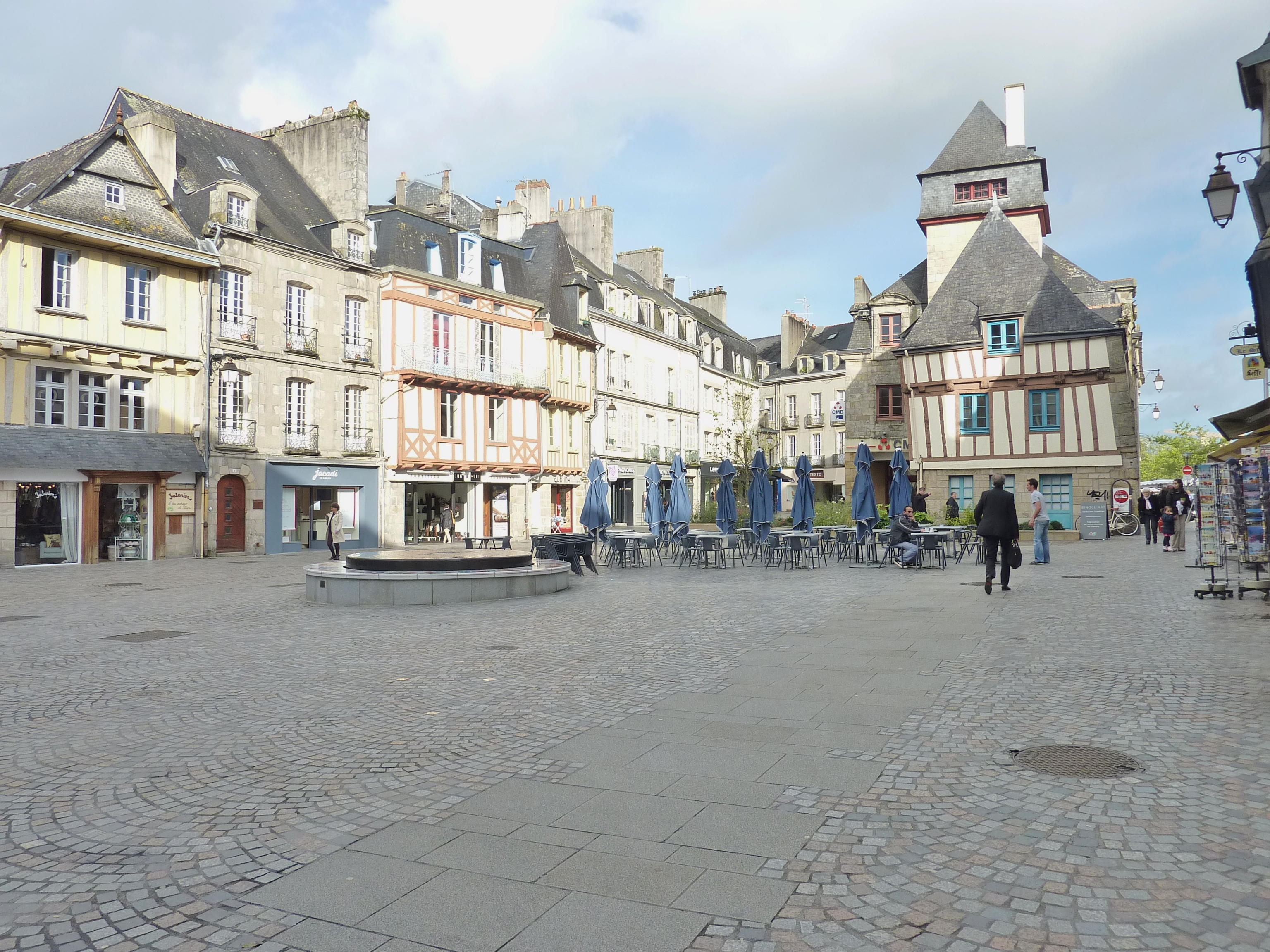
La place Terre-au-Duc avec ses maisons à colombages.

Classée « ville d'art et d'histoire » depuis 1989, Quimper attire de nombreux touristes en été. Ce sont particulièrement les touristes anglais et allemands qui visitent la ville. La proximité de la mer, de sites naturels telle que la Pointe du Raz et de villes telles que Concarneau, Locronan ou Bénodet participent au dynamisme du tourisme quimpérois. Enfin, le Festival de Cornouaille attire des milliers de touristes chaque année à la mi-juillet.
|                              | Nombre | dont 4 étoiles | dont 3 étoiles | dont 2 étoiles | dont 1 étoile | Total emplacements /chambres |
| ---------------------------- | ------ | -------------- | -------------- | -------------- | ------------- | ---------------------------- |
| Terrains de campings classés | 2      | 1              | 0              | 1              | 0             | 285                          |
| Hôtels classés               | 10     | 0              | 4              | 5              | 1             | 513                          |
| Résidences secondaires       | 800    |                |                |                |               |                              |

### Revenus de la population
Selon une étude réalisée en 2012, Quimper est la 13e ville la moins pauvre de France. On dénombre 3 901 habitants vivant avec moins de 60 % du revenu médian, soit un taux de pauvreté de 13 %. Le revenu médian de ces foyers les plus pauvres est de 796 euros.
Le revenu moyen par ménage quimpérois est de 15 745 € par an, ce qui est légèrement supérieur à la moyenne nationale de 15 027 € par an. Au niveau de la fiscalité, on dénombre 250 Quimpérois redevables de l'impôt sur la fortune (ISF). L'impôt moyen sur la fortune à Quimper est de 4 941 €/an contre 5 683 €/an pour la moyenne nationale. Le patrimoine moyen des redevables quimpérois de l'ISF est estimé à environ 1 403 687 €/an.

### Fiscalité
Le taux de fiscalité directe locale de la commune pour l'année 2013 est le suivant. Ce taux regroupe le taux de la taxe d'habitation, le taux foncier bâti, le taux non foncier bâti. La taxe professionnelle elle fut supprimée le 1er janvier 2011.
- Le taux de la taxe d'habitation s'élève, au niveau communal à 19,81% (18,3% en 2008).
- Le taux foncier bâti se monte au niveau communal à 21,02% (19,23% en 2008).
- Le taux foncier non bâti se chiffre, au niveau communal à 64,24% (59,36% en 2008)[234],[235],[236],[237].

### Budget municipal
Le budget de la ville de Quimper en 2016 est de 100 000 000 € (soit une baisse de près de 2 % par rapport au budget de 2015). En 2013, 34,8 millions d'euros ont été consacrés à l'investissement : 4,16 millions à l'accessibilité, 1,4 million pour l'administration générale, 31,2 millions d'euros à l'aménagement et au cadre de vie, 1,4 million au commerce, 15,6 millions d'euros à la culture, 7,28 millions d'euros à l'éducation et à l'enfance, 5,2 millions à l'environnement, 31,2 millions d'euros au patrimoine et 7,28 millions d'euros au sport. L'endettement de la ville est faible : 58 millions d'euros en 2015, ce qui correspond à 870 euros par habitant, contre 1 335 euros en moyenne pour une ville de même taille. Entre 2011 et 2015, l'endettement a augmenté de plus de 27 millions d'euros du fait des nombreuses réalisations dans la ville comme la réhabilitation du Pavillon, le pôle culturel Max Jacob ou encore le pôle sportif de Creac'h Gwen. Les impôts locaux représentent 49 % des recettes et les dotations de l'État sont de l'ordre d'environ 10 millions d'euros.
Évolution de l'endettement (en millions d'€) :

### Emploi
En 2008, on dénombre 31 900 ménages à Quimper. La commune de Quimper comptait environ 43 905 emplois totaux (salarié + non salarié) en 2008, dont 40 129 emplois salariés. Le taux annuel moyen de variation de l'emploi total, entre 1999 et 2008, est +1,5 %. Le nombre de demandeurs d'emploi (catégories 1-2-3-HAR) au 31 décembre 2011 était de 5 017 et le taux de chômage de 7,8 %. Le taux d'activité entre 15 et 64 ans s'établit à 71,5 % ce qui est proche de la moyenne départementale qui est de 70,5 %. On comptait 46,2 % d'actifs contre 18,7 % de retraités dont le nombre est supérieur à la moyenne nationale (18,2 %). Il y avait 26,3 % de jeunes scolarisés et 8,8 % de personnes sans activité.
|                                                  | Agriculture | Industrie | Construction | Tertiaire | dont Commerce | dont Services |
| ------------------------------------------------ | ----------- | --------- | ------------ | --------- | ------------- | ------------- |
| Quimper                                          | 1,6 %       | 5,9 %     | 8,7 %        | 83,9 %    | 19,7 %        | 18,2 %        |
| Moyenne nationale                                | 4,2 %       | 18,2 %    | 5,8 %        | 71,8 %    | 13,2 %        | 19,7 %        |
| Sources des données : INSEE[source insuffisante] |             |           |              |           |               |               |

|                             | Agriculteurs | Artisans, commerçants, chefs d'entreprise | Cadres, professions intellectuelles | Professions intermédiaires | Employés | Ouvriers |
| --------------------------- | ------------ | ----------------------------------------- | ----------------------------------- | -------------------------- | -------- | -------- |
| Quimper                     | 0,5 %        | 5,4 %                                     | 13,0 %                              | 26,0 %                     | 32,0 %   | 23,0 %   |
| Région Bretagne             | 3,4 %        | 6,4 %                                     | 12,8 %                              | 24,0 %                     | 27,9 %   | 25,5 %   |
| Moyenne nationale           | 2,4 %        | 6,4 %                                     | 12,1 %                              | 22,1 %                     | 29,9 %   | 27,1 %   |
| Sources des données : INSEE |              |                                           |                                     |                            |          |          |

| Employeurs                          | Effectif | Activité                                       |
| ----------------------------------- | -------- | ---------------------------------------------- |
| Verlingue                           | 550      | Courtier en assurances                         |
| EDF                                 | 398      | Production d'électricité                       |
| Cummins                             | 390      | Production de filtres industriels              |
| Armor-Lux                           | 382      | Fabrication de vêtements                       |
| E.Leclerc                           | 313      | Hypermarché                                    |
| Caisse régionale du Crédit maritime | 308      | Banque                                         |
| Génération                          | 290      | Assurances                                     |
| Carrefour                           | 286      | Hypermarché                                    |
| Meralliance Armoric                 | 250      | Transformation et fumage de produits de la mer |

## Culture et patrimoine

### Culture locale

#### Spécialités bretonnes
Quimper possède quelques spécialités culinaires, dont la traditionnelle crêpe bretonne et les célèbres crêpes dentelles (crêpe dorée et craquante). Cette invention est due à une erreur : la crêpe ayant été trop cuite, madame Cornic décida de la rouler pour former la fameuse crêpe dentelle (inventée en 1888)[réf. nécessaire].

#### Langue bretonne
- Charte de niveau 1
- Charte de niveau 2
- Charte de niveau 3
- Charte de niveau 4

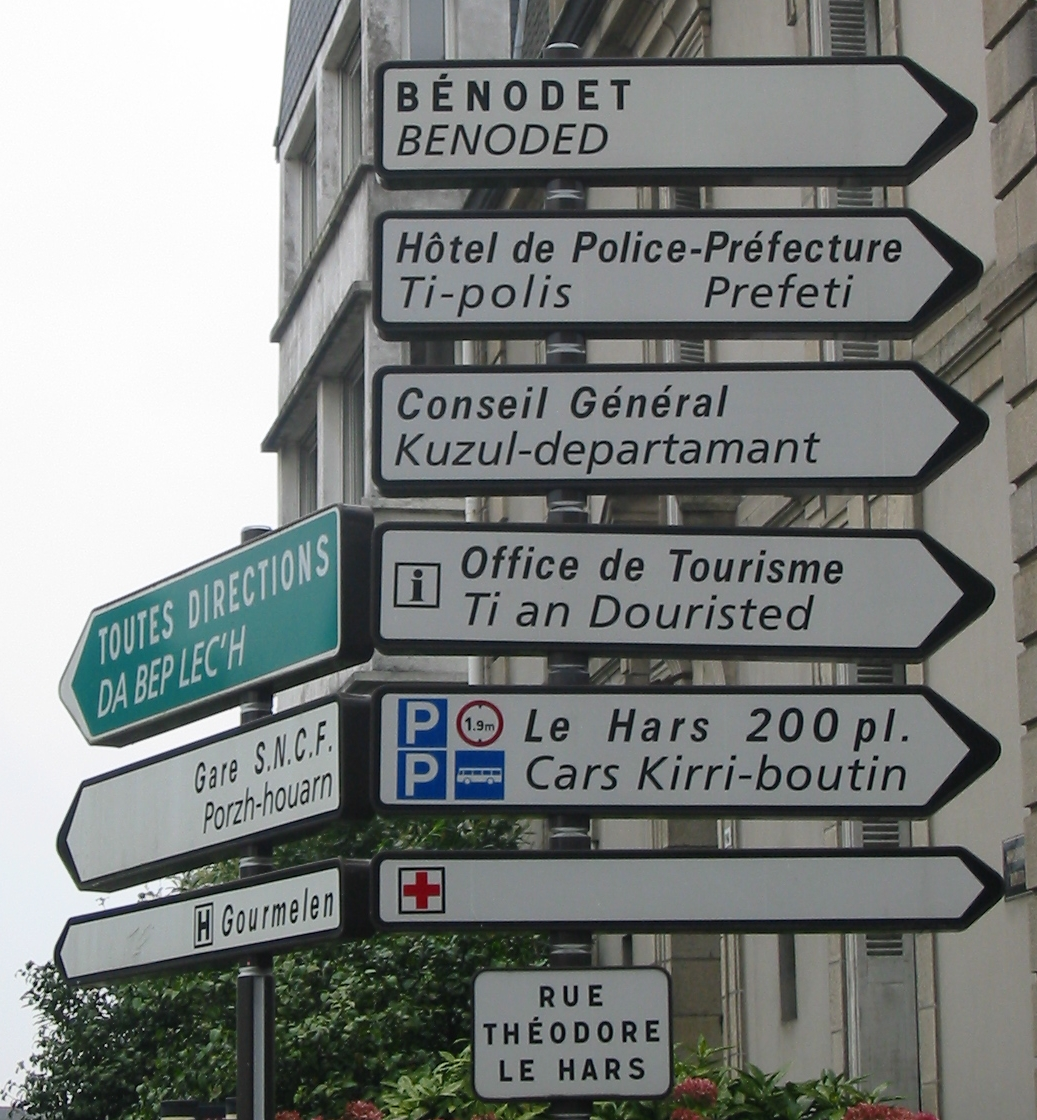
Signalisations bilingues français/breton.

Carte des communes participant à la charte dans le Finistère.
Communes liées par l'intercomunauté

En breton, la ville se nomme Kemper, et ses habitants Kemperad (masculin), Kemperadez (féminin), Kemperiz (masculin pluriel), Kemperadezed (féminin pluriel). De façon traditionnelle, les Quimpérois ainsi que les habitants de la région du Pays Glazik, sont appelés les Glazik (pluriel Glaziked).
Le 8 février 2008, la ville a reçu le label de niveau 1 de la charte Ya d'ar brezhoneg. Deux jours auparavant, le 6 février 2008, elle avait déjà signé le niveau 2. C'est le 16 mai 2012 qu'elle parviendra à le recevoir. Pour obtenir ce niveau, au moins dix actions sont demandées comme la signalisation bilingue français/breton sur les panneaux routiers, des invitations bilingues pour les événements culturels organisés par la mairie ou encore un répondeur municipal bilingue.
À la suite de l'obtention du label Ya d'ar brezhoneg de niveau 2 en 2012, le Conseil municipal de Quimper a voté le 9 novembre 2017 une autre délibération comprenant de nouvelles actions à réaliser en vue d'obtenir le label de niveau 3.
À la rentrée 2016, 690 élèves étaient scolarisés au sein des trois filières, immersives (Diwan) ou bilingues publiques (association de parents Div yezh Breizh) et catholiques (association de parents Dihun) de la maternelle jusqu'à la fin du collège. Ce qui fait de Quimper la 3e ville de Bretagne historique ayant le plus d'élèves scolarisés tout ou partie en breton, après Rennes et Vannes. Il faut souligner que l'école Diwan de Quimper, constituée actuellement de deux pôles à Kerfeunteun et Penhars est l'une des écoles immersives les plus anciennes, ayant été créée dès 1977.
Le centre de formation des professeurs des écoles et des professeurs du secondaire de Diwan, dénommé Kelenn (enseigner en breton) est situé à Quimper, à proximité du Collège Skolaj Diwan Jakez Riou et du pôle maternelle/ primaire de Penhars Skol Penharz.

#### Costume glazik
Quimper et sa région, le pays Glazik possédaient un costume traditionnel porté à partir de la Révolution française jusque dans les années 1950. Ce costume a commencé à se différencier des costumes traditionnels des environs aux modes Rouzig, Bigouden, Aven à partir de la disparition des lois somptuaires en France.
Pour les hommes, le haut du costume était généralement bleu ou noir. Glazig signifie petit bleu en langue bretonne. L'origine de l'utilisation de ce drap bleu semble être la disponibilité sur les marchés de Quimper de stocks de drap utilisés jusqu'alors pour la confection des uniformes des troupes impériales. La couleur a plu et les stocks ont été massivement utilisés, jusqu'à ce que la teinte donne son nom au pays. Le haut se composait d'une chemise blanche ou claire (roched en langue bretonne) à manches longues qui était autrefois de lin, de chanvre ou plus récemment de coton. La chemise était revêtue d'une veste (jiletenn en langue bretonne) de drap de laine à manches longues également, recouverte aux plus récentes modes de velours, et brodée de couleurs vives à certaines époques et pour les familles d'une certaine aisance financière. Elle était fermée sur le devant par deux rangées de boutons. La veste à manches longues était ensuite recouverte d'une veste à manches courtes (chupenn en langue bretonne) non boutonnée mais également recouverte de velours et brodée.

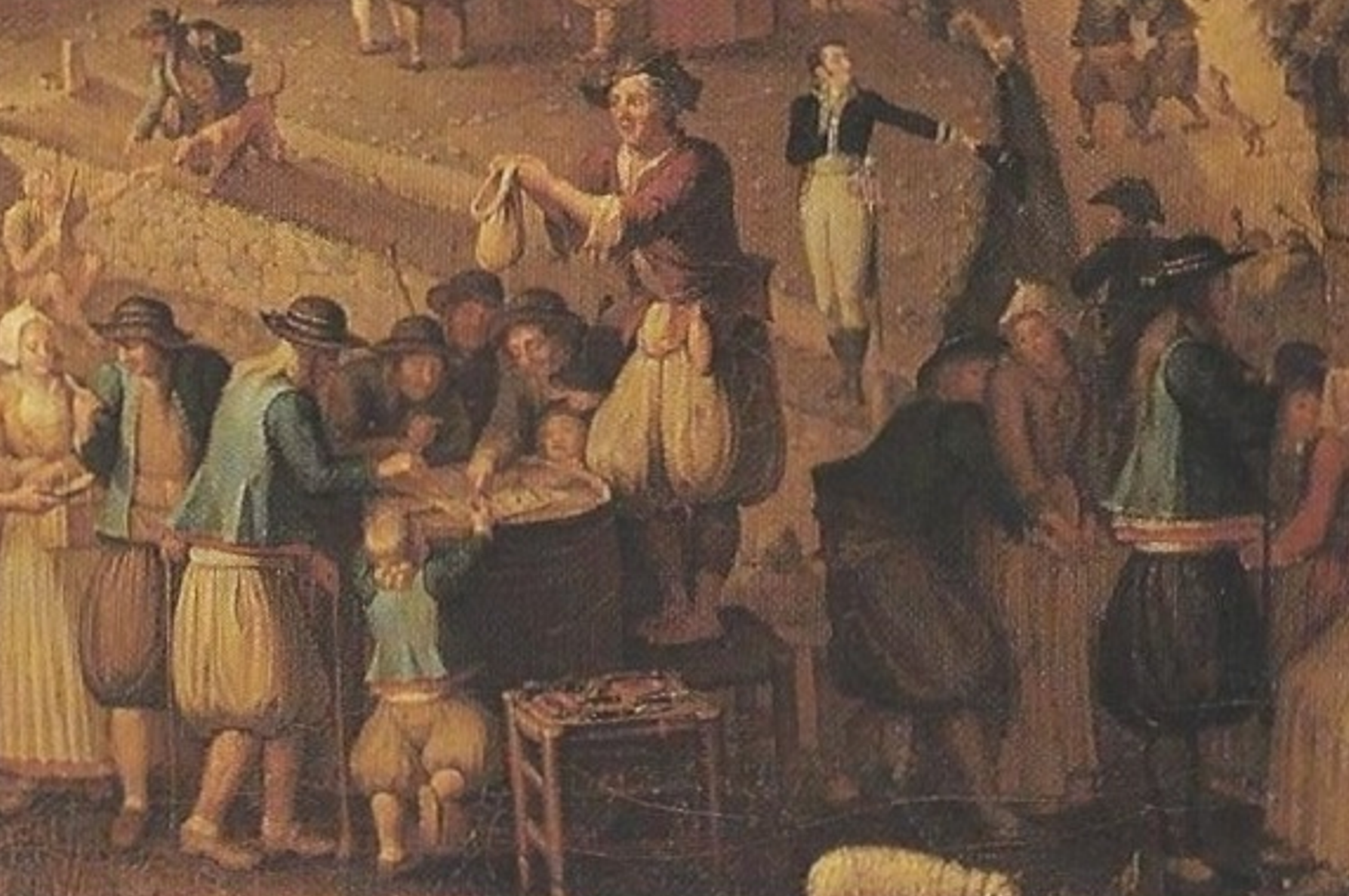
Détail du tableau d'Olivier Perrin
Le champ de foire de Quimper. Hommes et enfants en costume de Quimper à la mode des années 1820.

Les modes vestimentaires les plus anciennes disposaient la veste sans manche sous la veste avec manches. Plusieurs vestes sans manches pouvaient même être superposées.
Pour le bas du costume des hommes, c'est un pantalon noir ou rayé sombre ou des bragou-bras (culotte bouffante en langue bretonne) qui étaient portés selon les époques. Les pieds étaient chaussés de sabots de bois (botoù-koad en langue bretonne) ou bien des chaussures de cuir noir (botoù-lêr). Lorsque les bragoù-bras étaient portés, ils l'étaient en association avec des guêtres (botreoù) de laine ou de cuir sur les mollets. Des ceintures (gouriz) de flanelle ou de cuir ont également été portées à certaines époques ou par certaines populations aisées. De plus les hommes portaient un chapeau de feutre noir recouvert de rubans de velours noir (tog voulouz) qui se prolongeaient à l'arrière en guides, brodées ou perlées pour les plus aisés),.

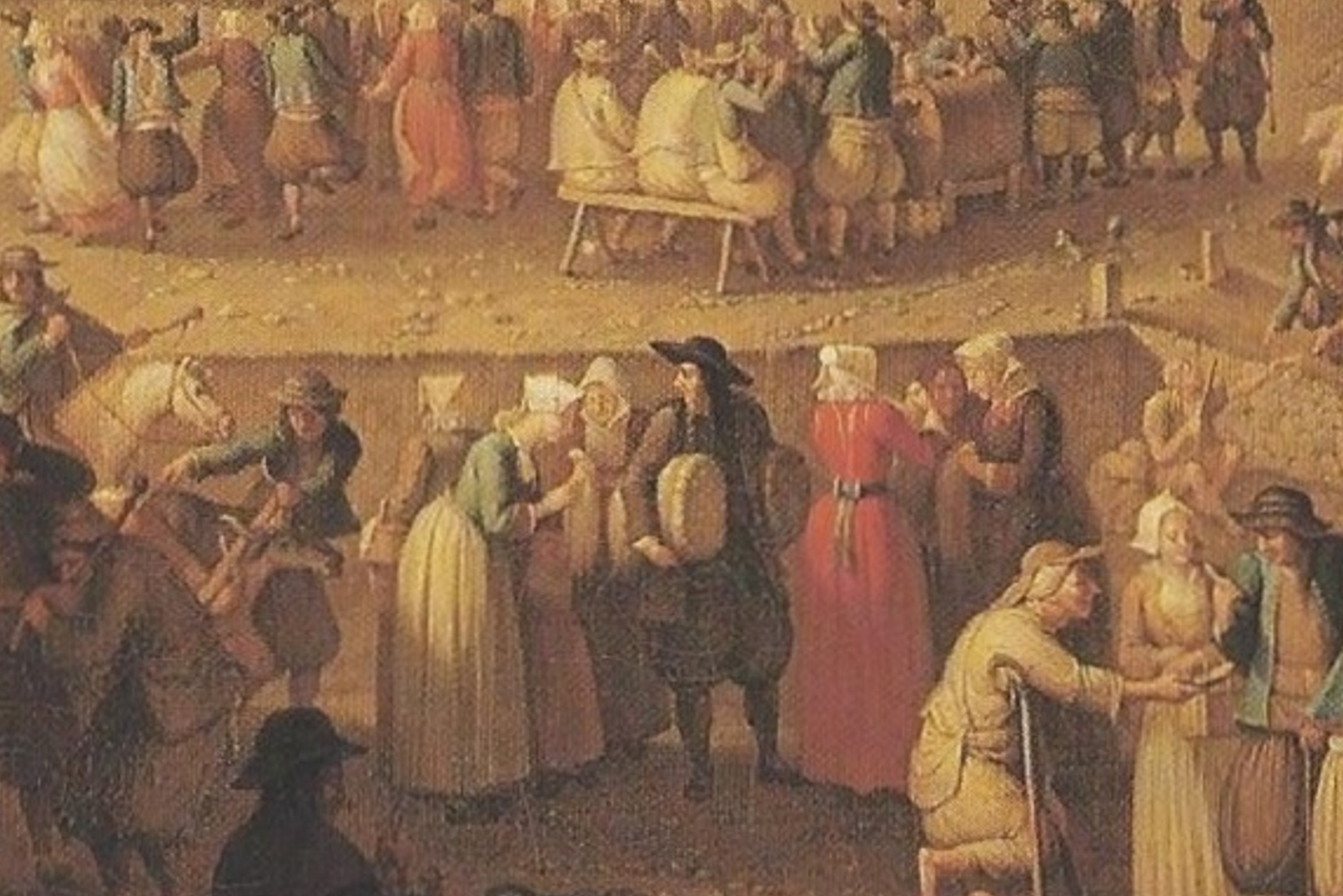
Détail du tableau d'Olivier Perrin Le champ de foire de Quimper. Femmes en costume de Quimper à la mode des années 1820.

En ce qui concerne les femmes, le costume était constitué d'une coiffe, d'un haut constitué de plusieurs pièces et d'une jupe avec tablier.
Trois coiffes différentes ont semble-t-il existé, pichou, artisane et la borledenn dérivant d'une coiffe originairement en toile.
La partie haute du costume était constituée d'une chemise fine et claire de drap de chanvre, lin ou coton comme les hommes recouverte par deux ou plusieurs épaisseurs de drap de laine de différentes couleurs suivant les époques (rouge, bleu, noir) et recouvert également de rubans de soie brochée, passementerie, broderies, perlages et velours suivant les époques et les fortunes. La première pièce de drap, le jiletenn est fréquemment à manches longues repliées dans les premières modes. Une deuxième pièce à manches courtes, le corselet ou (manchoù) vient par-dessus.
Le bas du costume est une jupe en drap de laine recouverte ou remplacée par du velours suivant les époques. La jupe est recouverte par un tablier de différentes couleurs, motifs, matières, broderies et de perles suivant les époques et les fortunes. Les femmes portent sur leur tête une coiffe blanche en toile ou en dentelle suivant les époques. La coiffe majoritairement et le plus tardivement portée nommée borledenn a donné son nom aux femmes du pays. Une borledenn est une femme qui porte la coiffe borledenn. Cette coiffe a comme le reste du costume évolué suivant les générations en forme, en matières et en taille.
Les pieds des femmes étaient chaussés de sabots de bois ou des chaussures de cuir noir (voire de bottines) comme les hommes.
Le cou des femmes a pu être agrémenté de bijoux divers en métal et d'un scapulaire de velours ou de soie.
Les petits garçons portaient le même costume que les hommes.
Les fillettes et les très jeunes garçons portaient des petites jupes en laine ou en velours parfois brodé (leur costume était composé également d'un haut assorti à la jupe). Ils ne portaient pas de coiffe mais de petits bonnets en velours ou satin brodé et perlé formant des motifs (fleurs…).

#### Danse et musique bretonne
Les différents costumes à la mode glazik sont actuellement portés et présentés de manière occasionnelle par différents groupes de danse bretonne (cercles celtiques) de Quimper comme Eostiged ar Stangala de Kerfeunteun, Danserien Kemper d'Ergué-Armel, Mederien Penhars de Penhars, Korriganed ar Meilhou glaz du Moulin Vert, Keltiad et du pays glazig (Cercle celtique Gwen-ha-du de Landrévarzec) en particulier à l'occasion de fêtes bretonnes de Quimper (Cornouaille) ou des environs. Différents bagadoù de Quimper et du pays glazig utilisent également un costume inspiré du costume glazig comme le Bagad Kemper, Bagad Brieg, Bagad ar Meilhoù Glaz, Bagad Kerne, Bagad Penhars, etc.

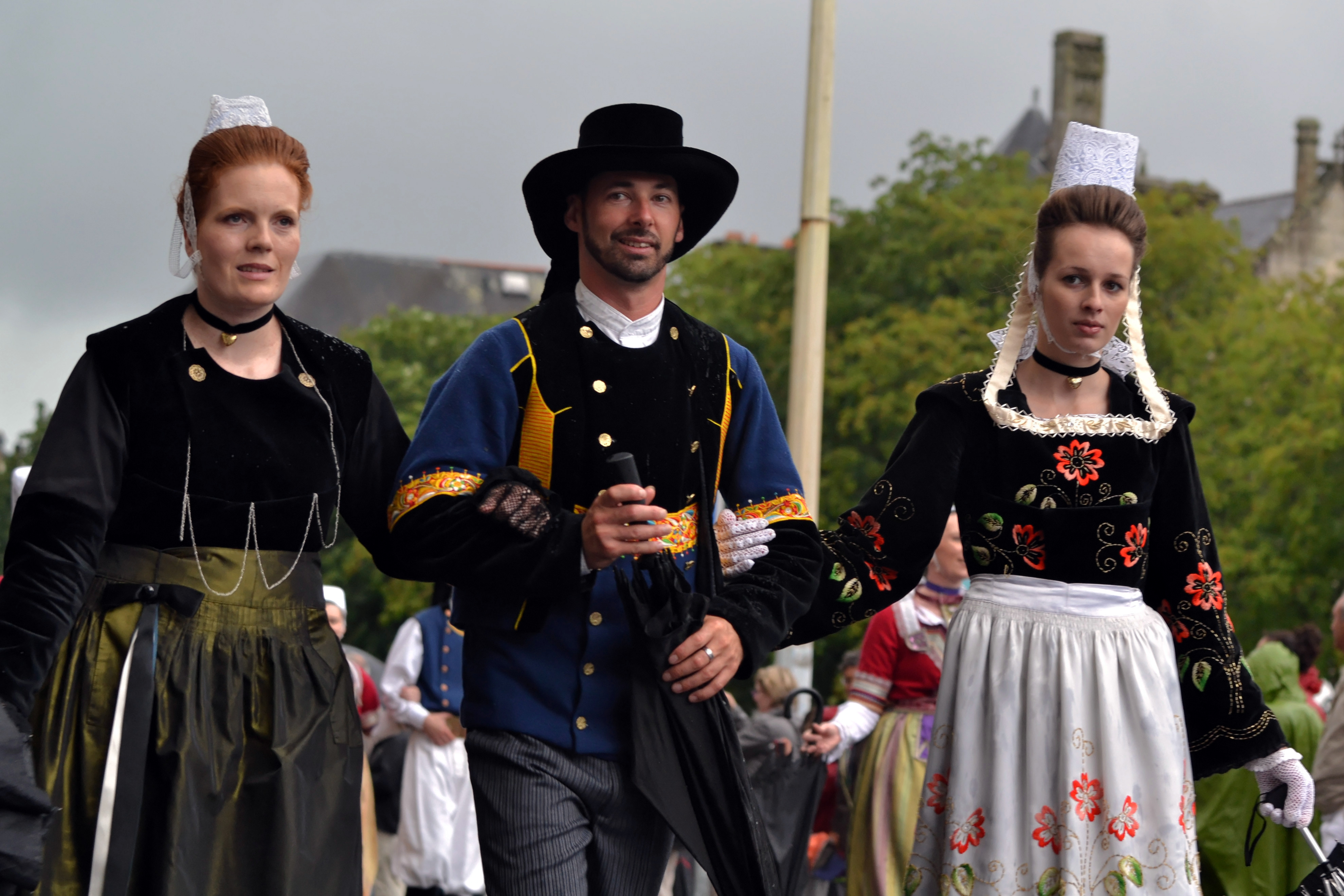
Costumes masculins et féminins de différentes modes du pays Glazik.
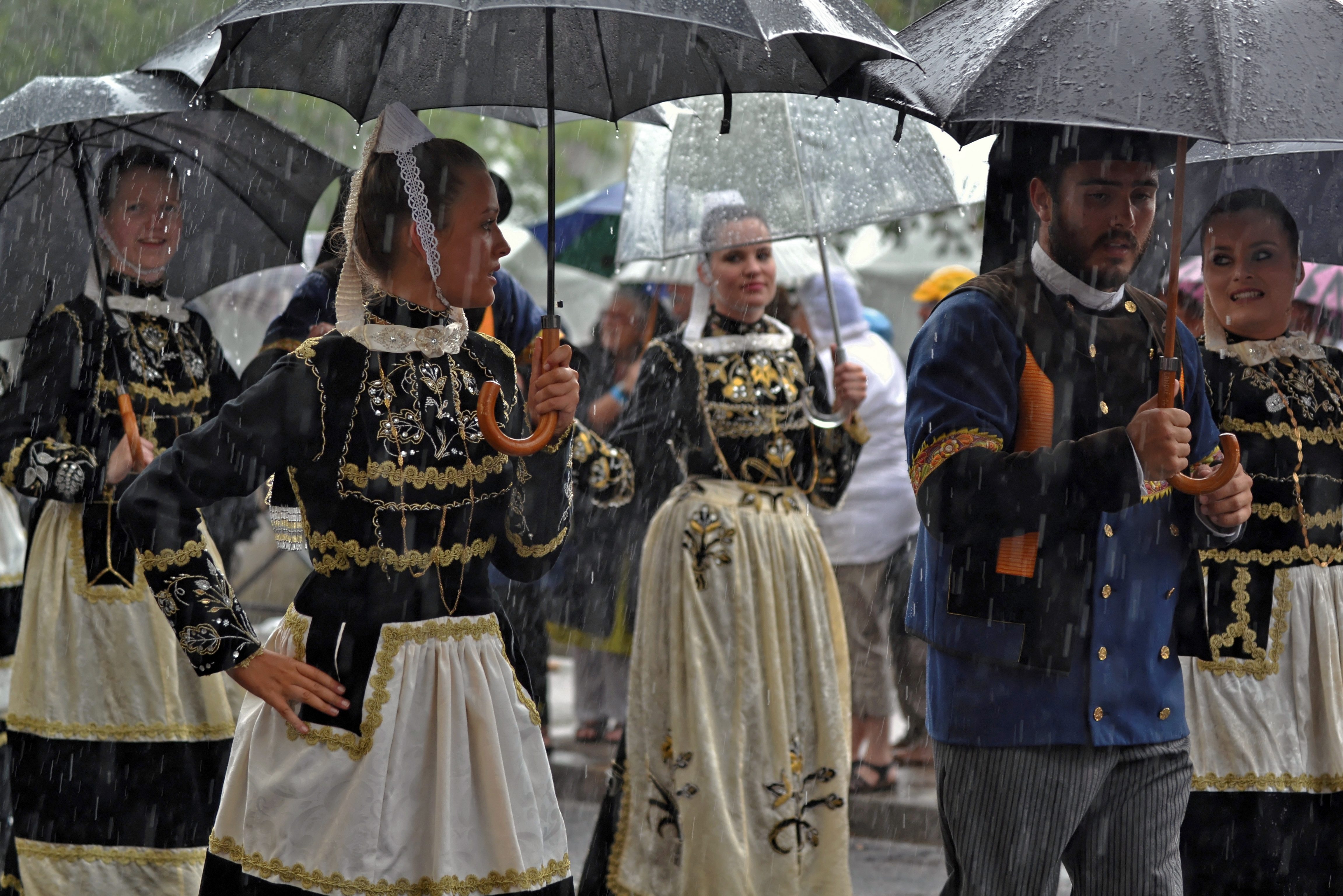
Costumes masculins et féminins canetillés du pays Glazik (Landrévarzec) sous la pluie.
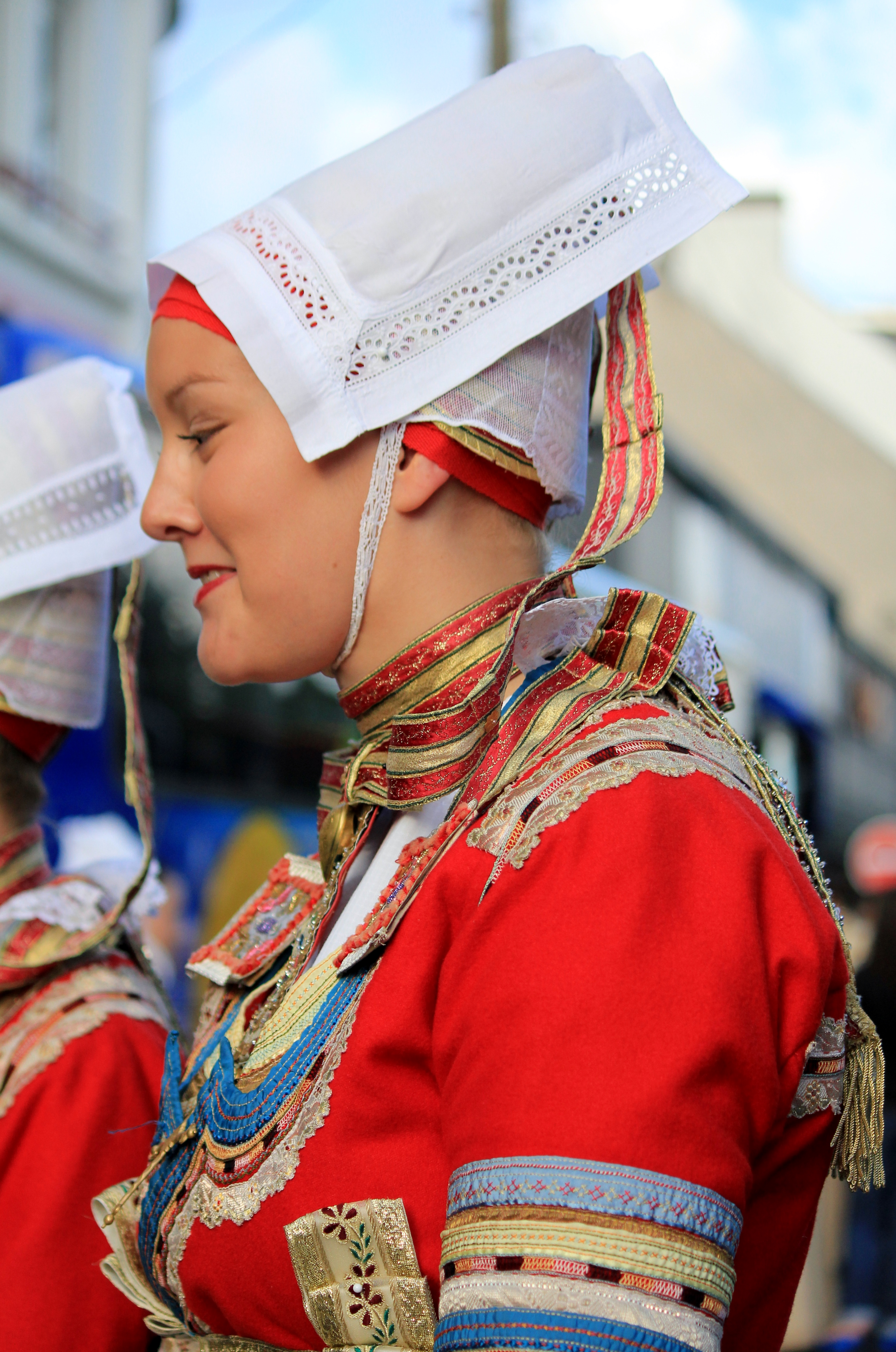
Coiffe borledenn et costume rouge de la fin du XIXe siècle.
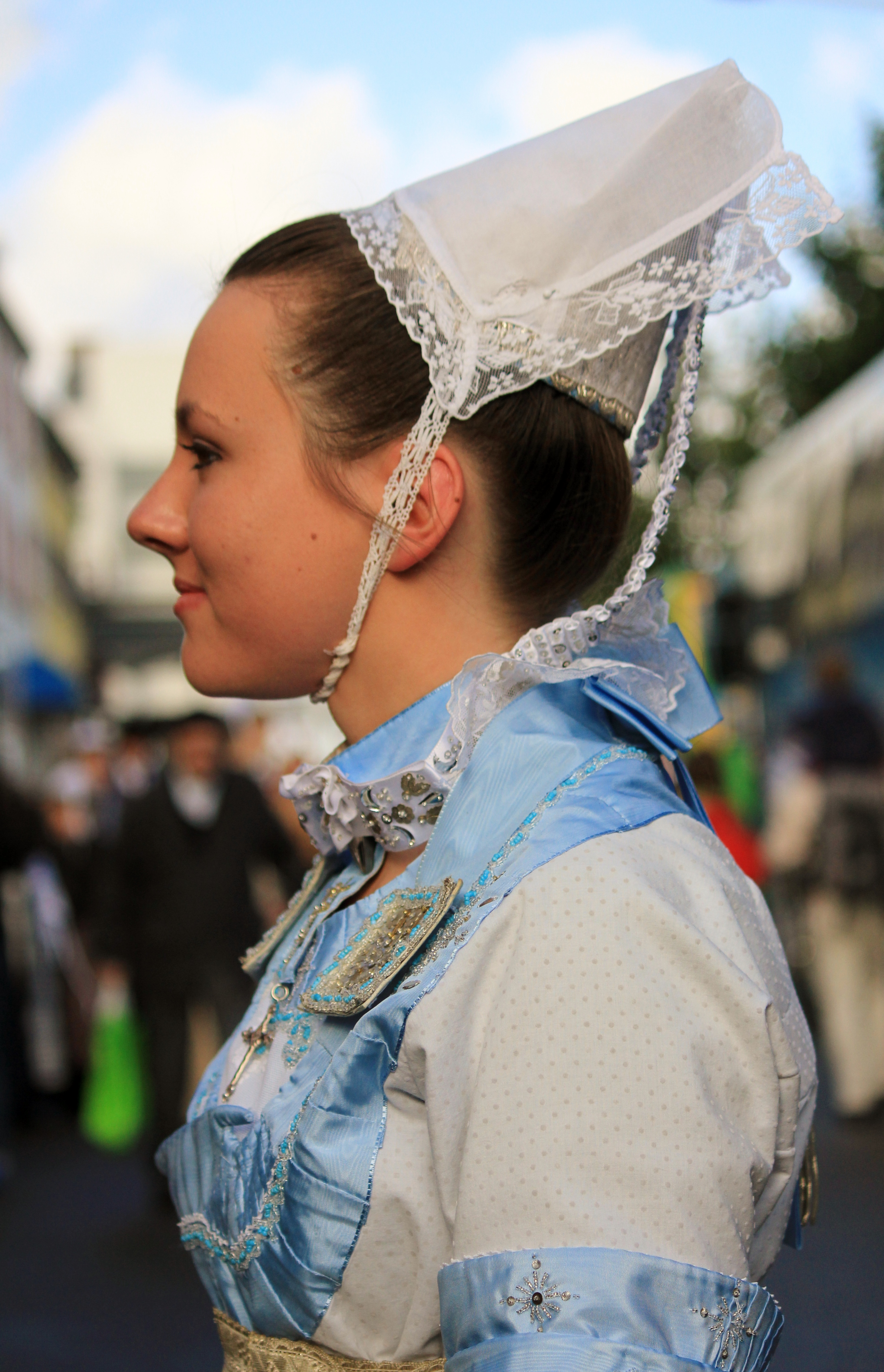
Coiffe borledenn et costume du début du XXe siècle.
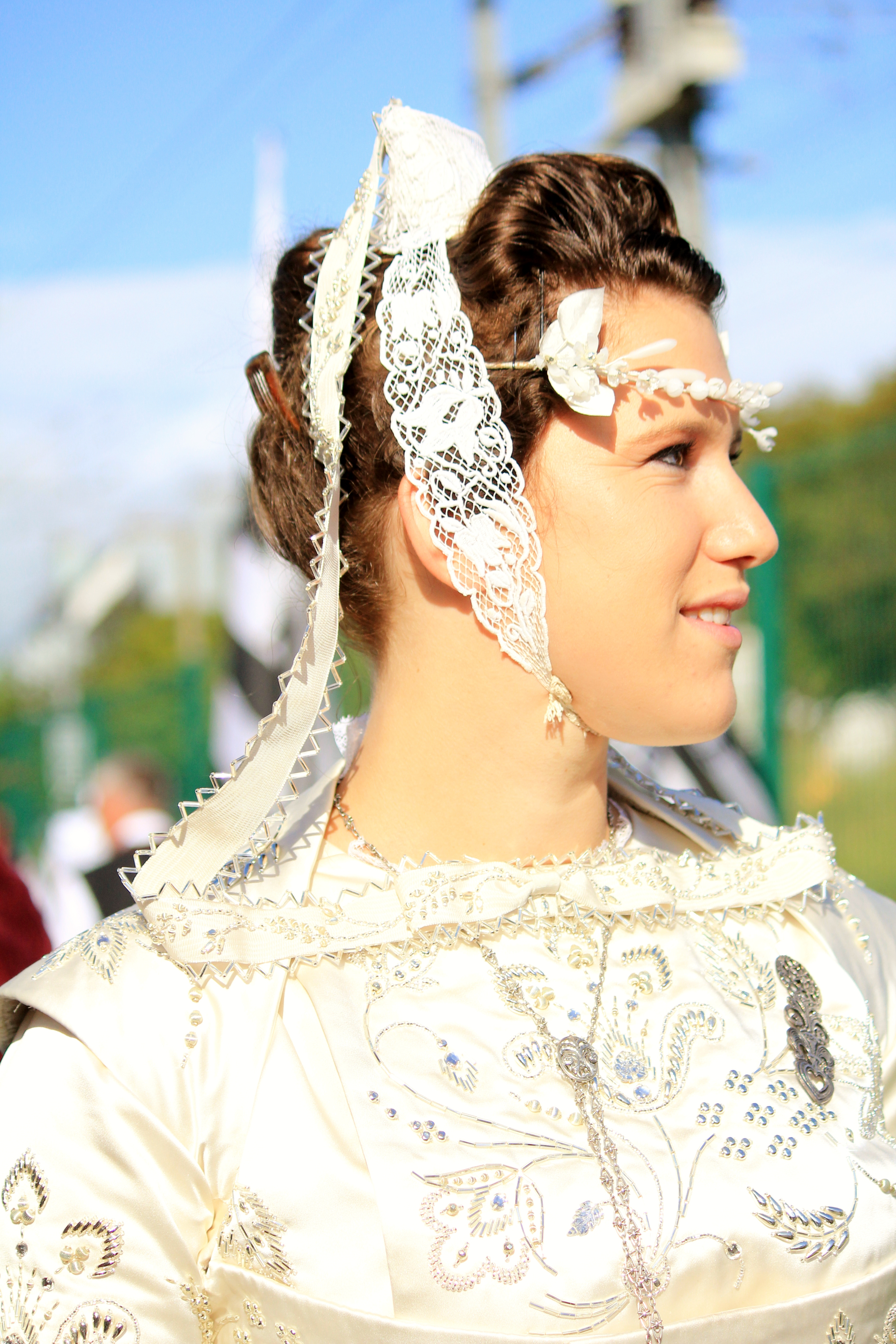
Coiffe et costume blanc du XXe siècle.
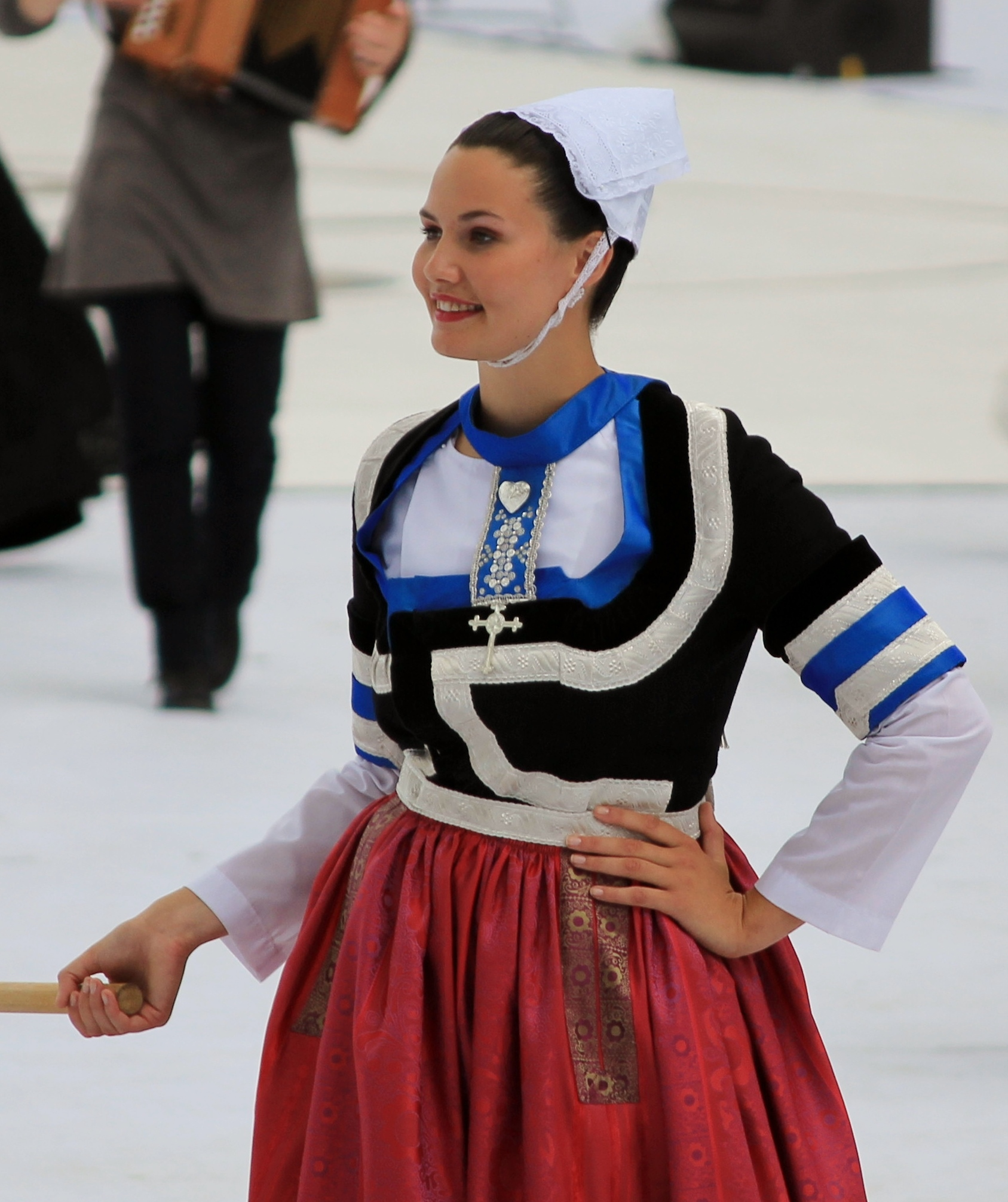
Costume féminin du pays Glazik avec la coiffe borledenn de Quimper.
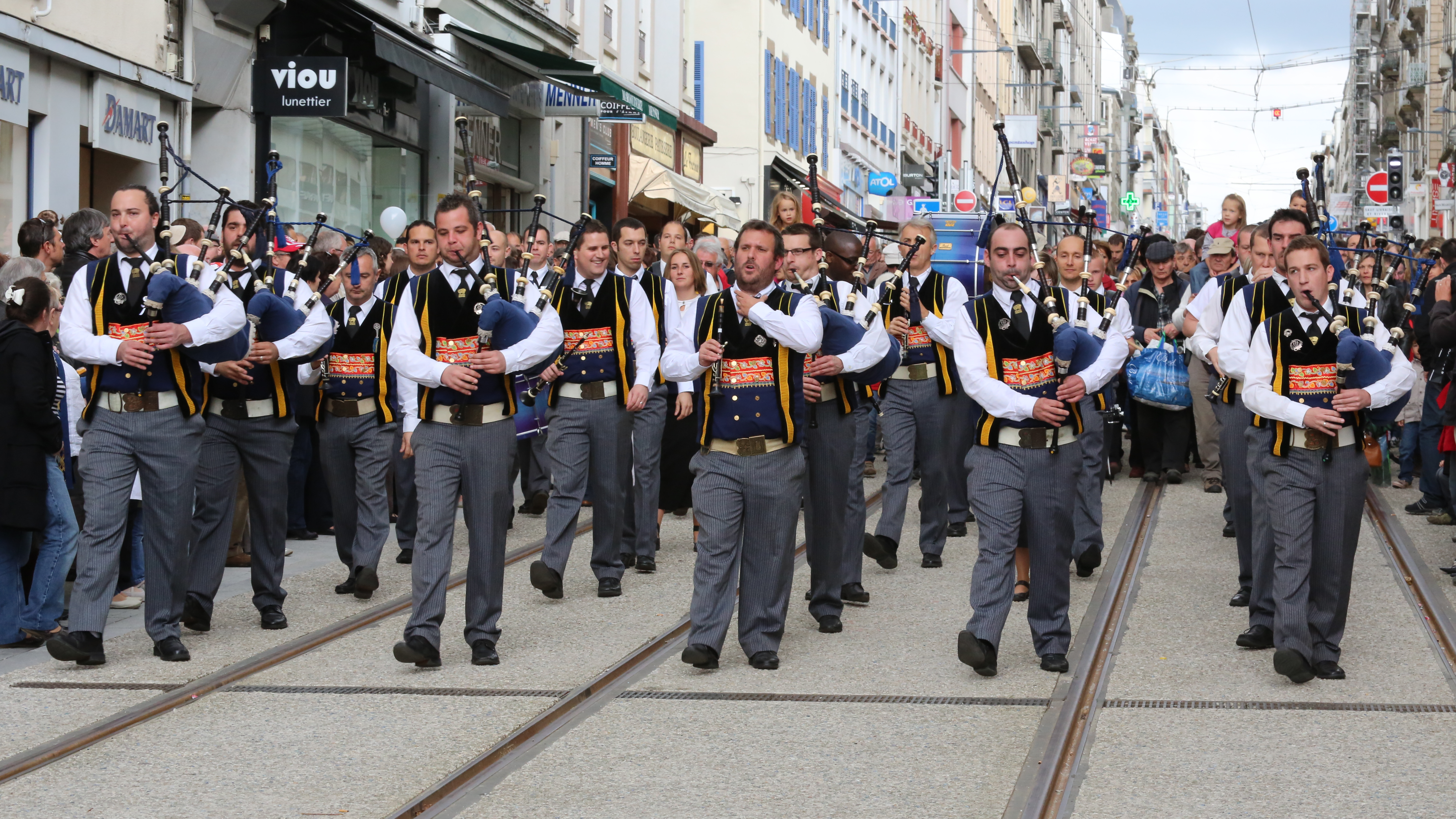
Bagad Kemper.
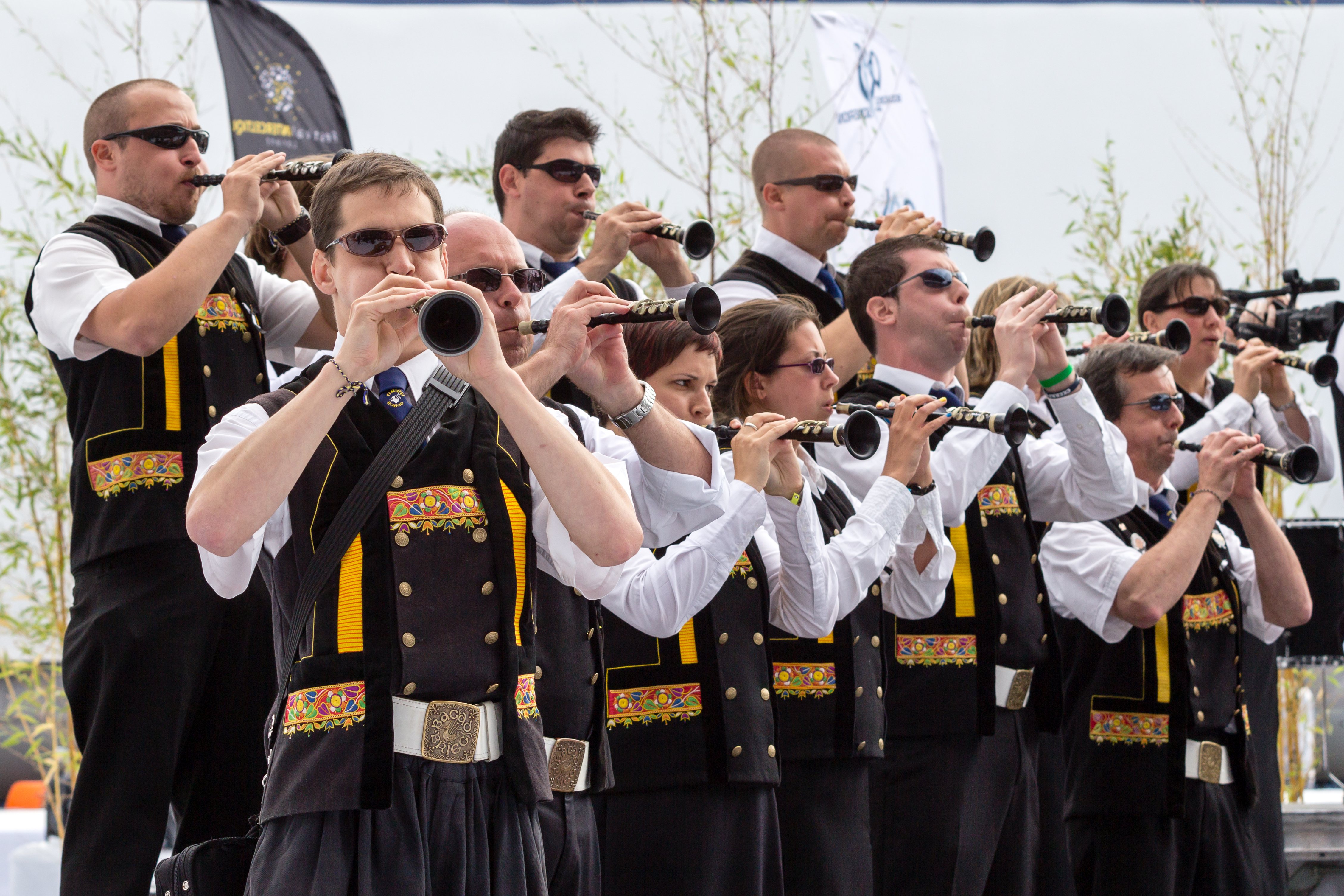
Les bombardes du Bagad Brieg.
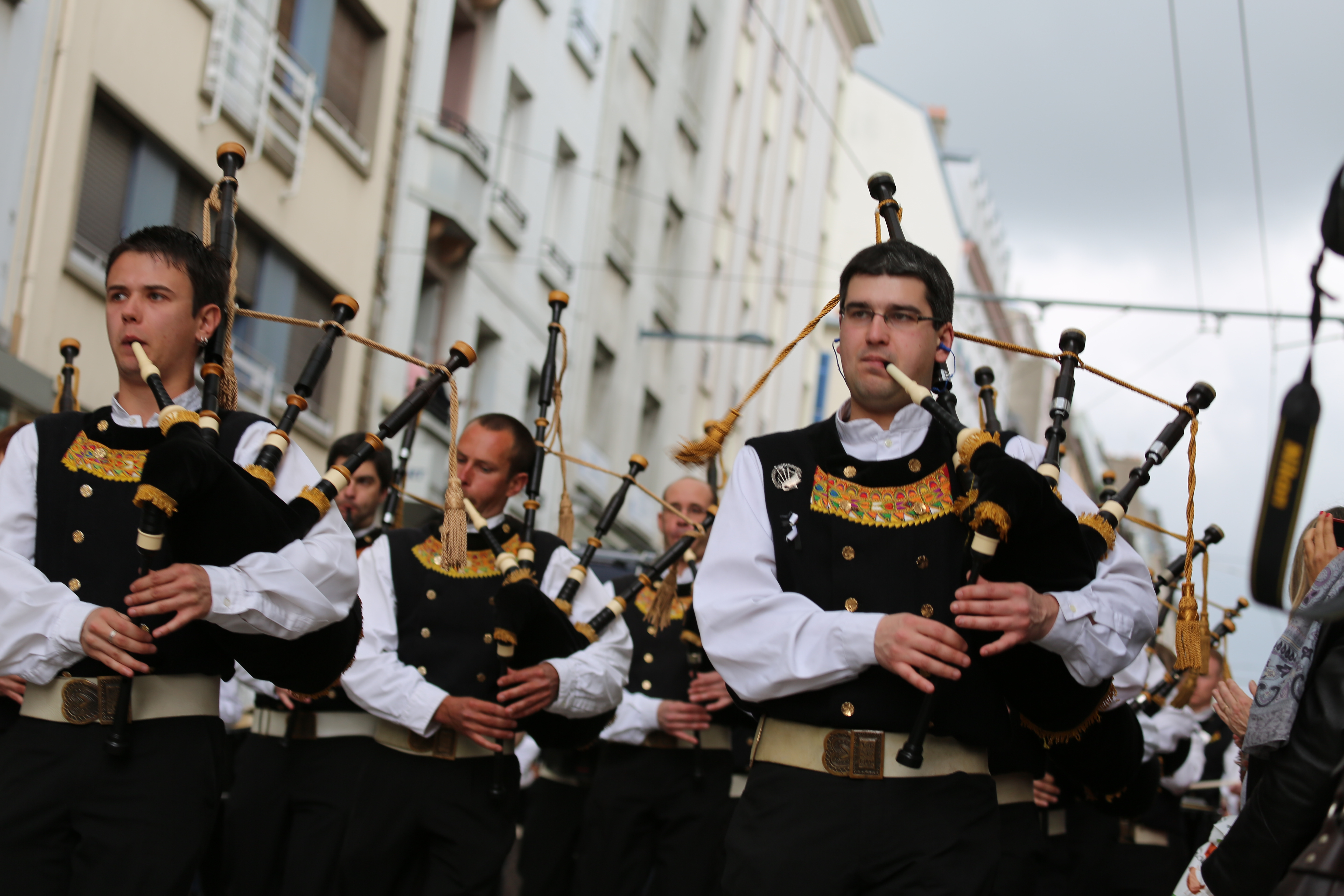
Les cornemuses du Bagad ar Meilhoù glas.
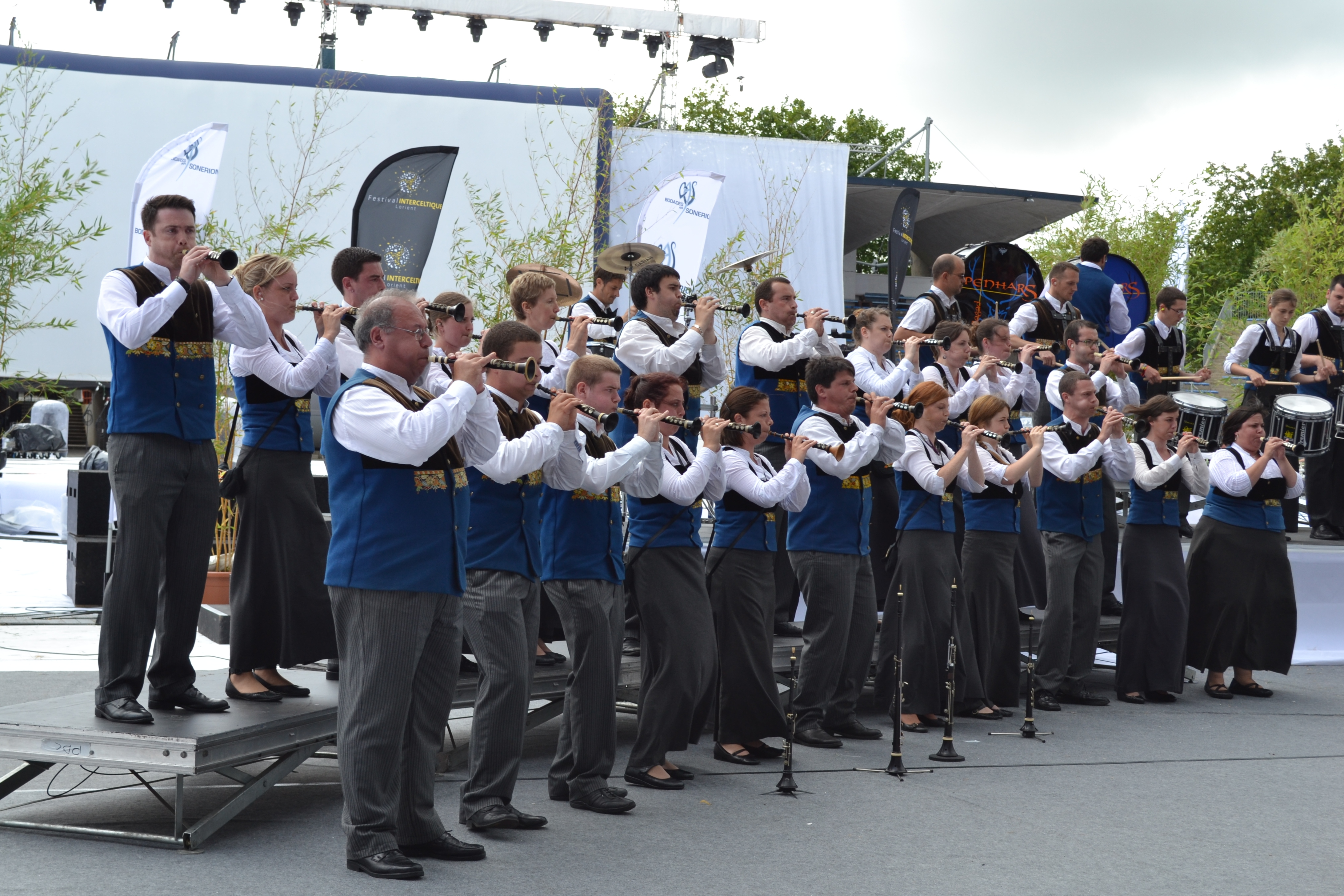
Bagad Penhars.

### Enseignement des pratiques artistiques
- Le CMAD, Conservatoire de Musique et d'Art Dramatique, rue des douves.
- L'EESAB, École européenne supérieure d'art de Bretagne, esplanade François Mitterrand.
- Le Novomax, Pôle de Musiques actuelles, quai Dupleix.

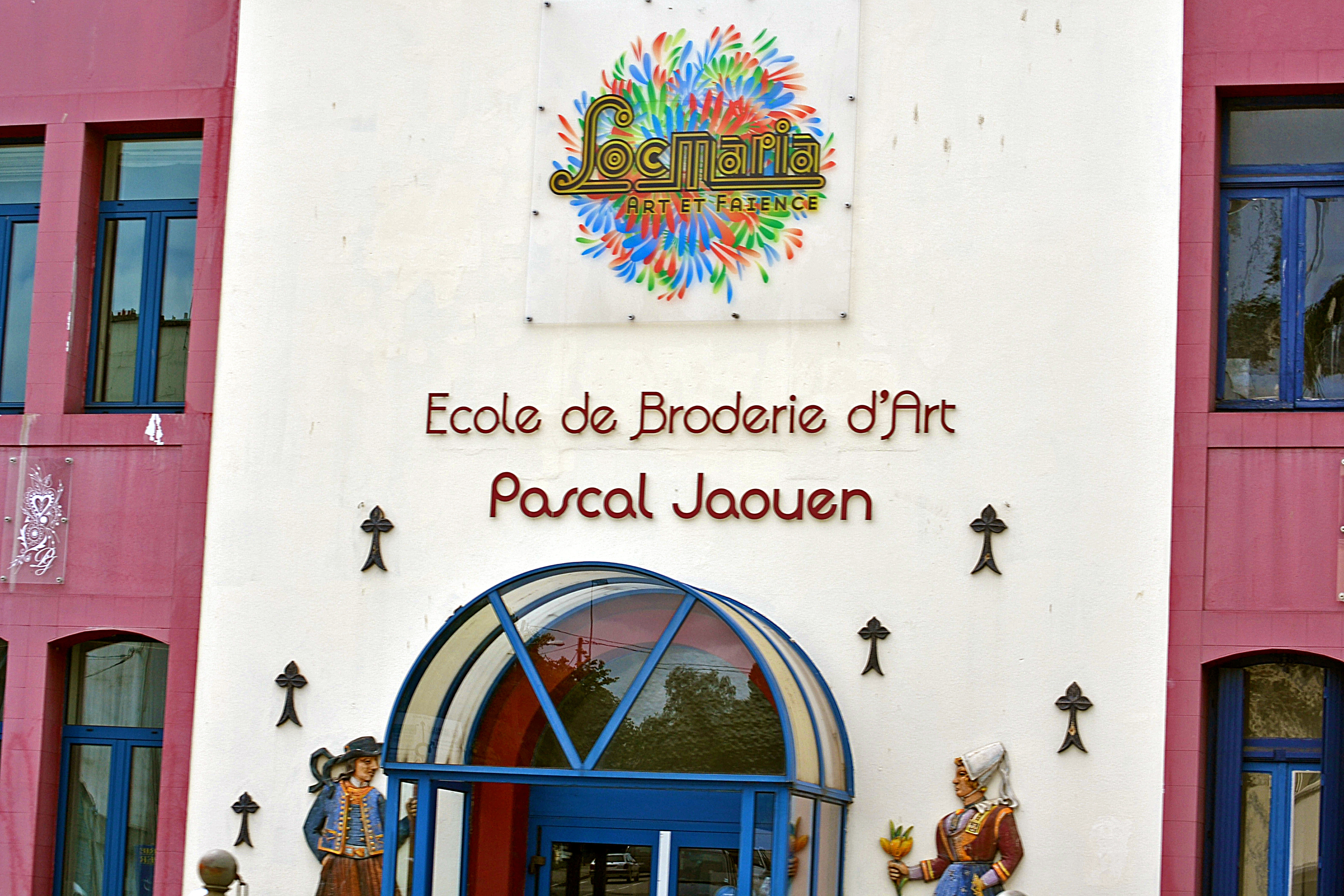
L'école de broderie d'art à Quimper.

- L'École de broderie d'art de Kemper du styliste Pascal Jaouen à Locmaria[249].

### Lieux et monuments
Quimper compte 58 édifices protégés au titre des monuments historiques et est classée ville d'art et d'histoire.

#### Patrimoine religieux

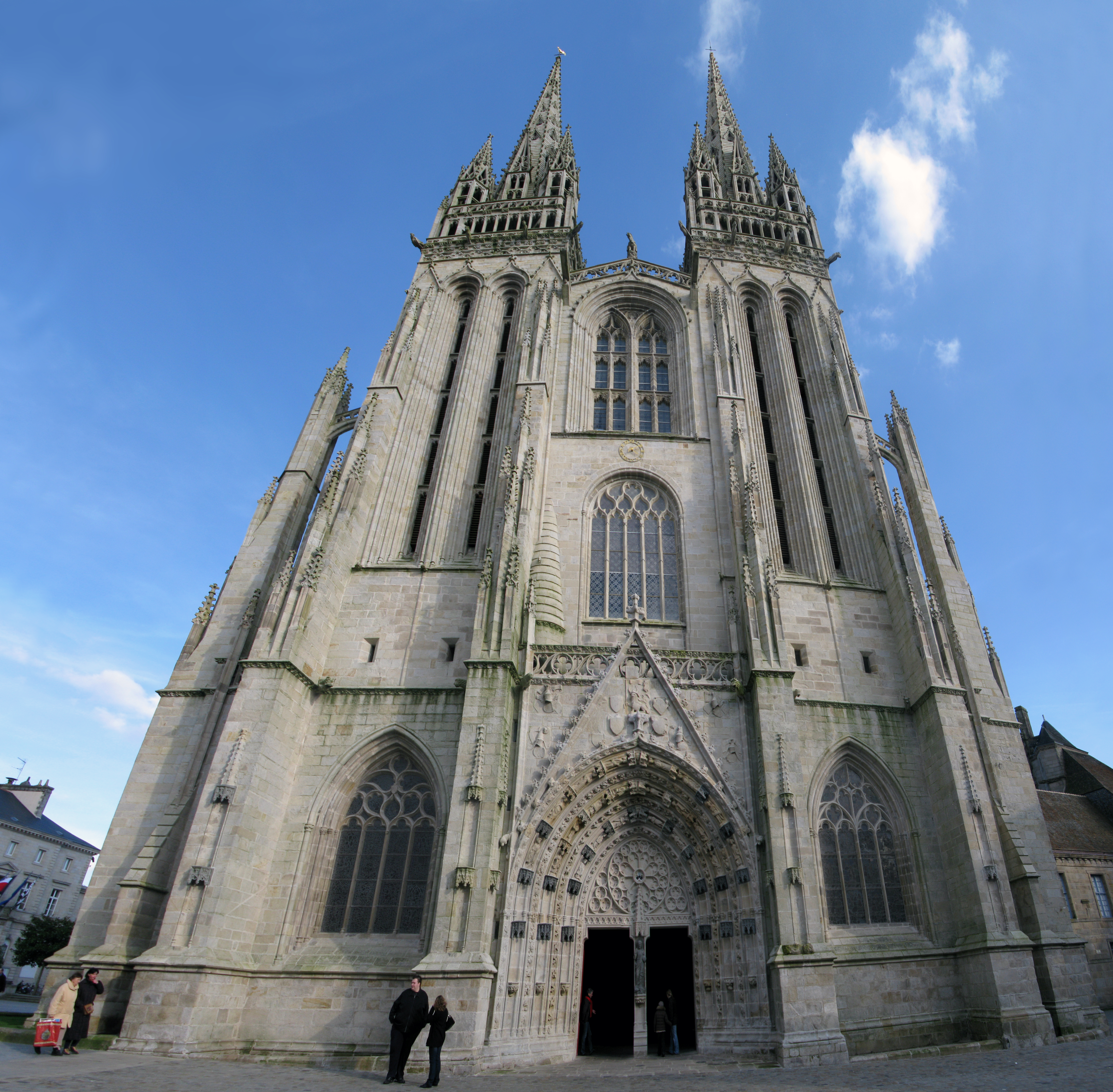
La cathédrale Saint-Corentin de Quimper.

La cathédrale Saint-Corentin est située dans le centre-ville de Quimper. Elle est de style gothique (XIIIe – XIXe siècle). Incendiées en 1720, les deux flèches néo-gothique ont été reconstruites en 1854 et s'élèvent à 77 m d'altitude. Elle a été classée aux monuments historiques par la liste de 1862.
L'église du prieuré Notre-Dame de Locmaria est de style roman et date des XIe – XIIe siècles. L'édifice roman a été remanié au XVe siècle puis restauré. À l'intérieur, très sobre, on peut voir, dans le bas-côté gauche, trois pierres tombales des XIVe siècle, XVe et XVIIe siècles et, sur la poutre de gloire, un Christ en robe. Dans le bas-côté droit, une porte donne dans le jardin de l'ancien prieuré bénédictin (XVIe et XVIIe siècles) qui conserve une galerie du cloître de 1669 et deux arcs du XIIe siècle. L'église elle-même est classée depuis 1855, les vestiges du cloître sont inscrits depuis 1963, tandis que les façades et toitures du prieuré de l'ancienne caserne Emeriau ont été inscrits en 1969,,.

Église de Locmaria
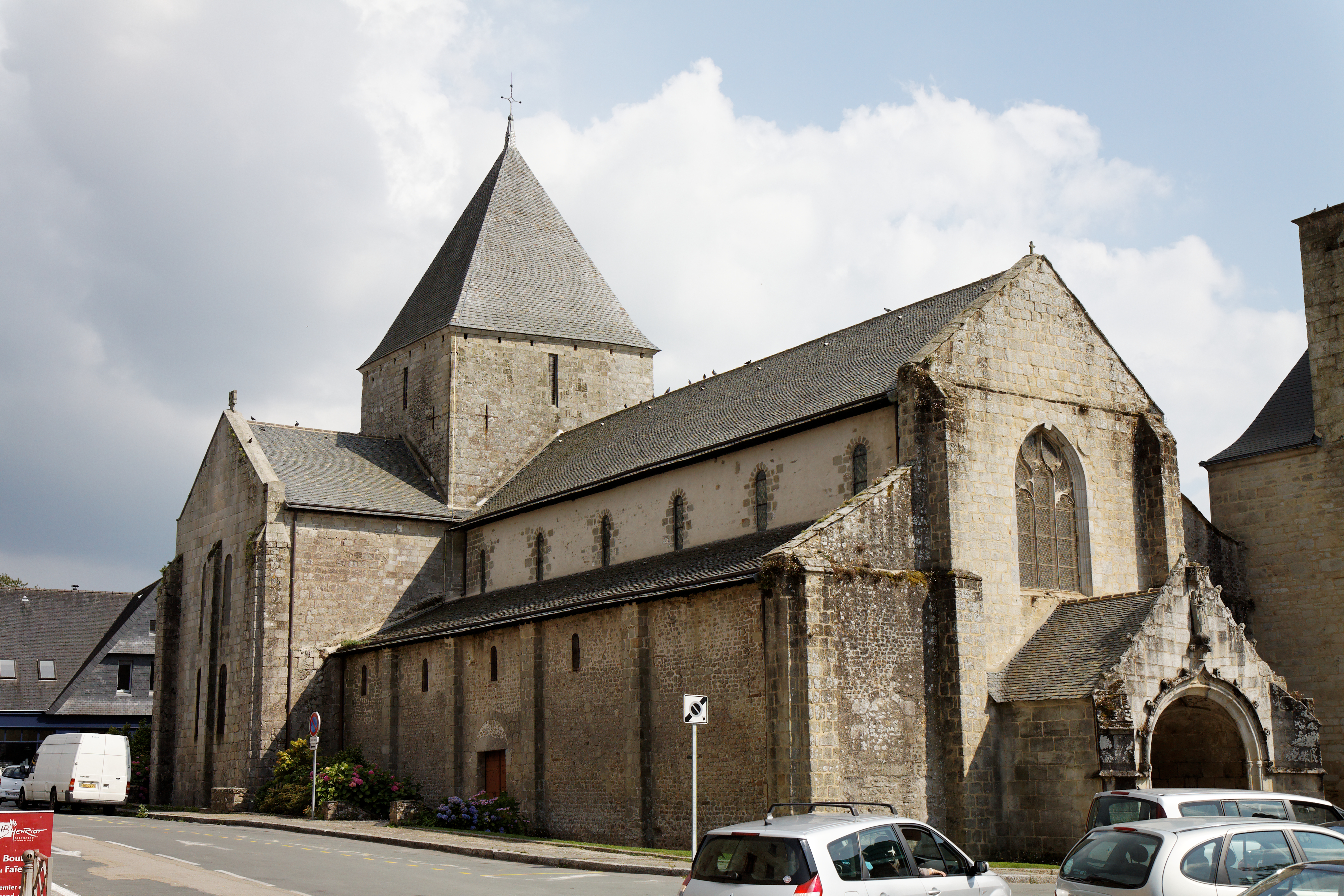
Vue d'ensemble.
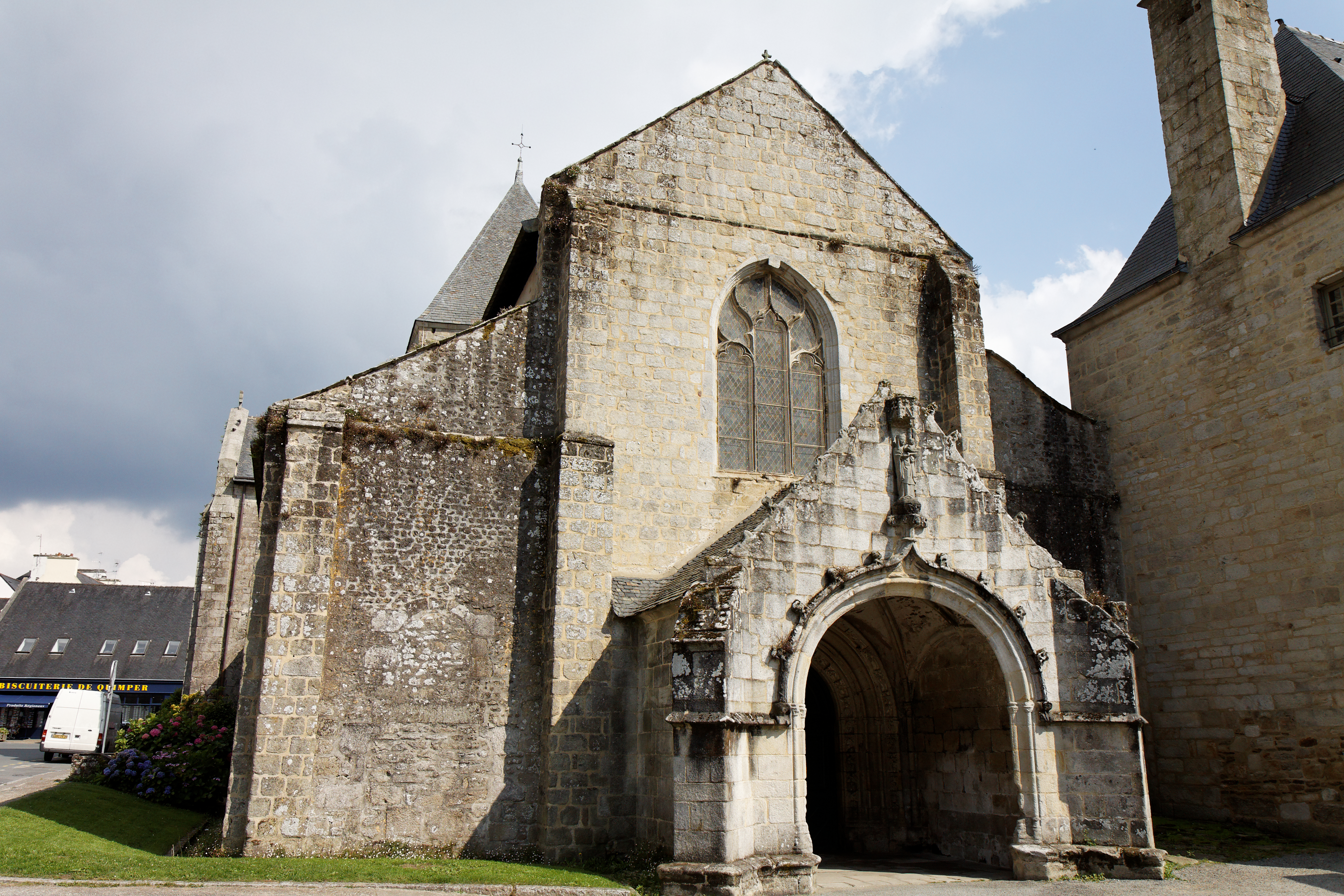
Façade.
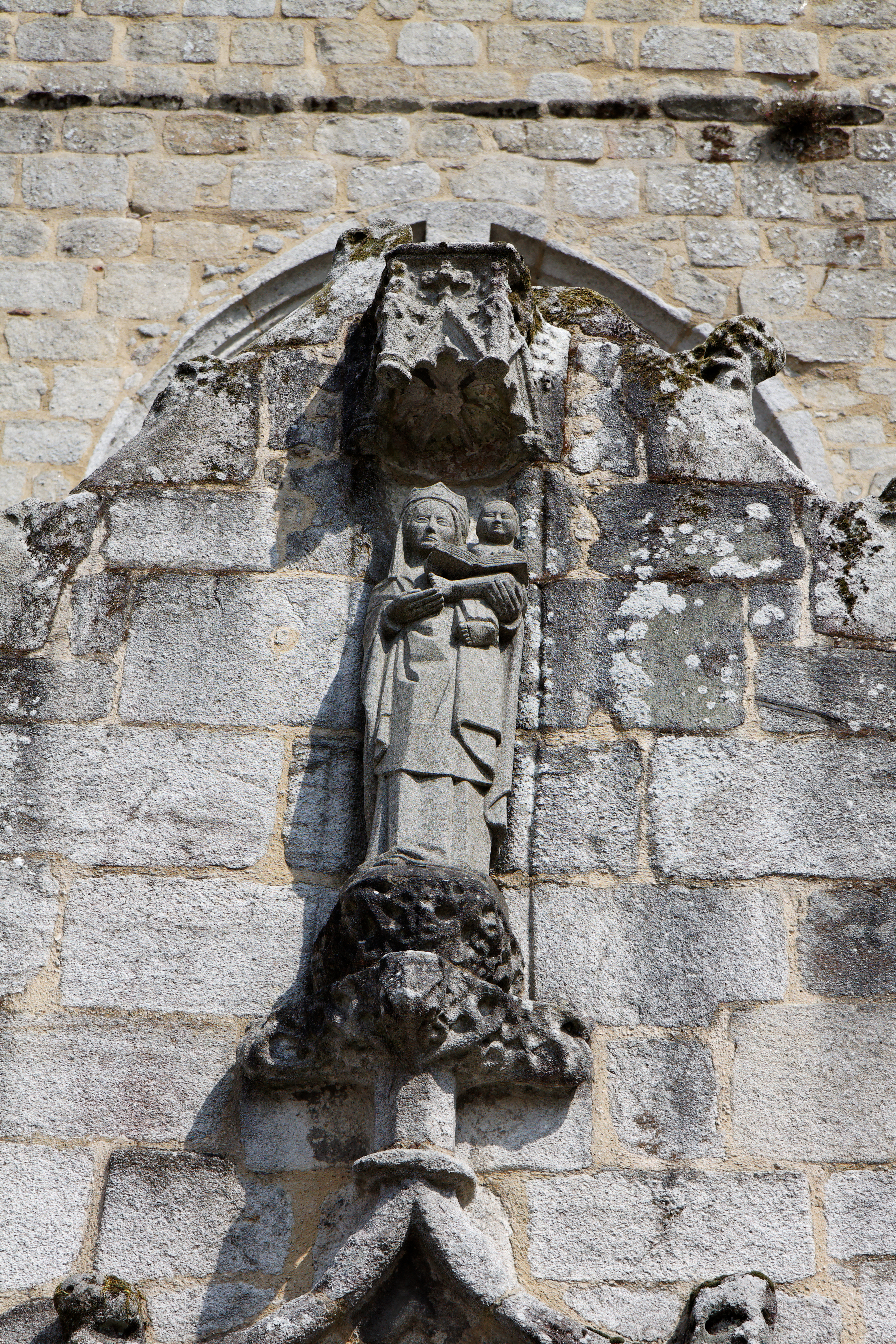
Notre-Dame-de-Locmaria.
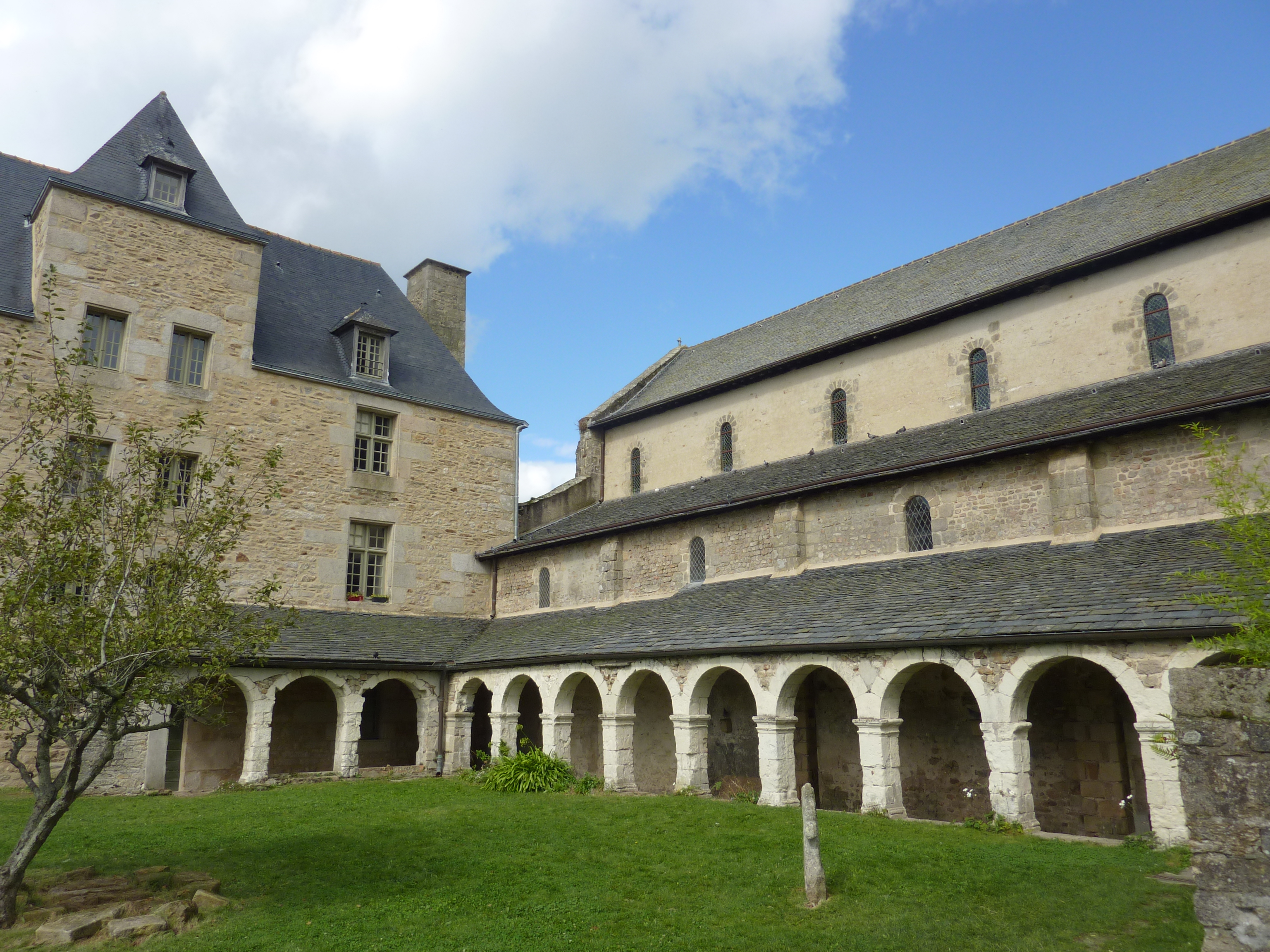
Cloître.
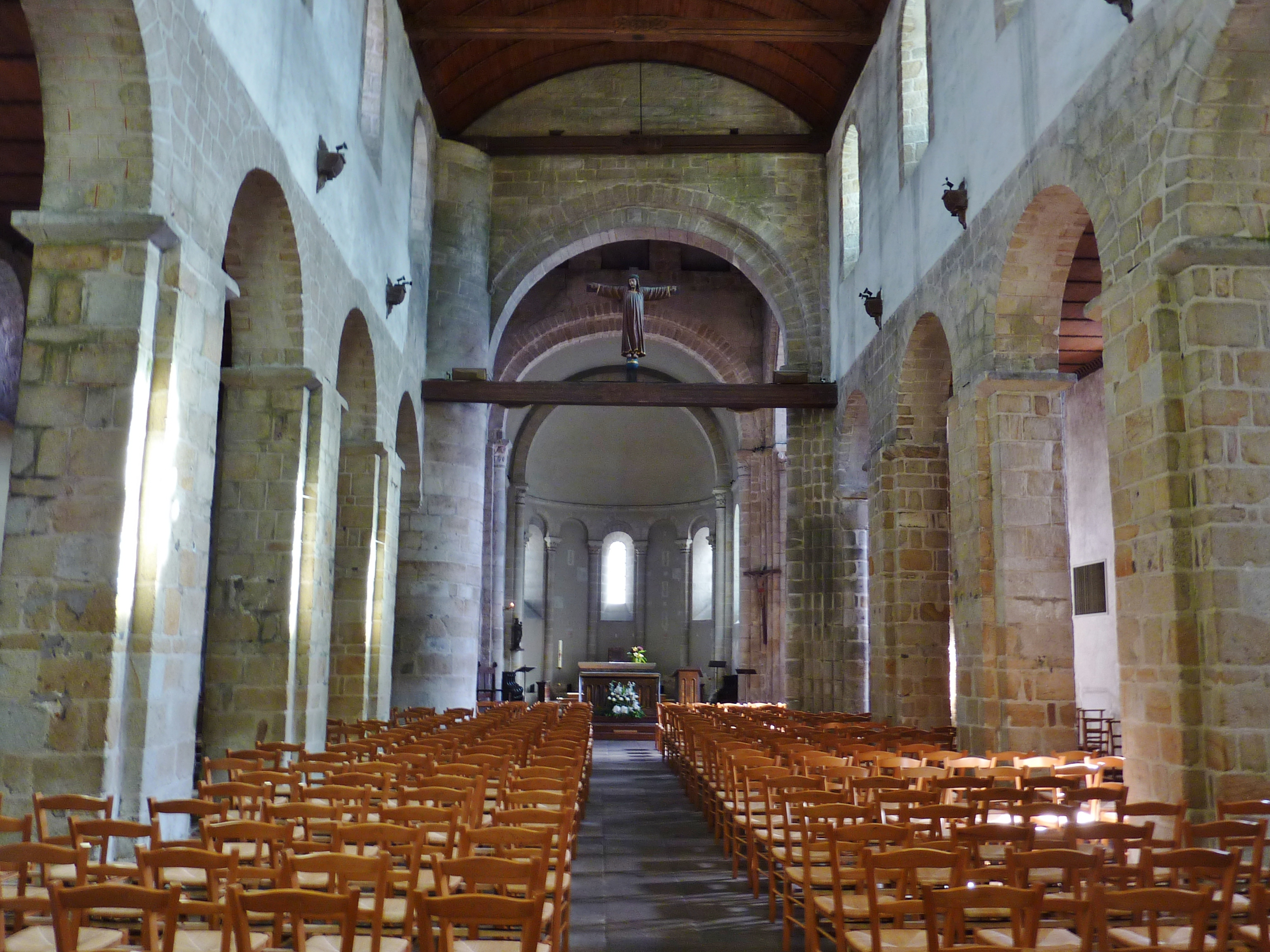
Vue intérieure d'ensemble.

L'église de la Trinité, à Kerfeunteun, est de style gothique tardif. Elle date du XVIe siècle et est classée aux monuments historiques depuis 1915.
L'église Saint-Alor, à Ergué-Armel, est de style gothique tardif. Elle date du XVIe siècle et a été inscrite aux monuments historiques en 1926.

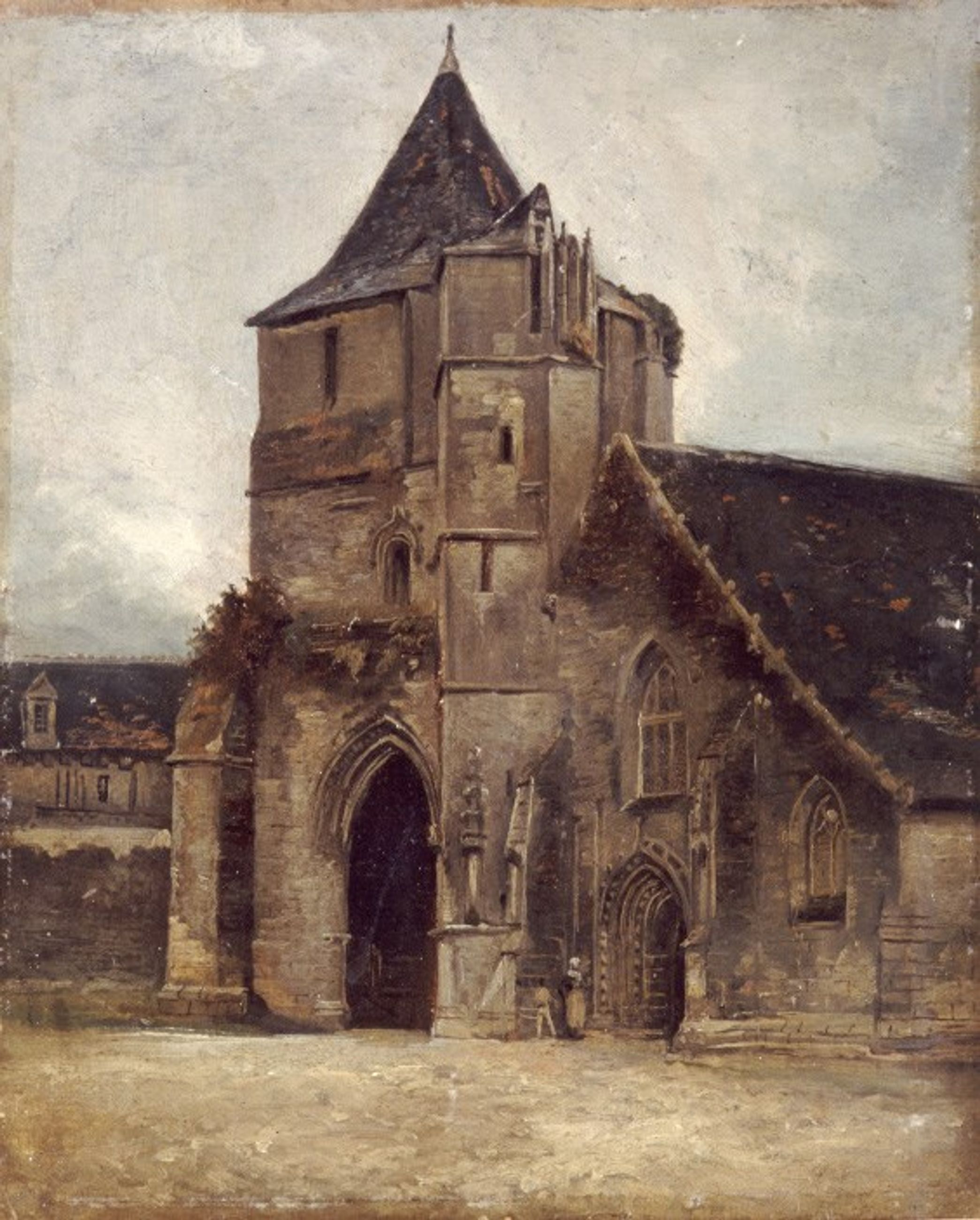
Louis Caradec : Eglise Saint-Mathieu de Quimper au XIXe siècle.

L'église Saint-Mathieu date du XIXe siècle (elle a remplacé une ancienne église datant du XVe siècle) et est de style néogothique. Reconstruite en 1898, elle a conservé, au centre du chœur, un beau vitrail de la Passion du XVIe siècle,.
L'église Sainte-Claire, à Penhars, est de style néogothique et date de la fin du XIXe siècle.
La chapelle de Ti Mamm Doué (Maison de la Mère de Dieu) située à Kerfeunteun date des XVIe et XVIIe siècles. Elle est classée aux monuments historiques depuis 1903.
L'ancienne chapelle du collège jésuite (XVIIIe siècle).
La chapelle de Cuzon est de style néogothique et a été construite en 1875.
La chapelle Saint-Marc est de style néo-classique et date du XIXe siècle.
La chapelle du Saint-Esprit, ancienne chapelle du premier grand séminaire de Quimper, puis de l'ancien hôpital Laennec jusqu'à son déménagement en 1981, désormais désaffectée pour le culte, est restaurée par l'association Les ouvriers du Saint-Esprit, affiliée à l'association L'Œuvre de Saint-Joseph, qui en est propriétaire et dont le propriétaire est Philippe Abjean, créateur des Chemins du Tro Breiz et de la Vallée des Saints à Carnoët.

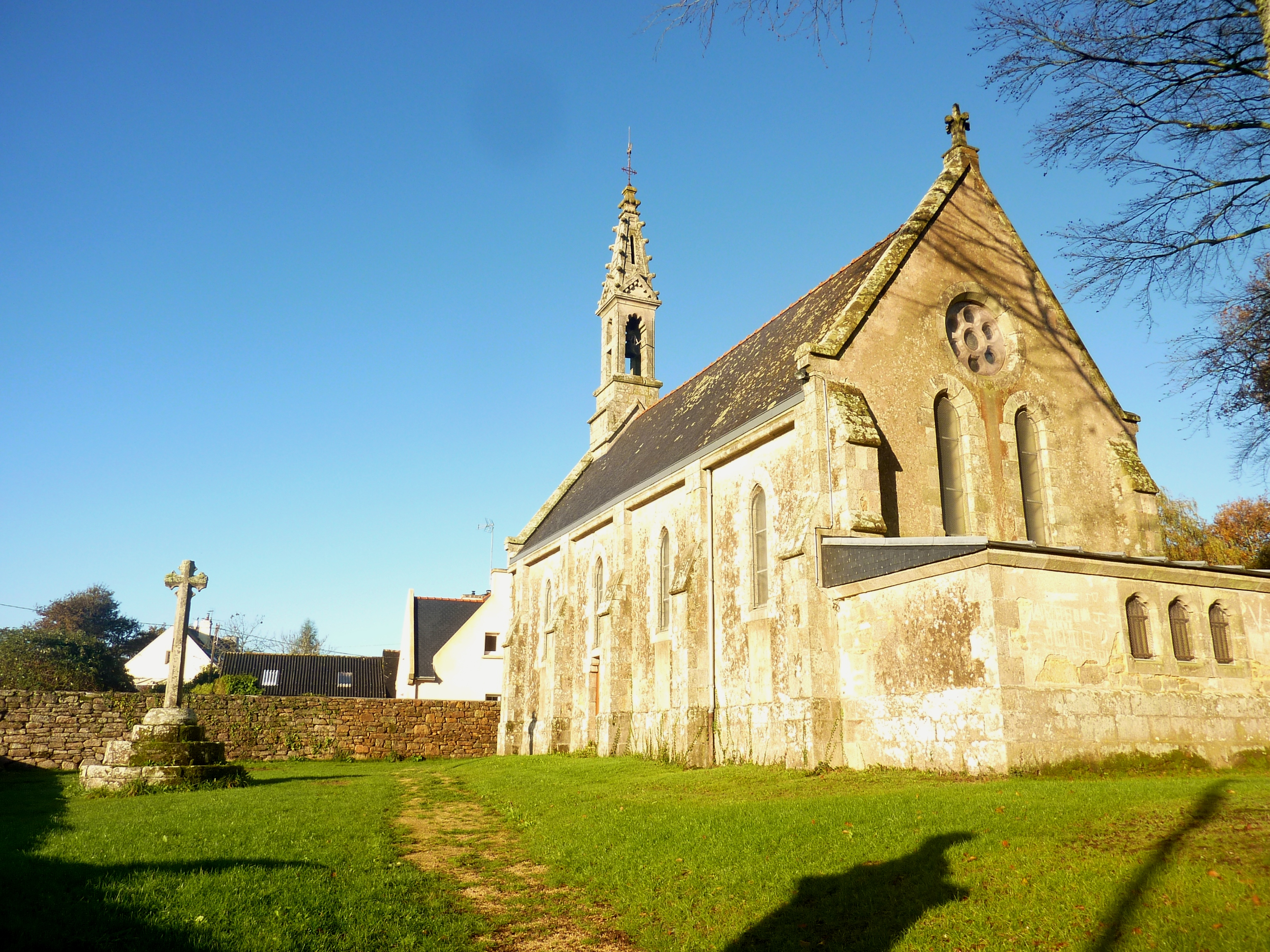
La chapelle et le calvaire de Cuzon.
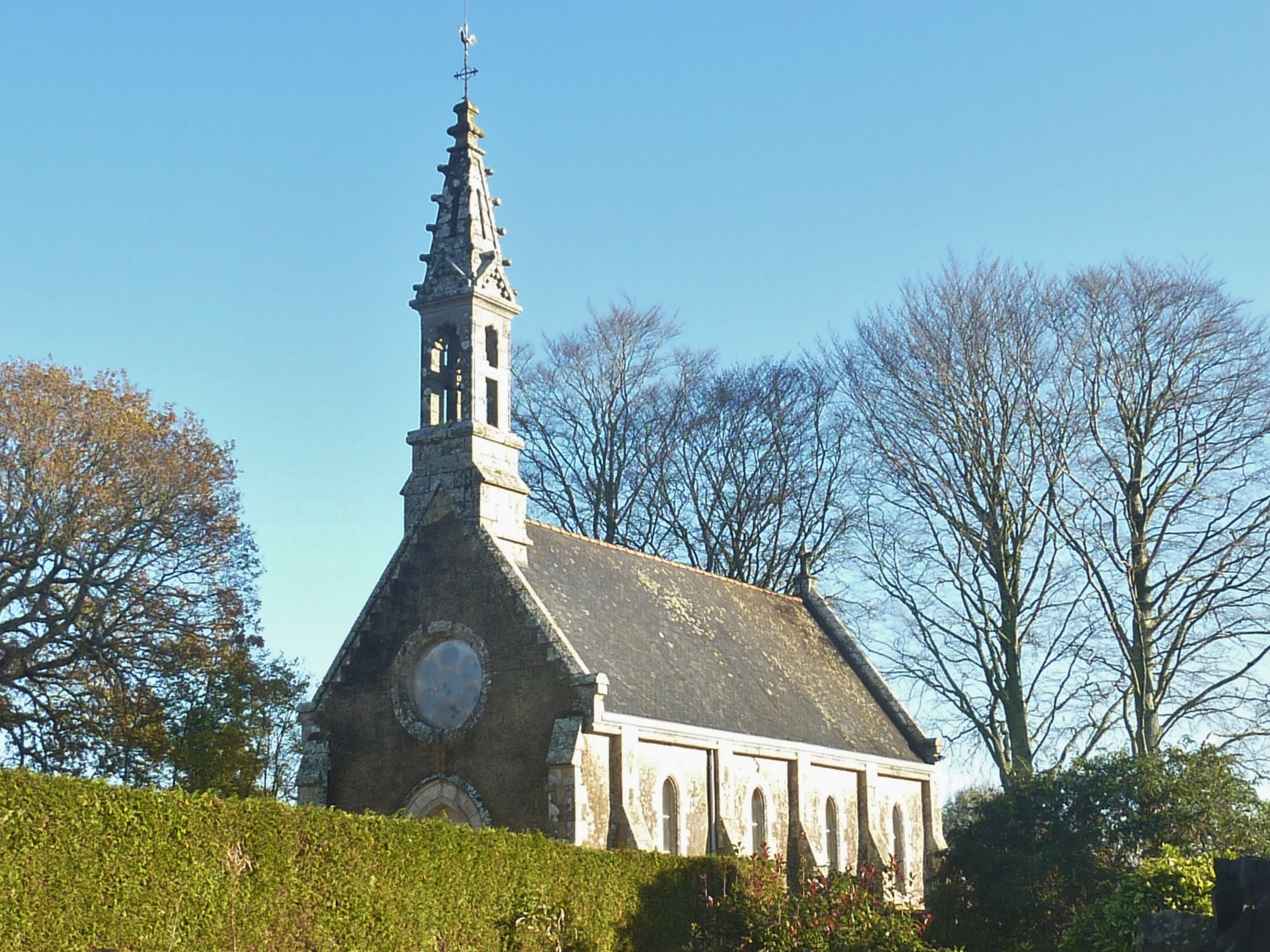
La chapelle de Cuzon.
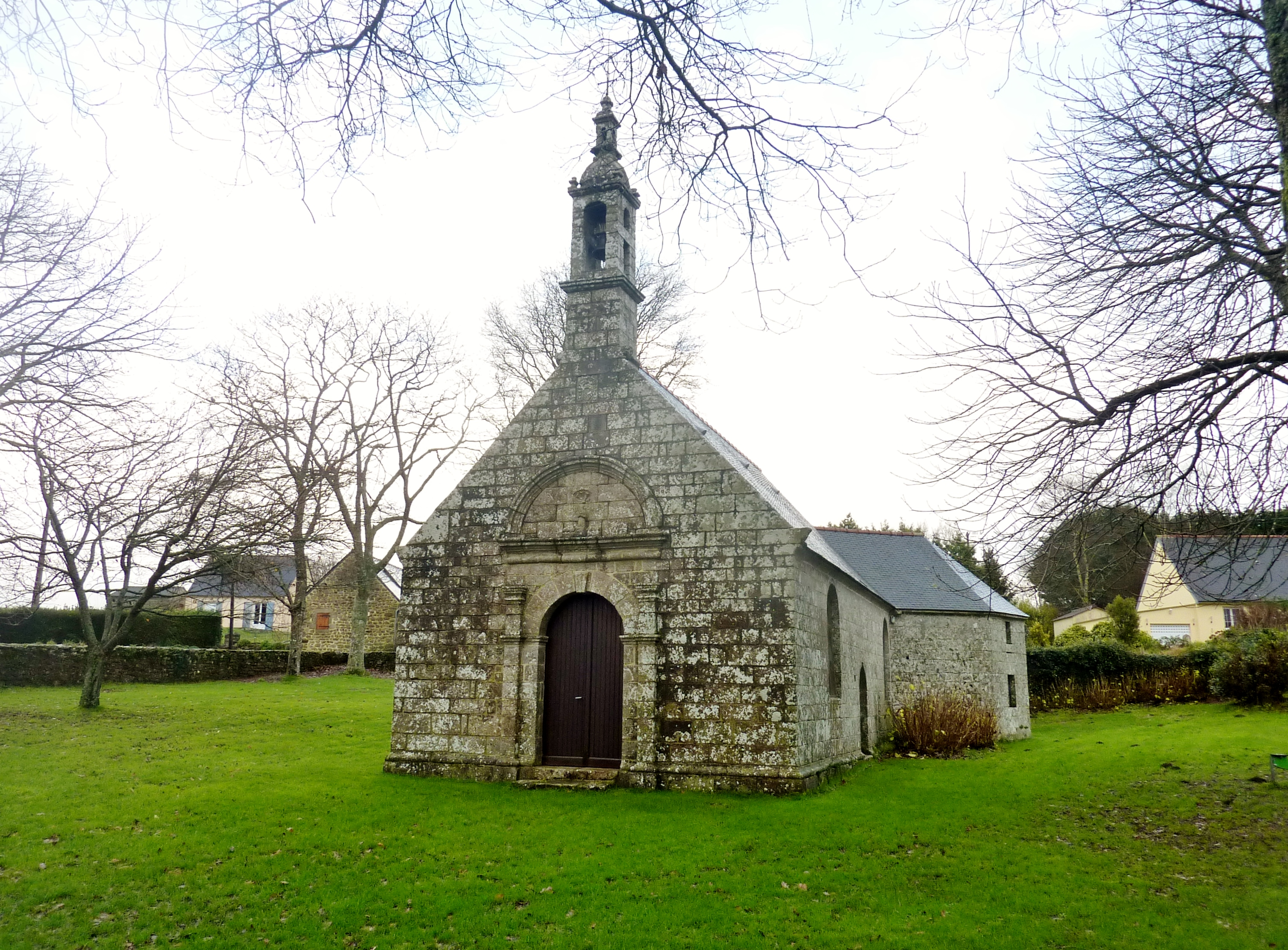
Kerfeunteun : la chapelle de Menfouès.
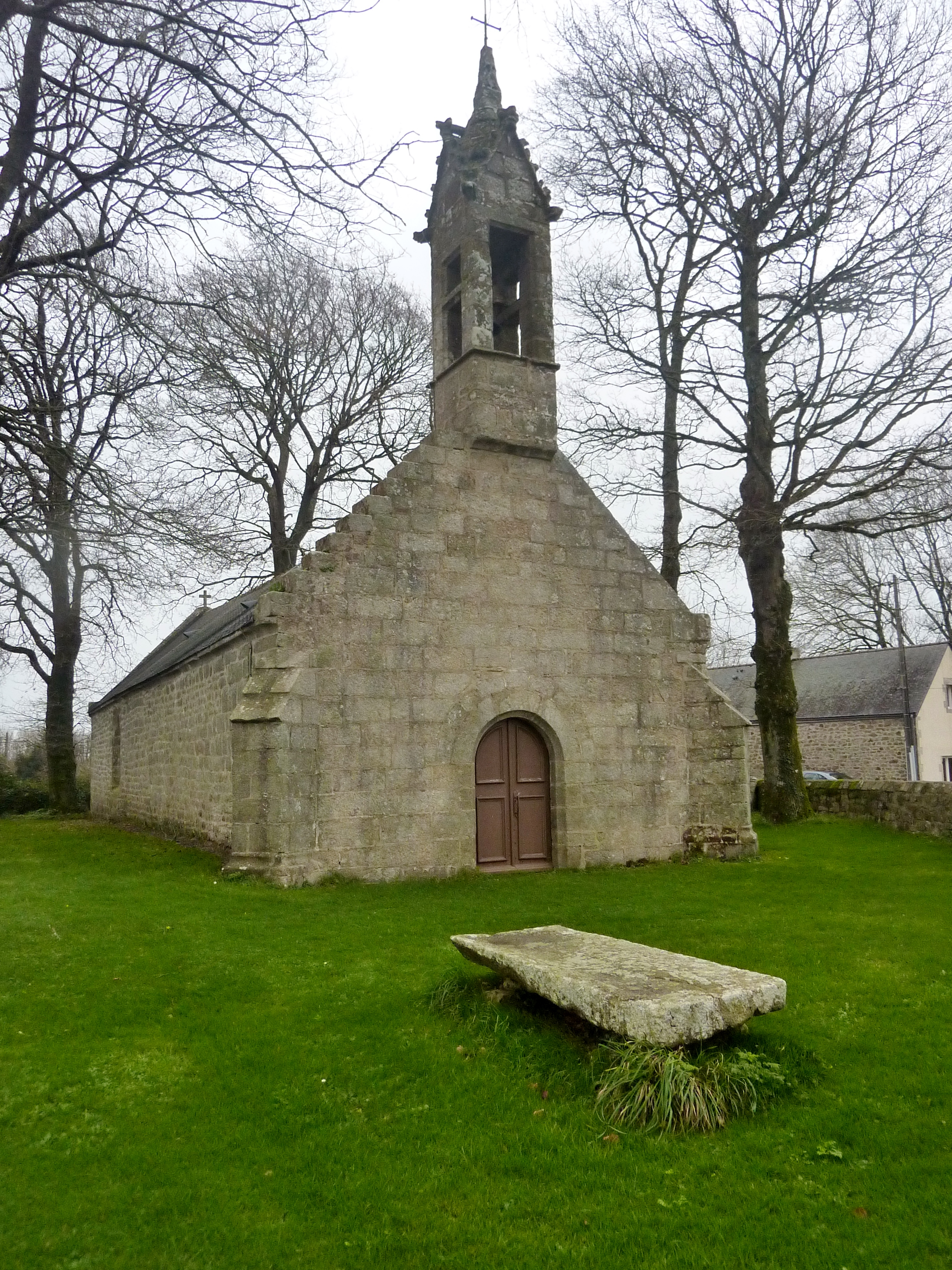
Kerfeunteun : la chapelle de Kernilis.
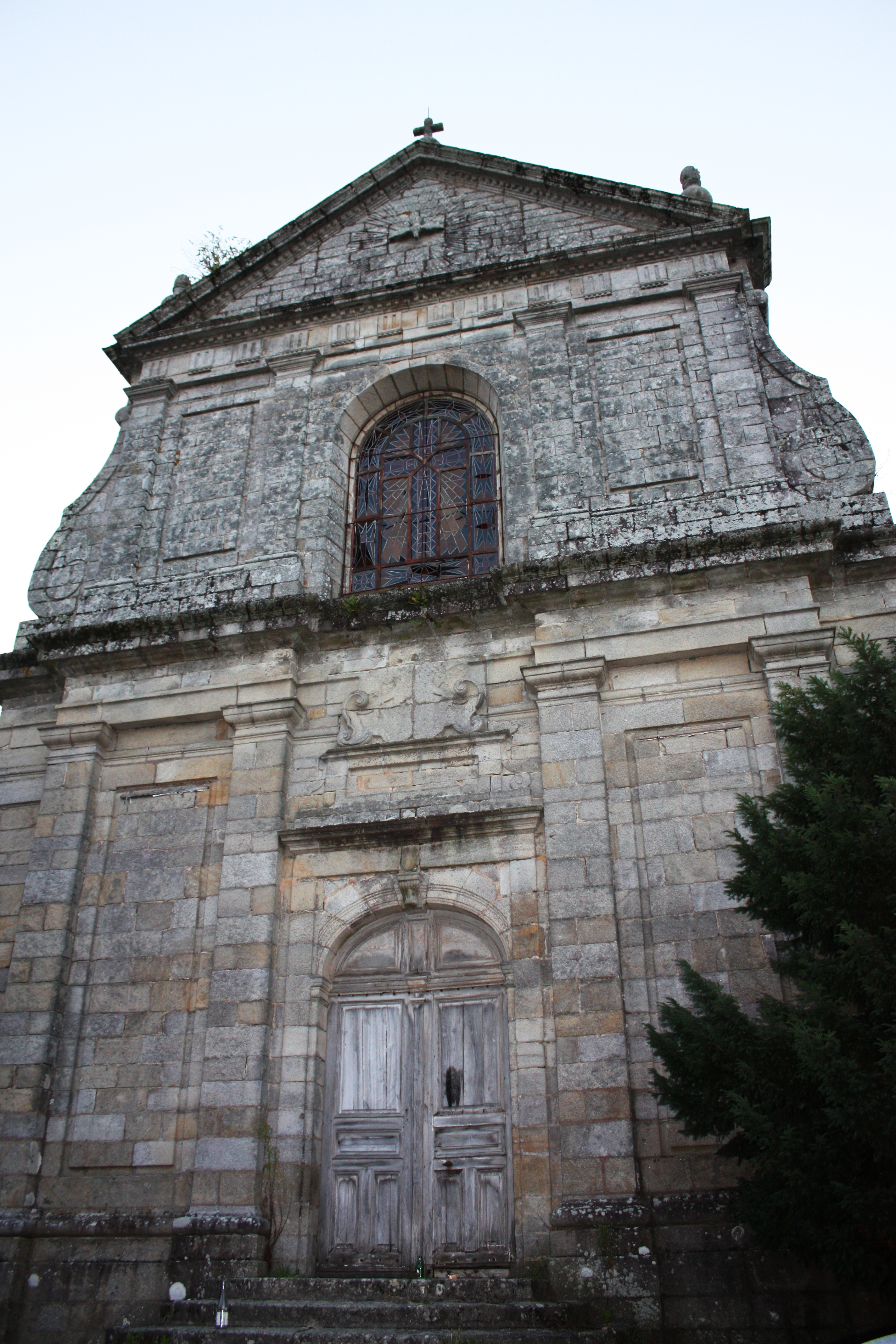
Chapelle de l'ancien grand séminaire à Kerfeuteun.

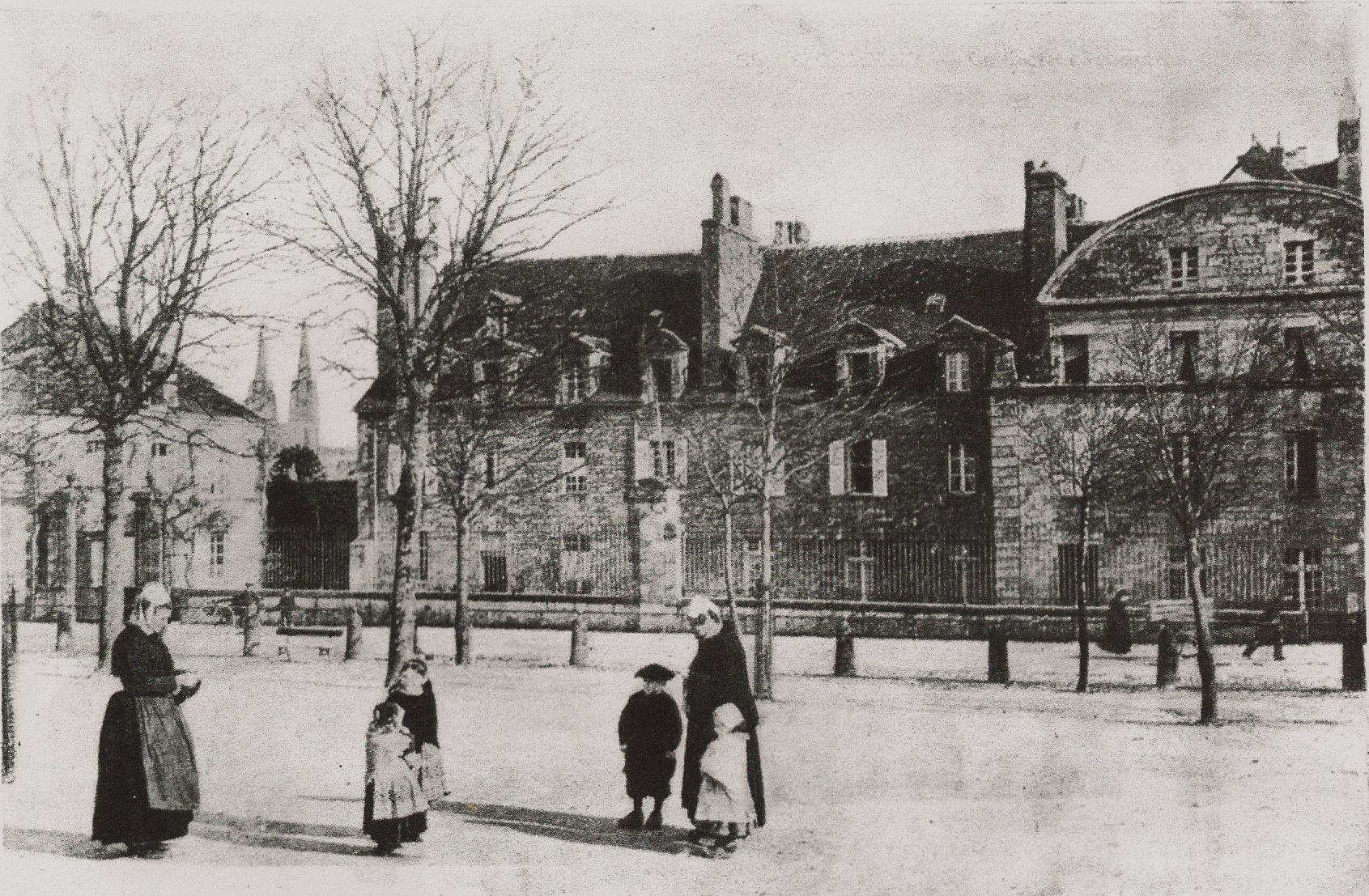
Ancienne maison conventuelle de la Retraite à Quimper, début du XXe siècle.

- La maison conventuelle des Dames de la Retraite est un bâtiment datant de 1758. Il devint en 1811 un bâtiment abritant le poste de commandement de la gendarmerie du Finistère. Sa façade donnant sur la place de La Tour-d'Auvergne et sa toiture sont inscrits aux Monuments historiques en 1963, et la clôture de la maison conventuelle, ainsi que la chapelle et l'escalier d'honneur, depuis 2010[263].

#### Patrimoine civil
- Le Vieux Quimper (remparts, maisons anciennes (certaines sont à pans de bois), dont la Maison des cariatides, rue du Guéodet) s'étend en avant de la cathédrale, entre l'Odet et le Steïr. La rue du parc longeant l'Odet mène au quai du Steïr. Ce petit affluent, maintenant canalisé et couvert avant son confluent, offre une vaste zone piétonne. Le centre-ville se visite par le petit-train
- L'hôtel de préfecture du Finistère.
- La faïencerie HB-Henriot.
- Le Conservatoire de musique et d'art dramatique.
- Le château de Lanniron.
- Le château de Kerivoal, construit en 1891 par Antoine Montluc de la Rivière[264].
- La villa Keristeir, construite en 1897, elle appartint à la famille Jacob, avant d'être la propriété de Gabriel Esun en 1936, et d'être réquisitionnée par les Allemands pendant la Seconde Guerre mondiale. Elle a été rénovée en 2020[265].
- Le manoir de Roz Maria, construit vers 1910 pour le photographe Joseph Villard sur des terres appartenant à la famille de la Hubaudière. Propriété du département du Finistère, il a été racheté en 2021 par la Ville de Quimper[266].
- Cimetières :
  - Saint-Louis, place de la Tourbie, bâti à la fin du Moyen Âge, il prend son nom en 1549 ;
  - Kerfeunteun, seul cimetière autour d'une église ;
  - Saint-Joseph, rue de Kerfeunteun ;
  - Saint-Marc, rue Saint-Marc, créé à la Révolution, traversé par l'ancienne voie ferrée Quimper-Pont-l'Abbé, il abrite le carré militaire de la Première Guerre mondiale ;
  - Penhars ;
  - Ergué-Armel, le plus étendu (2,3 hectares) ;
  - Saint-Conogan, ouvert en 1966, se trouve au Moulin-Vert ;
  - Stang-Bihan, le plus récent (1988) se trouve derrière le parc des expositions, en bas de Penvillers. Il jouxte le crématorium de Quimper-Cornouaille.

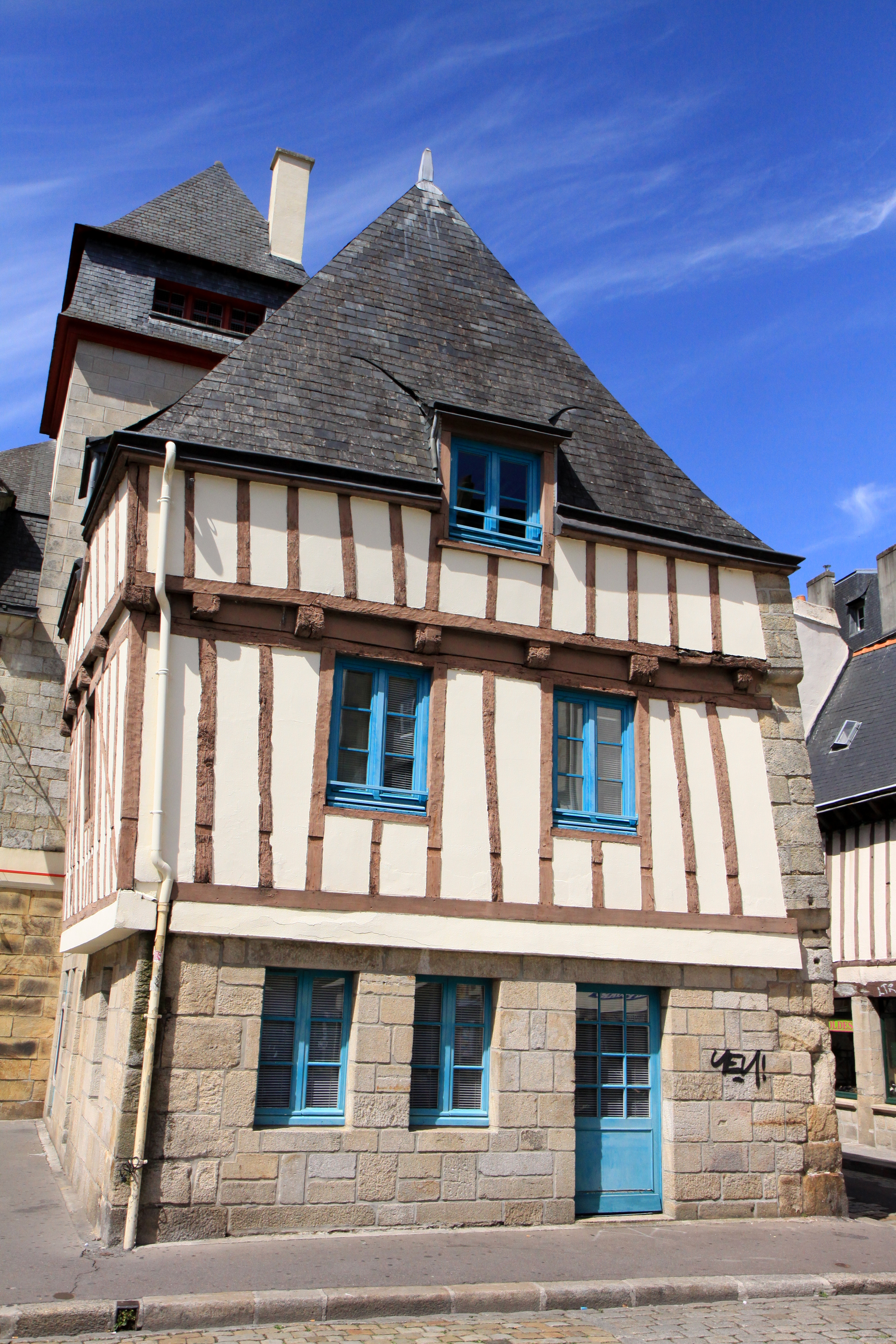
Maison du vieux Quimper datant du XVIIe siècle.
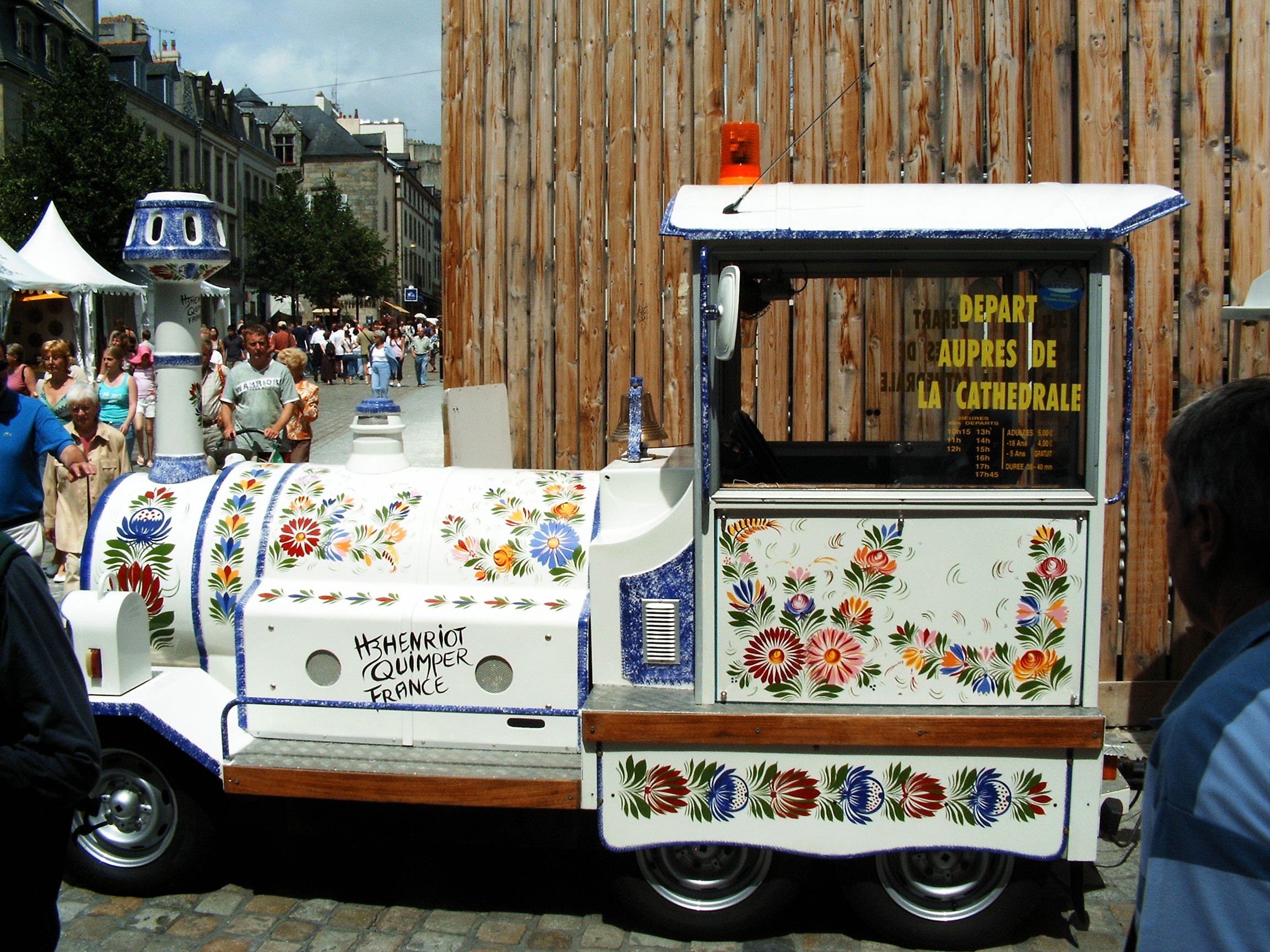
Petit-train de Quimper.
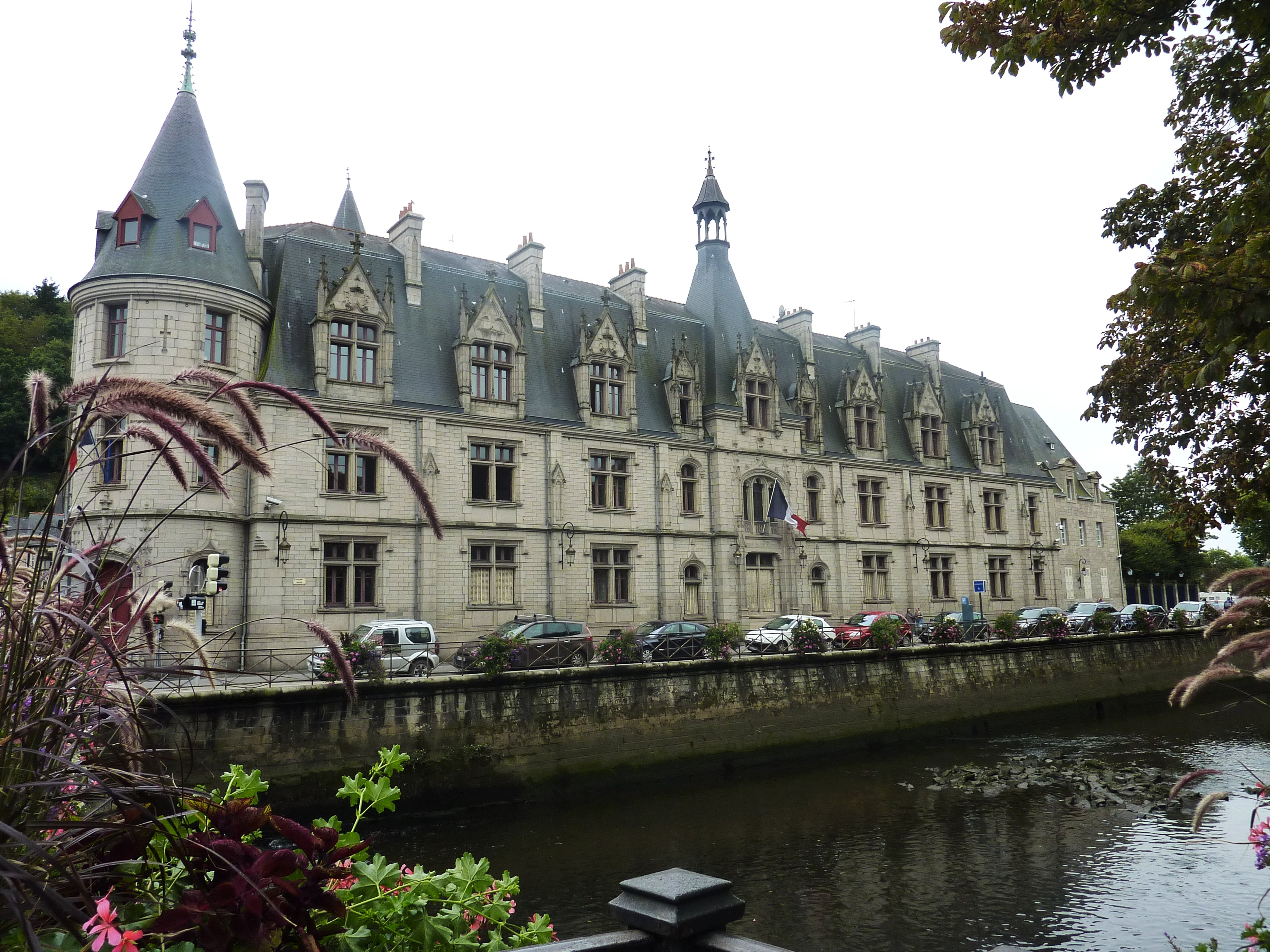
Hôtel de préfecture du Finistère.
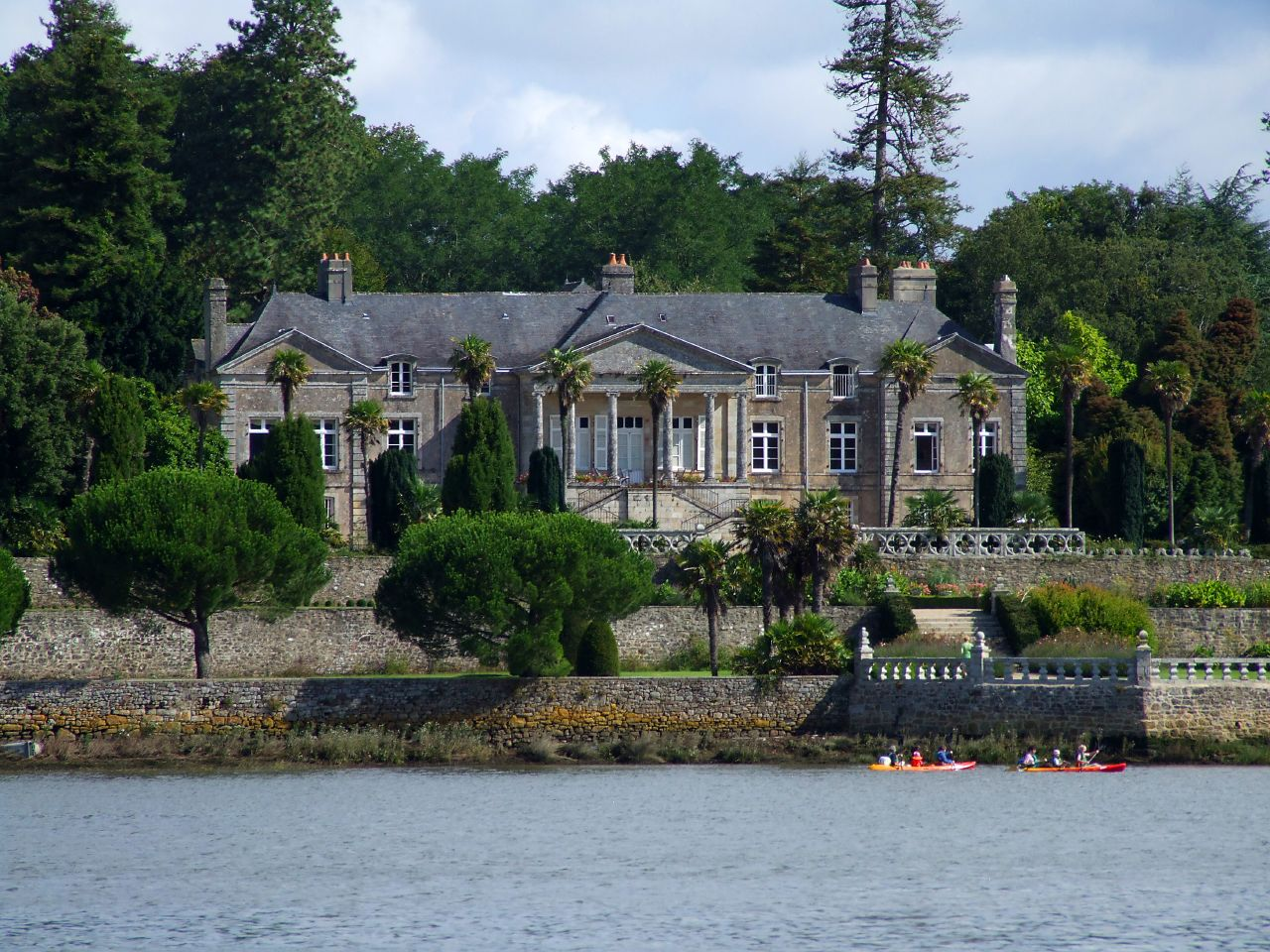
Le château de Lanniron au bord de l'Odet, ancienne résidence d'été des évêques de Quimper.

#### Patrimoine culturel

##### Musées
Le musée des Beaux-Arts de Quimper se trouve près de la cathédrale.
Le musée départemental breton (archéologie, ethnologie, mobilier et costumes anciens, estampes, faïences) dans l'ancien palais épiscopal.
Le musée de la Faïence. Situé au bord de l'Odet, le musée est installé dans l'ancienne maison Porquier construite en 1797. Riche d'un fonds de près de deux mille cinq cents pièces exposées par roulement, il retrace, sur deux étages, plusieurs siècles de l'histoire de Quimper et de sa faïence.
De novembre 1990 au 31 août 2016, Quimper disposait d'un centre d'art contemporain, Le Quartier. Celui-ci ferma à la suite de la décision de la municipalité de supprimer les subventions accordées au centre qui étaient de plus de 250 000 € par an.

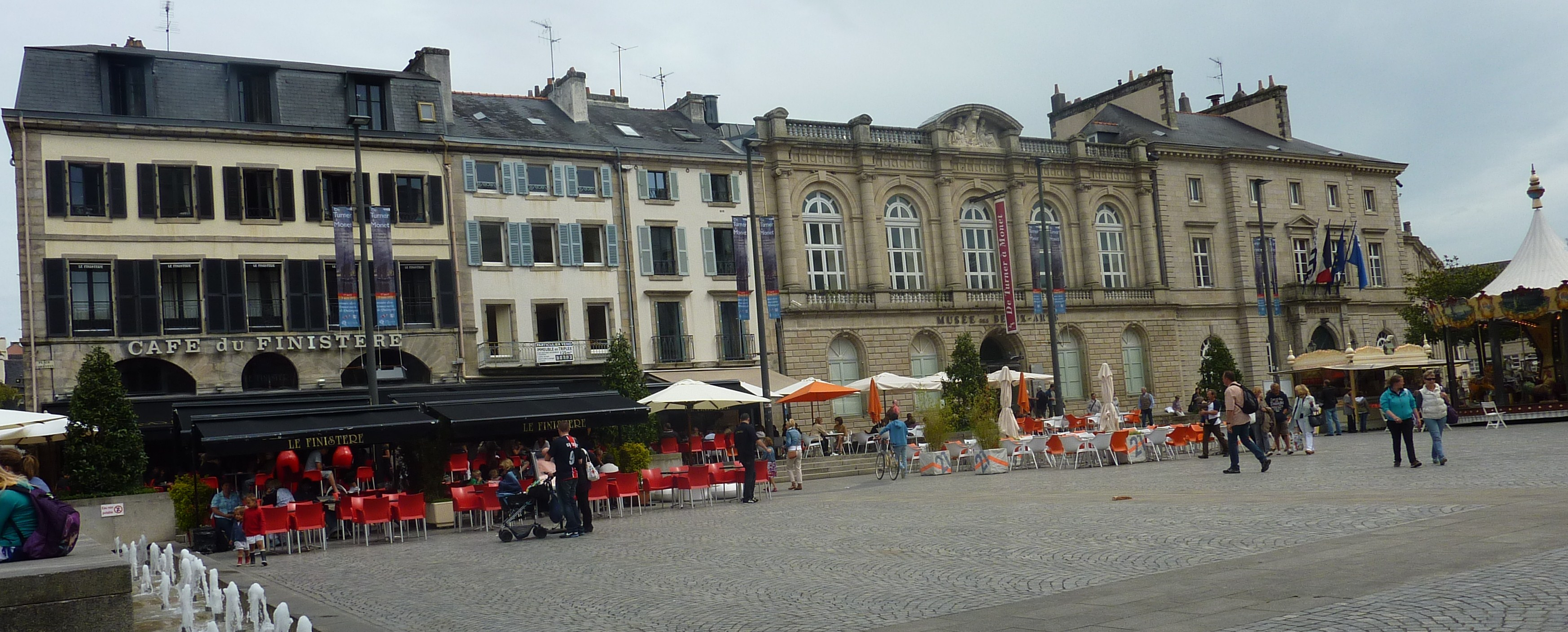
Musée des Beaux-Arts de Quimper et mairie.
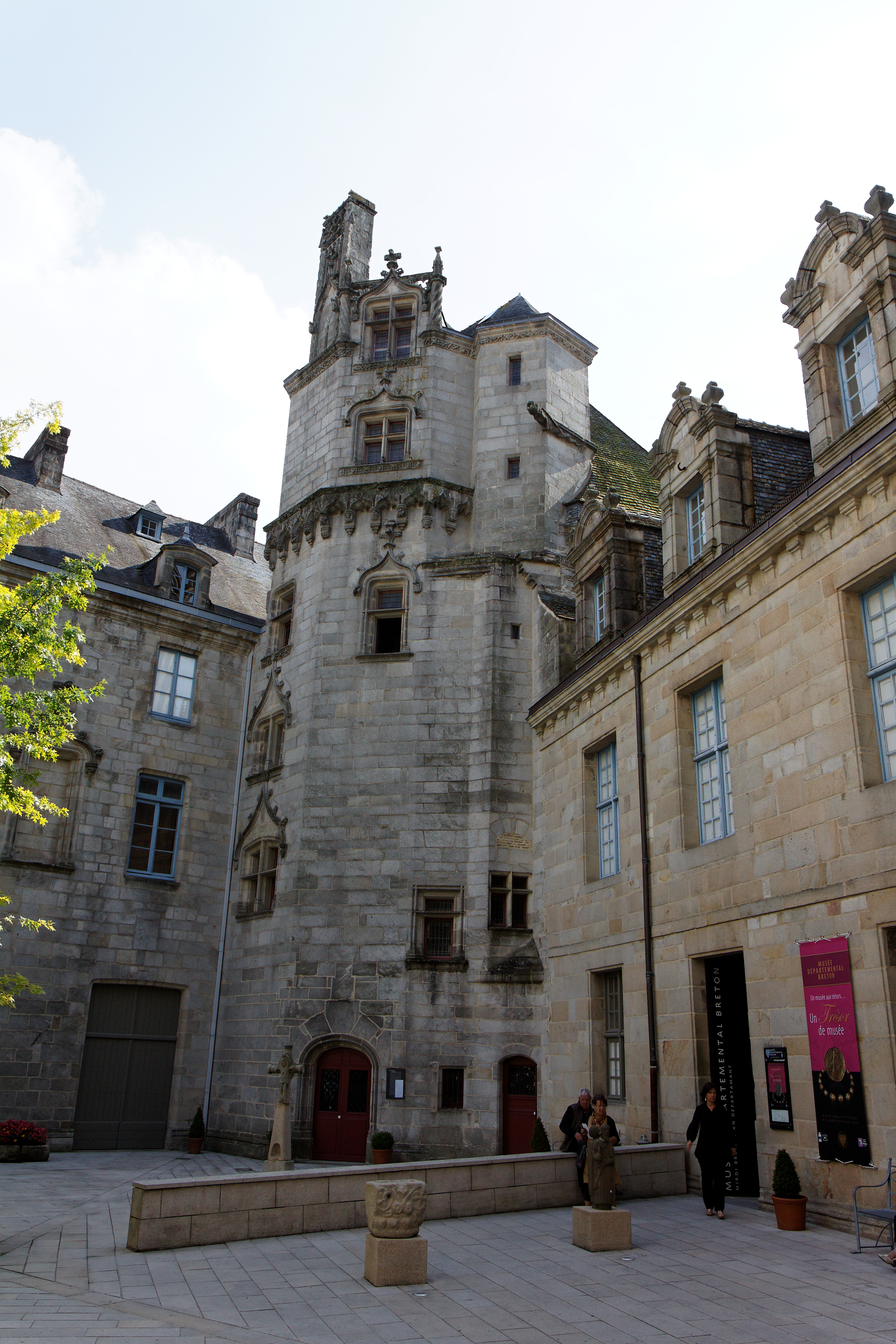
Musée départemental breton.
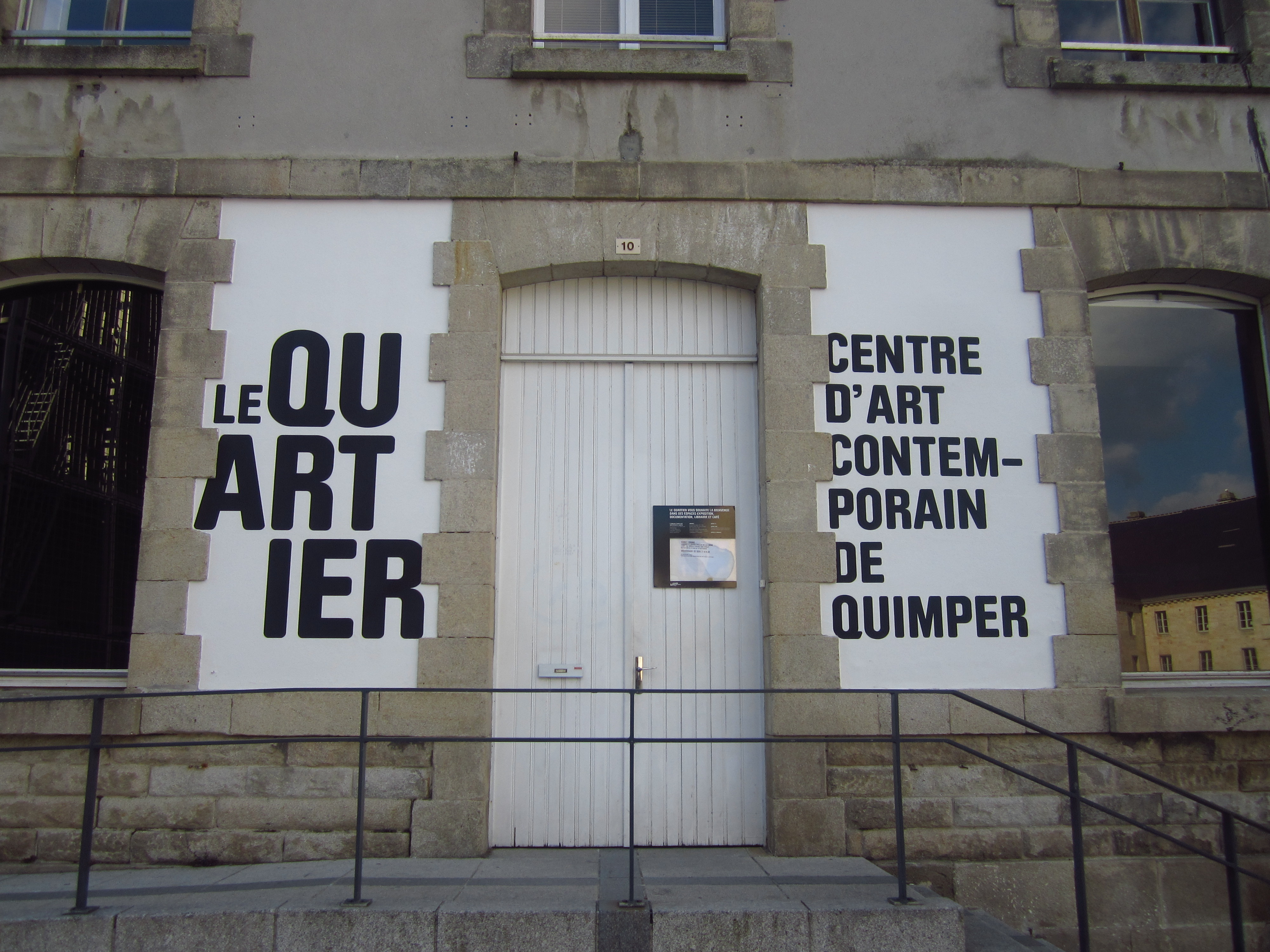
Le Quartier (centre d'art contemporain).

##### Théâtres

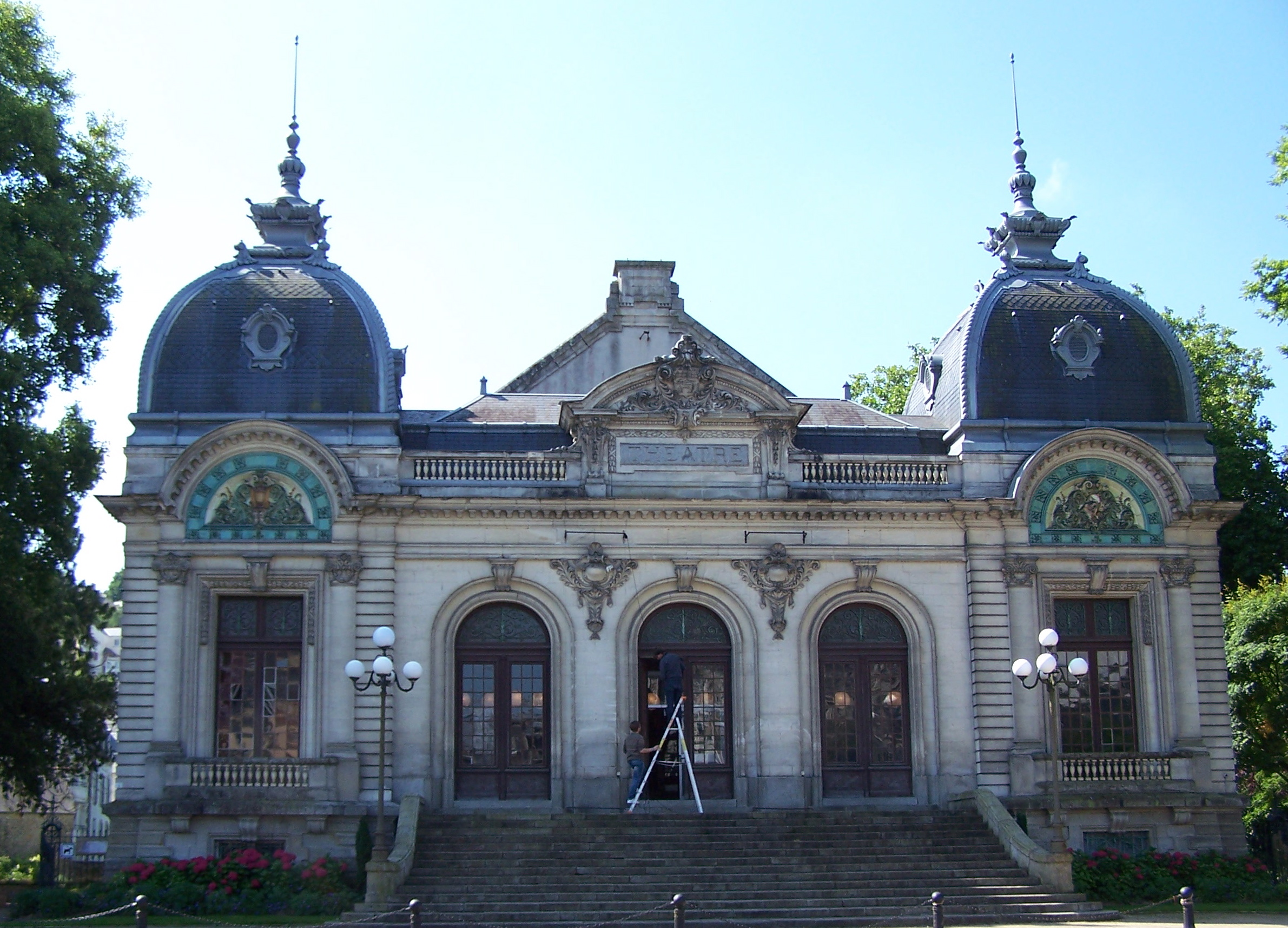
Théâtre Max-Jacob.

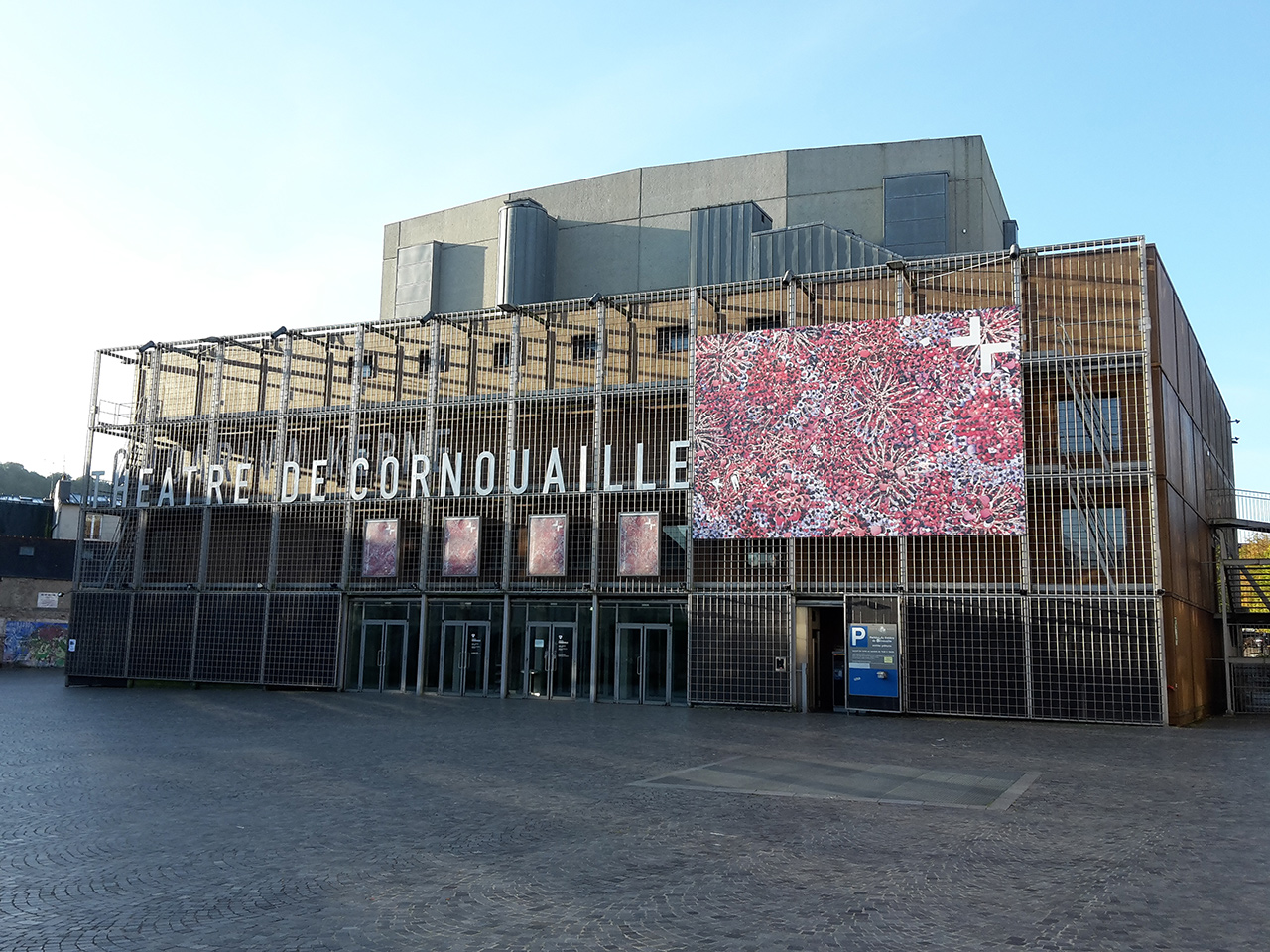
Théâtre de Cornouaille.

Le théâtre de Cornouaille, scène nationale, inauguré en juin 1998.
Le théâtre Max-Jacob, 6 boulevard Dupleix, inscrit en 1997 aux monuments historiques.

##### Salles de spectacles

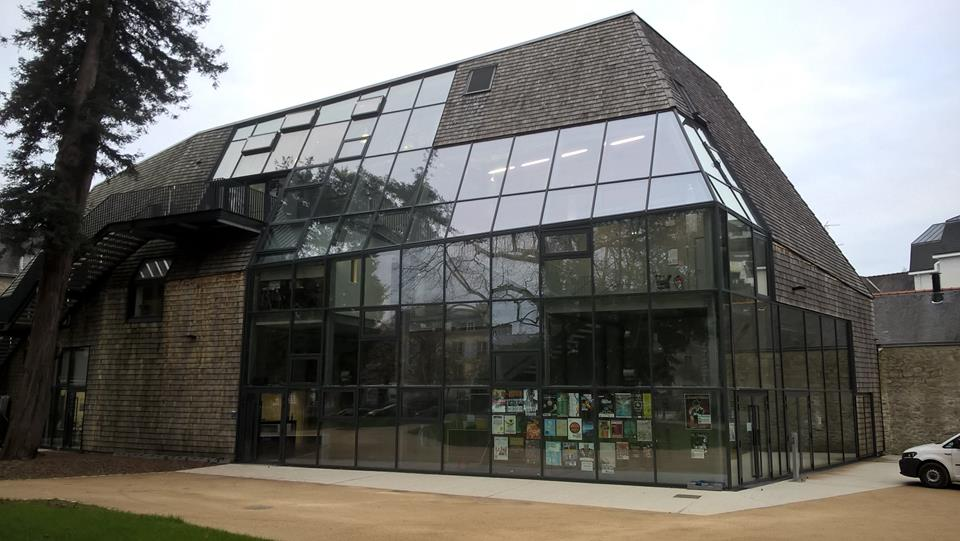
Le Novomax.

Le Pavillon, la salle de spectacle du Parc des expositions Quimper Cornouaille à Penvillers, géré par la SEM Quimper événements.
Le Novomax, le Pôle de musiques actuelles, Quai Dupleix, géré par l'association Polarités et inauguré le 1er octobre 2015.
Le Terrain blanc, la salle de spectacle de la MPT de Penhars.
L'auditorium de la Tour d'Auvergne (ancienne Chapelle Jésuite) dans les vieux quartiers.

##### Cinémas

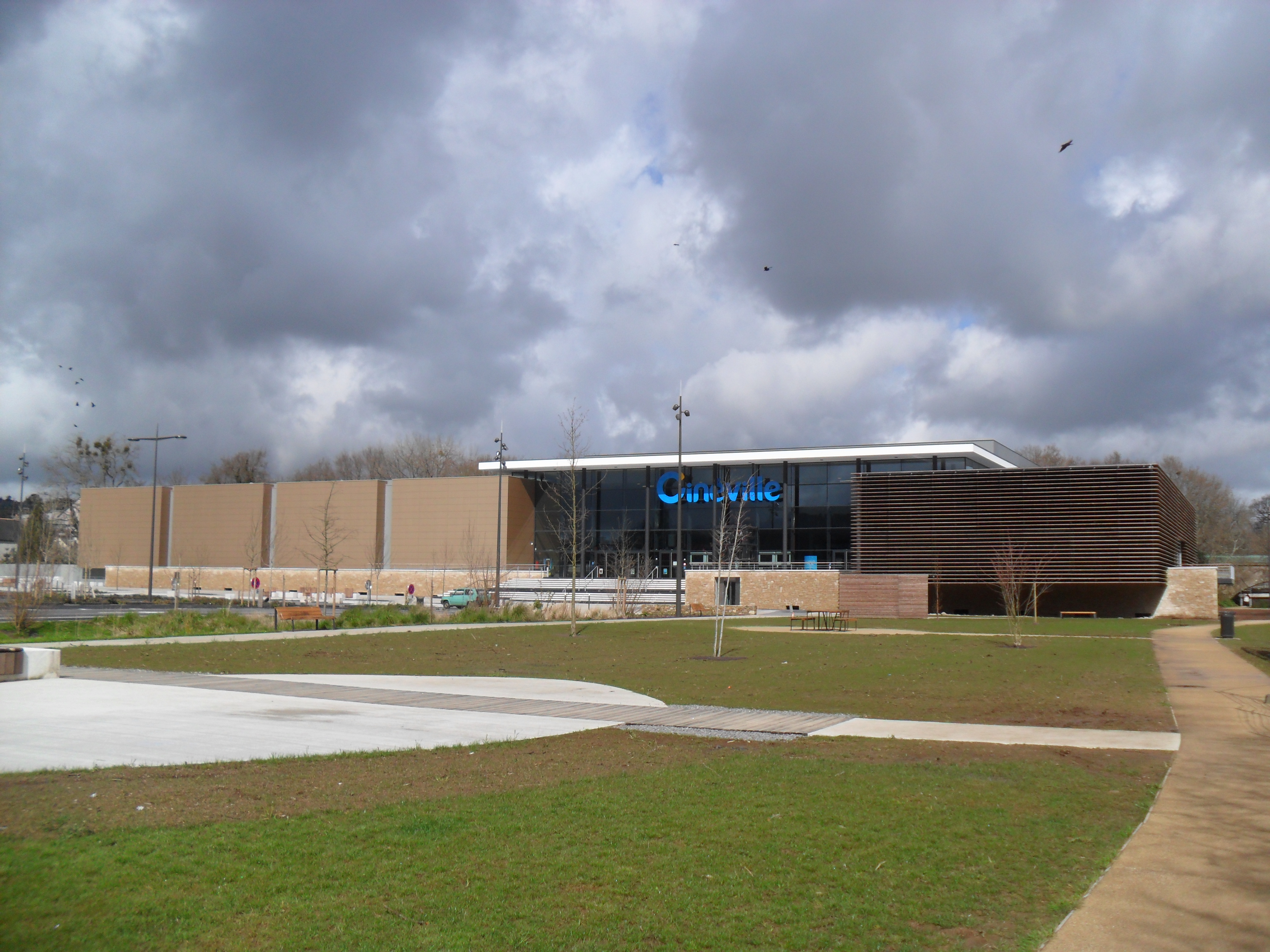
Cinéville de Quimper.

Après avoir eu de nombreux cinémas, dont l'Odet-Palace, Quimper dispose de nos jours de deux cinémas : le nouveau centre d'art et d'essai Katorza (à la suite de la fermeture des Arcades et du Quai Dupleix) et le Cinéville qui a remplacé le cinéma Le Bretagne en 2012 sur le parking de la Providence. Ils comptabilisent respectivement 46 139, 62 968 et 483 400 entrées en 2016, soit un total de 592 507 entrées (+ 8 % par rapport à 2015),. Ainsi, chaque habitant de Quimper voit plus de 9 films par an en moyenne, contre 3 films par an pour la moyenne nationale.
Liste des films tournés à Quimper
- La Grande Fête des reines de Cornouaille (1923)
- Les Naufrageurs (1958)
- Que la bête meure de Claude Chabrol (1969)
- Doucement les basses de Jacques Deray (1971)
- Le Cadran solaire (1978)
- Le Cheval d'orgueil de Claude Chabrol, adapté du livre de Pierre-Jakez Hélias (1980)
- Rends-moi la clé de Gérard Pirès (1981)
- Les Fantômes du chapelier de Claude Chabrol (1982)
- L'Honneur d'un capitaine de Pierre Schœndœrffer (1982)
- Western de Manuel Poirier (1997)
- Bowling de Marie-Castille Mention-Schaar (2011)
- Les Yeux de sa mère de Thierry Klifa (2011)
- Livide de Julien Maury et Alexandre Bustillo (2011)
- Frau Ella (2012)
- Cornouaille d'Anne Le Ny (2012)
- Harmonies de Eurydice Calméjane (2015), avec la Quimpéroise Rosemary Standley dans le rôle principal[273].

##### Bibliothèques
- Médiathèque de Penhars.
- Médiathèque d'Ergué-Armel.
- Médiathèque Alain-Gérard (anciennement médiathèque des Ursulines) qui abrite 120 000 documents (livres, disques et DVD). Elle a été inaugurée en 2008 par le maire Bernard Poignant, remplaçant l'ancienne bibliothèque municipale, qui était située rue Toul al Laër[274]. Elle utilise le bâtiment d'un ancien couvent, qui a servi aussi de caserne. Les façades extérieures et la charpente du bâtiment d'origine ont été conservées et restaurées ainsi que deux galeries du cloitre[275],[276].

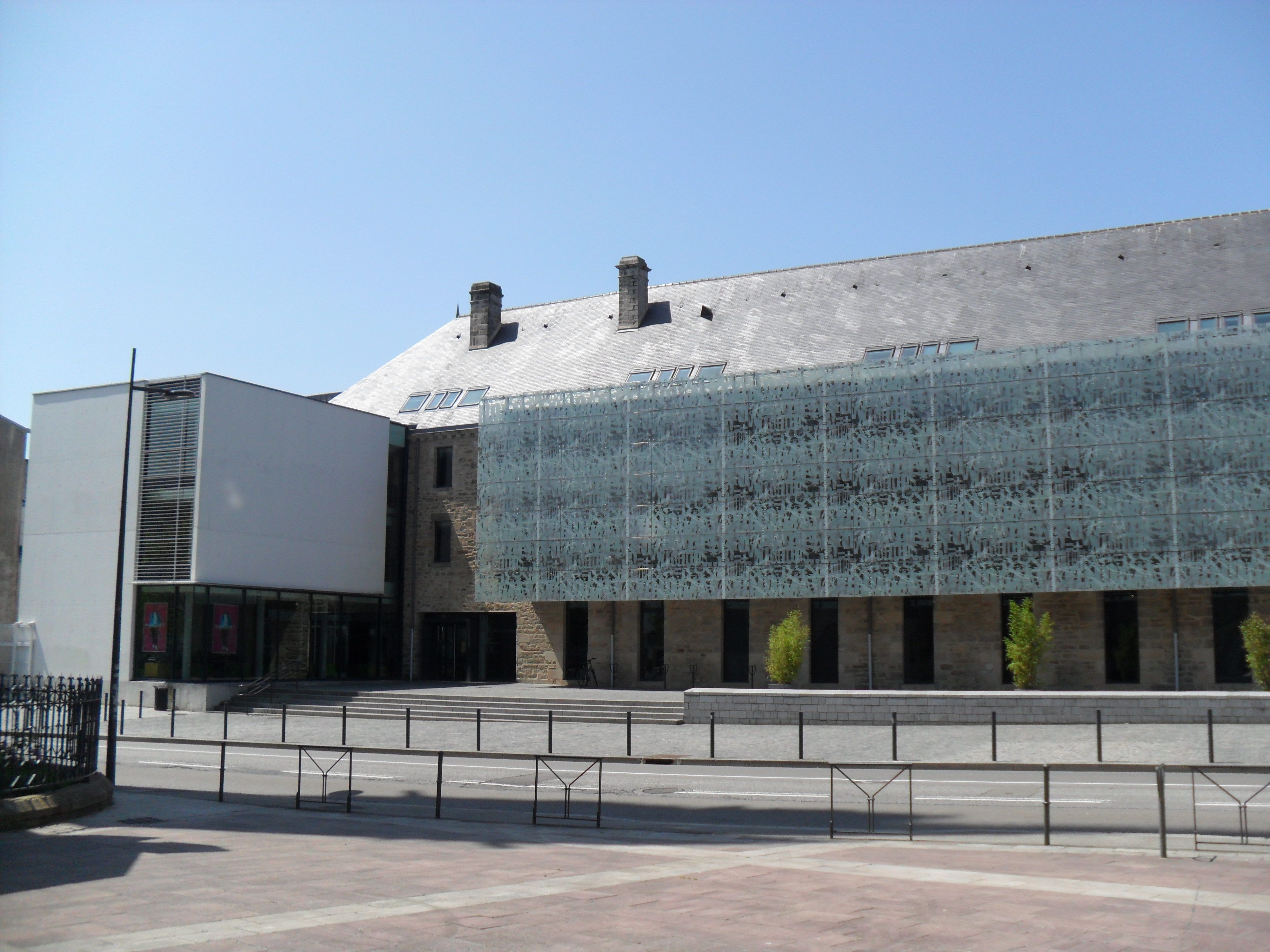
Façade est de la médiathèque Alain-Gérard.
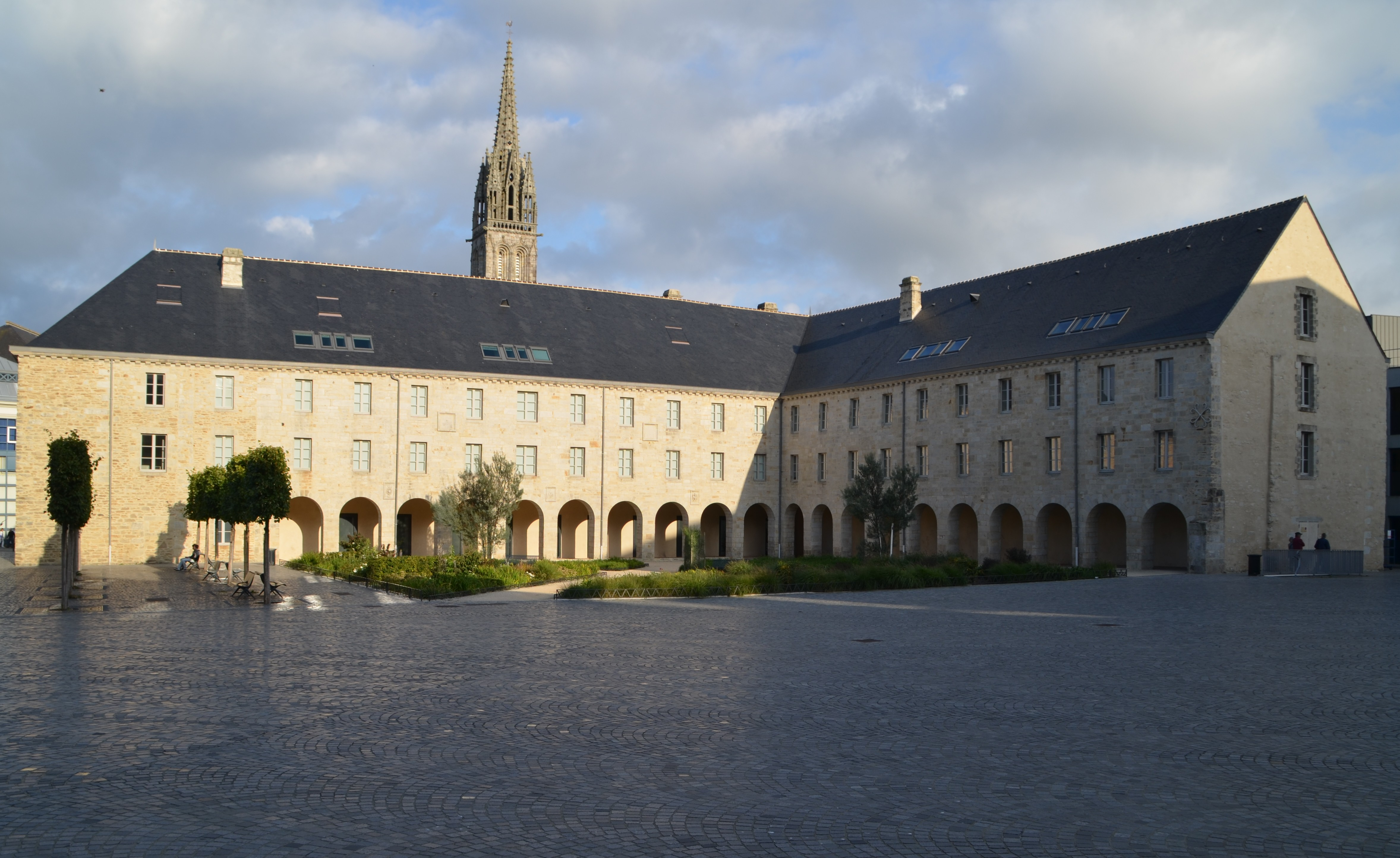
Façade ouest de la médiathèque Alain-Gérard.

#### Statuaire

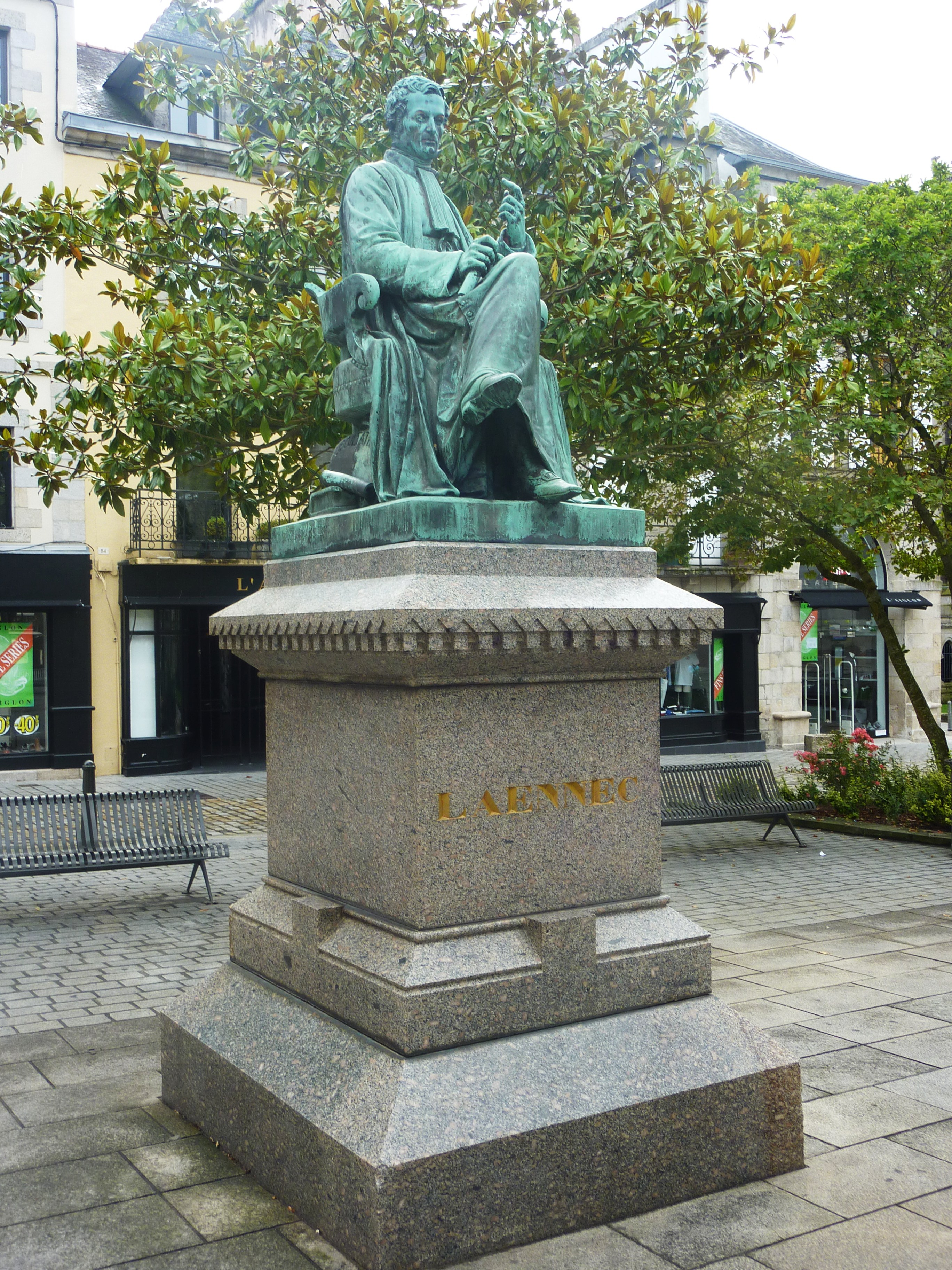
Monument à René Laënnec.

- Le Monument à René Laënnec est érigé devant l'hôtel de ville. Cette statue en bronze est l'œuvre d'Eugène-Louis Lequesne et date de 1867. Le médecin, inventeur de l'auscultation médiate et du stéthoscope, est également figuré en buste sur un monument de pierre dû au sculpteur René Quillivic, visible à l'hôpital qui porte aussi son nom, avenue Yves Thépot.
- Place La Tour d'Auvergne, se dressait avant la Seconde Guerre mondiale le Monument à La Tour d'Auvergne érigé en 1908, à la mémoire du carhaisien, « premier grenadier de la République », né en 1743, tué au combat d'Oberhausen en Allemagne le 27 juin 1800 et auteur de divers ouvrages sur la langue bretonne. Cette statue de bronze du sculpteur Philippe Joseph Henri Lemaire représentant sur piédestal de maçonnerie le héros expirant soutenu par une victoire ailée, occupait le centre de la place, qui sert maintenant de parking payant. Ce monument a été remplacé par une statue en granite figurant le même personnage au garde à vous, œuvre du sculpteur Robert Michel, érigée après la Seconde Guerre mondiale.
- À l'angle nord-ouest de la même place se dresse le Monument aux morts de la Première Guerre mondiale, représentant un fusilier marin en fonte. Il s'agit d'un monument érigé à l'origine sous l'égide du Souvenir français, en 1909 au cimetière Saint-Marc. Il a été transféré en 1951 sur son site actuel. Le personnage du fusilier marin, antérieur à 1914, ne représente donc pas, contrairement à ce qu'on dit parfois, un des glorieux marins de l'amiral Ronarc'h. Il s'agit en fait de la copie de l'un des nombreux personnages de la base du monument inauguré au Mans en 1885 à la mémoire de la deuxième armée de la Loire défaite à proximité de cette ville par les Prussiens après deux journées de résistance en janvier 1871. Le créateur du marin est le sculpteur ardennais Aristide Croisy.
- À proximité du pont Firmin se dresse le Monument aux filles de la mer, du sculpteur François Bazin, datant de 1935 ; il représente, au pied d'un menhir de granit, une Sénane et une Ouessantine sculptées dans la même roche, abîmées à l'origine dans la contemplation des flots océaniques, et maintenant dans celle de la circulation automobile locale.
- Dans le petit espace en bordure de la rue René-Madec, le long du Stéir redécouvert, a été inaugurée en 2003 une stèle surmontée d'un buste en bronze du résistant Jean Moulin pour marquer le 60e anniversaire de sa mort. Il avait occupé dans les années 1930 les fonctions de sous-préfet de Châteaulin. Il en est de même pour la stèle au général de Gaulle, qui prononça son dernier grand discours public lors de son voyage à Quimper en 1969.

### Parcs et jardins
Quimper a reçu quatre fleurs et la distinction « Grand prix » au palmarès 2007 du concours des villes et villages fleuris.
Le jardin de la Retraite est situé dans le centre-ville à l'intérieur des remparts de l'ancienne ville fortifiée. À cette époque, il était le jardin d'un monastère. Les espèces viennent du monde entier puisque certains arbres viennent de Chine, d'Afrique du Sud ou encore de Nouvelle-Zélande. Sa superficie totale est de 5 800 m2. En surplomb de ce jardin se trouve le jardin de la Paix. Il fut inauguré en avril 2013 et regroupe un ensemble de plantes méditerranéennes sur 900 m2. Également au centre-ville, près du mont Frugy, le jardin du Théâtre regroupe depuis le XIXe siècle des plantes originaires de Chine et des États-Unis. Il s'étend sur 6 400 m2. Toujours au centre-ville, derrière le théâtre Max-Jacob, le jardin éponyme ouvert en 1904 accueille principalement des variétés venues du Chili. Dans le cadre du Pôle culturel Max-Jacob, ce jardin dispose également d'une roseraie et d'un jardin pédagogique. Enfin, le jardin du Prieuré, situé le long de l'Odet, près du quartier historique de Locmaria, regroupe quant à lui 150 plantes médiévales dans le but de reproduire le jardin à l'époque d'Anne de Bretagne. Sa surface est de 1 700 m2. Depuis 2009, il a le titre de « Jardin remarquable. » Plus en aval de l'Odet, le château de Lanniron abrite des jardins à la française depuis le XVIIe siècle sur 27 hectares.

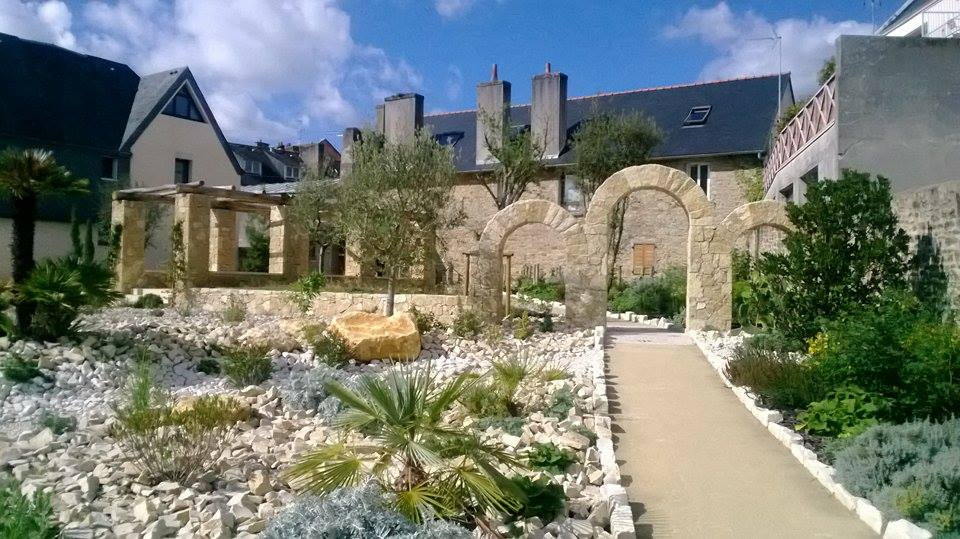
Jardin de la Paix.
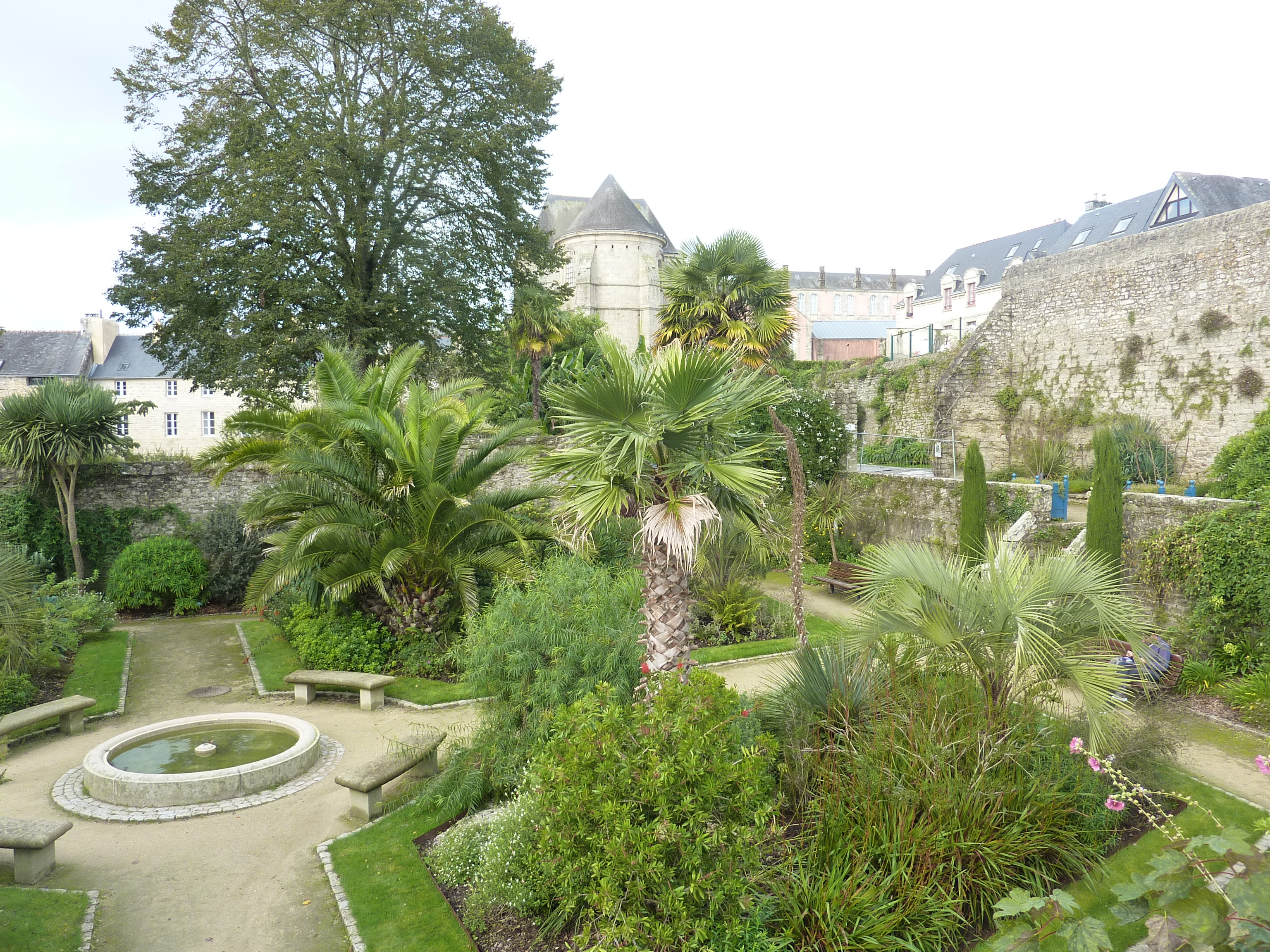
Jardin de la Retraite.
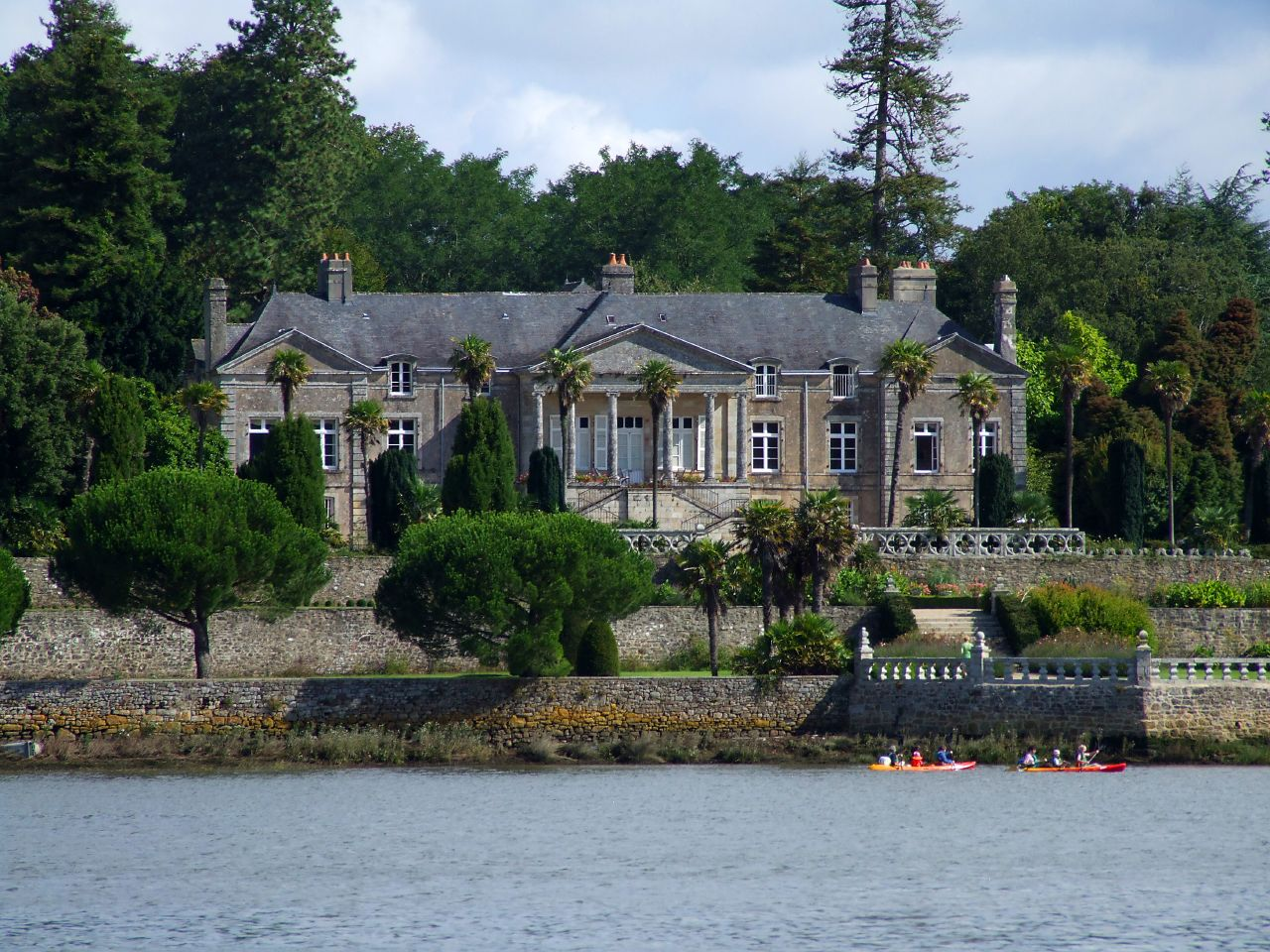
Château de Lanniron et son jardin remarquable.

### Patrimoine naturel
Le mont Frugy est parcouru par des chemins dans une falaise boisée surplombant la ville. C'est un site classé depuis 2011 de 6 hectares.
Les gorges du Stangala où coule le fleuve Odet (à 7 km N.E.). Les gorges boisées de l'estuaire de l'Odet (visite en vedettes touristiques).
La commune compte plusieurs espaces naturels protégés à divers titres :
- le chemin de halage de l'Odet[282] comprenant 4 hectares couverts par un arrêté préfectoral de protection de biotope en date du 18 août 2005 afin de protéger le cranson des estuaires (Colchearia aestuaria), plante protégée au niveau national. Cette zone de protection se trouve sur la rive droite de l'Odet, le long du chemin de halage entrer la place des Acadiens et le bois du Corniguel[283] ;
- la zone naturelle d'intérêt écologique, faunistique et floristique (ZNIEFF) de type 2 de 2 611 hectares de la vallée de l'Odet, également sur les communes de Bénodet, Combrit, Gouesnach, Plomelin[284] ;
- la ZNIEFF de type 2 de 296 hectares de la baie de Kerogan, également sur la commune de Plomelin[285]. La baie de Kerogan est situé juste en aval de la ville. Elle est bordée sur sa rive gauche par les tourbières de Kerogan[286] et Stang Zuqui abrite entre autres l'escargot de Quimper et des droséras, ce qui provoqua des polémiques, les écologistes protestants contre les projets d'urbanisation dans cette zone, finalement protégée par un périmètre de protection et de valorisation (décision du conseil municipal de Quimper en date du 19 décembre 1997)[287].

On trouve aussi :
- la ZNIEFF de type 2 de 33 hectares de l'Isole, également sur la commune de Roudouallec[288] ;
- la ZNIEFF de type 1 de 9 hectares de la tourbière de la fontaine de Keribin[289].

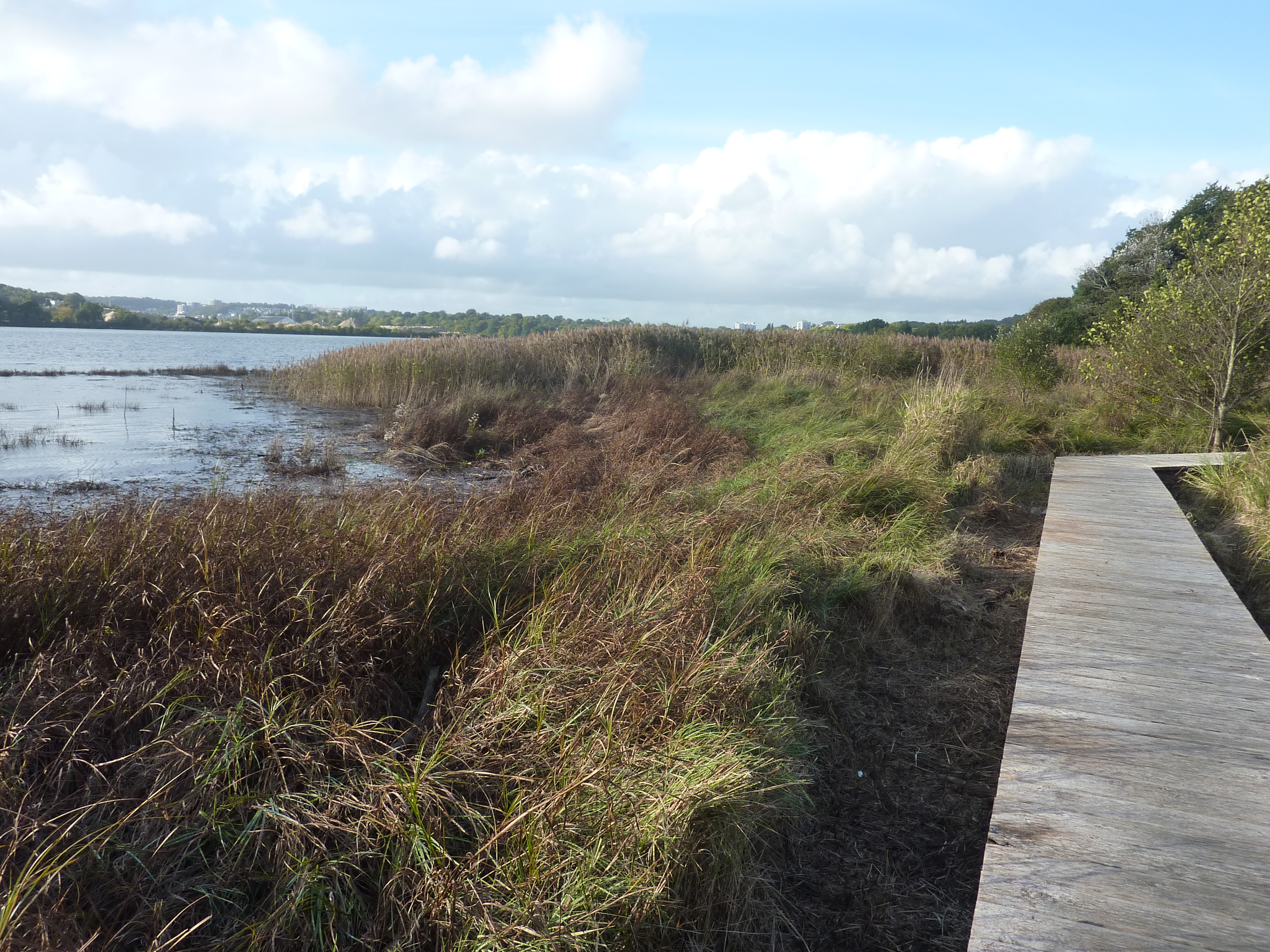
La tourbière de Kerogan sur la rive gauche de l'Odet juste en aval de Quimper 1.
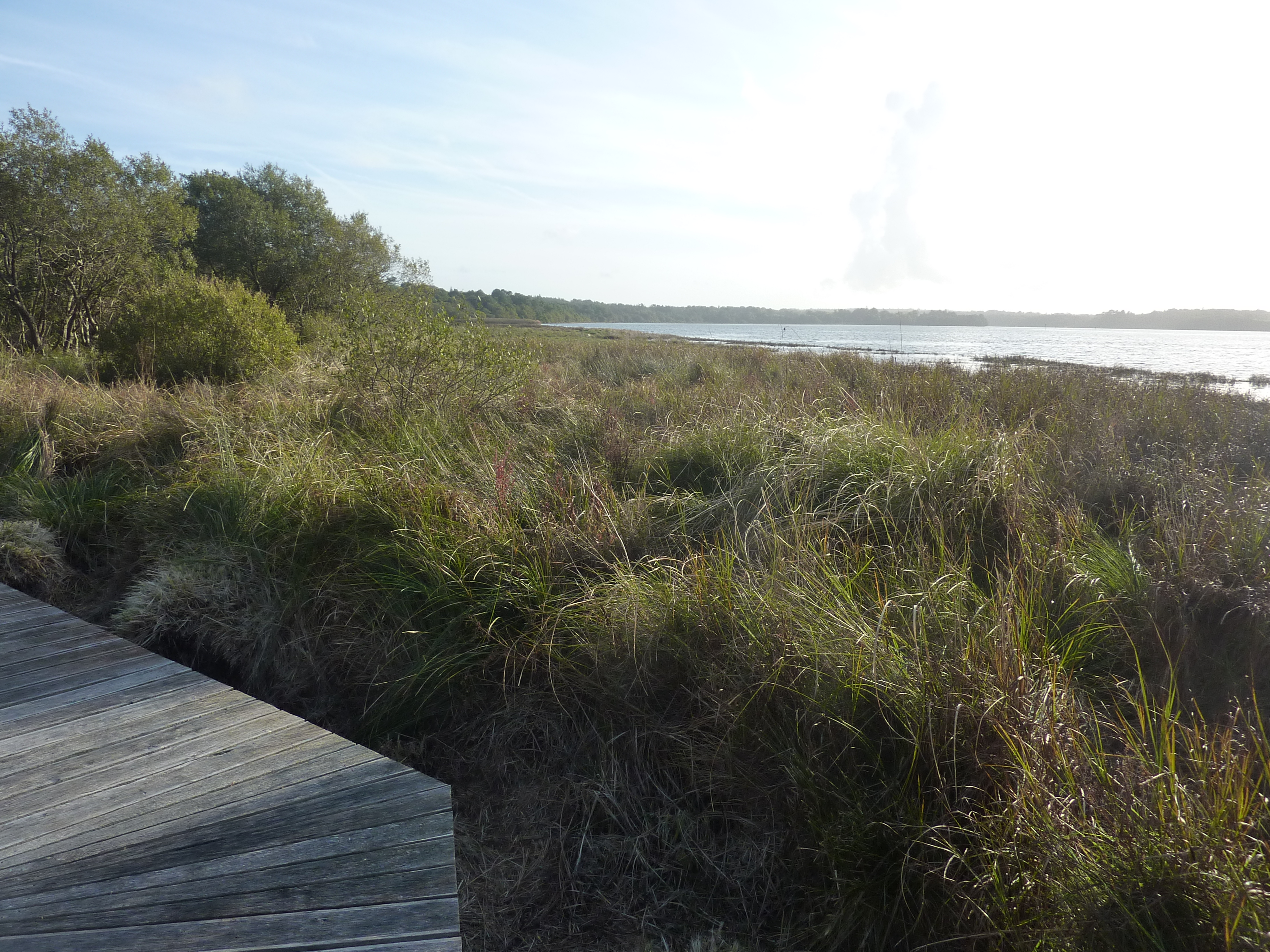
La tourbière de Kerogan sur la rive gauche de l'Odet juste en aval de Quimper 2.

### Romans dont l'intrigue ou une partie se déroule à Quimper
- Jules Verne : le Comte de Chanteleine (1864), décrit Quimper en 1793.
- Bernard Larhant : Quimper sur le gril (2009), premier roman des aventures de Paul Capitaine, capitaine de police.
- Jean Michel Bernard : Le bagad bombarde à Quimper (2017).
- François Lange : le Manuscrit de Quimper (2018) se passe à Quimper au début de l'année 1858.
- François Lange : son roman policier La Bête de l'Aven (2018) se passe en partie à Quimper en juillet 1858.
- André Grall, Le Pendu d'Argol

### Tableaux et gravures représentant Quimper
De nombreux peintres et dessinateurs ont représenté Quimper. Parmi eux :
- Olivier Perrin, Le Champ de foire à Quimper, 1821, 69,4 × 86,4 cm, musée des Beaux-Arts de Quimper[290]
- Eugène Boudin :
  - Le port de Quimper, 1857, 40,3 cm × 62,3 cm, musée des Beaux-Arts de Quimper[291]
  - Bretonnes agenouillées dans la cathédrale de Quimper, 1857, 12,6 cm × 21,7 cm, musée du Louvre, département des Arts graphiques[292]
  - Marché sous l'ancienne halle de la place Saint-François à Quimper, 22 cm × 29,8 cm, musée du Louvre, département des Arts graphiques[293]
  - Sonneur bretons, à Quimper, 20,4 cm × 27 cm, musée du Louvre, département des Arts graphiques[294]
- Jules Noël, L'arrivée de la diligence à Quimper-Corentin sous le Directoire, 1873, 100,2 cm × 130,5 cm, musée des Beaux-Arts de Quimper[295]
- Jules Girardet, Les Révoltés de Fouesnant ramenés à Quimper par la garde nationale, 1886-1887, 158 cm × 221,5 cm, musée des Beaux-Arts de Quimper[296]
- Henri Alphonse Barnoin, Jour de marché à Quimper Place Saint-Corentin, début du XXe siècle[297]
- William Henry Charlton, Vue de Quimper, début du XXe siècle, 46 cm × 54 cm[298]
- Fernand Legout-Gérard, La place Terre-au-Duc, 1910, 46 cm × 54 cm, musée des Beaux-Arts de Quimper[299]
- Constantin Petrescu Dragoe, Peisaj din Quimper, 1930
- Paul Signac, Quimper, 1935, 15,9 cm × 19,9 cm

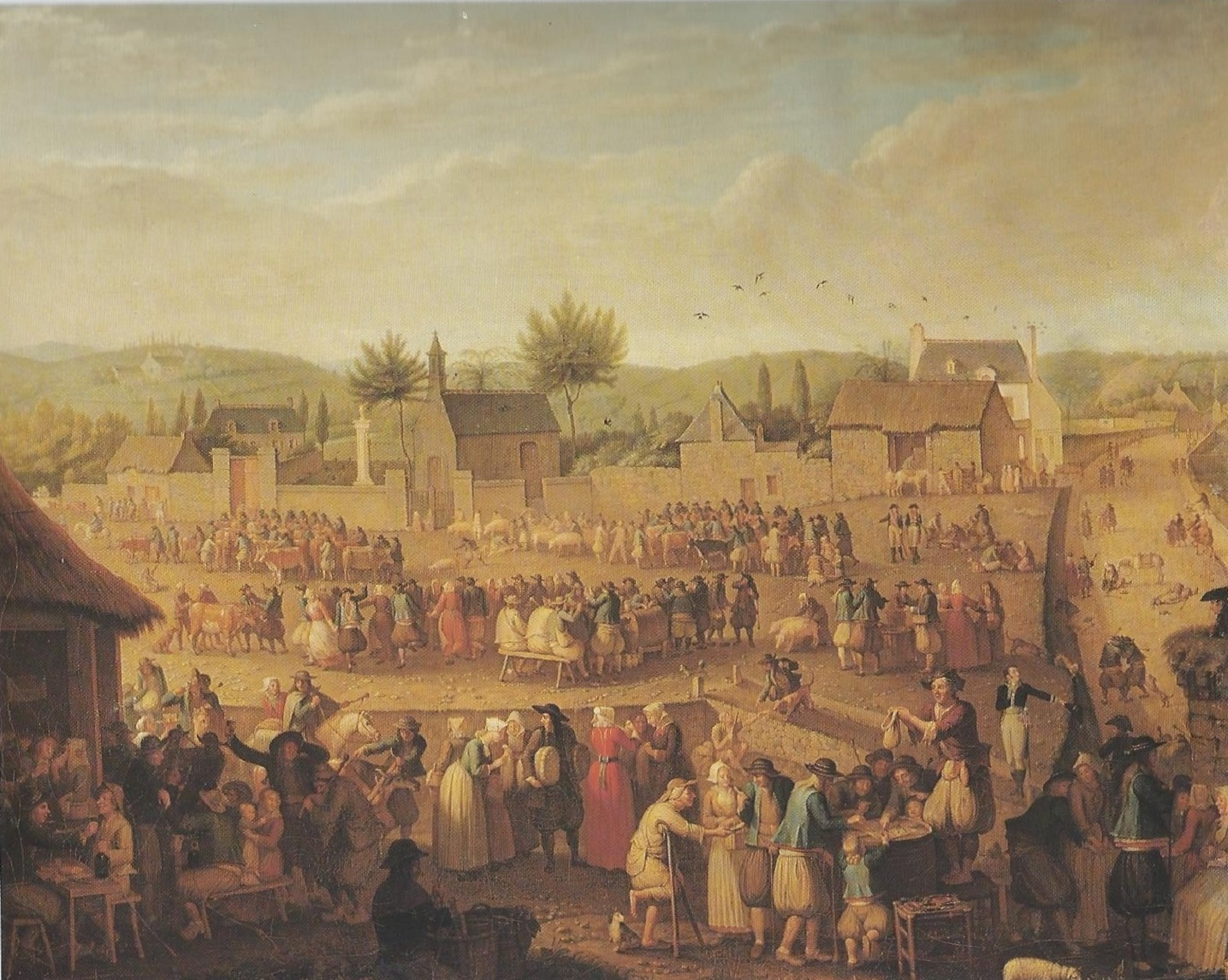
Le Champ de foire à Quimper, 1821 Olivier Perrin Musée de Quimper.
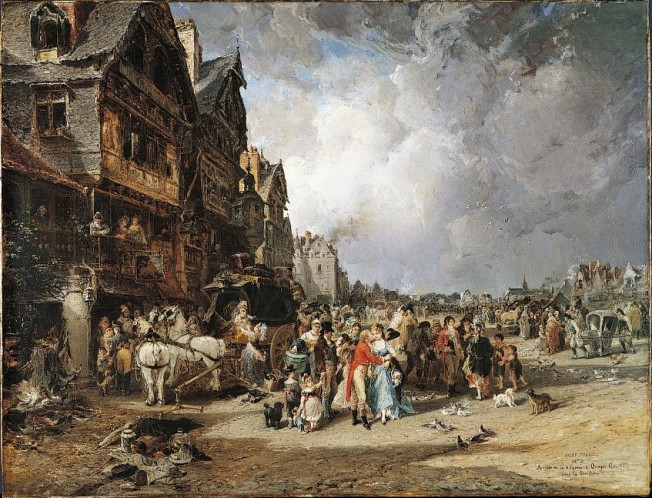
L'Arrivée de la diligence à Quimper-Corentin sous le Directoire, 1873 Jules Noël Musée de Quimper.
Les Révoltés de Fouesnant ramenés à Quimper par la garde nationale, 1886 Jules Girardet Musée de Quimper.
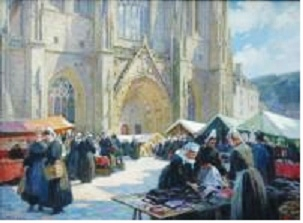
Jour de marché à Quimper place Saint-Corentin Henri Alphonse Barnoin (1882-1940) Collection privée, vente 2005
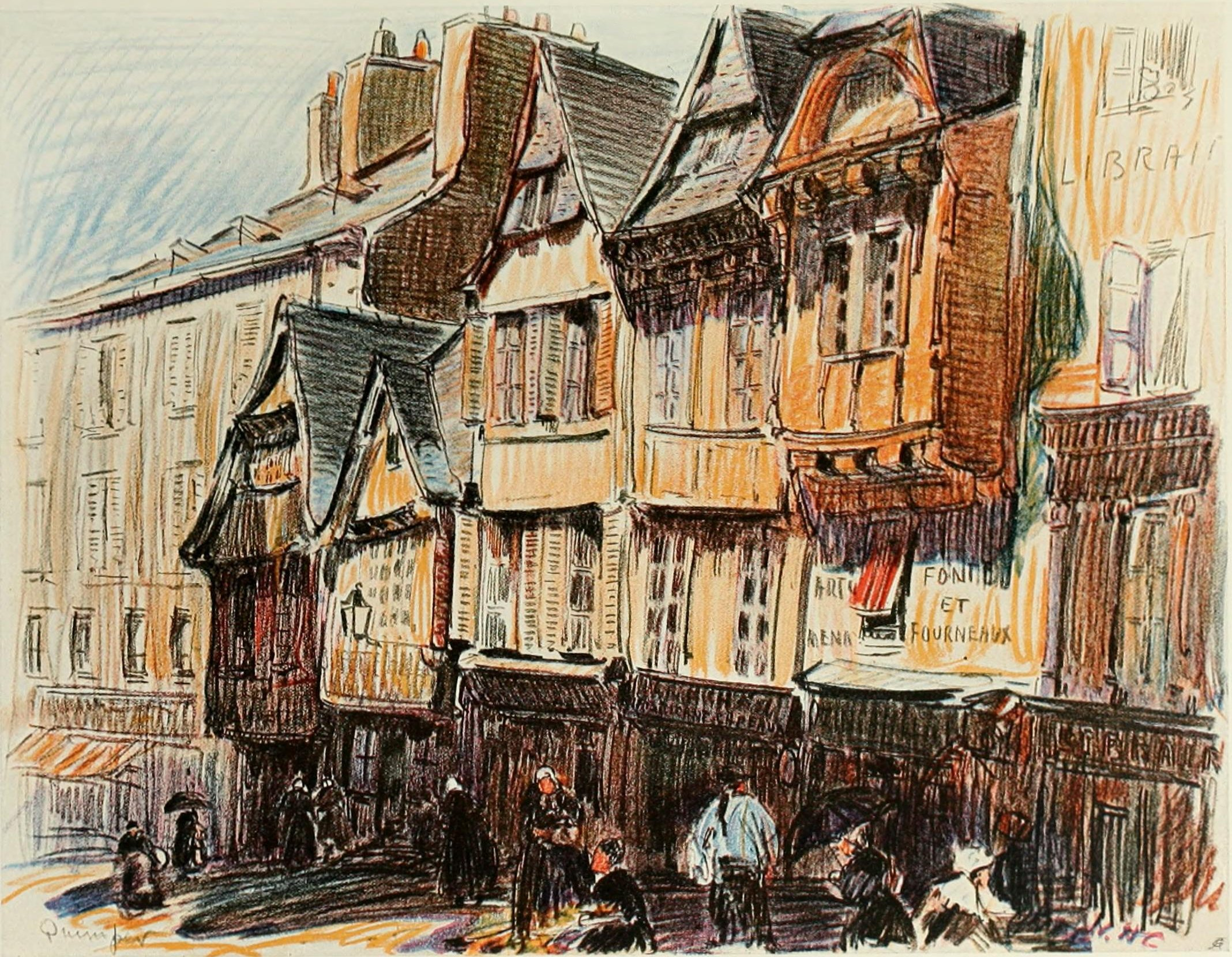
Vue de Quimper William Henry Charlton (1846-1918)
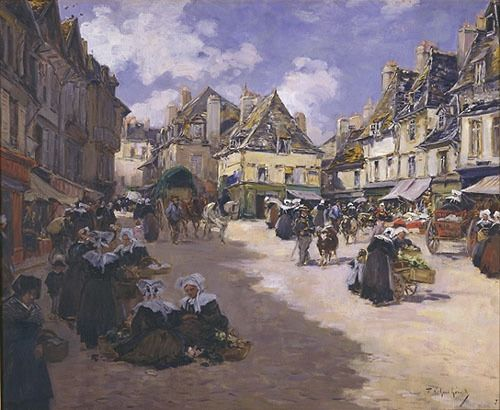
La Place Terre-au-Duc, 1910 Fernand Legout-Gérard Musée de Quimper
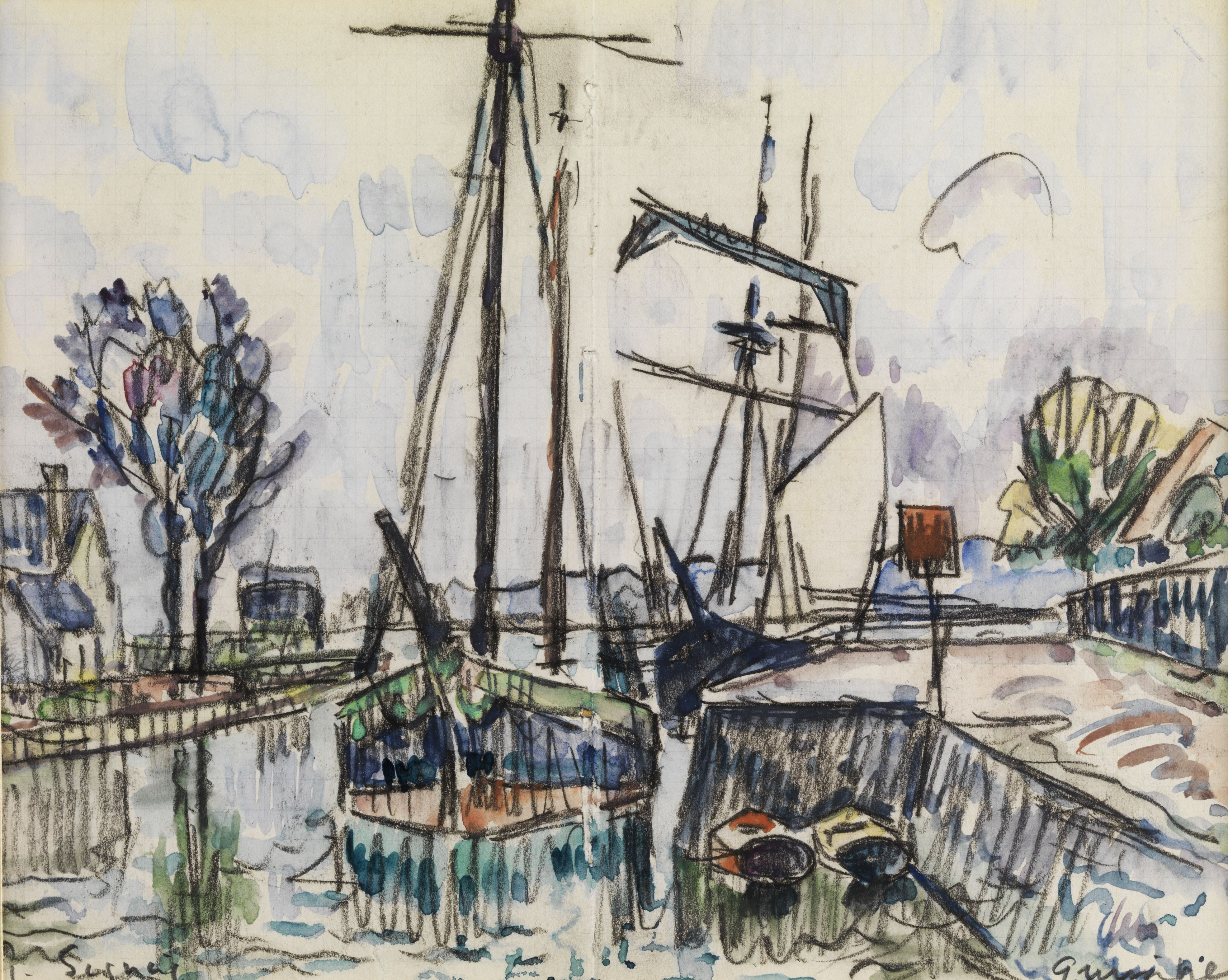
Quimper Paul Signac Collection privée
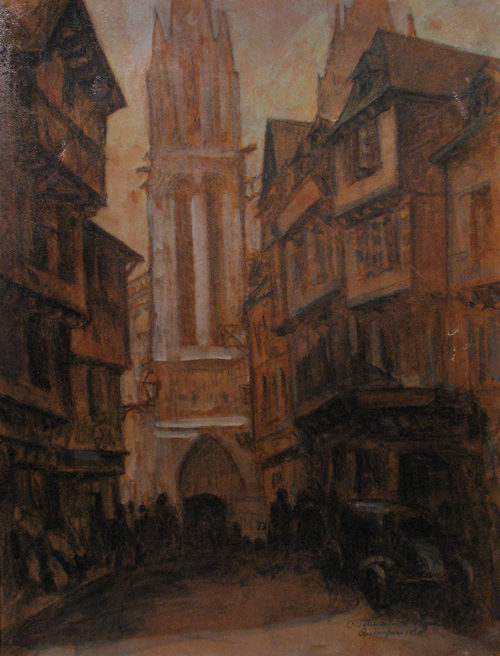
Paysage de Quimper, 1930 Constantin Petrescu Dragoe Collection privée

### Philatélie
Un timbre postal, d'une valeur de 12 francs anciens, soit 0,0183 euro, représentant la rue Kéréon et la cathédrale de Quimper a été émis le 14 juin 1954 à 19 468 000 exemplaires. Six autres timbres à l'effigie du Festival de Cornouaille ont été émis le 27 juin 2013.

### Manifestations culturelles et festivités
- Manifestations hebdomadaires :
  - les Halles Saint-François, tous les jours ;
  - le Grand Marché de Quimper, les mercredis et samedis matin ;
  - marché du Braden, les dimanches matin de 7 h à 14 h ;
  - marché bio de Kerfeunteun, les vendredis après-midi de 16 h à 19 h 30.
- Liste des manifestations et festivités quimpéroises classée par mois :

- - Cirques d'hiver (fin janvier) ;
  - Les Hivernautes (février) ;
  - festival Yakayalé (avril) ;

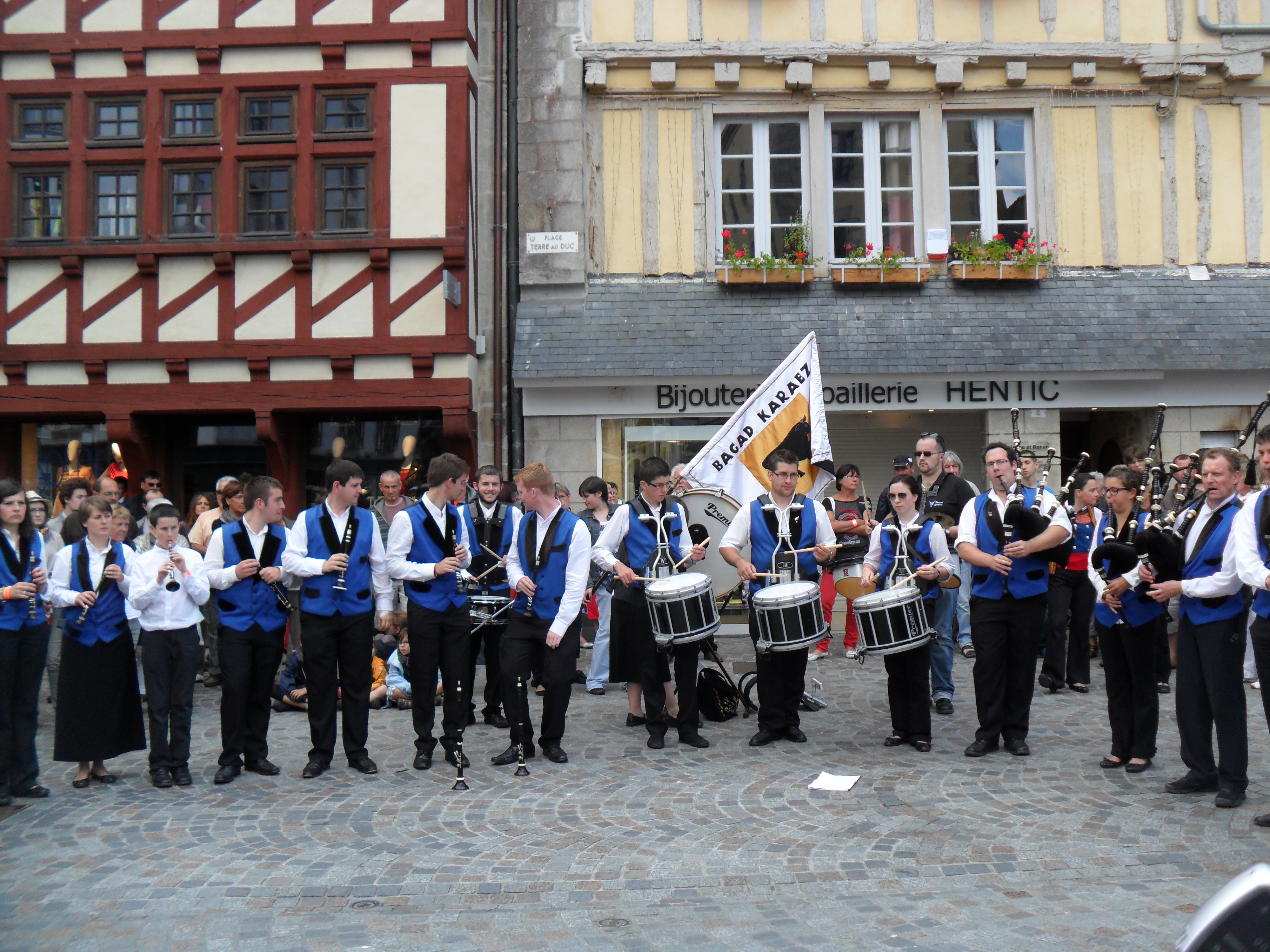
Bagad Karaez au Festival de Cornouaille de 2012.

  - Les Jeudis de l'Évêché (les jeudis soir de mi-juin à mi-septembre) ;
  - Festival de Cornouaille (troisième semaine de juillet) ;
  - Les visites contées estivales (juillet et août) ;
  - Semaines Musicales de Quimper (3 premières semaines d'août) ;
  - Festival Insolent (octobre) ;
  - L'odyssée des mots (octobre) ;
  - Festival Halloween (fin octobre) ;
  - Cyber fest-noz (novembre) ;
  - Cirque de Noël (décembre) ;
  - Théâtre à Tout Âge (décembre) ;
  - Penn Ar BD, festival de bande dessinée.
- Manifestations et festivités non spécifiques à Quimper mais auxquelles elle participe :

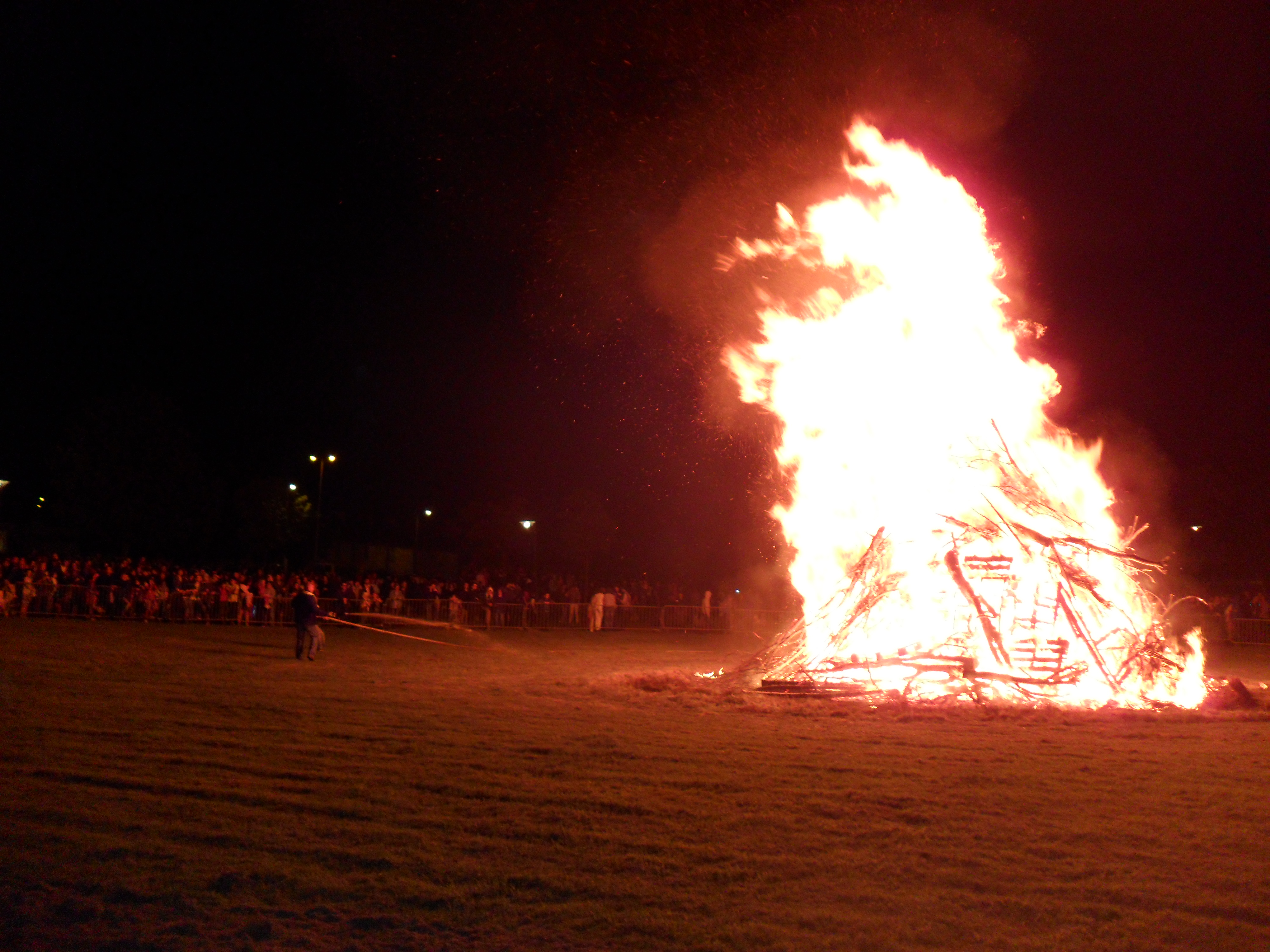
Le feu de la Saint-Jean de 2012 au Moulin Vert.

- - Luna Park (fin janvier à début mars) ;
  - Printemps des Poètes (mars) ;
  - Printemps du cinéma (fin mars) ;
  - Fête des voisins (dernier vendredi de mai ou premier vendredi de juin) ;
  - Nuit des musées (mai) ;
  - Fête de la Saint-Yves (19 mai) ;
  - Fête de la lecture (fin mai) ;
  - Rendez-vous aux jardins (premier week-end de juin) ;
  - Fête de la musique (21 juin) ;
  - Fête de la Saint-Jean (24 juin) ;
  - Fête du cinéma (fin juin) ;
  - Fête nationale française (14 juillet) ;
  - Fête foraine (août) ;
  - Rentrée du cinéma (septembre) ;
  - Journées européennes du patrimoine (mi-septembre).

### Personnalités liées à la commune

#### Personnes célèbres nées à Quimper

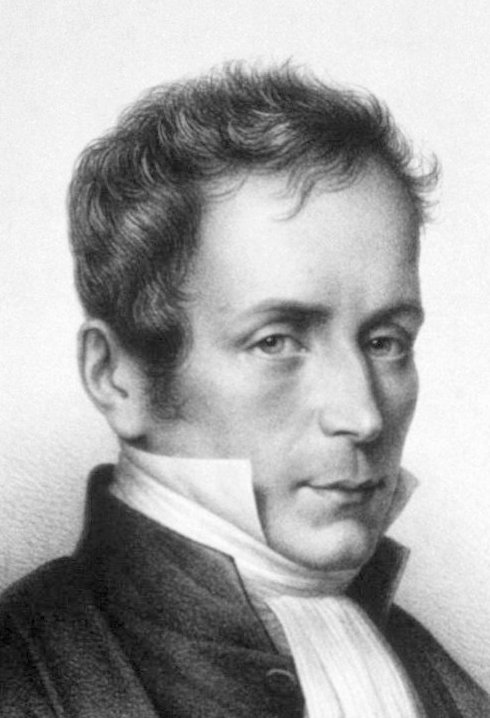
René Laennec.

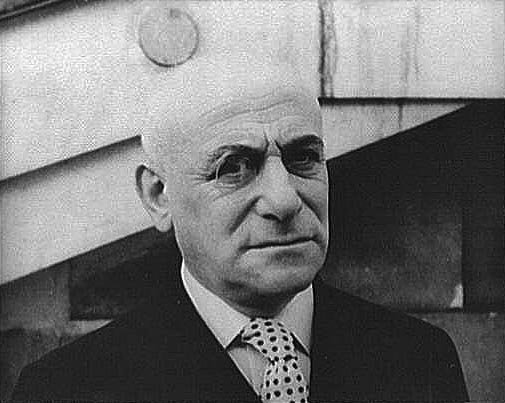
Max Jacob.

- Michel Marion, receveur ducal mort pour délivrer son duc (vers 1450) ;
- Jean Moreau, chanoine et auteur de Mémoires sur les guerres de la Ligue en Cornouaille (vers 1552) ;
- Élie Fréron, critique littéraire, adversaire de Voltaire (1718) ;
- Denis Bérardier (1735-1794), théologien et religieux français, a obtenu que Quimper soit le chef-lieu du département ;
- René Madec, soldat du roi, général et nabab du grand moghol des Indes (1736) ;
- Augustin Le Goazre de Kervélégan (1748-1825), avocat et révolutionnaire ;
- Jean Marie Jacques de Lécluse de Longraye de Vieux-Châtel (1759-1834), noble français ayant participé à la Guerre d'indépendance des États-Unis ;
- Esprit-Tranquille Maistral, (1763 - 1815), contre-amiral ;
- René Laennec, médecin, inventeur du stéthoscope (1781) ;
- Anne-Marie Audouyn de Pompéry, épistolière, surnommé la « Sévigné cornouaillaise » ;
- Alexandre Massé, industriel du textile, inventeur du bouton à quatre trous, bienfaiteur (1829) ;
- Émile Lemoine (1840-1912), géomètre ;
- Alexandre Marie Thomas (1844-1908), aumônier du Lycée, chanoine à la cathédrale, historien, né et mort à Quimper[302],[303].
- Louis Hémon, avocat, député, puis sénateur du Finistère (1844-1914) ;
- Pierre Alexis Ronarc'h, vice-amiral (1865) ;
- Charles Armand Picquenard, docteur en médecine, botaniste, promoteur du scoutisme (1872) ;
- Léon Le Berre, journaliste et écrivain, promoteur du régionalisme breton (1874) ;
- René Cardaliaguet ou chanoine Cardaliaguet, 1875 ;
- Victor Le Gorgeu, sénateur du Finistère, maire de Brest, commissaire régional de Bretagne (1881) ;
- Max Jacob, poète, romancier, essayiste et peintre (1876) ;
- Augustin Tuset, sculpteur & graveur (1893-1967) ;
- Jean Le Roy (1894-1918), poète ;
- Carl de la Sablière, (1895-1979), navigateur, champion olympique aux Jeux olympiques d'été de 1928 ;
- André Derrien(1895-1994), champion olympique de voile en 1928 ;
- Georges Chauvel (1902-1973), homme politique ;
- Louis Salou (1902-1948), acteur [réf. nécessaire] ;
- Césaire de Poulpiquet, (1903-1943), résistant ayant hébergé clandestinement des aviateurs pendant la Seconde Guerre mondiale, déporté et mort en Allemagne ;
- Yves Rolland (1903-1943), résistant français, Compagnon de la Libération ;
- Charles Hernu (1923-1990), ministre, député du Rhône ;
- Jacques Villeglé (1926-2022), artiste peintre/plasticien renommé pour ses affiches lacérées ;
- Dodik Jégou (1934-2024), artiste peintre, céramiste, poète, récipiendaire de l'Ordre de l'Hermine, promotion 1997 ;
- Jean Failler (1940), mareyeur, auteur de polar, écrivain,  mémorialiste et éditeur ;
- Jean-Yves Besselat (1943), homme politique ;
- Hervé Jaouen (1946), écrivain ;
- Dan Ar Braz (1949), guitariste auteur-compositeur-interprète qui donne naissance à l'Héritage des Celtes pour le festival de Cornouaille de 1993 ;
- Erwan Ropars (1950-2015), musicien et compositeur, il fut penn-soner du Bagad Kemper durant vingt-cinq ans ;
- Philippe Poupon (1954), navigateur ;
- Pierre Miossec (1955), professeur d'immunologie clinique ;
- André Grall (1956), écrivain, scénariste ;
- Jakez Bernard (1956), producteur musical et président de Produit en Bretagne ;
- Marie Seznec Martinez (1958-2015), mannequin, ambassadrice puis directrice de la haute couture chez Christian Lacroix, styliste ;
- Marc Guillemot (1959), navigateur ;
- Jean Le Cam (1959), navigateur ;
- Bertrand de Broc (1960), navigateur ;
- Fañch Le Henaff (1960), graphiste ;
- Roland Jourdain (1964), navigateur ;
- Anthony Palou (1965), écrivain ;
- Pascal Le Guern (1968), journaliste ;
- Jean-Charles Guichen (1970), guitariste ;
- Ronan Bouroullec (1971), designer ;
- Frédéric Guichen (1972), accordéoniste ;
- Erwan Bouroullec (1976), designer ;
- Éric Péron (1981), navigateur ;
- Vincent Le Goff, (1989), footballeur professionnel.

Selon la base Léonore, 382 personnes nées à Quimper et décédées avant 1977 ont reçu l'Ordre national de la Légion d'honneur.

#### Personnes célèbres mortes à Quimper

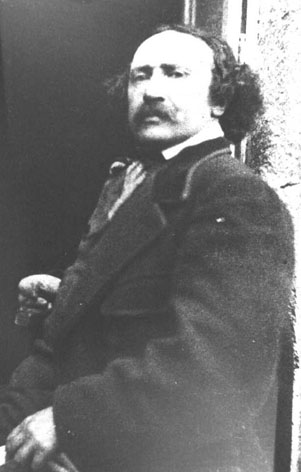
François-Marie Luzel.

- Jean Discalceat, Santig Du (1349),
- Jean Moreau, voir ci-dessus (29 juin 1617)
- François de Coëtlogon, évêque de Cornouaille pendant 40 ans. C'est son carrosse embourbé qui aurait inspiré Jean de La Fontaine (1706).
- Marie Tromel, dite Marion du Faouët, bandit, torturée et pendue en 1755
- Alain Nédélec, agriculteur, juge de paix du canton de Fouesnant, premier condamné à être guillotiné à Quimper (1793)
- Yves Marie Audrein, évêque du Finistère (1800)
- François Valentin, peintre et homme politique (1804)
- Pierre-Vincent Dombidau de Crouseilles, évêque de Quimper (1823)
- Jean-Marie de Silguy, fondateur du musée des Beaux-Arts de Quimper (1864)
- Olivier Perrin, peintre (1832)
- Nanine Souvestre-Papot, romancière féministe, épouse d'Émile Souvestre et belle-mère d'Alfred Beau, après 1854
- Pierre-Paul de La Grandière, vice-amiral, gouverneur de Cochinchine (1876)
- François-Marie Luzel, conservateur des Archives départementales, folkloriste, écrivain en breton (1895)
- Jean-Marie Déguignet, écrivain breton de langue française (1905)
- Auguste de Penfentenyo (1837-1906), amiral
- Henri Pérennès, prêtre et historien (1951)
- Charles Léon Godeby, peintre et conservateur du Musée des beaux-arts de Quimper (1952)
- Abel Villard, peintre et industriel breton, fondateur de la confiturerie Villard en 1924 (1969)
- Eugène De Bie, peintre belge (1983)
- Pierre-Jakez Hélias, écrivain en breton, journaliste, professeur de lettres (1995).
- Jean-Luc Dehaene, premier ministre belge (2014).
- Maurice Laval (1921-2019), résistant, journaliste et homme politique.

#### Personnes célèbres ayant vécu ou travaillé à Quimper
- Rémi Blanchard, peintre.

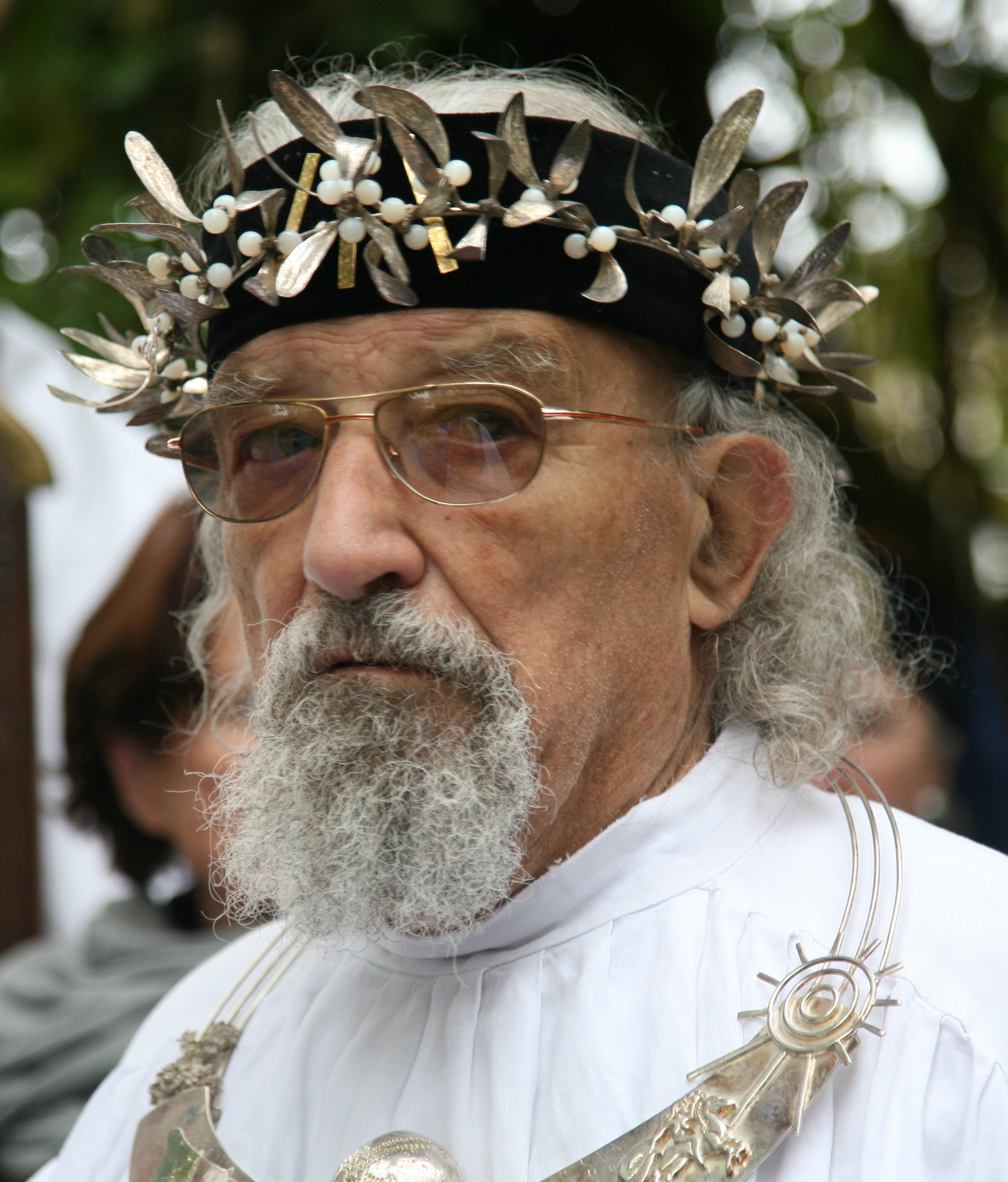
Gwenc'hlan Le Scouëzec.

- Ronan et Erwan Bouroullec, designers.
- Yann Brekilien, écrivain, fondateur de l'Association des écrivains bretons.
- Yann Bricler, militant nationaliste breton devenu pro-nazi pendant la Seconde Guerre mondiale et assassiné à Quimper.
- Patrick Camus, peintre.
- André Cariou, historien de l'art, directeur du musée des beaux-arts de 1984 à 2012.
- Saint Corentin (VIe siècle ?), légendaire premier évêque de Cornouaille.
- René-Yves Creston, artiste plasticien, ethnologue et résistant, au Musée départemental breton.
- Yan' Dargent (1824-1899), peintre et illustrateur français.
- Joseph François Dupleix (1697-1763), gouverneur des Indes françaises, a étudié au collège des Jésuites.
- Gweltaz Ar Fur, chanteur et auteur-compositeur, libraire (Ar Bed keltiek) à Quimper de 1980 à 2010.
- Léon Goraguer, maire de Quimper entre 1967 et 1975.
- Julien Gracq, écrivain.
- Gradlon (VIe siècle ?), roi légendaire de Cornouaille.
- Jason Grandry, judoka français, médaillé de bronze aux Jeux Paralympique de Paris 2024.
- Jean Guillou, poète breton, auteur de nombreux cantiques, recteur de Locmaria entre 1870 et 1872[305].
- Hoël Ier, comte de Bretagne (vers 1030-1084).
- James de Kerjégu, conseiller général du Finistère, bâtisseur de la préfecture du Finistère et du Château de Trévarez.

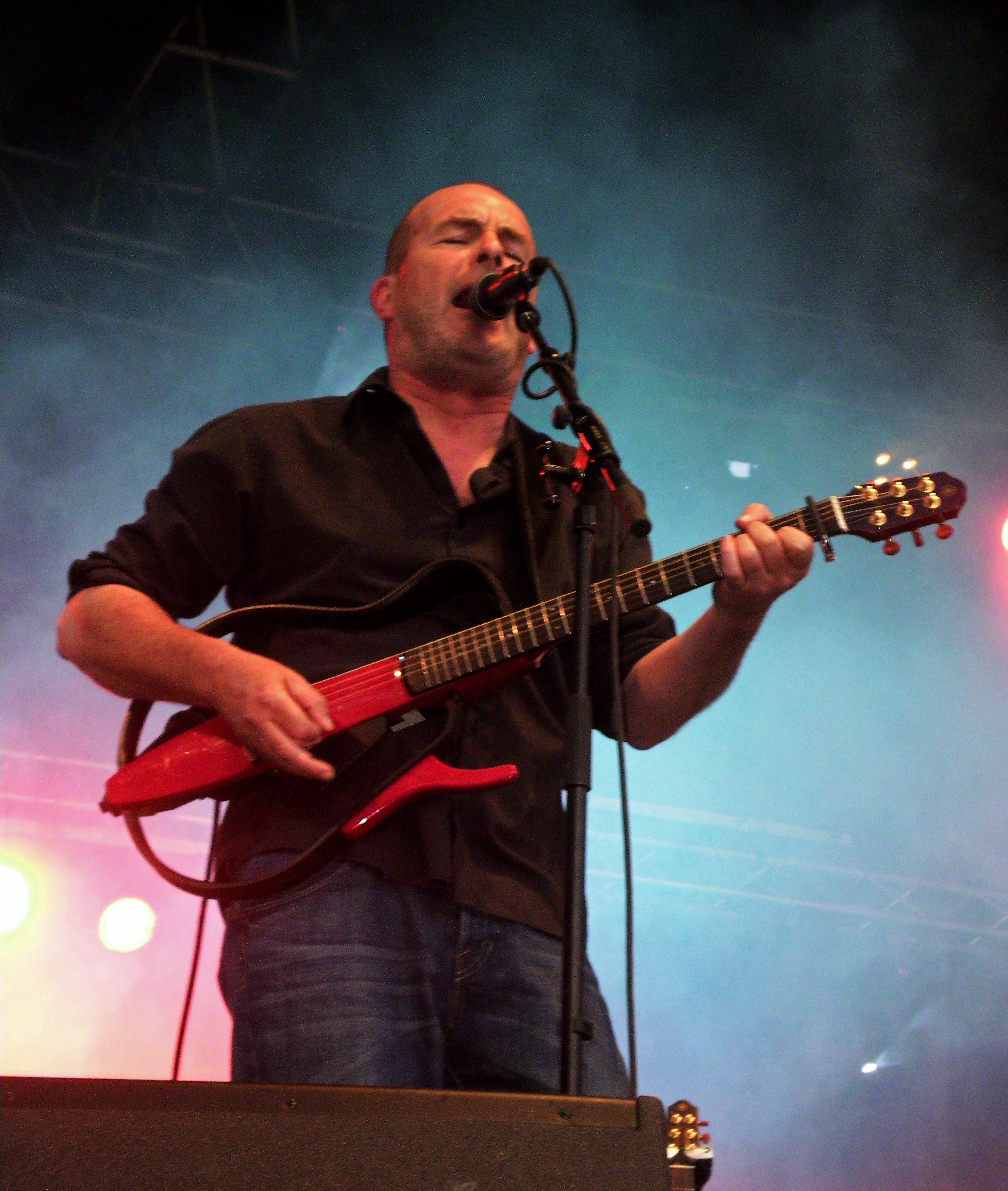
Jean-Pierre Riou.

- Théophile-Malo de La Tour d'Auvergne-Corret (né en 1743 à Carhaix), a fait ses études au collège de Quimper.
- Claude Le Coz (1740-1815), principal du collège de Quimper, puis évêque constitutionnel d'Ille-et-Vilaine.
- Gérard Le Gouic, poète et écrivain.
- Jacques Lachaud (1893-1973) et René Legrand (1890-1984) Architectes régionalistes
- Nathalie Lemel (1826-1921), libraire-relieur à Quimper, militante anarchiste, dirigeante féministe de l'Internationale.
- Léon Le Minor (né en 1920), microbiologiste, a fait ses études secondaires au collège de La Tour d'Auvergne, actuel lycée de Cornouaille.
- Gwenc'hlan Le Scouëzec (1929-2008), médecin de ville à Quimper, éditeur et écrivain, grand druide du Gorsedd de Bretagne.
- Joseph Loth, (1847-1934), professeur de langues celtiques.
- Bienheureux Père Julien Maunoir, jésuite.
- Robert Micheau-Vernez, (1907-1989), peintre, illustrateur, sculpteur.
- Edmond Michelet, député de Quimper (1967 et 1968-1969), ministre de la Fonction publique, ministre des Affaires culturelles.
- Émile de Najac (1828-1899), dramaturge, propriétaire du manoir du Bourdonnel.
- Ronan Olier, peintre.
- Émile Rocher, peintre, sculpteur et céramiste.
- Jean-Pierre Riou, né en 1963, chanteur, guitariste et leader du groupe Red Cardell.
- Rosemary Standley, née en 1979, chanteuse du groupe Moriarty.
- Pierre Tal Coat, (1905-1985), peintre.
- Gaspard Larsonneur (1994), surfeur, champion de France 2019.

#### Artistes et écrivains contemporains vivant à Quimper

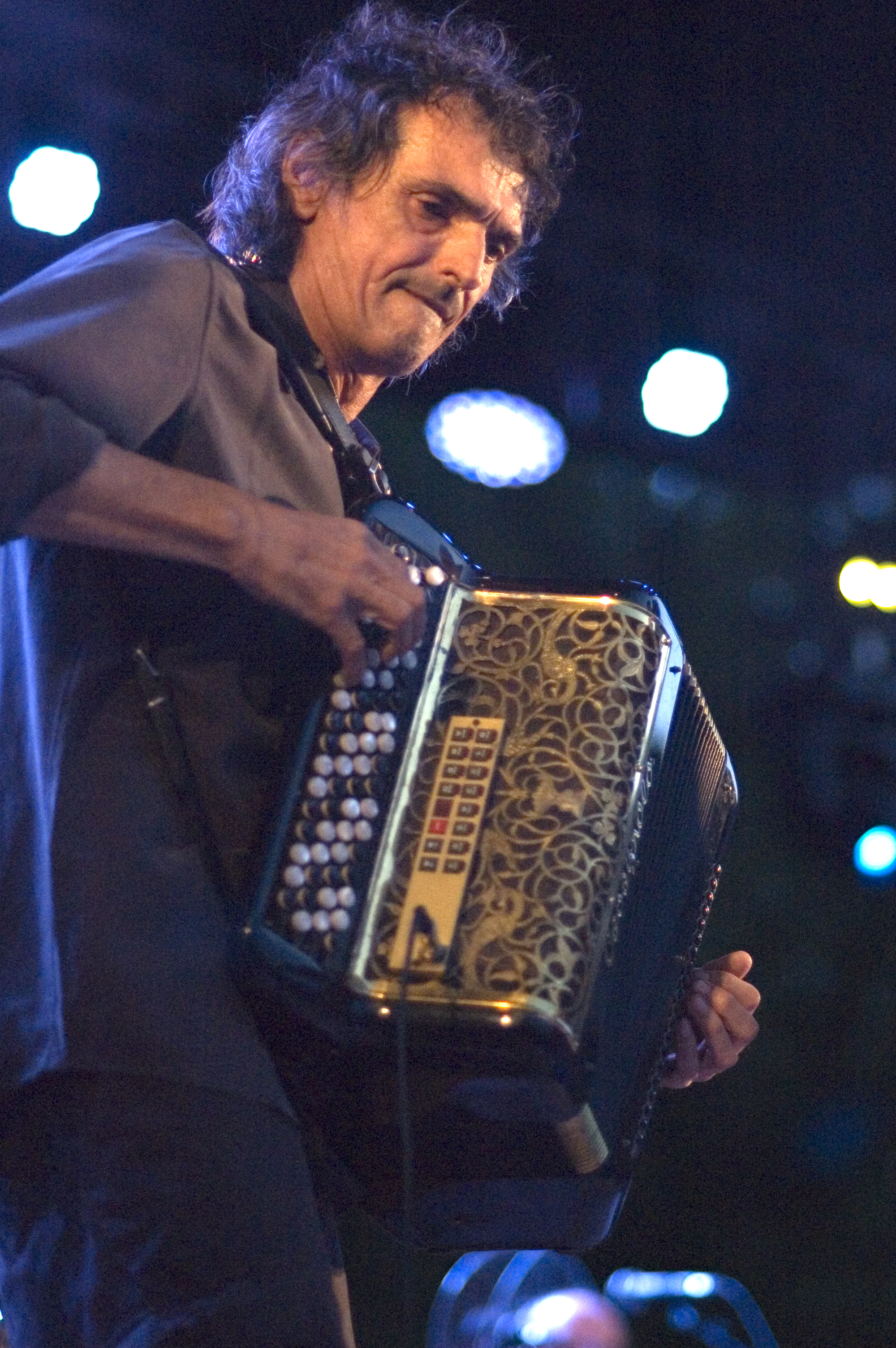
Jean-Michel Moal.

- Dan Ar Braz, guitariste et auteur-compositeur
- Louis Bertholom, poète
- Mikael Bodlore-Penlaez, auteur
- Marie-Josée Christien, poète et critique
- Louise Ebrel, chanteuse de kan ha diskan
- Pascal Jaouen, brodeur, fondateur de l'École de Broderie, styliste
- Henry Le Bal, écrivain
- Martial Ménard, écrivain et linguiste
- Jean-Michel Moal, accordéoniste du groupe Red Cardell
- Jean-Paul Le Bihan, archéologue, romancier et poète